# Bunuri mobile din domeniul artă plastică clasate în patrimoniul cultural național al României aflate în județul Sibiu (tezaur)
Acestă listă conține bunurile mobile din domeniul artă plastică clasate în Patrimoniul cultural național al României aflate la momentul clasării în județul Sibiu.
| Foto | Informații generale | Detalii tehnice | Descriere | Deținător                         | Legături |
| ---- | --- | --- | --- | --------------------------------- | -------- |
|      | Răstignirea Autor: Symon Pictor; Benedictus Moler (pictor) | Datare: prima jumătate a secolului al XVI-lea Școală: Atelier sibian Dimensiuni: 287 x 235 cm (cu rama originală 325 x 220 cm) Material: ulei pe lemn cu intervenții în tempera, aurire | În mijloc, Iisus Christos răstignit pe o cruce care ocupă aproape integral lungimea panoului. Jumătatea inferioară a panoului este ocupată de cartușul cu inscripții cu chenar stacojiu, care în 1545 (ca urmare a Reformei și în baza unei decizii a magistratului Sibiului) a fost pictat peste cele 5 personaje reprezentate inițial (Fecioara Maria și, probabil, apostolul Ioan, Maria Magdalena, Maria Salomea și Maria lui Cleopa), de la care provin resturile de aureole descoperite de către G. Richter în cursul lucrărilor de restaurare. În partea de jos a crucii se disting mâinile împreunate a rugăciune ale Fecioarei Maria, cândva acoperite de fondul cenușiu închis al cartușului cu inscripție. În partea superioară, în fundal, este redat realist și cu mare finețe, une peisaj cu stânci pe care cresc ferigi, tufișuri și chiar brăduți și un pâlc de larice și arbori foioși din dreapta, simbolicul trunchi contorsionat din imediata vecinătate a crucii și lanțul de munți din zare. Compoziție bine structurată, cu numeroase detalii de peisaj, echillibrată cromatic (chiar și după intervenția din 1545), dominată în partea superioară de tonuri de ocru, verde și cenușiu albăstrui și verzui, pusă în valoare de suprafețele aurite, cu decor vegetal în relief, de la extremitatea superioară și de albastrul închis al fondului cartușului cu inscripții aurii, înviorat de stacojiul chenrului. 2 inscripții de o parte și de alta a crucii: MATTAEUS: XI./ VENITE: AD: / ME: OMNES: / QVI: LABORATIS: / ET: ONERATI: EST/IS: ET: EGO: REFO/CILLABO: VOS. / ET: INVENIETIS: RE/QUIEM ANIMABUS VESTRIS (în dreapta crucii); IESAIAS: LIII. / IVSTVS SERVVS: / MEVS: COGNICIO/NE: SVI: IVSTIFICA/BIT: MVLTOS. IBIDEM: / IPSE: PECCAT/VM: MVLTORUM: / TVLIT: ET: PRO: / INIQVIS: ROGAVIT (în stânga crucii); milesimul 15-45 (de o parte și alta a crucii, dedesubtul celor două versete biblice); semnătură prin monogramă: BM (în colțul drept jos). | Parohia Evanghelică C.A., Sibiu   | Cimec    |
|      | Judecătorul regal Petrus Stephanus Adolph von Klausenburger (în registrul inventar: Judecătorul regal Petrus Stephanus Adolph Klausenburger). Pandant: Susanna von Klausenburger născută Adami Autor: Valepagi, Stephan Adolph                                     | Datare: 1759 Școală: Școală transilvăneană Dimensiuni: 1085 x 795 mm Material: ulei pe pânză | Personaj masculin vârstnic, reprezentat pe trei sferturi, în vedere frontală, purtând un costum specific magistraților sași, dar în culori austere: un anteriu și caftan brun brodat cu blană albă, brâu de asemenea brun, de care în dreapta atârnă o chisea de tutun cu broderie argintie, iar în stânga un breloc cu lanțuri de argint, la care se găsesc o cheiță aurie și un sigiliu cu gemă roșie. Mâna dreaptă, cu un inel cu gemă neagră, se sprijină pe măciulia unui baston cu lanț, șnur sau curelușă de culoare argintie. Figură ovală, osoasă, cu gură mică, nas mare, acvilin, ochi mari, de culoare albastră, cu sprâncene cărunte. Peste craniul pleșuv sau ras o perucă toupée. În partea superioară atârnă o draperie de culoare albastru închis, cu ciucuri aurii. În stânga, în dreptul capului personajului, blazonul său de familie: pe un scut italian roșu, spre dreapta, pășind peste munți de argint, o lebădă de argint ce ține în cioc o cunună de lauri. Scutul este timbrat de un coif de argint de tip Bügelhelm, cu beretă, având drept creastă o lebădă de argint cu o cunună de lauri în cioc, spre dreapta heraldică. Lambrechini din aur (dreapta) și argint (stânga) la interior, cu exteriorul albastru (dreapta) și roșu (stânga). Portret expresiv, sugerând demnitatea specifică vârstei și rangului social al personajului, dar într-o manieră rigidă, hieratică, se detașează de fundalul vișiniu. Cromatica ternă întărește această impresie și sugerează că este vorba de un portret funebru, așa cum rezultă și din inscripția de pe partea posterioară a lucrării, în prezent dispărută. | Muzeul Național Brukenthal, Sibiu | Cimec    |
|      | Turci luptând în fața fortificațiilor Autor: BREDAEL, Jan Pieter II van | Datare: primul sfert al secolului XVIII Dimensiuni: L: 755 mm; LA: 930 mm (în registrul inventar: 74 x 93 cm) Material: ulei pe pânză | Lucrarea ilustrează o scenă de luptă desfășurată pe un câmp flancat, în partea dreaptă, de fortificațiile unei localități. În prim plan, caii și siluetele umane apar mai detaliat redate, în culoarea locală (brun, roșu, alb, albastru, negru), dar fără conturarea figurilor personajelor. În perspectiva amplă asupra câmpului se văd grupuri de siluete umane și cai. În fundal, imaginea este împărțită în două registre: cerul cu nori și edificiile unei așezări, iar contururile dealurilor din zare fac trecerea compozițională și cromatică între cele două registre. | Muzeul Național Brukenthal, Sibiu | Cimec    |
|      | Încoronarea Mariei Autor: Anonim, Elsheimer, Adam (după) | Datare: sec. XVII Școală: Școală germană Dimensiuni: L: 505 mm ; LA. 375 mm Material: ulei pe placă de cupru | Într-o compoziție aglomerată, apar în prim-plan numeroase personaje, bărbați și femei, în veșminte preoțești, călugărești dar și laice, seminude (în stg. Sf. Sebastian cu arcul și tolba cu săgeți), în picioare sau așezate, cu gesturi destul de diverse. Sunt sfinți și martiri, prelați… ce țin în mâini însemnele martiriului lor și asistă la încoronarea Mariei. Aici redarea personajelor este mai amănunțită, cu detalii de fizionomie și o bună sugestie de mișcare, cu numeroase culori atent armonizate. În plan median apare o cruce uriașă la baza căreia apar alte personaje feminine, apoi personajele sunt schițate tot mai sumar și se înșiră pe direcții perspectivale spre profunzimea spațiului compozițional, devenind treptat grupuri de siluete la fel de divers și atent armonizate cromatic. În fundal în centru-dreapta, într-o lumină aurie, se disting siluetele Sfintei Maria îngenunchiate, a Domnului și a lui Isus, care îi așează Sfintei Maria coroana pe cap. În jurul lor și pe toată suprafața lucrării apar siluetele de personaje și îngeri plutind pe norii cerești, redați pe alocuri, printre siluete. | Muzeul Național Brukenthal, Sibiu | Cimec    |
|      | Clădire cu coloane în ordin toscan ; pandnt: Clădire cu coloane în ordin doric | Datare: sec. XVII - XVIII Școală: Școală germană Dimensiuni: 450 mm x 340 mm Material: ulei pe pânză | | Muzeul Național Brukenthal, Sibiu | Cimec    |
|      | Clădire cu coloane în ordin doric ; pandant: Clădire cu coloane în ordin toscan | Datare: sec. XVII - XVIII Școală: Școală germană Dimensiuni: 460 mm x 340 mm Material: ulei pe pânză | Într-o perspectivă accentuat diagonală, apar în dreapta compoziției două corpuri de clădire similare și așezate simetric, dar redate din unghi lateral, astfel încât fațada clădirii nu apare frontal. Coloane dorice adosate pereților, ancadramente la ferestre antablamente înalte cu cornișă lată, reliefată, coronamentul orizontal al clădirii fiind decorat de un parapet baroc cu baluștri și sculpturi decorative. Pe treptele clădirii apar siluete stafaj, sugerând o scenă de curte aristocratică sau princiară, în care unui personaj feminin i se duce trena de către un paj copil, în timp ce un curtean îi sărută mâna ceremonios. Centrul compoziției deschide o perspectivă spre grădina-parc din fundal, unde apare și un havuz, dar partea stângă a compoziției e doar vag prezentată cu o statuie parțial reprezentată, astfel încât imaginea apare puțin dezechilibrată. | Muzeul Național Brukenthal, Sibiu | Cimec    |
|      | Clădire cu bazin de apă ; pandant: Clădire cu canal de apă | Datare: sec. XVII - XVIII Școală: Școală germană Dimensiuni: L: 490 mm; LA: 650 mm Material: ulei pe pânză | Desfășurat pe o diagonală scurtă în stânga compoziției, redat parțial și lateral, apare un palat cu două etaje, al cărui parter și prim etaj sunt decorate cu o suită de coloane înalte, lise, cu capiteluri baroce, aliniate sub cornișa acoperișului (brunuri). La mică distanță în fața clădirii, este un fel de edicul cu câteva coloane ce susțin un antablament înalt având un coronament cu urne decorative și formând un fel de nișă acoperită, în care se află două statui masive așezate spate la spate. Apoi urmează un înalt pridvor cu arcade și coronament cu statui, în fața intrării în palat, iar spre fundal câțiva copaci cu frunzișul verde. În fața clădirii se află un bazin cu apă cu câteva trepte, pe care apar siluete de personaje în costumații orientale, iar în apa bazinului se vede un fragment căzut de la o coloană spartă. O perspectivă îngustă spre fundal unde apar câteva clădiri, marchează centrul compoziției, partea dreaptă a peisajului cu arhitecturi fiind ocupată de o balustradă la malul lacului cu copaci aliniați în spatele ei și un spațiu de grădină și promenadă, cu numeroși copaci. | Muzeul Național Brukenthal, Sibiu | Cimec    |
|      | Clădire cu canal de apă ; pandant: Clădire cu bazin de apă | Datare: sec. XVII - XVIII Școală: Școală germană Dimensiuni: L: 495 mm; LA. 650 mm Material: ulei pe pânză | În stânga compoziției apar construcții arhitectonice în manieră barocă, cu elemente decorative antichizante, compunând un fel de pergole și logii masive cu aspect de palat, cu arcuri și bolți, cu coloane, pilaștri și etaj cu balcoane. Printre coloane și înspre prim-plan, apar siluete de personaje ce populează scena până la malul unui lac de grădină aflat în avan-plan. În dreapta compoziției se desfășoară în perspectivă un lung canal de apă, care alimentează bazinul din fața arhitecturilor, aici aflându-se ancorată o barcă cu prova înaltă, pe care apare un steag roșu cu albastru. În avan-plan stânga, se văd câțiva bolovani peste care e căzut un fragment de coloană, iar în extrema stângă lângă un copac, apar o coloană și o statuie, parte a unui templu redat parțial. Pe celălalt mal al canalului, în dreapta compoziției, se văd alte personaje-stafaj redate în culori diverse, iar în extrema dreaptă un șir de copci decorativi, în spatele cărora se văd alte personaje la promenadă. | Muzeul Național Brukenthal, Sibiu | Cimec    |
|      | Furtună pe mare lângă oraș ; pandant: Oraș la mare | Datare: sec. XVII-XVIII Școală: Școală germană Dimensiuni: L: 1090 mm ; LA: 1450 mm Material: ulei pe pânză | Marea agitată cu valuri mari, cerul cu nori de furtună (griuri, nuanțe de alb, tonuri de brun). În stânga compoziției o stâncă înaltă (brunuri), cu un arbust ce se zbate în bătaia vântului (brun, verde). În fundal-dreapta, la malul mării și având munți în spate, apare un oraș-port fortificat, ce se zărește prin pâcla de nori. Centrul și stânga compoziției redau câteva corăbii pe marea agitată, în prim plan o corabie ce se scufundă (se văd doar catarge rupte, resturi din corabie, oameni la apă…), o alta în centrul compoziției e în derivă, cu velele rupte, lovită de valuri și periculos înclinată, iar în extrema stângă, alte corăbii ce se zăresc în depărtare, pe marea în furtună. | Muzeul Național Brukenthal, Sibiu | Cimec    |
|      | Oraș la mare ; pandant: Furtună pe mare lângă oraș Autor: Anonim ; Wittel, Luigi van (?) | Datare: sec. XVII-XVIII Școală: Școală germană? Școală itliană? Dimensiuni: L: 1090 mm ; LA: 1450 mm Material: ulei pe pânză | Peisajul cu orașul-port se concentrează în jumătatea stângă a compoziției. Aici apar construcțiile portuare monumentale, cea a turnului rotund al farului și cea a porții de intrare în oraș, flancată de turnuri și masive ziduri de incintă. Alte două clădiri mai completează reprezentarea detaliată a arhitecturilor, după care panorama orașului se estompează pierzându-se în zarea cețoasă a fundalului cu munți. În partea dreaptă a peisajului e reprezentată marea cu câteva corăbii, galionul cu steagul olandez, fiind redat cu amănunțime, iar în fundal alte câteva corăbii cu multe ambarcațiuni mici în jur. Cerul alburiu-albastru, domină registrul superior și partea din dreapta a compoziției, iar în primele planuri apar câteva bărci plutind între malul din dreapta, construcția portuară din stânga și masivul turn al farului, printre ele fiind numeroase personaje-stafaj. | Muzeul Național Brukenthal, Sibiu | Cimec    |
|      | Peisaj de pădure cu moară; pandant: Peisaj de pădure cu turn | Datare: sec. XVII-XVIII Școală: Școală germană Dimensiuni: L: 690 mm ; LA; 905 mm Material: ulei pe pânză | Peisajul de margine pădure se desfășoară mai mult în registrul inferior al lucrării, unde apar copaci și vegetație deasă pe lângă un drum ce descrie o diagonală din prim-plan stânga spre fundal dreapta. O pată de lumină apare în stânga jos iar copacii cu frunziș des ocupă toată latura stângă a compoziției, redați în tonuri nuanțate de verde închis. Partea dreaptă e dominată de coroana înfrunzită (redată à contre-jour), a unui copac înalt, în centrul compoziției, iar plan median, e redată o moară (neclar în tonuri de brun și pierdută printre copaci). În centru-stânga (la fel de neclar, tot în brunuri), apare o biserică clădită pe o stâncă mai înaltă. Cerul deasupra pădurii sugerează o perspectivă spre fundal unde se văd munți și dealuri în zare. | Muzeul Național Brukenthal, Sibiu | Cimec    |
|      | Peisaj de pădure cu turn; pandant: Peisaj de pădure cu moară | Datare: sec. XVII-XVIII Școală: Școală germană Dimensiuni: L: 690 mm ; LA; 905 mm Material: ulei pe pânză | Peisajul are prim-planul liber, aici apărând doar pământul bătătorit al unui drum și un perete de piatră în dreapta, pe care se vede un joc de lumină. Deasupra sunt câțiva copaci cu rădăcinile ieșite din pământ, dar având coroanele înfrunzite care ocupă tot registrul superior. În stânga compoziției apar câteva dâmburi stâncoase și o casă țărănească (brunuri), iar în depărtare câțiva copaci, apoi dealuri înverzite în zare. În centrul peisajului, aproape acoperit de copaci și vegetație, se zărește în umbră și redat în brunuri, un turn de fortificație cu acoperiș de țiglă și un fragment din curtina ruinată. În centru și stânga compoziției, linia orizontului coboară și cerul cu nori se desfășoară din plan median până în depărtare. | Muzeul Național Brukenthal, Sibiu | Cimec    |
|      | Împărăteasa Elisabetha Christina ; în registrul inventar: Prințesă necunoscută | Datare: Sec. XVII- XVIII Școală: Școală grermană Dimensiuni: L: 1500 mm ; LA: 1140 mm Material: ulei pe pânză | Plasată în prim-plan în centrul compoziției, împărăteasa apare redată în trei-sferturi, cu o expresie sobră (chiar austeră) a figurii, coafura pudrată având podoabe de păr cu briliante. Gestul larg al mâinii drepte indică coroana de aur cu pietre prețioase din stânga compoziției, care stă pe o masă cu o pernă de pluș roșie. Redarea permite detalierea fastuoasei rochii a împărătesei, verde-închis, cu țesătură în fir de aur pe piept și corsaj (până la brâu), cu mantia aurie, care se vede parțial în stânga și dreapta personajului, prinsă de un lanț decorat cu briliante, care stă diagonal pe pieptul modelului. În fundal se sugerează un interior de palat și apare soclul și o parte dintr-o coloană barocă (stânga compoziției), iar pe o mare suprafață a lucrării, o draperie în tonuri de brun cu nuanțe de galben. | Muzeul Național Brukenthal, Sibiu | Cimec    |
|      | Împăratul Carol al VI-lea | Datare: Sec. XVII-XVIII Școală: Școală germană Dimensiuni: L: 1500 mm ; LA: 1150 mm Material: ulei pe pânză | | Muzeul Național Brukenthal, Sibiu | Cimec    |
|      | Peisaj cu copaci și pod ; Peisaj cu copaci și ruine antice | Datare: sec. XVII-XVIII Școală: Școală germană Dimensiuni: L: 360 mm ; LA: 450 mm Material: ulei pe pânză | Doi copaci cu mari coroane înfrunzite domină centrul compoziției, formând un fel de boltă din crengile ce se împreună. În dreapta lucrării apare un drum coborând în scurte serpentine de pe un deal și trecând pe sub arcada frunzișului, iar pe drum sunt câteva personaje-stafaj și un călăreț pe un cal alb. Stafajele redate în tușe scurte de roșu, verde, alb, gri, brun, intervin ca accente cromatice care diversifică tonurile de brun ale drumului. Pe sub bolta copacilor apare în plan median un pod de piatră cu două arcade înalte, apoi fundalul cu munți în zare. Partea stângă a compoziției e dominată de arhitecturile unui oraș (un castel?) cu mai multe clădiri și două turnuri, cu masive ziduri de fortificate și aflat pe un munte. | Muzeul Național Brukenthal, Sibiu | Cimec    |
|      | Peisaj cu copaci și ruine antice ; pandant: Peisaj cu copaci și pod | Datare: sec. XVII- XVIII Școală: Școală germană Dimensiuni: L: 355 mm ; LA: 440 mm Material: ulei pe pânză | În centrul compoziției se desfășoară o perspectivă adâncă spre dealuri înverzite, apoi contururile vagi ale unei fortificații (albastru-alb), iar în zare linia sinuoasă a unor munți redați departe, tot în tonuri de albastru. În dreapta, linia perspectivală e flancată de o stâncă și doi copaci cu coroanele verzi, iar în extrema stângă de ruina unui templu, din care se vede doar un fragment de zid și de acoperiș, apoi o coloană pe un soclu înalt și cu antablament, toate fiind năpădite de vegetație. În prim-plan apar două personaje-stafaj, un bărbat cu pălărie și o bâtă, și o femeie ce ține în brațe un copil pe care pare că-l alăptează (alburi, albastru, roșu, brunuri, gri). Mai la distanță, în fața lor, apar stafajele altor două personaje însoțite de un măgar, iar în stânga, lângă templu, încă două siluete umane. În ansamblul peisajului reprezentat în dominante de verde și brun, aceste stafaje animă imaginea, apărând ca accente cromatice și decorative, care sugerează mișcarea. | Muzeul Național Brukenthal, Sibiu | Cimec    |
|      | Cocoș, găină și iepure de casă ; pandant: Cobai și iepuri de casă | Datare: sec. XVII-XVIII Școală: Școală germană Dimensiuni: L: 235 mm ; LA: 340 mm Material: ulei pe pânză | În centrul compoziției, pe un fond sugerând vag o parte dintr-o ogradă (brun, verde de vegetație), apar în avan-plan, redați de-aproape și amănunțit, un iepure de casă alb (redat frontal), o găină (redată din profil) și un cocoș (redat în semi-profil). Se remarcă jocul cromatic de ansamblu, alburile cu nuanțe brun-gălbui ale blănii iepurelui, crestele roșii ale cocoșului și găinii, alburile cu gri și negru de la penajul găinii și brunul-roșcat cu accente de alb ce dă strălucire penajului cocoșului, a cărui coadă cu pene în verde-oliv și tonuri de negru, rămâne în umbră. | Muzeul Național Brukenthal, Sibiu | Cimec    |
|      | Cobai și iepuri de casă ; pandant: Cocoș, găină și iepure de casă | Datare: sec. XVII-XVIII Școală: Școală germană Dimensiuni: L: 235 mm ; LA: 340 mm Material: ulei pe pânză | În primele planuri apar doi iepuri de casă redați din semi-profil, dar cu capetele îndreptate unul spre celălalt. În fața iepurelui din stânga compoziției e un cobai redat din spate, cu capul față în față cu iepurele (din stânga). Iepurele din dreapta e redat în alb, cu pete de brun pe cap și pe trup, iar cel din stânga (cu o frunză în vârful botului), în alburi, cu numai câteva puncte mici și o mică pată pe trup, lângă cap (tot în nuanțe de brunuri). Cobaiul întors cu spatele spre privitorul tabloului, apare ca o sferă (cu blana în brun nuanțat), având capul doar parțial văzut din spate, dinspre ceafă. Câteva detalii de ambient sugerează o curte de animale și păsări de casă: brun-oranj și verde (pe pământul din fața iepurilor), apoi alte nuanțe de brun și verde sugerând crengi și tufe, în spatele grupului de animale. | Muzeul Național Brukenthal, Sibiu | Cimec    |
|      | Vînătoare de mistreț ; pandant: Căprior Autor: Anonim; Hamilton, Philipp Ferdinand (?)( | Datare: sec. XVII-XVIII Școală: Școală germană (?); Școală austriacă (?) Dimensiuni: L: 720 mm ; LA: 935 mm Material: ulei pe pânză | Pe un dâmb acoperit cu iarbă, la o margine de pădure de brad, în centrul compoziției, apare un mistreț (redat din profil), atacat de câini de vânătoare (brunuri). Unul i s-a suit pe spinare și îl mușcă, în timp ce mistrețul fuge cu gura deschisă (fapt ce sugerează urletele fiarei încolțite) și un alt câine (alb cu pete brun și o zgardă roșie), atacă mistrețul dinspre dreapta sa. În urma celor doi câini și a mistrețului, dintre brazi (stânga compoziției), mai vine în fugă un al treilea câine pregătit și el să atace (câinele e redat parțial, în brunuri, cu pieptul și labele în galben-oranj). În centrul compoziției, deasupra mistrețului atacat de cei doi câini, se vede cerul cu nori albi și un mic grup de patru păsări, iar în extrema dreaptă, în fața mistrețului (spre fundal), e redat un alt pâlc de brazi, lângă care se zăresc alți trei porci mistreți. | Muzeul Național Brukenthal, Sibiu | Cimec    |
|      | Căprior ; pandant: Vînătoare de mistreț | Datare: sec. XVII-XVIII Școală: Școală germană Dimensiuni: L: 750 mm ; LA: 910 mm Material: ulei pe pânză | O compoziție în centrul căreia se află un cerb ce pășește prin iarbă spre o baltă din fața lui (centru-stânga), el fiind flancat în extrema dreaptă de doi copaci cu trunchiuri strâmbe și coroane înfrunzite, iar în extrema stângă de un pâlc de brazi (verzuri), pe lângă care se zăresc siluetele altor cerbi și căprioare (brun). Redat din profil, cu capul spre stânga, cerbul din centrul compoziției (brunuri), apare destul de nefiresc și rigid, cu coarnele lui răsucite, profilându-se pe fundalul cerului cu nori ce domină registrul superior al lucrării. | Muzeul Național Brukenthal, Sibiu | Cimec    |
|      | Căprior în fața pădurii de brad ; pandant: Căprior la apă | Datare: sec. XVII-XVIII Școală: Școală germană Dimensiuni: L: 735 mm ; LA: 915 mm Material: ulei pe pânză | Redat în centru-stânga, având în spate trunchiul strâmb al unui copac cu câteva frunze pe o ramură, căpriorul apare din profil, având capul îndreptat spre dreapta și puțin întors în semi-profil. E pictat în tonuri de brun, cu coarnele tinere cu puține „ramuri”, cu o sugestie (cam rigidă) de mișcare a picioarelor pășind pe iarbă. Întregul trup și capul se profilează pe fondul cerului cu nori din spatele lui și din registrul superior al compoziției. În fața lui se vede un pârâu, dincolo de care apare (în extrema stângă), o margine de pădure de brazi și trupurile redate din spate și în umbră, a doi cerbi greu de observat. | Muzeul Național Brukenthal, Sibiu | Cimec    |
|      | Căprior la apă; pandant: Căprior în fața pădurii de brad | Datare: sec. XVII-XVIII Școală: Școală germană Dimensiuni: L: 735 mm ; LA: 910 mm Material: ulei pe pânză | Lucrarea are o compoziție identică cu cea de la nr. inv. 303 (Căprior) și încă multe detalii identice, de parcă ar fi o copie (în culori mai puternice, mai nuanțate și luminoase), dar apar apoi și unele deosebiri: căpriorul este redat din profil (brunuri), cu capul spre stânga compoziției, ca și cum ar păși spre pârâul din fața lui. Pe malul celălalt al pârâului se vede un cerb așezat pe iarba de lângă apă, iar în spatele lui apare alt animal (un mistreț ?), ce se îndreaptă spre el. Ceva mai departe e și o margine de pădure de brazi, reprezentată în tonuri de verde. Cerul ocupă centrul compoziției și registrul superior, cerbul tânăr apărând profilat pe fundalul de nori. În dreapta compoziției, în spatele căpriorului, la o margine de pădure de foioase, sunt redați doi copaci cu coroane verzi înfrunzite. | Muzeul Național Brukenthal, Sibiu | Cimec    |
|      | Maria Theresia, arhiducesă de Austria ; în registrul inventar: Prințesă în haină albastră | Datare: Sec. XVII-XVIII Școală: Școală germană Dimensiuni: L:1480 mm ; LA: 1140 mm Material: ulei pe pânză | O redare frontală în trei-sferturi a modelului, ce permite portretistului să detalieze costumația fastuoasă, atitudinea demnă și să contureze (destul de convențional) fizionomia viitoarei împărătese. Coafura pudrată cu o decorație de păr cu perle, lasă să atârne pe umeri două lungi meșe de păr, arhiducesa ținând una dintre ele în mâna sa dreaptă. Aceeași mâna se sprijină pe o masă cu sculpturi aurite, (stânga compoziției) pe care, pe o pernă de catifea roșie se vede coroana de arhiduce austriac, cu catifea roșie și bordată cu blană de hermină. Rochia albastră apare detaliat redată, cu bogata decorație în țesătură cu fir de argint, de la corsaj până la talie și cu dantele la mâneci. Modelul are brățări cu perle la încheieturile mâinilor, iar pe umărul stâng e redat un fragment din mantia aurie cu căptușeală de hermină, care apare și lângă coroana din dreapta. Portretul de aparat e parțial evidențiat și de marea draperie (în tușe nuanțate de brunuri), ce apare în fundal-dreapta. | Muzeul Național Brukenthal, Sibiu | Cimec    |
|      | Luptă în defileu Autor: DOUW, Simon van | Datare: a doua jumătate a secolului XVII Dimensiuni: L: 463 mm; LA: 620 mm (în registrul inventar: 46,5 x 63 cm) Material: ulei pe lemn | Lucrarea redă imaginea unui defileu, într-un peisaj muntos, unde este în desfășurare o încăierare între cavaleristii turci și germani, cai și oameni (stafaje) cu gesturi și mișcări bine redate. În prim planul lucrării, în centru, un cavalerist și calul lui alb sunt căzuți la pamânt, iar un alt bărbat aleargă spre stângă. Scena de luptă se încadrează firesc în ambientul peisager cu vegetație și cerul cu nori în registrul superior, iar în fundal, edificiile unei localități. În dominanta de brun a cromaticii, accentele de roșu, alb, albastru evidențiază vestimentația personajelor și caii. | Muzeul Național Brukenthal, Sibiu | Cimec    |
|      | Raiul / Grădina Edenului Autor: COXIE, Michael I, zis Raphael Flamand | Datare: mijlocul secolului XVI Dimensiuni: L: 1760 mm; LA: 1940 mm (în registrul inventar: 172 x 189 cm) Material: ulei pe pânză | Lucrarea are construcția literei Y. Cele două brațe ale literei oferă imaginea unui peisaj de râu cu vegetație bogată pe maluri, iar la piciorul literei este reprezentat un copac care domină imaginea. Adam și Eva sunt redați în fața acestui copac - Copacul Cunoașterii - în momentul în care Eva îi oferă un măr lui Adam. Copacul este încărcat de fructe, un papagal roșu este redat pe o ramură, iar șarpele cel mare este încolăcit în jurul trunchiului, în zona coroanei. Întreaga pajiște este aglomerată de prezența numeroaselor păsări și animale (cămile, urs, leu, leopard, unicorn, iepure, căprioară, struț, curcan, cal, fazan, vulpe...); în partea dreaptă este reprezentat Dumnezeu Tatăl cu scena creării lui Adam și nu departe, crearea Evei din coasta lui Adam, iar in partea stângă izgonirea celor doi din Rai. Lucrarea este realizată în nuanțe de verde, brun, ocru și trei - patru accente de roșu-vermilion. | Muzeul Național Brukenthal, Sibiu | Cimec    |
|      | Ghirlandă de flori cu cinci fluturi (în registrul inventar: Cunună de flori cu cinci fluturi) Autor: BRUEGHEL, Jan | Datare: sfârșitul secolului XVI Dimensiuni: L: 336 mm; LA: 280 mm (în registrul inventar: 33 x 28 cm) Material: ulei pe cupru | Lucrarea reprezintă o mică coroană formată din numeroase flori: narcise albe și galbene, margarete, trandafiri mici, albăstrele, crizanteme, iar în interioarul coroanei sunt cinci fluturi, unii cu aripile desfăcute, alții cu ele apropiate. Efectul decorativ al coroanei este pus în evidență de fundalul neutru (verde închis) al lucrării. | Muzeul Național Brukenthal, Sibiu | Cimec    |
|      | Ghirlandă de flori cu patru fluturi (în registrul inventar:Cunună de flori cu patru fluturi) Autor: BRUEGHEL, Jan | Datare: sfârșitul secolului XVI Dimensiuni: L: 335 mm; LA: 275 mm (în registrul inventar: 33 x 28 cm) Material: ulei pe cupru | Lucrarea reprezintă o mică coroană formată din numeroase flori: narcise albe și galbene, margarete, trandafiri mici, albăstrele, crizanteme, iar în interiorul coroanei sunt patru fluturi, unii cu aripile desfăcute, alții cu ele apropiate. Efectul decorativ al coroanei este pus în evidență de fundalul neutru (verde închis) al lucrării. | Muzeul Național Brukenthal, Sibiu | Cimec    |
|      | Vânat lângă o boltă prăbușită Autor: FYT, Jan | Datare: mijlocul secolului XVII Dimensiuni: L: 810 mm; LA: 1098 mm (în registrul inventar: 81 x 111 cm) Material: ulei pe pânză | În fața unei bolte prăbușite este așezat pe pământ un vânat compus dintr-un iepure, o rață sălbatică, o potârniche și alte două păsări. În partea stângă a capului de boltă un câine de vânătoare privește acest grupaj cinegetic. Lucrarea este realizată în nuanțe de brun închis și deschis, gri, gri-perle, galben-portocaliu, roșu și alb. | Muzeul Național Brukenthal, Sibiu | Cimec    |
|      | Ținutul Rinului cu corăbii (în registrul inventar: Ținutul Rhinului cu corăbieri) Autor: GRIFFIER Jan I | Datare: sfârșitul secolului XVII Dimensiuni: L: 235 mm; LA: 295 mm (în registrul inventar: 23,5 x 29 cm) Material: ulei pe pânză | Câțiva corăbieri, reprezentați la mici dimensiuni, angajați în activități specifice, sunt risipiți din prim plan spre mijlocul panoramei văii Rinului. Contururile dealului din depărtare și malului Rinului bogat în vegetație, sunt realizate cu minuție, într-o tușă delicată în tonuri de verde și brun ce leagă și separă albastrul intens al cerului cu albul și griul său, în partea superioară, și tonurile de verde și gri ale apei, cu nuanțele de verde și ocru ale malului, în partea inferioară a compoziției. Paleta cromatică bogată și nuanțată, dar și detaliile redate cu finețe în reprezentarea personajelor și ale cadrului natural sunt specifice manierei pictorului. | Muzeul Național Brukenthal, Sibiu | Cimec    |
|      | Vânătoare de bâtlani Autor: GRYEFF, Adriaen de | Datare: sfârșitul secolului XVII Dimensiuni: L: 223 mm; LA: 280 mm (în registrul inventar: 22 x 28 cm) Material: ulei pe cupru | În prim plan stânga, doi câini păzesc un bâtlan vânat la marginea unei păduri. În centru - dreapta, un grup de vânători cu șomi și câțiva câini de vânătoare stau în jurul unei fântâni. Fundalul este dominat de un peisaj deluros și de cerul cu nori. Pictorul a folosit game de brun, ocru - auriu, verde și albastru închis, pensulația în tușe fine sau scurte, împăstate. | Muzeul Național Brukenthal, Sibiu | Cimec    |
|      | Vânătoare de bâtlani Autor: GRYEFF, Adriaen de | Datare: sfârșitul secolului XVII Dimensiuni: L: 196 mm; LA: 274 mm (în registrul inventar: 22 x 28 cm) Material: ulei pe cupru | Pe drumul de la marginea unei păduri (partea dreaptă) și un lac (partea stângă) se află un grup de vânători cu câinii lor de vânătoare: un bărbat și o femeie călare pe cai, în fundal dreapta un alt vânător iese cu mulți câini din pădure; în partea stângă, lângă un copac un vânător și cei cinci câini urmăresc încăierarea dintre un șoim și un bâtlan, de deasupra lor. Fundalul este dominat de un peisaj deluros și de cerul cu nori. Pictorul a folosit game de brun, ocru-auriu, verde și albastru închis, pensulația în tușe fine sau scurte, împăstate. | Muzeul Național Brukenthal, Sibiu | Cimec    |
|      | Călători lângă râu într-o pădure Autor: GYSELS, Pieter (?) | Datare: a doua jumătate a secolului XVII Dimensiuni: L: 452 mm; LA: 660 mm (în registrul inventar: 44 x 66 cm) Material: ulei pe pânză | O pădure seculară mirifică este străbătută de un pârâu din fundal spre primul plan. Pe drumul de pădure, pe malul stâng al pârâului, mai mulți călători merg pe jos, alții călare pe cai sau în căruță. În partea stângă a lucrării, un alt grup a poposit lângă un foc. În centrul lucrării, un bărbat s-a oprit cu calul lui bălan, iar doi bărbați lucrează la el ceva cu un ciocan și un clește. Datele lucrării sunt completate cu rafinamentul cromatic, pictorul folosind game reci de verde, brun și albastru în realizarea cadrului natural, cu accente cromatice calde de roșu și ocru la stafaj, precum și de precizia pensulației. | Muzeul Național Brukenthal, Sibiu | Cimec    |
|      | Călători într-o pădure seculară Autor: GYSELS, Pieter (?) | Datare: a doua jumătate a secolului XVII Dimensiuni: L: 455 mm; LA: 660 mm (în registrul inventar: 45 x 66 cm) Material: ulei pe pânză | Într-o pădure mirifică, străbătută de un pârâu mic, mai multe persoane se plimbă în grupuri mici pe drumul de pădure. Unii dintre călători merg pe jos, alții sunt călare pe cai, alții șed să se odihnească lângă copaci. În prim plan, două femei merg ținându-și copii de mână. Datele lucrării sunt completate cu rafinamentul cromatic, pictorul folosind game reci de verde, brun și albastru în realizarea cadrului natural, cu accente cromatice calde de roșu și ocru, precum și de precizia pensulației. | Muzeul Național Brukenthal, Sibiu | Cimec    |
|      | Buchet de trandafiri (în registrul inventar: Flori cu trandafiri) Autor: KESSEL, Jan van cel Bătrân | Datare: mijlocul secolului XVII Dimensiuni: L: 390 mm; LA: 265 mm (în registrul inventar: 38 x 26 cm) Material: ulei pe lemn | Într-o sticlă așezată pe o masă din lemn este pus un buchet de flori compus din patru trandafiri, doi albi și doi roșii, iar lângă ei două flori roșii și o lalea în nuanțe de ocru deschis și roșu vermillion, clopoței în nuanțe de alb-albastru și narcise albe, deasupra cărora zboară un fluture alb. În apropierea trandafirilor este un fluture multicolor; sub flori, pe masă, un cărăbuș și alte insecte printre flori. | Muzeul Național Brukenthal, Sibiu | Cimec    |
|      | Buchet de flori cu un cărăbuș Autor: KESSEL, Jan van cel Bătrîn | Datare: mijlocul secolului XVII Dimensiuni: L: 247 mm; LA: 190 mm (în registrul inventar: 20 x 17 cm) Material: ulei pe lemn | Pe un scaun din lemn este o sticlă în care sunt aranjate diverse flori: trandafiri (alb, roșu, roz, crem), lalele (roșu-ocru deschis și mov-alb) și clopoței (alb-albastru); în jurul florilor zboară doi fluturi multicolori, iar pe scaun sunt un cărăbuș și un gândac mic. | Muzeul Național Brukenthal, Sibiu | Cimec    |
|      | Cunună de flori cu Nașterea lui Isus (în registrul inventar: Nașterea Domnului și o cunună de flori) Autor: KESSEL, Jan van cel Bătrân | Datare: 1654 Dimensiuni: L: 440 mm; LA: 335 mm (în registrul inventar: 43 x 33 cm) Material: ulei pe lemn | În jurul unui ancadrament din piatră este fixată o cunună de flori. Medalionul oval ilustrează scena Nașterii lui Isus (nuanțe de ocru). Cununa este compusă din trei buchete de flori: lalele, zambile, narcise (simple și duble), trandafiri, bujori, garoafe, clopoței. În jurul florilor viu colorate, dar și la baza ancadramentului sunt mai mulți fluturi multicolori și insecte. | Muzeul Național Brukenthal, Sibiu | Cimec    |
|      | Cristos de vorbă cu Nicodim ; pandant: Cristos și samariteana | Datare: sec. XVIII Școală: Școală austriacă Dimensiuni: L: 355 mm ; LA: 415 mm Material: ulei pe pânză | Un interior redat sumar, având două colonete în dreapta, iar deasupra personajelor un fel de lampă rotundă cu mai multe feștile arzând. În centrul compoziției apare Isus cu aureolă în jurul capului, redat din profil, cu veșminte în albastru și roșu, stând la o masă cu cărți pe ea, față în față cu Nicodim. Acesta are o scufie roșie cu alb pe cap, barbă albă și veșminte redate în galben, verde și roșu-oranj. El ține pe genunchi și cu mâna dreaptă, o carte deschisă, în timp ce stânga îi e pe piept și privirea îndreptată spre Isus, care ține coatele pe masă, iar mâinile, ca și când ar face o înșiruire pe degete. Gesturile celor doi sugerează dialogul, iar lumina și umbrele din jurul personajelor, creează o atmosferă de taină. | Muzeul Național Brukenthal, Sibiu | Cimec    |
|      | Cristos și samariteana ; pandant: Cristos de vorbă cu Nicodim | Datare: sec. XVIII Școală: Școală austriacă Dimensiuni: L: 355 mm ; LA: 415 mm Material: ulei pe pânză | Scena se desfășoară lângă un izvor ce curge abundent dintr-o gură de leu, într-un bazin dreptunghiular cu ghizd de piatră, lângă care se află o cană de ceramică (brun). În dreapta compoziției apare Isus (cu veșminte în roșu și albastru), așezat pe marginea de piatră a bazinului, ușor aplecat înainte, făcând cu mâna stângă un gest în sus, iar cu dreapta arătând spre samariteană. Aceasta (în stânga compoziției), stă dinaintea Mântuitorului, cu fața întoarsă spre el (cu veșmintele redate în alb, roșu-oraj și albastru), ținând poala rochiei cu stânga și stând cu mâna dreaptă pe piept, într-o atitudine de smerenie și ascultare. Gesturile sugerează conversația, fizionomiile sunt destul de sumare (mai ales chipul samaritenei), armonia cromatică amintește de cea a icoanelor. | Muzeul Național Brukenthal, Sibiu | Cimec    |
|      | Diana cu vânat Autor: SPRANGER, Bartholomaeus | Datare: sfârșitul secolului XVI Dimensiuni: L: 867 mm; LA: 680 mm (în registrul inventar: 86 x 68 cm) Material: ulei pe pânză | Diana cu bustul voluptos dezbrăcat și cu privirea îndreptată spre privitor, ține în mâna stângă ridicată la nivelul capului o potârnichie, vânat. Diana poartă o bluză ivorie, susținută de un brâu lat maron roșcat, decorat cu o broșă, de care sunt prinse două șiraguri de mărgele, și o fustă roșie. Părul zeiței este strâns, iar la nivelul frunții este prinsă o mică diademă, cu luna crescent, unul din atributele personajului mitologic. În fundal se zărește parțial un peisaj, iar două - trei personaje participă la o vânătoare. | Muzeul Național Brukenthal, Sibiu | Cimec    |
|      | Peisaj deluros cu râu Autor: STEVENS, PETER II | Datare: începutul secolului XVII Dimensiuni: L: 150 mm; LA: 216 mm (în registrul inventar: 15 x 22 cm) Material: ulei pe cupru | Lucrarea redă imaginea unui peisaj deluros, împădurit, cu câteva clădiri în fundal; în partea stângă un râu, iar în prim plan un pod din piatră, pe marginea căruia stau două păsări. În fundal, trei perechi se deplasează în direcții diferite pe terenul denivelat al localității. În copacul din dreapta lucrării se zărește o bufniță pe una din ramurile groase. Tabloul este realizat în nuanțe dominante de verde, ocru și brun. | Muzeul Național Brukenthal, Sibiu | Cimec    |
|      | Încăierare între țărani Autor: VENNE, Pseudo van | Datare: mijlocul secolului XVII Dimensiuni: L: 525 mm; LA: 680 mm (în registrul inventar: 52 x 68 cm) Material: ulei pe lemn | Într-o încăpere rustică modestă, cu mobilier din lemn, cu un butoi și un ulcior răsturnat din care curge lichidul, are loc o înfruntare între doi bărbați. Bărbatul agresiv (pantaloni verzi și cămașă verde închis) este mai voinic; în mâna dreaptă are o sabie pe care o ține ridicată deasupra unui bărbat (cămașă roșie, pantaloni verzi) doborât pe podea, ce se sprijină de masa și scaunul răsturnate, iar cu mâna stângă îl ține de gât. În spatele mesei răsturnate o femeie în vârstă asistă, speriată, la scenă. | Muzeul Național Brukenthal, Sibiu | Cimec    |
|      | Păsări domestice și doi iepuri (în registrul inventar: Păsări și iepuri de casă) Autor: VICTORS, Jacomo | Datare: 1673 Dimensiuni: L: 1100 mm; LA: 8650 mm (în registrul inventar: 109 x 87 cm) Material: ulei pe pânză | Într-un cadru natural, un cocoș alb și o găină redată în nuanțe de brun-auriu stau pe o bârnă, iar pe pământ un cocoș brun-roșcat și doi iepuri de casă, unul negru cu o pată albă la gușă și altul gri-bej sunt grupați lângă o varză, iar in prim plan, un porumbel gri îi privește. | Muzeul Național Brukenthal, Sibiu | Cimec    |
|      | Natură statică cu porumbei (în registrul inventar: Natură moartă și un coș cu porumbei) Autor: VICTORS, Jacomo | Datare: a doua jumătate a secolului XVII Dimensiuni: L: 795 mm ; LA: 977 mm (în registrul inventar: 81 x 99 cm) Material: ulei pe pânză | Într-un cadru natural, într-un coș cu toartă înaltă, se află trei pui de pobrumbei, iar pe marginea lui un porumbel mai mare. În fața coșului sunt doi pepeni, unul întreg și altul despicat și o găină moartă. În partea stângă a tabloului, pe un postament din piatră, sunt trei-patru ciorchini de struguri și în fața lor câțiva porumbei morți. | Muzeul Național Brukenthal, Sibiu | Cimec    |
|      | Țăran și doi călugări ; pandant: La malul mării | Datare: Sec. XVII-XVIII Școală: Școală austriacă Dimensiuni: L: 115 mm ; LA: 118 mm Material: ulei pe lemn | Un peisaj cu o câmpie pustie, redat sumar (mai degrabă schițat), cu o biserică barocă cu un singur turn la fațada de vest (în stânga compoziției) și cerul cu linia orizontului foarte jos, ocupând o mare suprafață a fundalului. Pe acest fundal, în prim-plan apar trei personaje, doi călugări (brunurile sutanelor, alb), unul cu o desagă pe umăr, celălalt cu o cruce în mână, pe care o îndreaptă spre al treilea personaj, un țăran cu un coș în spate, în veșminte în brunuri, albastru, alburi și cu pălăria în mâna stângă. Țăranul tocmai a pus pomană în cana de metal pe care i-o întinde călugărul cu crucea în mână. Concepută în maniera scenei de gen olandeze, lucrarea redă destul de expresiv personajele care au gesturi firești și chiar fizionomiile conturate, o notă ușor ironică simțindu-se în redarea puțin șarjată a figurilor călugărilor. Tușele de culoare largi, deosebit de lejere, dau o puternică senzație de spontaneitate a reprezentări. | Muzeul Național Brukenthal, Sibiu | Cimec    |
|      | La malul mării ; pandant: Țăran și doi călugări | Datare: Sec. XVII-XVIII Școală: Școală austriacă Dimensiuni: L: 115 mm ; LA: 118 mm Material: ulei pe lemn | Tabloul conceput în maniera scenei de gen olandeze, grupează în avanscenă trei personaje (redate în brunuri, roșu, galben, alb, gri), doi bărbați părând negustori (unul cu turban pe cap), discută cu un al treilea (redat din spate, cu un baston în mână), care le indică cu mâna dreaptă o direcție. Fizionomiile sunt mai mult sugerate decât conturate, dar rămân expresive, chiar și figura redată din semi-profil-spate a celui de al treilea personaj, fiind bine surprinsă. Cele trei personaje stau pe malul mării (brun, albastru, albrui, griuri), în dreapta compoziției, pe apă, în spatele lor, apărând și o ambarcațiune cu o pânză desfășurată pe catarg. Întreaga scenă se profilează pe fundalul unui cer vast, ce apare în alb, gri și nuanțe de albastru, cu linia orizontului foarte jos. | Muzeul Național Brukenthal, Sibiu | Cimec    |
|      | Anna Maria von Huttern Autor: Bergmann, Franz Anton (În Registrul inventar lucrarea este înregistrată cu autor ANONIM) | Datare: Ultimul sfert al secolului al XVIII-lea Școală: Atelier transilvănean Dimensiuni: L: 890 mm; LA: 740 mm Material: Ulei pe pânză | Portret de femeie, redat trei sferturi, în picioare, în semiprofil ușor spre dreapta, cu privirea frontală, în ținută de patriciat săsesc. Tânăra are părul șaten închis, ochii căprui. Pe cap poartă o panglică de brocat decorată floral, prinsă lateral cu doua ace de podoabă decorate cu topaze și perle. La gât opt șiruri și la încheieturile mâinilor poartă șase șiruri de perle mici. Decolteul este acoperit cu un voal alb cenușiu cu floricele roșii și verde albăstrui la margine. Corsajul negru este împodobit cu plăcuță cu dantelă albă, fusta neagră largă, șorțul alb încrețit, decorat cu dantelă albă, cordon de metal (aur și argint) decorat cu pietre semiprețioase și pandantivi. Mânecile albe bufante sunt legate la coate cu panglici înflorate. În mâna dreaptă, dusă la piept, ține un fir de trandafir roz, iar în mâna stângă lăsată în jos ține mânerul unui evantai închis. Fondul tabloului este realizat în nuanțe de brun cu trecere, în dreapta portretului, spre verde smaragd, apoi oliv, iar pe laterala dreaptă, compoziția este închisă de o draperie roșie. | Muzeul Național Brukenthal, Sibiu | Cimec    |
|      | Andreas Traugott Krauss, primar din Mediaș (în Registrul inventar, înregistrat ca: Anton Traugott Kraus, primar din Mediaș) Autor: Bergmann, Franz Anton | Datare: Deceniul al doilea al secolului al XIX-lea Școală: Atelier transilvănean Dimensiuni: L: 936 mm; LA: 682 mm Material: Ulei pe pânză | Portret de bărbat (Primarul Andreas Traugott Krauss) reprezentat trei sferturi, în semiprofil spre dreapta într-o atitudine ușor ostentativă, cu privirea frontală. Părul grizonat este tuns scurt și pieptănat spre frunte. Poartă vestă cu guler înalt și veston de culoare neagră, decorate cu brandenburguri și nasturi aurii și jabou alb, plisat. La talie are un brâu lat format din șase șiruri de șnur roșu cu porțiuni metalice aurii, doi ciucuri de șnur auriu și un lănțișor cu pandantiv roșu. Mâna dreaptă cu pumnul strâns este așezată pe cărțile și hârtiile de pe o masă parțial redată, din stânga compoziției, acoperită cu catifea verde închis, cu ornamente empire. Mâna stângă, cu două inele mari, e ținută pe sabia căreia i se vede doar mânerul auriu. Pe degetul mic poartă inelul cu sigiliu. Fundalul verde este dinamizat în stânga compoziției de o coloană canelată redată în nuanțe de verde cu postamente realizate în ocru și brun. Conform unei uzanțe stereotipe importanța personajului generată de rang este subliniată și de blazonul familiei cu o salamandră pe un rug aprins, prezent în compoziție în stânga sus pe coloană. | Muzeul Național Brukenthal, Sibiu | Cimec    |
|      | Portret de femeie Autor: Sockl, Theodor Benedikt | Datare: mijlocul secolului al XIX-lea Școală: Școală transilvăneană Dimensiuni: 840 mm x 680 mm Material: Ulei pe pânză | Portret de femeie, șezând, redată trei sferturi, orientată înspre dreapta, într-un interior. Femeia, de vârstă mijlocie, poartă o rochie elegantă de catifea brun închis, cu decolteu larg, care coboară ușor și pe umeri, cu bustul împodobit cu dantelă. Pe cap are o panglică de dantelă, prinsă cu ace de păr de argint aurit sau aur, împodobite cu pietre prețioase. Poartă bijuterii de aur și argint și pietre prețioase pe degete, la gât, în corsaj, la mâini și în păr. Șede într-un fotoliu tapisat cu brocat albastru. Își sprijină brațul stâng pe brațul fotoliului, iar mâna dreaptă e așezată în poală. În fundal, în dreapta, o coloană, de care se prinde draperia largă cu falduri, ce vine din partea stângă, realizate în nuanțe închise de brun și gri. Semnat dreapta jos: „Theodor Sockl”, datat: 1847. | Muzeul Național Brukenthal, Sibiu | Cimec    |
|      | Peisaj olandez Autor: Voorlaet, V. (în registrul inventar: Verolait ?) | Datare: 1881 Școală: Școală olandeză (în registrul inventar: școală flamandă) Dimensiuni: 540 x 770 mm (în registrul inventar: 54 x 77 cm) Material: ulei pe pânză | Peisaj citadin olandez, cu clădiri de o parte și de alta a unui canal înghețat. Spre centrul lucrării, la malul apei, se văd doi plopi desfrunziți, iar într-un plan mai îndepărtat un pod din piatră. Pe gheață, de o parte și de alta a podului, adulți și copii, de diferite condiții sociale, cu sănii sau patinând. O familie este însoțită de un câine. În partea dreaptă, chiar lângă pod, este ancorată o barcă, iar în plin plan, chiar pe gheață, se vede o femeie care îndepărtează cu mătura zăpada așternută peste gheață. Nu departe de aceasta, pe mal, o femeie rezemată de parapetul canalului discută cu un bărbat care împinge o roabă. Tot în dreapta, o altă discuție, între un personaj care stă în ușa unei case și un altul, aflat în fața treptelor care duc spre aceasta. O femeie urcă pe treptele de la colțul aceleiași clădiri, care permit accesul spre malul canalului. Compoziție grandioasă, bine structurată, în tonuri reci, dominată de griuri verzui și roșietice, cu accente de negru, roșu, ocru și albastru, care înviorează lucrarea. Suprafețele de ocru roșcat ale clădirilor din partea dreaptă a lucrării echilibrează cromatic tonurile reci dominante, încălzind atmosfera, creând impresia unei iluminări mai puternice a malului respectiv, susținută și de reflexele zăpezii așternute pe sol, pe gheață și pe acoperișuri. | Muzeul Național Brukenthal, Sibiu | Cimec    |
|      | [Înălțarea la cer a Sf. Andrei]; în registrul inventar: „Sf. Andrei dus la cer” Autor: Audenaerde, Robert van; (SC.); Zampieri, Domenico, numit Domenichino; (PX.)                                                                                                 | Datare: Sec. XVII-XVIII Școală: Școală flamandă Dimensiuni: L: 232 mm.; LA: 199 mm.; L: 275 mm.; LA: 208 mm.; (margini reduse); în registrul inventar: 0,21: 0,27 Material: acvaforte pe hârtie | Sf. Apostol Andrei este reprezentat nud, sumar drapat, având mâinile ridicate; apostolul este așezat pe un nor și înălțat de îngeri spre cer. În stânga, un înger susține crucea, în dreapta un alt înger privește cu adorație spre Sf. Andrei, iar la picioarele sale, un înger îi prezintă ramura de palmier și cununa de martir. Planșa a patra din seria dedicată vieții Sfântului Andrei, gravată de Robert van Audenaerde după frescele pictate de Domenichino în biserica San Andrea della Valle din Roma. | Muzeul Național Brukenthal, Sibiu | Cimec    |
|      | [Estera în fața lui Assuerus]; în registrul inventar: „Întîlnirea între Estera și Ahasver” Autor: Audenaerde, Robert van; (SC.); Zampieri, Domenico, numit Domenichino; (PX.); Collignon, Louis François; (EX.)                                                    | Datare: Sec. XVII Școală: Școală flamandă Dimensiuni: L: 235 mm.; LA: 210 mm.; L: 242 mm.; LA: 216 mm.; (margini reduse); în registrul inventar: 0,21: 0,24 Material: acvaforte pe hârtie | Scenă din Vechiul Testament, reprezentând momentul în care Esthera își pierde cunoștința în fața regelui Ahasverus, iar acesta se ridică de pe tron, pregătit să îi acorde iertarea. Esthera este susținută de două însoțitoare. Compoziție înscrisă într-un medalion oval. Planșa a treia din seria de patru planșe gravate de Robert van Audenaerde după picturile lui Domenichino din capela Bandini, în biserica San Silvestro al Quirinale, Roma. | Muzeul Național Brukenthal, Sibiu | Cimec    |
|      | [Sacrificiul lui Abraham]; în registrul inventar: „Abraham sacrificînd pe Isac” Autor: Audenaerde, Robert van; (SC.); Maratta, Carlo; (PX.) | Datare: Sec. XVII Școală: Școală flamandă Dimensiuni: L: 430 mm.; LA: 285 mm.; L: 450 mm.; LA: 306 mm.; (margini reduse); în registrul inventar: 0,28: 0,42 Material: acvaforte pe hârtie | Scenă din Vechiul Testament, inspirată din Geneză, 22:9. Momentul reprezentat este cel în care Îngerul oprește mâna lui Abraham ridicată asupra fiului său Isaac, așezat pe altarul de sacrificiu. În plan secund, un înger aduce un miel, pentru a fi oferit ca jertfă. | Muzeul Național Brukenthal, Sibiu | Cimec    |
|      | [David și Bethseba]; în registrul inventar: „Bathseba în bae” Autor: Audenaerde, Robert van; (SC.); Maratta, Carlo; (PX.); Frey, Johann Jacob; (EX.) | Datare: 1728 Școală: Școală flamandă Dimensiuni: L: 460 mm.; LA: 330 mm.; L: 568 mm.; LA: 395 mm.; în registrul inventar: 0,47: 0,335 Material: acvaforte și dăltiță pe hârtie | Scenă din Vechiul Testament, inspirată din Cartea a doua a lui Samuel, 11:2. Plimbându-se pe terasa palatului său, regele David a surprins-o pe frumoasa Bathseba, după ce s-a îmbăiat, în timp ce își făcea toaleta. Sumar drapată, Bathseba își piaptănă părul despletit, privindu-se într-o oglindă ținută de una din însoțitoarele sale. Cealaltă servitoare îi șterge piciorul de apă. | Muzeul Național Brukenthal, Sibiu | Cimec    |
|      | [Înălțarea Fecioarei]; în registrul inventar: „Înălțarea la cer a Mariei” Autor: Audenaerde, Robert van; (SC.); Maratta, Carlo; (PX.); Frey, Johann Jacob; (EX.)                                                                                                   | Datare: 1728 Școală: Școală flamandă Dimensiuni: L: 463 mm.; LA: 420 mm.; L: 523 mm.; LA: 420 mm.; în registrul inventar: 0,46: 0,36 Material: acvaforte și dăltiță pe hârtie | Scena reprezintă înălțarea Fecioarei Maria la cer, purtată de către îngeri, pe un nor. Inscripția stampei citează un vers din Cântarea Cântărilor, Solomon, VI:9, referitor la strălucirea unei apariții, comparată cu aurora; semnificația este completată cu citarea unui fragment din slujba dedicată sărbătorii Înălțării Mariei la cer. | Muzeul Național Brukenthal, Sibiu | Cimec    |
|      | Angelus Domini nuntiavit Mariae; în registrul inventar: „Buna vestire” Autor: Audenaerde, Robert van; (SC.); Maratta, Carlo; (PX.); Frey, Johann Jacob; (EX.) | Datare: 1728 Școală: Școală flamandă Dimensiuni: L: 458 mm.; LA: 335 mm.; L: 545 mm.; LA: 408 mm.; în registrul inventar: 0,46: 0,38 Material: acvaforte și dăltiță pe hârtie | Scena reprezintă Buna Vestire. Arhanghelul Gabriel, ținând în mâna dreaptă un crin înflorit, apare purtat pe nor de îngeri și heruvimi, vestind-o pe Fecioara Maria că va concepe pe Fiul lui Dumnezeu. (Luca 1:26-38). Dumnezeu Tatăl, cu chip uman și Duhul Sfânt, reprezentat prin porumbel, asistă din înaltul cerului la momentul Bunei Vestiri. Titlul stampei, „Angelus Domini nuntiavit Mariae” citează primul vers al rugăciunii „Angelus”, rostite de trei ori pe zi în cultul catolic. | Muzeul Național Brukenthal, Sibiu | Cimec    |
|      | [Madonna del Rosario]; în registrul inventar: „Adorarea Maicii Domnului” Autor: Audenaerde, Robert van; (SC.); Maratta, Carlo; (PX.); Frey, Johann Jacob; (EX.) | Datare: 1728 Școală: Școală flamandă Dimensiuni: L: 660 mm.; LA: 397 mm.; L: 705 mm.; LA: 500 mm.; în registrul inventar: 0,667: 0,40 Material: acvaforte și dăltiță pe hârtie | Pe un postament, între două coloane este reprezentată Madona, care îl susține pe Pruncul Iisus, reprezentat în picioare, oferind un șirag de mătănii (rozariu), Sfintei Zita. Alături de Madona se află Sf. Dominic, care oferă de asemenea un rozariu unei femei pregătită să îngenuncheze. Mai mulți îngeri oferă rozarii și coșuri cu trandafiri unor figuri purtând veșmintele ordinului dominican. Inscripția stampei redă un fragment din „Ecleziastul”, 24:23. | Muzeul Național Brukenthal, Sibiu | Cimec    |
|      | [Prezentarea lui Isus la Templu] Autor: Audran, Benoît; (SC.); Le Brun, Charles; (PX.); Audran, Girard; (EX.) | Datare: Sec. XVII-XVIII Școală: Școală franceză Dimensiuni: L: 650 mm.; LA: 388 mm.; L: 740 mm.; LA: 415 mm. Material: acvaforte și dăltiță pe hârtie | Interiorul Templului din Ierusalim, cu coloane, draperii, chivot și menorah. Pruncul Iisus este ținut în brațe de preotul Simeon, care privește în sus. În stânga, Maria a îngenuncheat și ține mâinile împreunate, privind spre Prunc; în spate, Iosif se apleacă în fața preotului și a Pruncului, iar în dreapta ține cei doi porumbei aduși ca ofrandă. În dreapta se află un grup de patru tineri, unul ținând un sfeșnic și altul o urnă cu capac. În stânga, un grup de patru femei, una având în brațe un prunc nud. Compoziția este încheiată în partea superioară cu un arc de cerc aplatizat, reproducând forma panoului de altar pictat de Charles Le Brun și montat într-un cadru ornamental. | Muzeul Național Brukenthal, Sibiu | Cimec    |
|      | [Jehova apare lui Moise din rugul arzând]; în registrul inventar: „Quel oeil s'ose lever vers Dieu” Autor: Audran, Girard; (SC.); (EX.); Sanzio, Raffaello; (PX.)                                                                                                  | Datare: Sec. al XVII-lea Școală: Școală franceză Dimensiuni: L: 550 mm.; LA: 702 mm.; L: 615 mm.; LA: 845 mm.; în registrul inventar: 0,705: 0,555 Material: acvaforte și dăltiță; hârtie | Gravură după fresca pictată de Rafael în stanza lui Heliodor de la Vatican, Roma. Scenă vechi testamentară, inspirată din „Exod. 3:6”, cunoscută sub numele „Moise și rugul arzând”. Moise, păscând turmele socrului său Jethro, a fost oprit de Îngerul Domnului să nu calce pământul sfânt al Muntelui Horeb. Moise, desculț, îngenuncheat, își acoperă ochii cu mâna, orbit de rugul arzând, din care apare Domnul, poruncindu-i să ias[ din robia Egiptului și să se îndrepte spre țara promisă. | Muzeul Național Brukenthal, Sibiu | Cimec    |
|      | L'empire de Flore; în registrul inventar: „Împărăția Florei” Autor: Audran, Girard; (SC.); (EX.); Poussin, Nicolas; (PX.) | Datare: Sec. al XVII-lea Școală: Școală franceză Dimensiuni: L: 413 mm.; LA: 527 mm.; L: 473 mm.; LA: 602 mm.; în registrul inventar: 0,53: 0,425 Material: acvaforte | Gravură în sens invers față de tabloul lui Poussin, aflat în galeria de la Dresda. Compoziție inspirată din poemul epic „Metamorfoze” al poetului latin Ovidiu. Flora este reprezentată în centrul unei grădini, dansând și răspândind flori, înconjurată de putti. În dreapta este reprezentat Ajax străpungându-și coapsa cu sulița, Clytia privindu-l pe Apollo trecând pe bolta cerească în cvadriga sa, trasă de patru cai și Narcis privindu-și chipul în apa unui vas ținut de nimfa Echo. În stânga, în prim plan sunt Crocus și Smilax; în plan secund este reprezentat Adonis, împreună cu câinii săi și Hyacint, ținând floarea care îi poartă numele. Toate figurile mitologice reprezentate sunt asociate cu numele unor flori. | Muzeul Național Brukenthal, Sibiu | Cimec    |
|      | Ainsy par la vertue s’élèvent les héros; [Intrarea triumfală a lui Alexandru cel Mare în Babilon] Autor: Audran, Girard; (SC.); (EX.); Le Brun, Charles; (PX.) | Datare: 1675 Școală: Școală franceză Dimensiuni: L: 715 mm.; LA: 930 mm.; L: 865 mm.; LA: 1005 mm.; în registrul inventar: 0,93: 0,72; lucrare asamblată din două planșe. Material: acvaforte și dăltiță pe hârtie                                                                                              | Intrarea triumfală a lui Alexandru cel Mare în Babilon. Alexandru este reprezentat într-un car tras de doi elefanți, urmat de suita călare și de purtătorii de ofrande. Scena este amplasată într-un cadru arhitectural fastuos, incluzând și grădini suspendate. | Muzeul Național Brukenthal, Sibiu | Cimec    |
|      | La vertu est digne de l’empire du monde; în registrul inventar: „Lupta dintre Alex. cel Mare și Darius” Autor: Audran, Girard; (SC.); (EX.); Le Brun, Charles; (PX.)                                                                                               | Datare: 1674 Școală: Școală franceză Dimensiuni: L: 720 mm.; LA: 1580 mm.; L: 845 mm.; LA: 1591 mm.; în registrul inventar: 1,59: 0,72; lucrare asamblată din patru planșe. Material: acvaforte și dăltiță pe hârtie                                                                                            | Scenă de luptă la Arbella (Gaugamela), în timpul războiului de cucerire a Persiei. Lupta a avut loc în anul 331 înainte de Christos. Alexandru Macedon călare, cu sabia ridicată, conduce atacul grecilor, având un vultur cu aripile desfășurate deasupra capului său. Darius al III-lea, ultimul rege al dinastiei Achaemenide este reprezentat în dreapta, în carul său de luptă. | Muzeul Național Brukenthal, Sibiu | Cimec    |
|      | La vertu plaist quoi que vaincue; în registrul inventar: „ Al. cel Mare și regele Porus” Autor: Audran, Girard; (SC.); (EX.); Le Brun, Charles; (PX.) | Datare: 1678 Școală: Școală franceză Dimensiuni: L: 715 mm.; LA: 1560 mm.; L: 834 mm.; LA: 1705 mm.; în registrul inventar: 1,59: 0,72; lucrare asamblată din patru planșe. Material: acvaforte și dăltiță pe hârtie                                                                                            | Porus, regele Punjab-ului, este rănit în lupta de la râul Hydaspes, în anul 326 înainte de Christos. Patru soldați îl aduc în fața lui Alexandru Macedon, iar acesta îl tratează cu clemență. Porus a condus în continuare Punjab-ul, în calitate de vasal. | Muzeul Național Brukenthal, Sibiu | Cimec    |
|      | La vertu surmonte tout obstacle; în registrul inventar: „Atacul lui Alex. cel Mare asupra Perșilor” Autor: Audran, Girard; (SC.); (EX.); Le Brun, Charles; (PX.)                                                                                                   | Datare: 1670 Școală: Școală franceză Dimensiuni: L: 720 mm.; LA: 1378 mm.; L: 850 mm.; LA: 1389 mm.; în registrul inventar: 1,39: 0,72; lucrare asamblată din patru planșe. Material: acvaforte și dăltiță pe hârtie                                                                                            | Prima planșă din seria dedicată istoriei lui Alexandru cel Mare, intitulată „Virtutea întrece orice obstacol” sau „Trecerea râului Granicus”. În centrul compoziției, Alexandru este salvat de Cleitus, în timpul atacului perșilor, în cursul luptelor din anul 334 înainte de Christos. | Muzeul Național Brukenthal, Sibiu | Cimec    |
|      | Peisaj cu copaci și cascadă mică Autor: Arthois, Jacques d' | Datare: mijlocul sec. XVII Dimensiuni: L: 383 mm; LA: 475 mm (în registrul inventar: 0, 38 x 0,47 m) Material: ulei pe pânză | La marginea unei păduri (partea dreaptă), pe poteca de lângă ea, un grup format din trei persoane și unul care stă pe trunchiul tăiat al unui copac stau de vorbă. Lângă pădure este o mică cascadă. Personajele au veșmintele viu colorate (roșu, albastru, ocru) și pălării cu bor larg. Nu departe de ei un alt personaj cu haină roșie și pantaloni bej duce în spate o legătură de lemne, fiind cocoșat de greutatea ei. Câțiva boscheți înfloriți delimitează potecile. Între pădure și poteca este albia unui râu în care se scaldă două gâște. În perspectiva îndepărtată se zăresc construcțiile (biserica) unei localități, o altă pădure, contururile munților îndepărtați și cerul albastru cu câțiva nori ușori. | Muzeul Național Brukenthal, Sibiu | Cimec    |
|      | Peisaj păduros cu râu Autor: Arthois, Jacques d' | Datare: mijlocul sec. XVII Dimensiuni: L: 385 mm; LA: 473 mm (în registrul inventar: 0,38 x 0,47 m) Material: ulei pe pânză | Peisajul se desfășoară pe două registre orizontale; prim planul este delimitat de planul secund de o fâșie de teren cu mulți arbori, între care se zărește turla unei biserici, iar în partea dreaptă, două, trei case. Terenul dintre această fâșie și primul plan este străbătut de un râu cu apa lină, pe suprafața căruia se reflectă copacii. Un bărbat cu veșminte ocru-închis, care duce o traistă agățată într-un băț, se îndreptă spre râu. În prim plan, doi bărbați stau de vorbă, unul dintre ei are o haină roșie, pantaloni de vânătoare maron, pălărie cu boruri largi și un câine de vânătoare lângă el, iar al doilea bărbat poartă haine gri-verzui. Trei vaci brun-roșcate însoțite de un bărbat trec pe lângă ei. În planul doi, într-o perspectivă adâncă, se zăresc dealuri înalte înverzite. Nuanțele dominante sunt cele de brun, brun-roșcat, verde, verde-albastru. | Muzeul Național Brukenthal, Sibiu | Cimec    |
|      | Cu caii la adăpat Autor: BERCK - HEYDE, Gerrit Adriaensz | Datare: a doua jumătate a secolului XVII Dimensiuni: L: 370 mm; LA: 480 mm (în registrul inventar: 0,350 x 0,490 m) Material: ulei pe pânză | Pe colina ce domină centrul compoziției este reprezentată o clădire cu turn și un bastion. Zona colinară este delimitată printr-un râu de zona joasă unde sunt ilustrați patru bărbați cu cai; pe malul râului două femei spală, iar una poartă un coș pe cap. În partea dreaptă, în fundal este o mică pădure. Pictorul redă cu mare claritate imaginea în nuanțe de brun și verde, evidențiază câteva zone -bastionul, călărețul din prim plan, calul alb, precum și grupul femeilor care spală - prin fascicole luminoase și prin accente de roșu vermillon, albastru și ocru. | Muzeul Național Brukenthal, Sibiu | Cimec    |
|      | Turmă lângă colibă Autor: Bergen, Dirck van | Datare: a doua jumătate a secolului XVII Dimensiuni: L: 310 mm; LA: 404 mm (în registrul inventar: 0,320 x 0,400) Material: ulei pe lemn | Într-un cadru natural foarte restrâns și bine delimitat, de o colibă din lemn, cei doi copaci de lângă ea, alți doi în spate și un gard din lemn, sunt reprezentate patru vaci, câteva oi și un măgar, văzute din prim plan foarte apropiat. Vaca din centrul lucrării este bălțată, restul sunt brun-roșcat și brun închis. | Muzeul Național Brukenthal, Sibiu | Cimec    |
|      | Philip al II-lea al Spaniei Autor: MOR, Anthonis | Datare: mijlocul sec. XVI Dimensiuni: ф: 67 mm (în registrul inventar: ф: 0,065 m) Material: ulei pe lemn | Portret bust, cu capul ușor întors spre dreapta. Costumul de curte spaniol este mai mult sugerat prin câteva detalii: veston gălbui, tivit cu broderie de aur, cămașa cu guler de dantelă, beretă neagră, decorată cu fir de aur și cu o pană albă de egretă, iar la gât cu colanul de aur al ordinului dinastic ”Lâna de aur”; din medalionul caracteristic din pielea berbecului nu se vede decât un mic fragment din veriga prin care acesta este suspendat de colan, ceea ce ne îndemnă să credem că lucrarea ar putea fi inspirată după un tablou de dimensiuni mai mari. Inițial, în catalogul manuscrus al colecției (A.K.) portretul miniatural a fost atribuit lui Hans Holbein cel Tânăr, deși ca realizare este departe de maniera acestui maestru. Compararea cu alte portrete ale monarhului confirmă identitatea personajului, însă nu și denumirea lucrării (Felipe al II-lea al Spaniei) din vechiul catalog al muzeului. | Muzeul Național Brukenthal, Sibiu | Cimec    |
|      | Turmă în drum spre casă Autor: BLOEMEN, Pieter van zis Standaart | Datare: sfârșitul secolului XVII Dimensiuni: L: 580 mm; LA: 560 mm Material: ulei pe pânză | Peisajul se desfășoară pe două registre orizontale: în prim-planul compoziției, peste o punte care traversează un pârâu de munte, o turmă mică formată din oi, capre, țapi și o vacă roșcată se îndreaptă către ruina din fundal, stânga. În fața turmei este un bărbat cu un cal încărcat cu poveri, iar în spate un alt cal și o femeie pe un catâr; toate acestea sunt realizate în câteva raioane de lumină. În planul secund, un pisc muntos, iar registrul superior este ocupat de cerul cu nori luminosi pe cerul albastru. Centrul și primul plan al lucrării sunt dominate de nuanțe de brun și ocru, cu câteva accente de roșu și albastru, iar fundalul este realizat în verde-albastru și gri-perle. | Muzeul Național Brukenthal, Sibiu | Cimec    |
|      | Golf liniștit Autor: PETERS, Bonaventura | Datare: prima jumătate a sec. XVII Dimensiuni: L: 495 mm; LA: 650 mm (în registrul inventar: 0,50 x 0,65 m) Material: ulei pe lemn | Pe suprafața liniștită a apei, în apropierea țărmului, este reprezentată o ambarcațiune de mari dimensiuni, cu velatura strânsă și cu steagul olandez arborat la catarg. Pe țărm câțiva bărbați se pregătesc să scoată în larg două bărci. În planul secund, pe țărmul stâncos, este redată o construcție impunătoare, asemănătoare unui castel. Atmosfera este ușor cețoasă, iar cerul este parțial acoperit de nori. Lucrarea se remarcă prin echilibrul compozițional, pictorul realizând o îmbinare armonioasă între redarea realistă a cadrului natural și prezența ambarcațiunilor pe luciul apei. Dominanta cromatică este realizată în nuanțe de brun, verde-brun, verde-gri. | Muzeul Național Brukenthal, Sibiu | Cimec    |
|      | Luptă de cavalerie lângă un castel Autor: RUBENS, Arnold Frans | Datare: sfârșitul secolului XVII Dimensiuni: L: 273 mm; LA: 365 mm (în registrul inventar: 0,28 x 0,36) Material: ulei pe pânză | Lângă ruinele unui castel se desfășoară o luptă de cavalerie. Cerul cu elementele de peisaj cadru, mai pregnante în registrul superior al lucrării, prin cromatica în nuanțe de albastru, gri-verde, subliniază grupurile în mișcare. În prim planul lucrării, caii și siluetele umane apar mai detaliat redate, dar fără conturarea figurilor personajelor. Un cal alb și altul brun sunt căzuți alături de călăreții lor în haine roșii și cu turbane albe; pe pământ sunt răspândite arme, coifuri și părți din armuri. În perspectivă îndepărtată se zăresc construcțiile unui oraș. | Muzeul Național Brukenthal, Sibiu | Cimec    |
|      | Luptă de cavalerie ( Bătălie în fața podului) Autor: RUBENS, Arnold Frans | Datare: sfârșitul secolului XVII Dimensiuni: L: 275 mm; LA: 368 mm (în registrul inventar: 0,28 x 0,36) Material: ulei pe pânză | Scena se concentrează în prim plan unde apar călăreți în luptă cu săbiile, cu gesturi dinamice, lângă un pod de piatră ce face legătura cu un oraș ale cărui construcții se zăresc în perspectiva îndepărtată (dreapta), oraș așezat la poalele unui munte. În centrul lucrării, un cal alb este răsturnat între doi bărbați căzuți la pământ, unul cu bustul gol, altul cu o haină ocru închis. Dominanta cerului cu nori, ce ocupă registrul superior, și fundalul sunt redate în nuanțe de gri, alb, albastru, verde, unde apar trupe de cavalerie în luptă sunt văzute de departe prin praf și pâclă. | Muzeul Național Brukenthal, Sibiu | Cimec    |
|      | Tânăr sculptor Autor: SWEERTS, Michiel, zis Cavalier Swartz | Datare: mijlocul sec. XVII Dimensiuni: L: 625 mm; LA: 440 mm (în registrul inventar: 0, 61 x 0,44 m) Material: ulei pe pânză | Lucrarea ilustrează portretul bust al unui tânăr redat în semi-profil, cu privirea îndreptată spre dreapta. Bărbatul cu păr lung, ondulat, are veșminte maron, de sub mâneca stângă a hainei se zărește cămașa albă, iar pe degetul mic al aceleiași mâini un inel. Tânărul își spijină mâinile pe capul sculptat în piatră al unui barbat (Laokoon?) cu barba și părul ondulate și capul întors spre artist. Fondul neutru, maron închis, evidențiază prezența tânărului sculptor și a lucrării sale. | Muzeul Național Brukenthal, Sibiu | Cimec    |
|      | Sinuciderea lui Varus Autor: TYSSENS, Jan Baptist | Datare: a doua jumătate a secolului XVII Dimensiuni: L: 933 mm; LA: 1250 mm (în registrul inventar: 0,94 x 1,23 m) Material: ulei pe pânză | În prim-planul lucrării este reprezentat Varus în veșminte roșii, cu o mantie albastră și coif cu pană, care își străpunge pieptul cu o spadă, iar în fața lui un soldat, în veșminte albastre și mantie roșie- vermillon, care încearcă să-l oprească. La picioarele lui Varus sunt răspândite o mulțime de obiecte de război: un scut, elementele componente ale unei armuri, o tobă (un tambur) și un tun. În fundal sunt câteva corturi, în fața lor, câțiva războinici. Cerul este acoperit de norii plumburii. Dominanta cromatică este realizată în nuanțe de brun-roșcat cu străluciri de email la armură. | Muzeul Național Brukenthal, Sibiu | Cimec    |
|      | Venus în vizită la Vulcan Autor: TYSSENS, Jan Baptist | Datare: a doua jumătate a secolului XVII Dimensiuni: L: 930 mm; LA: 1227 mm (în registrul inentar: 0,92 x 1,23 m) Material: ulei pe pânză | Pictorul îl reprezintă pe Vulcan cu trupul parțial acoperit, cufundat în gânduri, așezat pe o piatră, lângă un steag pe jumătate desfăcut, rezemat de stâncă. Steagul formează o diagonală ce întretaie o a doua diagonală compusă de un alt steag. În partea stângă este redată Venus cu un scut în mâna stângă, în spatele ei un personaj feminin îi pune un coif pe cap, iar alături doi amorași se joacă. Prin deschizătura în stâncă se zărește erupția unui vulcan. În prim plan, numereroase armuri, scuturi și tobe sunt răspândite pe pământ. Dominanta cromatică este realizată în nuanțe de brun-roșcat, cu câteva străluciri de email la armuri, puse în evidență de texturile roșii și albastre. | Muzeul Național Brukenthal, Sibiu | Cimec    |
|      | Luptă între turci și germani Autor: VERSCHURING, Hendrik | Datare: mijlocul sec. XVII Dimensiuni: L: 665 mm; LA: 837 mm (în registrul inventar. 0,66 x 0,84 m) Material: ulei pe pânză | Scena puternic concentrată din prim plan până în fundal, reprezintă o mulțime de călăreți turci și germani, în luptă strânsă, cu săbii, steaguri și cai (albi, brun și altul negru în centru stânga). Luptătorii, unii cu armuri, alții cu veșminte obișnuite, sunt redați cu gesturi expresive, violente. Scena de luptă e flancată în partea stângă de zidurile unei cetăți și de două coloane ale unui edificiu care nu mai există, iar în fundal se zăresc dealuri joase printre norii de praf și fum ce se înalță spre cerul cu nori luminoși, ce domină registrul superior al lucrării. | Muzeul Național Brukenthal, Sibiu | Cimec    |
|      | Autoportret Autor: Dorschlag, Carl | Școală: Școală transilvănenaă Dimensiuni: L: 780 mm; LA: 600 mm Material: ulei pe pânză | Lucrarea reprezintă un autoportret al lui Dörschlag la 59 de ani, redat bust, văzut din față, întors spre stânga 1/3. Pictorul se înfățișează în ținuta unui vechi maestru european. Lumina cade din față dreapta, accentuând figura ce transmite prestanță, siguranță (și chiar o notă de mister), fruntea înaltă, ochii luminoși, cu privirea scrutătoare. Artistul are barbă mare, sură, despicată, după moda celei de-a doua jumătăți a secolului al XIX-lea și mustață. Poartă un costum nobiliar german de secol XVI. Întreaga lucrare, inclusiv fondul pe care se proiectează portretul, este realizată în armonii de brunuri și ocruri. Tabloul amintește prin cromatică, atmosferă și ecleraj de portretistica barocului. Lucrare semnată și datată, stânga sus, cu roșu: “C. Dörschlag. s. i. p. 1891”. | Muzeul Național Brukenthal, Sibiu | Cimec    |
|      | Fecior de țăran sas Autor: Dorschlag, Carl | Școală: școală transilvăneană Dimensiuni: L: 720 mm; LA: 470 mm Material: ulei pe carton | Lucrarea reprezintă un băiat în costum popular săsesc, șezând, cu fața spre privitor, într-o atitudine degajată, într-un interior foarte sumar redat. Copilul este blond, cu bretonul pieptănat pe partea dreaptă. Are trăsăturile inocente, cu drăgălășenia specifică vârstei. Își ține capul în mâna dreaptă, care se sprijină (în cot) de masă. Mâna stângă, cu palma închisă este ținută pe piciorul stâng. Băiatul poartă pălărie neagră, cămașă albă, lungă, cu mâneci largi, prinsă într-o cingătoare, și pantaloni gri închis. La gât are legată o eșarfă gri închis cu carouri brun roșcat. Fondul lucrării este realizat în nuanțe de griuri colorate. Semnătură și datare cu brun roșcat, stânga jos: „C. Dörschlag 08”. | Muzeul Național Brukenthal, Sibiu | Cimec    |
|      | Portretul lui Carl Conradt Autor: Dorschlag, Carl | Școală: școală transilvăneană Dimensiuni: L: 800 mm; LA: 610 mm Material: ulei pe pânză | Portretul îl reprezintă pe dr. Carl Conrad von Heydendorff (1837-1893), avocat, personalitate a vieții culturale și științifice a orașului Sibiu. Lucrarea este realizată conform rețetei picturii academiste: desenul construiește forma și descrie detaliile feței și vestimentației, culoarea se menține într-o gamă restrânsă, tradițională. Modelul este redat bust (până sub piept), profil 1/3 spre dreapta. Personajul are părul șaten, scurt, pieptănat spre spate, cu perciuni care se continuă cu barba bogată, tunsă scurt și mustață. Fruntea este înaltă, cu un început accentuat de calviție; are ochelari. Bărbatul poartă un veston de stofă cafenie, cu buzunare pe piept, închis până la nasturele de sub bărbie, cu reverul stâng răsfrânt. Portretul se profilează pe un fond neutru, în griuri verzui. Lucrarea este semnată (monogramă) și datată, stânga sus, cu cafeniu: „CD02”. | Muzeul Național Brukenthal, Sibiu | Cimec    |
|      | Cap de tătăroaică Autor: Tonitza, Nicolae | Datare: deceniul patru al secolului XX Școală: Școală românească modernă Dimensiuni: L: 590 mm; LA: 485 mm Material: ulei pe carton | Lucrarea reprezintă portretul bust (până aproape de talie) al unei tătăroaice, văzut din profil spre stânga. Trăsăturile femeii, pregnant desenate, au o notă de exotic și senzualitate: pleoapele grele plecate, nasul puternic, buzele pline, bărbia bine conturată. Femeia poartă pe cap un turban ocru gălbui care îi acoperă fruntea, legat în partea superioară, într-un stil specific zonei. Întreaga atenție a artistului se concentrează asupra capului femeii, proiectat pe un fond neutru, tratat într-o pensulație rapidă în care sunt valorificate și efectele de culoare ale suportului. Vestimentația este tratată fugar. Cromatica în nuanțe de brunuri și ocruri cu accente de verzuri. Semnat stânga sus, cu negru: "Tonitza". | Muzeul Național Brukenthal, Sibiu | Cimec    |
|      | Flori roșii Autor: Tonitza, Nicolae | Școală: Școală românească modernă Dimensiuni: L: 380 mm; LA: 280 mm Material: ulei/pânză/hârtie | Central, într-un vas ceramic cu toartă, decorat cu motive populare, este aranjat un buchet cu șapte maci. Roșul florilor este potențat de ocrul fundalului și, mai ales, de verdele frunzelor. Atât planul pe care e așezată cana cât și fundalul sunt acoperite cu țesături populare cu model brun roșcat pe fond ocru. Semnat dreapta spre mijloc, cu brun: „Tonitza”. | Muzeul Național Brukenthal, Sibiu | Cimec    |
|      | Femeie cu doi copii Autor: Tonitza, Nicolae | Datare: primul sfert al sec. XX Școală: Școală românească modernă Dimensiuni: L: 493 mm; LA: 592 mm Material: ulei pe carton | Cele trei personaje feminine sunt prezentate într-un prim plan accentuat, proiectate pe un fundal de peisaj fugar redat. Fiica mai mare (central) și mama (în dreapta ei) sunt redate din profil, iar fiica mai mică, în stânga compoziției, cu chipul întors înspre privitor. Fețele primelor două exprimă suferință, în vreme ce ultima dintre ele are o expresie întrebătoare, realizată prin înclinația capului, ochii mari, rotunzi, specifici copiilor lui Tonitza din perioada următoare, gura ușor întredeschisă. Toate trei personajele au capetele acoperite cu basmale albe (cu conotații simboliste), în vreme ce celelalte elemente ale vestimentației apar mai mult ca pete de culoare: gri închis, ocru, brun, în contrast cu verzurile și griurile colorate din fundal. Semnat stânga sus, cu brun: „N Tonitza”. | Muzeul Național Brukenthal, Sibiu | Cimec    |
|      | Cap de copil Autor: Tonitza, Nicolae | Datare: prima jum. sec. XX Școală: Școală românească modernă Dimensiuni: L: 395 mm; LA: 335 mm Material: ulei pe carton | Ușor înclinat înspre umărul stâng, capul fetiței se conturează pregnant pe fundalul ocru cu ornamente vegetale stilizate în maniera caligramelor artei orientale, petale și frunze răsfirate, caligrafiate fugar. Părul e brun închis pieptănat cu breton, sprâncene bine conturate, la fel gura, pleoapele plecate. Decolteul larg, pune în evidență linia delicată a gâtului și umărului. Linia desenului este delicată, de o marcată tendință decorativă, iar suprafețele colorate sunt vibrate prin modulație, accentuând grația chipului. Cromatica se menține în culori calde: galben și ocru auriu, brunuri palide (pentru chip, decolteu și fundal), roșu (pentru buze și elementul de vestimentație). Semnat dreapta sus, cu brun: „N. Tonitza”. | Muzeul Național Brukenthal, Sibiu | Cimec    |
|      | Zi de târg într-un oraș italian Autor: BREDAEL, Pieter I van | Datare: sfârșitul secolului XVII Dimensiuni: L: 1795 mm; LA: 2255 mm (în registrul inventar: 172 x 226 cm) Material: ulei pe pânză | Lucrarea oferă imaginea plonjantă asupra unui țârg în aer liber, organizat la marginea unui oraș. Edificiile aflate în plan indepărtat, cât și ruinele prezente în prim plan stânga și plan secund dreapta, cu vegetație mediteraneană sunt specifice Italiei. Printre ruine sunt mici târgoveți cu fructe și legume, animale: oi, capre, măgari dar și un păun ce stă pe bara de care este suspendată o elegantă draperie verde închis. Pictorul pune accent pe efectele de lumină și umbră, în tonalități de ocru auriu, brun, brun-roșcat, verde, brun închis, albastru închis, cu câteva accente de roșu și alb. | Muzeul Național Brukenthal, Sibiu | Cimec    |
|      | Bucătăreasă curățind peșe | Datare: sec. XVII-XVIII Școală: Școală germană Dimensiuni: L. 1390 mm. ; LA. 1050 mm. Material: ulei pe pânză | Concepută în maniera scenei de gen olandeze, compoziția se concentrează în primele planuri, sugerând un colț de bucătărie în care o femeie (redată în centru-dreapta) curăță un pește. E redată în trei-sferturi, din profil, cu părul negru, până la umeri, cu fruntea liberă, cu privirea în jos spre masa de dinaintea ei pe care se află peștele și alături un ciubăr de lemn. Bucătăreasa e îmbrăcată cu o bluză albă cu mânecile suflecate, peste care are un fel de vestă-corset roșu cu șireturi negre și o fustă largă redată în brunuri. Fondul brun sugerând un perete, reduce spațialitatea și impune personajul în centrul atenției. Pe perete, stând puse pe cuie, un castron de aramă (dreapta), un vas ceramic cu smalț albastru (stânga) și tot agățate pe un cui, măruntaiele unui porc (ficat, plămâni, inimă, splină). | Muzeul Național Brukenthal, Sibiu | Cimec    |
|      | Mic peisaj cu lac | Datare: sec. XVII-XVIII Școală: Școală germană Dimensiuni: L. 140 mm. ; LA. 170 mm. Material: ulei pe lemn | Peisajul e conceput asimetric, în dreapta compoziției apârând două case albe, cu acoperișuri și pod de lemn (brunuri), în spatele cărora se văd câțiva copaci cu coroane verzi. Lângă case umblând prin iarbă apare silueta-stafaj a unei femei (în roșu-roz și albastru) apoi spre centrul compoziției e redat un mal destul de înalt cu bolovani lângă apă. [Titlul tabloului e impropriu, pentru că e vorba de un râu, a cărui apă trecând pe lângă bolovani lasă dâre albe de spumă, în alb împăstat, destul de stângaci așezat peste brunurile bolovanilor de la mal]. Întreaga jumătate stângă a compoziției redă în primele planuri apa râului, liniștită și limpede (ca a unui lac) în albastru-verzui, cu infuzii discrete de alb, iar spre fundal un mal cu vegetație și în zare munții în lumina palidă a unui amurg târziu. Cerul în albastru-alb cu câteva nuanțe, domină registrul superior, desfășurându-se mai mult în stânga lucrării și deasupra munților. | Muzeul Național Brukenthal, Sibiu | Cimec    |
|      | Boreas răpind pe Oreithyia Autor: Rottmayr von Rosenbrunn, Johann Michael (atribuit) | Școală: Școală austriacă Dimensiuni: L. 470 mm ; LA. 450 mm Material: ulei pe pânză | Compoziția se înscrie într-un tondo realizat în culoare brun și e construită în maniera unei fresce de cupolă dar e executată ca o eboșă, în tușe largi așezate cu dezinvoltură, foarte bogate cromatic cu contraste și nuanțe în treceri bruște cu puține degradeuri. În centru, Boreas înaripat, cu bustul gol, strângând-o în brațe pe Oreithyia nudă, având doar o mantie albastră ce flutură în spatele ei și pe piciorul drept. Protagoniștii sunt înconjurați de o mulțime de putti și alte personaje feminine (în dreapta jos, în oranj și albastru), toate cu fizionomii schițate, plutind pe fundalul unui cer cu nori albi cu multe nuanțe de ocru, galben, albastru, oranj, roșu. În stânga compoziției apare (jos) o scenă terestră cu arcul unui pod peste o apă, pod pe care pare a avea loc o luptă (stafaje numeroase, schițate sumar, cu cai, arme, steaguri) redată de asemenea în multe culori așezate tot cu neglijență, ca într-o eboșă. | Muzeul Național Brukenthal, Sibiu | Cimec    |
|      | Peisaj cu artilerie pe colină ; pandant: Peisaj cu artilerie și cavalerie | Datare: sec. XVII-XVIII Școală: Școală germană Dimensiuni: L. 210 mm. ; LA. 305 mm Material: ulei pe pânză | Peisaj sumar redat, în care cerul cu nori ocupă o mare suprafață din lucrare, fiind pictat destul de convențional și fără efecte, în alburi puțin nuanțate și tonuri de albastru. În fundal se zăresc vag munții pleșuvi, conturați la fel de sumar. În centrul compoziției și în stânga în prim-plan, câțiva cai mânați de soldați trag pe drum un tun iar în dreapta apare un alt atelaj de trei cai și un soldat, care stau la marginea drumului (siluete redate în brunuri, gri, alb, verde, galben). În plan median spre fundal, se vede departe o fortificație (mănăstire?) și alte atelaje venind pe drum (stânga) apoi în dreapta alte șiruri de soldați pe cai (alb, brun, roșu, gri), coborând de pe o colină (brunuri) și îndreptându-se spre drumul din avanscenă, unde apare tunul tras de cai și soldați. | Muzeul Național Brukenthal, Sibiu | Cimec    |
|      | Peisaj cu artilerie și cavalerie ; pandant: Peisaj cu artilerie pe colină | Datare: sec. XVII-XVIII Școală: Școală germană Dimensiuni: L. 215 mm. ; LA. 305 mm. Material: ulei pe pânză | În cadrul unui peisaj deluros sumar sugerat în brunuri și dominat de cerul ocupând registrul superior al imaginii, e redată o scenă de gen militară ce se concentrează în primele planuri ale compoziției. Trupe în marș, cavaleriști pe cai, alți soldați pedeștri cu atelaje de cai trăgând tunuri pe un drum ce trece printre dealuri. Un tun tras de cai apare în dreapta și câțiva soldați care mână atelajul (dominantă de brun, accente de roșu, albastru, în redarea vestimentației militarilor și gri-negru, tunurile). În stânga compoziției apare un alt atelaj de cai trăgând un tun împotmolit la margine de drum și îndreptat în sens opus direcției celuilalt grup de cai și oameni. Soldații de aici (din stânga compoziției), par că încearcă să întoarcă tunul, readucându-l pe direcția de mers a celorlalți (brunuri, roșu). În centrul compoziției, între cele două grupuri de pedeștri artileriști, apare în plan median un pâlc de cavaleriști pe cai (cu vestimentația și caii redați în brunuri, alb, albastru, gri, roșu), călăreți ce se îndreaptă tot spre drumul pe care se înșiră tunurile trase de atelaje. | Muzeul Național Brukenthal, Sibiu | Cimec    |
|      | Buchet de flori cu trandafir alb; pandant: Buchet de flori cu trandafiri roșii | Datare: sec. XVII-XVIII Școală: Școală germană Dimensiuni: L. 600 mm ; LA. 440 mm Material: ulei pe pânză | Un mare buchet de flori în avan-planul compoziției pe toată suprafața pânzei, având flori diverse și bogat redate cromatic, aranjate într-o compunere barocă încărcată. În mijlocul buchetului apare un trandafir alb cu corola deschisă, astfel încât i se pot zări staminele. Buchetul se află într-o vază mare albastră, aproape acoperită de florile ce se revarsă peste marginea ei, iar pe suprafața din jurul vasului mai apar două flori albe și una albastră și câteva frunze verzi. | Muzeul Național Brukenthal, Sibiu | Cimec    |
|      | Buchet de flori cu trandafiri roșii ; pandant: Buchet de flori cu trandafir alb | Datare: sec. XVII-XVIII Școală: Școală germană Dimensiuni: L. 610 mm ; LA. 450 mm Material: ulei pe pânză | Redat pe un fond brun închis cu un ușor ecleraj în stânga, buchetul de flori apare divers și bogat datorită speciilor diferite și diversității formelor și culorilor corolelor ce îl compun, între acestea evidențiindu-se câțiva trandafiri roșii. Compoziția se concentrează în centru și în partea inferioară, unde se desfășoară valul de flori și frunze verzi, aflate într-un mare vas verde. Acesta are forma unei cupe, fiind parțial acoperit de mulțimea plantelor iar lângă vas se află alte două flori roșii, redate cu amănunțime. În registrul superior al compoziției, înscrise pe o verticală, se înalță câteva flori cu corole mici albe și altele în roșu închis, plasate în penumbră. | Muzeul Național Brukenthal, Sibiu | Cimec    |
|      | Buchet de flori cu florile vântului | Datare: sec. XVII-XVIII Școală: Școală germană Dimensiuni: L. 780 mm ; LA. 650 mm Material: ulei pe pânză | Într-o vază glazurată de culoare închisă, având pe pântec flori stilizate aurii și străluciri de lumină, se află un mare buchet de flori diverse, între care se remarcă niște trandafiri albi și trei corole albe de crin. Apar și alte flori cu corole mici albastre, mov, roșii, galbene, oranj printre frunze în verde închis iar în stânga jos, răsfrânte peste buza vasului, se pot zări corolele albastru-închis ale unor zorele („florile vântului”). Fondul întunecat, brun-negru și numeroasele umbre și penumbre, nuanțează cromatica și contribuie la crearea unei atmosfere de liniște și contemplație ușor melancolică. | Muzeul Național Brukenthal, Sibiu | Cimec    |
|      | Pupăză zburând Autor: Hamilton (manieră) | Datare: sec. XVII-XVIII Școală: Școală germană ? / Școală austriacă ? Dimensiuni: L. 350 mm ; LA. 515 mm Material: ulei pe pânză | Un peisaj de câmpie (verde), cu munți departe în zare (tonuri de albastru), iar în prim-plan un pârâu pe malurile căruia apar în verde, tufe, arbuști, copaci (stânga) și apoi, câteva crengi uscate în avan-scenă, în centru și dreapta compoziției (brunuri). Ocupând mare parte din registrul superior al lucrării, redată în mijloc și profilându-se pe albastrul-alb al cerului apare pupăza cu aripile desfăcute ca în zbor. Amănunțimea detaliilor penajului, cromatica în brun-roșcat și negru, cu pete și striații albe, face ca pasărea să pară cu totul artificială, greoaie, ca împăiată, aflată într-o expoziție de zoologie, nu zburând liber în natură. | Muzeul Național Brukenthal, Sibiu | Cimec    |
|      | Isus purtând cununa de spini Autor: Van Lint Pieter (?); Francesco Albani; (după) | Datare: ca. 1650 Școală: Școala flamandă; Școala italiană Dimensiuni: I. 780 mm; LA. 623 mm Material: ulei pe cupru | Isus este reprezentat în această imagine devoțională în postura de "Vir Dolorum", încadrat de doi îngeri care îi pun pe umeri mantia albastră (culoarea Păcii și a Justiției divine, care prefigurează și Înălțarea Sa la cer). Deasupra capului lui Isus, doi îngerași susțin o filacteră cu un fragment de inscripție. Imaginea în oglindă a acestui tablou este redată pe o gravură care se păstreză la Teylers Museum (în Haarlem, Olanda, nr. inv. KG 15861); lucrarea este atribuită unui gravor anonim care a executat-o în cca. 1650 după desenul unui anonim flamand din secolul al XVII-lea. (Se presupune în prezent că autorul tabloului este Pieter van Lint, pictor flamand care a activat cca. 7 ani la Roma.) | Muzeul Național Brukenthal, Sibiu | Cimec    |
|      | Un general englez ; pandant: Soția unui general englez Autor: Sandrart cel Bătrân, Joachim (atribuit) | Școală: Școală germană Dimensiuni: L. 1160 mm ; LA. 960 mm Material: ulei pe pânză | Portret în trei sferturi ușor întors spre stânga, reprezentând frontal figura unui bărbat cu un nas proeminent și mustață și cu o privire ușor melancolică. Întreaga față e încadrată de peruca allonge (castanie cu bucle), ce cade pe spate și pe umeri, peste gulerul alb de mătase cu șnururi sub bărbie. Armura neagră cu străluciri metalice, acoperă pieptul personajului și brațele sale, având dantele albe la încheieturile mâinilor. În diagonală, peste armură, apare o eșarfă albastră cu o decorație aurie în dreptul șoldurilor, iar în josul armurii (dreapta jos), se vede garda sabiei cu mânerul argintat. În mâna sa dreaptă (având un inel cu diamant), care se sprijină pe o măsuță (stânga jos), personajul ține bastonul aurit de general, pe aceeași măsuță acoperită cu pluș albastru, apărând și un coif metalic parțial redat. Plasat în prim-plan, generalul e surprins într-un ușor racursiu ce-i conferă o notă vag monumentală, subliniat fiind și de draperia amplă din spatele lui (redată în brunuri), sugerând o încăpere de palat cu câteva trepte în dreapta compoziției. Figura expresiv-convențională, gesturi firești, detalii de tip baroc în redarea vestimentației. | Muzeul Național Brukenthal, Sibiu | Cimec    |
|      | Soția unui general englez ; pandant: Un general englez Autor: Sandrart cel Bătrân, Joachim (atribuit) | Școală: Școală germană Dimensiuni: L. 1120 mm ; LA. 940 mm Material: ulei pe pânză | Portretul redat pe trei sferturi, al unei femei în rochie lungă albă cu dantele (destul de sumar sugerate), cu decolteu semi-rotund, cu mânecile trei-sferturi având panglici gri la manșete. Are la gât un șirag mic de perle și ține în mâna stângă un evantai (redat în brun deschis și alb-gri) iar mâna dreapta îi stă sprijinită de speteaza unui scaun cu fleuroni și capitonată în roșu. Fizionomia e redată convențional, cu buze rujate roșu, câțiva zulufi pe frunte, privirea destul de puțin expresivă și încadrată de părul lung, brun-închis, căzându-i pe umeri. În spatele personajului, din stânga sus până în dreapta jos, apare o mare draperie roșie cu falduri, care pune pregnant în evidență, chipul și bustul femeii, lăsând să se vadă în stânga compoziției (în spatele scaunului), grilajul unui balcon și o perspectivă spre fațada bogat decorată a unui palat baroc. Apar ferestre cu ancadramente și frontoane, iar pe acoperiș coronamentul format de mai multe statui. | Muzeul Național Brukenthal, Sibiu | Cimec    |
|      | Flagelarea Mântuitorului Autor: Rottenhammer, Johann | Datare: sfârșit de sec. XVI, început de sec. XVII Școală: Școala germană Dimensiuni: L. 290 mm. ; LA. 230 mm. Material: ulei pe cupru | Isus apare legat cu mâinile la spate, cu bustul și picioarele goale, cu barbă și plete, cu capul plecat, dar cu o privire senină și cu aureolă. În stânga, în fața lui, apare un copil negru care-l privește de jos, așezat pe o cuvertură cenușiu-neagră, cu o haină roșietică și pălăriuță albă pe cap. În stânga și dreapta Lui, sunt doi schingiuitori, care-l biciuiesc (gesturi ample, priviri furioase, chipuri dure), redați în roșu-roz cu albastru (cel din stânga) și în galben și albastru (cel din dreapta), apoi încă unul în galben, aplecat. În spatele casapului din stânga se văd câțiva copii pe paviment (galben, roșu, albastru, gri) iar printr-o deschidere între ziduri, ruinele unui castel între copaci și în stânga jos (redați ca stafaje) Maria, Iosif. În dreapta compoziției, sub o boltă înaltă cu o făclie pe perete, apar în arrière-plan încă patru personaje (preoții ?), unul cu un turban pe cap, redați în alb, roșu, galben, albastru-verde, toți privind scena flagelării. Personaje bine redate ca mișcare și gestică, cu figuri destul de evidențiate, un dramatism subliniat și într-o cromatică bogată, rafinat armonizată. | Muzeul Național Brukenthal, Sibiu | Cimec    |
|      | Venus dormind Autor: Gerard (Gerhard), Johann Friedrich | Datare: început de sec. XVIII Școală: Școala germană Dimensiuni: L. 280 mm. ; LA. 370 mm. Material: ulei pe cupru | Venus apare în prim-plan, întinsă pe o mantie roșie, cu capul sprijinit pe mâna sa stângă și cotul mâinii pe un cearșaf alb, ce stă pe o piatră, de lângă un izvor (dreapta jos). Poziția personajului descrie o diagonală din dreapta spre centrul compoziției, trupul fiind ușor întors cu fața către privitor, cu un voal transparent peste șolduri. Capul e redat din profil cu ochii închiși, cu părul negru adunat într-un coc și decorat cu o diademă și șiraguri de perle. În spate apare fondul închis al unui mal abrupt iar în dreapta compoziției trunchiurile unor copaci (griuri, verde), unde se văd două păsări albe. Compoziția mai încărcată în dreapta, lasă să se vadă în stânga un peisaj cu râu și pe celălalt mal, munții în pâclă (griuri, brun, tonuri de verde și albastru), sub cerul cu nori albi și vagi reflexe oranj ale luminii soarelui. Pe cer sunt câteva păsări în zbor redate cu stângăcie, trupul zeiței, având și el o poziție destul de nefirească. | Muzeul Național Brukenthal, Sibiu | Cimec    |
|      | Vânat păzit de doi câini ; pandant: Vânat păzit de câini Autor: Hamilton, Philipp Ferdinand (?) | Datare: sfârșit de sec. XVII, început de sec. XVIII Școală: Școală austracă Dimensiuni: L.360 mm.; LA. 540 mm. Material: ulei pe pânză | Pe fundalul unui peisaj de pădure vag schițat în tonuri închise sugerând amurgul (brunuri, alb, verzuri, albastru închis) apare concentrată în prim-plan un fel de natură statică cu vânat, lângă animalele ucise fiind și doi câini care păzesc. Apare o vulpe în dreapta așezată pe o pușcă (brunuri), în fața ei (în avan-plan) câteva păsări mici ucise (redate în roșu, negru, brun, alb), apoi un cocoș de munte, redat și el în tonuri de negru și alb, cu accente de roșu. Din centru-stânga până în extremitatea stângă a lucrării, apar redați parțial doi câini de vânătoare, unul întins pe pământ (brun, alb), cu o zgardă neagră la gât, celălalt (în alb și negru), șezând sprijinit pe labele din față, având la gât o zgardă roșie. | Muzeul Național Brukenthal, Sibiu | Cimec    |
|      | Vânat păzit de câini ; pandant: Vânat păzit de doi câini Autor: Hamilton, Philipp Ferdinand (?) | Datare: sfârșit de sec. XVII, început de sec. XVIII Școală: Școală austriacă Dimensiuni: L.360 mm. ; LA. 540 mm. Material: ulei pe pânză | | Muzeul Național Brukenthal, Sibiu | Cimec    |
|      | Potârniche zburând ; pandant: Potârnichi speriate Autor: Hamilton, Philipp Ferdinand (?) | Datare: sfârșit de sec. XVII, început de sec. XVIII Școală: Școală austriacă Dimensiuni: L. 410 mm. ; LA. 520 mm. Material: ulei pe pânză | În centrul compoziției, pe fondul unui cer de amurg cu nori albi (în tonuri „murdare” de alb, albastru și de brun-oranj), apare o pasăre în zbor, cu aripile desfăcute. Are capul întors spre dreapta iar dedesubtul ei e schițată o colină cu iarbă și stuf. Potârnichea e redată în tonuri de brun, cu intervenții de oranj, roșu și gri dar cu destulă neglijență și cu o slabă sugestie de mișcare, fapt care face ca zborul să apară greoi, fără grația plutirii în aer, a păsării. | Muzeul Național Brukenthal, Sibiu | Cimec    |
|      | Diana la baie pândită de Acteon Autor: Anonim german | Datare: sec. XVII Școală: Școală germană Dimensiuni: L. 350 mm. ; LA. 490 mm. Material: ulei pe cupru | Într-un amplu spațiu din prim-plan, într-o poiană prin care curge un pârâu, apare Diana cu nimfele sale, o suită de nuduri feminine, bine redate din unghiuri și în poziții foarte diferite, unele având eșarfe și prosoape (roșii, albe, violet, albastre, oranj) cu care se șterg sau își ascund trupul. Câteva dintre ele se scaldă încă în apă, majoritatea au însă gesturi speriate, căci sunt surprinse de vânătorul Acteon, care apare în centrul compoziției înveșmântat în albastru și roșu, cu câinii săi și câteva ustensile de vânătoare. Deja încep să-i crească coarnele de cerb cu care-l pedepsește Diana, care apare în extrema stângă a compoziției, cu o nimfă, un câine și o tolbă cu săgeți lângă ea și încercând să-și ascundă trupul cu un drapaj. În spatele grupului de nimfe e redată o pădure (brun, verde, accente de oranj) iar în mijlocul compoziției copacii lasă loc unei deschideri perspectivale, în fundalul căreia se desfășoară o panoramă asupra unu oraș cu multe clădiri și turnuri iar apoi se văd munții în zare sub cerul senin. | Muzeul Național Brukenthal, Sibiu | Cimec    |
|      | Petrecere venețiană Autor: Heintz cel Tânăr, Joseph (?) | Datare: început de sec. XVII Școală: Școală germană Dimensiuni: L. 280 mm. ; LA. 420 mm. Material: ulei pe lemn | O scenă galantă aristocratică ce se desfășoară în spațiul unei terase care în stânga și dreapta e flancată de zidurile cu ferestre ale unei clădiri cu arhitectură barocă și cu decorații clasicizante. Spre exteriorul terasei apar două coloane ionice susținând un antablament decorativ iar în spațiul dintre ele se desfășoară o panoramă la malul mării, cu două gondole pe apă și un oraș în fundal (Veneția?) apoi contururile vagi ale unor munți în zare (stânga). Pe terasă, în prim-plan apare un cățeluș (alburi, accente de gri) și un fel de frapieră de ceramică cu apă, în care e o carafă, o alta fiind alături. În spațiul din mijlocul terasei apar grupuri de personaje-stafaj: bărbați și femei, aristocrați și preoți, în vestimentație italiană de epocă, în poziții diverse, unele așezate discutând la o masă cu prăjituri și fructe (dreapta), altele perechi ce dialoghează plimbându-se, femei povestind așezate pe scaune lângă o ușă cu ancadrament în piatră, de tip renascentist (stânga). De pe ferestrele laterale (fără geamuri), diverse alte personaje privesc și par să asculte conversațiile celor de pe terasă. Culori numeroase (roșu, negru, galben), gesturi firești, dinamice, fizionomii destul de bine conturate. | Muzeul Național Brukenthal, Sibiu | Cimec    |
|      | Sfânta familie Autor: Heiss, Elias Christoph (atribuit) | Datare: sfârșit de sec. XVII, început de sec. XVIII Școală: Școala germană Dimensiuni: L. 540 mm. ; LA. 410 mm. Material: ulei pe pânză | Un interior de cameră redat în maniera renascentistă italiană dar tributar și scenelor religioase ale lui Dürer. În centrul compoziției apare Familia Sfântă, în stânga Sf. Maria redată din profil cu părul strâns în coc, așezată pe scaun, cu pruncul Isus pe genunchi, îmbrăcată în roșu și albastru. În mijloc apare o masă joasă cu față de masă albă (alb, griuri) și o strachină cu mâncare. În dreapta Sf. Iosif (în albastru), aplecat ușor deasupra mesei, redat din profil, cu vestimentație albastru și făcând un gest cu mâinile. Un înger apare între cele două personaje, redat frontal, în haine roșu-roz cu alb, cu fizionomie masculină, având aripi mari pe spate (griuri), cu mâinile împreunate pe piept și privirea îndreptată asupra pruncului. În avanscenă în stânga apare un coș mare cu merinde (parțial acoperit) iar în dreapta, lângă Iosif, un coș cu pâine, farfurii și tacâmuri și o cană mare din metal. În fundal dreapta se vede parțial un șemineu cu o consolă decorată baroc (în brunuri, gri, cu o perdea alburie) apoi un perete gol (în spatele îngerului) iar în stânga un putti, plutind în aer și ridicând o mare cortină albastră. O cromatică armonioasă, poziții și gesturi firești ale personajelor dar având fizionomiile inexpresive, parcă doar schițate. | Muzeul Național Brukenthal, Sibiu | Cimec    |
|      | Peisaj italian cu vite Autor: Heusch, Guilliam de | Datare: mijlocul secolului XVII Dimensiuni: L: 305 mm; LA: 372 mm (în registrul inventar: 31 x 37 cm) Material: ulei pe lemn | Peisaj italian cu vite. | Muzeul Național Brukenthal, Sibiu | Cimec    |
|      | Peisaj italian cu pârâu Autor: Heusch, Guilliam de | Datare: mijlocul secolului XVII Dimensiuni: L: 310 mm; LA: 370 mm (în registrul inventar: 30,5 x 39 cm) Material: ulei pe lemn | Peisaj italian cu pârâu. | Muzeul Național Brukenthal, Sibiu | Cimec    |
|      | Luptă de cavalerie Autor: Hoye, Nicolaus van | Datare: mijlocul secolului XVII Dimensiuni: L: 415 mm; LA: 495 mm (în registrul inventar: 42 x 49 cm) Material: ulei pe cupru | În această lucrare, scena batailistă are o desfășurare narativă, pictorul prezentând câmpul de luptă în ansamblu, cu numeroasele personaje participante, cu o mare diversitate de poziții, gesturi și mișcări ce sugerează acțiunile maselor de soldați și cai încleștați în luptă sau regrupându-se după încetarea ei. Pictorul impune atenției câteva personaje din avanscenă, ce apar reprezentate mai detaliat, cu costumația, armele și cai lor, pentru ca planurile secunde și fundalul să fie animate de personaje-figuranți (stafaje), cai și soldați, redați sumar, cu gesturi variate, ilustrând o masă agitată. | Muzeul Național Brukenthal, Sibiu | Cimec    |
|      | Cimon alăptat în temniță de fiica sa, Pera Autor: anonim italian, școala de la Roma | Datare: a doua jumătate a sec. XVII Școală: Școală germană Dimensiuni: 1260 x 960 mm (în registrul inventar: 128 x 98 cm) Material: ulei pe pânză | Cimon este reprezentant spre dreapta, ca om vârstnic, cu calviție accentuată, păr și barbă cărunte, nud și legat cu lanțuri, sugând la sânul fiicei sale, Pera. Aceasta șede jumătate spre stânga și în vreme ce îl cuprinde pe după spate cu brațul drept, cu mâna stângă îi întinde tatălui sânul drept. Ea poartă o bluză albă, rochie de culoarea carnației cu corsaj albastru și o mantie brună, care îi acoperă genunchii, iar pe cap are o bonetă cu pană neagră. Părul este strâns într-o cosiță care cade pe umărul drept. Figura pare adaptată după aceea a unui tânăr. Compoziție bine structurată, cu un clar-obscur puternic, dominată de brun și de carnația personajelor, înviorată de accente de gri, alb și albastru. Personajele se detașează de fundal prin efectele de lumină. | Muzeul Național Brukenthal, Sibiu | Cimec    |
|      | Sf. Ieronim Autor: Fiammingo, Enrico | Datare: ca. 1650 Școală: Școala italiană Dimensiuni: I. 700 mm; LA. 600 mm Material: ulei pe pânză | Tabloul, achiziționat ca lucrare a unui anonim italian, este atribuit în prezent pictorului de origine flamandă Hendrik van Somer, cunoscut sub numele de Enrico Fiammingo, stabilit și activ în Italia. Expresivitatea dramatică a figurii sfântului, coloristica vie și claroscurul exagerat sunt amprente ale maestrului pe care pictorul l-a avut în Neapole, Jusepe de Ribera, autor a 44 de versiuni ale acestei teme. | Muzeul Național Brukenthal, Sibiu | Cimec    |
|      | Peisaj cu vite ; pandant: Peisaj cu păstori și țărănci Autor: Kien, Johann Ferdinand | Datare: sfârșit de sec. XVII, început de sec. XVIII Școală: Școală austriacă Dimensiuni: L. 210 mm ; LA. 280 mm Material: ulei pe pânză | Lucrarea de mici dimensiuni, concentrează în prim-plan o scenă de gen cu vite oi și capre, în mijlocul cărora apar două personaje, o ciobăniță așezată jos, iar lângă ea, un cioban culcat pe spate, cu capul în poala ei. Surprinde buna sugestie spațială din acest plan, cu animalele și personajele umane bine redate ca stafaje, în brunuri, alburi, griuri cu nuanțe de galben în redarea animalelor domestice și alb, roșu, albastru la redarea siluetelor umane. Închisă de o muchie de deal cu vegetație (brunuri, nuanțe de verde), care o ecranează și evidențiază, scena e astfel parțial despărțită de fundalul peisagistic cu munți înalți cu vârfuri ascuțite și pante abrupte, redați în griuri alb și tonuri de albastru, sub un cer alburiu cu nori ce capătă nuanțe de oranj. | Muzeul Național Brukenthal, Sibiu | Cimec    |
|      | Peisaj cu păstori și țărănci ; pandant: Peisaj cu vite Autor: Kien, Johann Ferdinand | Datare: sfârșit de sec. XVII, început de sec. XVIII Școală: Școală austriacă Dimensiuni: L. 210 mm ; LA. 280 mm Material: ulei pe pânză | Scena de gen de prim-plan redă foarte bine stafajele animalelor domestice: vaci, oi, capre, un câine (în brun, gri, alb, negru, tonuri de galben) și pe cele ale personajelor umane: un bărbat călare pe un cal (având pălărie pe cap și făcând un gest larg cu mâna) și lângă el o femeie în picioare, ascultându-i spusele (griuri, brunuri, albastru, alb, nuanțe de galben). Marcând o linie orizontală, în centrul compoziției se desfășoară un șir de tufe (verzuri) și apoi în planuri orizontale succesive spre fundal, un peisaj cu râu, un sat pe malul apei (vag sugerat cu case ca mici pătrate în depărtare), alte șiruri de copaci spre fundal și munții în zare (gri, alb, nuanțe de albastru), sub cerul cu nori albi, tonuri de oranj și câteva păsări în zbor, redate în brun. În dreapta compoziției apare un munte mai înalt, redat de asemenea în alburi, griuri și albastru, cu copaci în jur, sugerați vag în verzuri. | Muzeul Național Brukenthal, Sibiu | Cimec    |
|      | Curuț viteaz Autor: Stock, Johann Martin | Datare: copie de sec. XIX Școală: Școală transilvăneană Dimensiuni: L. 930 mm ; LA. 740 mm Material: ulei pe pânză | Portretul făcut de Kupetzky e copiat cu fidelitate, curuțul fiind redat frontal, cu capul și privirea ușor spre dreapta, încruntată cu o expresie hotărâtă chiar agresivă. Fondul neutru, în brunuri nuanțate, evidențiază fizionomia, iar părul înconjurând figura încruntată și barba atenuând partea inferioară a feței, impun și mai mult atenției expresia ochilor. Reprezentarea în trei-sferturi a portretului permite sublinierea expresiei personajului, adăugând armura de metal ce apare în dreapta de sub mantia roșie și apoi mâinile pregătite să tragă sabia din teacă. Aceste detalii amplifică nota de agresivitate a portretului în ansamblu. Cromatica, în griuri (armura), roșu-brun (mantia, în stânga și pe piept), brunri (părul și barba), albul gulerului, fiind destul de restrânsă, e înscrisă în dominanta de brun a întregului portret, unitatea compozițională fiind astfel dublată de cea cromatică. | Muzeul Național Brukenthal, Sibiu | Cimec    |
|      | Peisaj cu capre și oi ; pandant: Peisaj muntos cu capre și oi Autor: Lauterer, Johann | Datare: începutul sec. XVII Școală: Școală austriacă Dimensiuni: L. 210 mm ; LA. 270 mm Material: ulei pe lemn | Scena se concentrează în prim-plan unde apar animalele domestice, o oaie așezată jos, redată frontal, iar lângă ea doi iezi și ei așezați unul lângă altul. În centrul compoziției o capră redată din profil, în picioare, apoi puțin mai în spate, un țap așezat jos, văzut din spate. În dreapta compoziției se vede un peisaj cu o perspectivă spre niște dealuri și un munte în fundal, sub cerul în amurg, cu nori albi cu nuanțe de oranj. În stânga compoziției în spatele caprelor apare un copac mic în dreptul unui zid vertical ce se înalță până în registrul superior, apărând parțial, fără a i se vedea coronamentul. Tabloul e foarte deteriorat și de aceea culorile sunt alterate, se amestecă și bat toate în dominantă de roșu murdar. | Muzeul Național Brukenthal, Sibiu | Cimec    |
|      | Peisaj muntos cu capre și oi ; pandant: Pisaj cu capre și oi Autor: Lauterer, Johann | Datare: începutul sec. XVII Școală: Școală austriacă Dimensiuni: L. 210 mm ; LA. 280 mm Material: ulei pe lemn | Un peisaj de fundal apare bine redat în stânga, cu o perspectivă spre munții din zare (griuri, brunuri, verde), sub cerul albastru cu lungi nori albi, având nuanțe de galben și oranj. În dreapta perspectiva e obturată de tufe și copaci (redați în verde și brunuri), printre care se discerne un fragment de monument (ca o placă funerară cu inscripție), redat în umbră, tot în nuanțe de brun. Scena animalieră din prim-plan, concentrează în centru și dreapta compoziției un grup de animale domestice. Se văd doi iezi (în avanscenă) și un țap/muflon (?), așezați jos (alburi nuanțate, griuri) apoi (în spatele țapului), în umbră, așezat și el, un berbec redat din spate în brunuri. În centrul compoziției apare o capră în picioare, văzută din semi-profil, cu capul ușor întors, cu blana în brunuri și alburi. | Muzeul Național Brukenthal, Sibiu | Cimec    |
|      | Aurora Autor: Leicher, Felix Ivo | Datare: sfârșit de sec. XVIII Școală: Școală germană Dimensiuni: L. 430 mm ; LA. 335 mm (oval) Material: ulei diluat pe hârttie | Încadrată într-un passe-partout oval, pictat în brun închis, Aurora apare în centrul compoziției redată ca o femeie complet nudă, văzută semi-frontal, cu mâna dreaptă ridicată deasupra capului, ca într-un fel de salut. Ea plutește pe cerul cu nori iar în spatele ei flutură o mantie verde deschis, dintre faldurile căreia pare că tocmai a ieșit. În centru-dreapta, mai jos de zeiță pe cer, apar nudurile a doi putti cu aripioare pe umeri, unul redat din față, cu un drapaj în roșu în dreptul taliei, celălalt din spate, cu capul între faldurile dintre care se ridică Aurora, cei doi având între ei o tipsie. În dreapta-jos apar alți doi putti cu aripi, ținând mâinile pe o făclie, unul dintre ei fiind acoperit parțial de o eșarfă albă. Ansamblul apare ca o eboșă, cu trupurile mai bine definite, dar cu fizionomiile doar puțin schițate, cromatica fiind și ea destul de pastelată, palidă, axată pe nuanțe și cu puține contraste. | Muzeul Național Brukenthal, Sibiu | Cimec    |
|      | Natură moartă pe o scândură Autor: Lelienberg, Cornelis | Datare: 1650 Dimensiuni: L: 162 mm; LA: 210 mm (în registrul inventar: 20 x 14 cm) Material: ulei pe lemn | Pe colțul drept al unei mese (ocru-galben) se află o grupare simplă de două păsări așezate pe spate; în stânga un canar iar în dreapta o pasăre cenușie cu pene roșiatice și gri-albăstrui. Pe masă sunt câțiva fulgi de pene alb-crem. Compoziția este mai mult plană, triunghiulară, decât piramidală, deși corpurile celor două păsări, ușor întoarse, sugerează adâncimea. Fundalul este verde-brun, mai deschis în partea centrală. | Muzeul Național Brukenthal, Sibiu | Cimec    |
|      | Port maritim cu turn rotund Autor: Lint, Hendrick Frans van | Datare: începutul secolului XVIII Dimensiuni: L: 222 mm; LA: 280 mm (în registrul inventar: 21,5 x 27,5 cm) Material: ulei pe pânză | Partea dreaptă a lucrării este dominată de imaginea unui turn rotund cu partea superioară în ruină și cu puțină vegetație, un mic dig pe care se află mai multe personaje, și alte edificii specifice Italiei. În centru și partea stângă a lucrării nave cu velatura coborâtă și căteva bărci se află în apropierea țărmului. În prim plan este reprezentată o femeie cu un copil care se îndreaptă de la țărm spre uscat și, nu departe de ei, doi bărbați stau de vorbă lângă câțiva bolovani. Paleta cromatică folosită de pictor este dominată de nuanțe calde de ocru, specifice zonei mediteraneene și zilei la asfințitul soarelui, dar și de cele de brun și verde. | Muzeul Național Brukenthal, Sibiu | Cimec    |
|      | Port maritim cu turn pătrat Autor: Lint, Hendrick Frans van | Datare: începutul secolului XVIII Dimensiuni: L: 222 mm; LA: 280 mm (în registrul inventar: 21,5 x 28 cm) Material: ulei pe pânză | Imaginea redată de pictor este cea a mării văzută de pe țărmul dominat, în partea stângă, de un turn pătrat, un dig și de edificiile specifice Italiei, din plan secund și îndepărtat. Pe suprafața liniștită a mării plutesc două nave mari și trei mai mici, iar o altă ambarcațiune este trasă la țărm. Două grupuri de personaje povestesc pe țărm. Paleta cromatică folosită de pictor este dominată de nuanțe de ocru specifice zonei mediteraneene și zilei la amiază, dar și de nuanțe de verde, brun și câteva accente de roșu, albastru și alb, la vestimentația personajelor. | Muzeul Național Brukenthal, Sibiu | Cimec    |
|      | Peisaj cu turn rotund Autor: Lint, Hendrick Frans van | Datare: începutul secolului XVIII Dimensiuni: L: 215 mm; LA: 275 mm (în registrul inventar: 21,5 x 28 cm) Material: ulei pe pânză | Un turn rotund și construcția în ruină din jurul lui domină peisajul deluros reprezentat de Hendrick Frans van Lint în această lucrare. În prim plan centru, o femeie (bluză albă, jachetă roșie, fustă albastră și șorț alb) cu un bebeluș în brațe, împreună cu un bărbat cu barbă se odihnesc pe o piatră mare, având și două capre în apropiere. În plan secund apar doi bărbați, unul călare pe cal, iar altul șade pe un scăunel din lemn lângă edificiul în ruină. În plan îndepărtat, în zona împădurită și cea colinară, sunt două edificii impunătoare. Cromatica este bazată pe acordul dintre tonurile folosite la redarea peisajului și accentele în realizarea personajelor și vegerației din prim plan; pensulația cu tușe fine probează creația lui Hendrick Frans van Lint. | Muzeul Național Brukenthal, Sibiu | Cimec    |
|      | Castel în ruină lângă lac Autor: Lint, Hendrick Frans van | Datare: începutul secolului XVIII Dimensiuni: L: 215 mm; LA: 275 mm (în registrul inventar: 26,5 x 28 cm) Material: ulei pe pânză | Un castel impozant este reprezentat în fundalul lucrării lui Hendrick Frans van Lint. Ținutul colinar este străbătut de un lac pe marginea căruia se plimbă câteva persomaje și se odihnește un cioban cu o mică turmă de oi. Ziua este senină, numai câțiva nori luminoși sunt pe cerul albastru. Pictorul pune accent pe efectele de lumină și umbră, obținând contraste vizibile în tonlități de verde, brun și ocru. | Muzeul Național Brukenthal, Sibiu | Cimec    |
|      | Lot și fiicele sale Autor: Loth, Carl Johann, zis Carlotto, zis Carlo Lotti | Datare: sfârșitul sec. XVII Școală: Școală germană (în registrul inventar: Școală italiană) Dimensiuni: 980 x 1345 mm (în registrul inventar: 99 x 137 cm) Material: ulei pe pânză | Compoziție triunghiulară cu Lot în centru, seminud și deja în stare de ebrietate, ținând cu ambele mâini bolul în care i s-a turnat vin din amforeta ținuta de fiica din stânga, al cărui umăr drept este deja dezvelit, lăsându-i să se vadă și sânul. Cuprinzând cu mâna stângă umărul lui Lot, ea privește complice, pe la spatele acestuia, spre sora ei, aflată în dreapta, care pare mai sfioasă. În stânga, în fundal, datorită întunericului în care se petrece această scenă, se distinge vag un arbore. Lucrarea este dominată de roșul mantiei lui Lot, ca simbol al crimei de incest, pusă la cale de fiicele sale, în vreme ce mantia fiicei din stânga este de culoare albastru închis, însă de o nuanță mai închisă decât a cerului nocturn, ca aluzie la intențiile ei malefice. Lumina cade mai puternic pe fiica din stânga, evidențiindu-i carnația, în vreme ce Lot și sora ei sunt reprezentați în penumbră. | Muzeul Național Brukenthal, Sibiu | Cimec    |
|      | Peisaj cu castel Autor: M.B. | Datare: prima jumătate a sec. XVIII Școală: Școală germană Dimensiuni: L. 210 mm ; LA. 310 mm Material: ulei pe lemn | În mijlocul unui peisaj deluros cu un râu, apare un mic castel înconjurat de câțiva copaci verzi. Castelul are trei corpuri de clădire cu etaj la fațadă, iar în fața acestora se distinge arcada galeriei porții, apoi în stânga un turn bastionar. Totul redat în brunuri, galben, oranj și verde, acoperișul având țigle roșii. În prim-plan, pe malul râului dinaintea castelului, sunt prezente câteva personaje-stafaj, bărbați, femei, copii, în diverse poziții, unii mergând, alții așezați pe pământ, redați în numeroase culori cu contraste echilibrate, astfel încât animă avan-planul peisajului. În planul median și planurile secunde în spatele castelului, se vede râul, pe care plutesc două ambarcațiuni cu o singură velă (în stânga și dreapta castelului) și alte numeroase personaje aflate în bărci, sau populând malul celălalt al râului. Cerul cu nori albi ocupă registrul superior al compoziției, dominând peisajul spre fundal, unde sunt redate dealuri, copaci, alte clădiri apărând în extrema dreaptă a lucrării. | Muzeul Național Brukenthal, Sibiu | Cimec    |
|      | Salvator mundi (în registrul inventar: Micul Isus) Autor: Marco d’Oggiono ? (atribuire anterioară: Anonim din Milano) | Datare: începutul sec. XVI Școală: Școală italiană Dimensiuni: 410 x 310 mm Material: ulei pe lemn de stejar | Pruncul Isus, nud și dolofan, cu corpul ușor răsucit, calcă pe un măr (simbol al păcatului originar) și arată cu degetul spre crucea pe care o ține în mâna stângă din spate. Ochi încercănați, cu pleoape grele, parcă decupate. În stânga, într-un plan îndepărtat, atârnă un șarpe mort. Compoziție bine structurată, în tonalități de brun și ocru, cu accente de verde. | Muzeul Național Brukenthal, Sibiu | Cimec    |
|      | Cunună de fructe Autor: MERTENS, W. | Datare: mijlocul secolului XVII Dimensiuni: L: 1200 mm; LA: 920 mm (în registrul inventar: 119 x 91 cm) Material: ulei pe pânză | O natură moartă formată dintr-o ghirlandă de fructe, flori și legume este așezată pe un cartuș de piatră de culoare oliv. Construcția este aproape circulară cu o compunere ușor ritmată în cadrul grupajelor, realizată prin fructe, legume, flori și spicele de grâu. Datele lucrării sunt completate cu rafinamentul cromatic în nuanțe de verde, roșu, ocru, oranj și crem, precum și de precizia pensulației. | Muzeul Național Brukenthal, Sibiu | Cimec    |
|      | Grup de stânci cu un om și două vipere ; pandant. Peisaj cu grup de stânci Autor: Meyer, Felix | Datare: sfârșit de sec. XVII, început de sec. XVIII Școală: Școală elvețiană Dimensiuni: L. 290 mm ; LA. 355 mm Material: ulei pe pânză | Imaginea se restrânge la un prim-plan îngust, obturat de trei stânci mari, atent redate în tonuri nuanțate de brun, tente de galben și oranj, accente de verde. Stânca din stânga se înalță și în registrul superior, pe când celelalte două lasă să se vadă cerul albastru cu nori albi. În partea stângă a compoziției, în avanscenă apare un bărbat cu pantaloni brun și cămașă albastră, cu calpac negru pe cap, făcând un gest larg cu mâinile, în cea dreaptă ținând o piatră. Figura personajului este redată doar ca fizionomie nu ca expresie, cu privirea îndreptată în jos, unde dinaintea lui se văd două vipere, pe care intenționează să le lovească cu piatra. În tablou accentul e pus pe redarea oarecum spectaculoasă a stâncilor, într-o cromatică deosebit de nuanțată. | Muzeul Național Brukenthal, Sibiu | Cimec    |
|      | Peisaj cu grup de stânci ; pandant: Grup de stânci cu un om și două vipere Autor: Meyer, Felix | Datare: sfârșit de sec. XVII, început de sec. XVIII Școală: Școală elvețiană Dimensiuni: L. 280 mm ; LA. 350 mm Material: ulei pe pânză | Peisajul se concentrează în primele planuri, avant-planul e liber de detalii și creează o vagă spațialitate, în dreapta apare o stâncă masivă redată în brunuri cu un pic de vegetație (verzuri), care obturează orizontul și în registrul superior al compoziției. În centru - dreapta, o altă stâncă redată în tonuri de galbe-oranj și brun, având în față un bolovan (brunuri, treruri), apoi în dreapta un vârf de munte rotunjit, redat în brun nuanțat și tonuri de gri. Cerul în tonuri de albastru și alb, golul din jurul stâncilor creează o senzație tăcere apăsătoare, de pustietate ca în „creierul munților”. | Muzeul Național Brukenthal, Sibiu | Cimec    |
|      | Luptă de cavalerie și infanterie Autor: MOLYN, Pieter | Datare: mijlocul secolului XVII Dimensiuni: L: 305 mm; LA: 430 mm (în registrul inventar: 30 x 41,5 cm) Material: ulei pe lemn | Pictorul abordează momentul unei lupte de cavalerie, care distruge ultima rezistență a unui grup de infanteriști. Dinamismul scenei, surprins cu deosebire în gesturi și fizionomiile învinșilor este subliniat prin dinamica oblicelor folosite, ca și prin soluția derulării episodului sângeros în peisajul calm al unei întinse câmpii, pictat în culori deschise: alb, albastru. Artistul folosește și nuanțele de oranj și roșu (vestimentația combatanților) pentru înviorarea ansamblului cromatic. | Muzeul Național Brukenthal, Sibiu | Cimec    |
|      | Sf. Francisc Autor: Vecchia, Pietro della | Datare: al doilea sfert al secolului al XVII-lea Școală: Școala italiană Dimensiuni: Î. 1050; LA. 790 cm Material: ulei pe pânză | O versiune foarte apropiată a tabloului lui Pietro della Vecchia de la Sibiu este "Sf. Francisc în meditație", aflat în colecțiile Fondazione Cavallini Sgarbi din Ferrara. Care dintre cele două lucrări este originalul și care este replică de autor rămâne de stabilit. Lucrarea sibiană este realizată în perioada carravagistă a creației artistului venețian, sub evidenta influență a lui Bernardo Strozzi. | Muzeul Național Brukenthal, Sibiu | Cimec    |
|      | Răpirea Europei. Pandant: Venus și Vulcan | Datare: a doua jumătate a sec. XVIII Școală: Școală franceză Dimensiuni: 630 x 850 mm Material: ulei pe lemn de stejar | Jupiter, sub înfățișare de taur cenușiu, împodobit cu o ghirlandă de flori, înoată spre stânga și o poartă în spinare pe Europa, îmbrăcată în alb, care privește spre dreapta și întinde brațul stâng. În jur, în valurile mării, nereide și tritoni, însoțiți de un delfin. Pe deasupra zboară Amor, însoțit de doi putti purtând ghirlande de flori, iar mai la stânga un vultur cenușiu, care duce în gheare mănunchiul de fulgere al lui Jupiter. În dreapta, în plan îndepărtat, se vede un țărm stâncos. Compoziție grandioasă, dominată de griuri albăstrii și violete, din care personajele se detașează prin efecte de lumină și cromatice. | Muzeul Național Brukenthal, Sibiu | Cimec    |
|      | Venus și Vulcan. Pandant: Răpirea Europei | Datare: a doua jumătate a sec. XVIII Școală: Școală franceză Dimensiuni: 630 x 850 mm Material: ulei pe lemn de stejar | Într-un peisaj muntos, Venus în mantie gălbuie, cu un drapaj alb în jurul pieptului și un buchet de flori acoperindu-i sexul. Vulcan, cu spatele spre privitor, îi arată un scut decorat cu mănunchiul de fulgere al lui Jupiter. În stânga, în spate, o nicovală și câțiva ciclopi, care aduc diferite părți ale armurii lui Ahile. În dreapta, în față, un amoraș culcat pe carul lui Venus. Un al doilea plutește prin aer și întinde un arc. Compoziție grandioasă, dominată de ocruri și griuri roșietice, de care personajele se detașează prin efecte de lumină și cromatice. | Muzeul Național Brukenthal, Sibiu | Cimec    |
|      | Heliodor biruit de înger Autor: Salucci, Alessandro; Ricci Sebastiano | Datare: (I) ca. 1658-1660; (II) ca. 1720 Școală: Școala italiană Dimensiuni: Î. 92 mm; LA. 137 mm Material: ulei pe pânză | In interiorul unei bazilici gotice, pictat se presupune de pictorul florentin Alessandro Salucci (Saluzzi), a fost integrată ulterior de către Sebastiano Ricci scena Alungării lui Heliodor din Templu - din Cartea a Doua a Macabeilor -, mai precis episodul în care Heliodor (general al trupelor trimise de Seleucus, regele Siriei, pentru a confisca tezaurul sacru al Templului din Ierusalim) a fost oprit și biciuit de un călăreț și doi îngeri, mesageri ai lui Dumnezeu. Cea mai apropiată versiune cu scena reprezentată în tabloul din colecția sibiană o regăsim într-o abordare a aceleași teme a pictorului Bertholet Flémal (1614-1675, reprezentant de seamă al unui curent artistic de influență franco-romană ce iradia din Liège) - tablou databil în ca. 1658-1660. Ambele scene (a lui Flémal și cea realizată ulterior, se presupune, de Sebastiano Ricci) sunt inspirate din fresca "Stanza dell'Eliodoro" din Vatican, realizată de Raphael între 1511-1514. | Muzeul Național Brukenthal, Sibiu | Cimec    |
|      | Pereche dansând Autor: Richter, Christian | Școală: Școală germană Dimensiuni: L. 290 mm ; LA. 425 mm Material: ulei pe pânză | În centrul compoziției pe fundalul frunzișului și vegetației unei grădini (verzuri nuanțate cu oranj), apare perechea dansând. Fiecare își ține mâna dreaptă împreunată cu a celuilalt/celeilalte și ridicată deasupra capului, în timp ce mâinile lor stângi se mișcă pe lângă corp, bărbatul ținând-o pe a sa la spate, femeia ținându-și șorțul cu mâna. Amândoi au o mișcare a picioarelor în ritmul dansului, sugestia de mișcare fiind bine redată de gestică. Vestimentația bărbatului (care e văzut din spate) e în culori puternice, pălăria neagră, pantalonul galben cu jambiere albe și haina albastră, făcând un contrast viguros. Femeia redată din față, cu figura sumar conturată, poartă o rochie roșu-roz, cu corsaj și decolteu cu bretele pe umeri, cu un șorț alb deasupra și o basma albă pe umeri, fluturând pe spate. În dreapta compoziției se înșiră alte personaje (bărbați și femei, așezați pe scaune sau stând în picioare), privind dansul și (unii) având în mâini și în jur recipiente cu băutură. Trăsăturile fețelor sunt mai precizate în avant-plan și doar schițate înspre fundal, vestimentația fiind și ea redată în culori mai palide. În stânga compoziției (în fața ușii unei tarabe vag redată), apar membri orchestrei, cu viori, clarinet, o tobă de lemn improvizată la care bate un copil în haină roșie. Aceeași redare sumară a figurilor și cromatică palidă a veșmintelor sărăcăcioase dar iarăși mișcarea bine sugerată. | Muzeul Național Brukenthal, Sibiu | Cimec    |
|      | Adorația păstorilor | Datare: început de sec. XVIII Școală: Școală germană Dimensiuni: L. 550 mm. ; LA. 390 mm. Material: ulei pe lemn | O abordare manieristă cu influențe caravagiste în ecleraj, cu redarea unor figuri expresive. Iosif cu lumânarea în mâna stângă (în mijlocul imaginii, în veșmânt roșu) și cei doi păstori cărora le arată pe pruncul Isus, unul redat doar ca fizionomie, celălalt (în stânga), bust, cu mâinile împreunate, cu haina în tonuri de gri-verde. În dreapta compoziției apare Maria, în rochie roșu-roz (ușor decoltată), din care apar mânecile albe ale unei cămăși. Capul îi e acoperit cu un văl alb așezat peste părul strâns în coc, iar privirea e îndreptată în jos spre pruncul Isus, gol, așezat pe spate, (în poziție caracteristică pruncilor), pe un cearceaf alb, cu figura mai mult sugerată. Plasat în centrul compoziției, jos, redat cu mult alb și subliniat prin lumină, pruncul se impune atenției și prin contrast cu cromatica vestimentației celor din jur. În spatele grupului de personaje, prin arcada de piatră a unei ferestre (în dreapta), apare un fragment de peisaj nocturn, cu un castel (redat vag, cu un turn cu creneluri) și pe cer lumina ca de fulger a stelei magilor. | Muzeul Național Brukenthal, Sibiu | Cimec    |
|      | Animale domestice ; pandant: Păstor cu miel Autor: Roos, Cajeta | Datare: început de sec. XVIII Școală: Școala austriacă Dimensiuni: L. 280 mm ; LA. 450 mm Material: ulei pe pânză | Sugerând un interior de grajd întunecos, pictorul redă în prim-plan câteva animale domestice, o capră în stânga, lângă ea așezate jos o oaie cu doi miei (alburi, accente de brun) În centrul compoziției e o vacă, așezată și ea, redată în tonuri de brun. În dreapta, spre fundal, alte două oi așezate jos și o capră în picioare, cu capul aplecat. În plan secund, profilată vag pe fundalul în brun închis, se zărește în centru, o vacă albă. Tot spre fundal, dar în dreapta (redată din profil, în alb și brun), se zărește o altă vacă, în picioare, iar sprijinindu-și coatele de spinarea acesteia, apare (vag conturată), silueta unui grăjdar cu o pălărie pe cap, ce-i acoperă jumătatea superioară a feței. Tonurile închise dau o atmosferă sumbră, dar atenuează unele stângăcii ale reprezentări animalelor. | Muzeul Național Brukenthal, Sibiu | Cimec    |
|      | Păstor cu miel ; pandant: Animale domestice Autor: Roos, Cajetan | Datare: început de sec. XVIII Școală: Școala austriacă Dimensiuni: L. 260 mm ; LA. 450 mm Material: ulei pe pânză | Ca și pandanta sa, compoziția simplă concentrează animalele domestice în prim-plan, profilate pe un fundal cu spațialitate restrânsă, cu lumină palidă și multă umbră, din care siluetele vitelor apar vag, contrate parțial. Pe o diagonală stânga-dreapta ce sugerează un drum, apar o vacă și un măgar pășind obosite. În dreapta, în fața vacii apare o oaie iar lângă măgar (stânga) o alta, apoi vine ciobanul și el cu o oaie pe umeri. Cromatica e axată pe dominanta de brun și are accente de alb în redarea animalelor. Măgarul având o altă oaie, moartă, legată de șa cu capul în jos, este redat în tonuri de gri și brun cu alb. Ciobanul apare cu cămașa roșie, cu pălăria de pe cap redată în brun-gri și cu oaia de pe umeri în alburi. Umbrele puternice sugerează înserarea spre noapte și dau o atmosferă sumbră, accentuează nota de oboseală a grupului și atenuează detaliile și stângăciile redării. | Muzeul Național Brukenthal, Sibiu | Cimec    |
|      | Peisaj cu vite Autor: Roos, Cajetan, genul | Datare: început de sec XVIII Școală: Școala austriacă Dimensiuni: L. 750 mm ; LA. 970 mm Material: ulei pe pânză | O scenă animalieră influențată parțial de maniera pictorilor Bassano, cu un peisaj vag de fundal și scena concentrată în primele planuri, totul într-o semiobscuritate de înserare, în care totuși personaje și animale sunt subliniate de un ecleraj atent dirijat. În jurul unui vacuum central unde apare un foc, sunt așezate câteva oi, un miel și un țap, redați în alb nuanțat și în lumină. În plan median central apare o vacă văzută în semi-profil, dar mai mult în umbră și cu numai câteva „pete de lumină” pe spinare (griuri, negru-cenușiu, tușe de oranj). În dreapta compoziției apare un personaj văzut în semi-profil, dar reliefat prin lumină și prin tonurile de roșu și albastru ale vestimentației, cu albul gulerului cămăși și brunul pălăriei. În spatele personajului apare un câine (brunuri, accente de alb), apoi peisajul cu o ruină cu turn în stânga, în semiobscuritate, cu sugerarea unor munți sub cerul cu câțiva nori albi, parțial evidențiați de lumina unui amurg târziu din fundal (accente și tonuri de oranj, roșu, gri, alb). | Muzeul Național Brukenthal, Sibiu | Cimec    |
|      | Vindecarea orbului ; pandant: Întoarcerea fiului risipitor și pandant: Samariteanul milostiv Autor: Rottmayr, Rosenbrun Johann Franz Michael von | Datare: sfârșitul sec. XVII Școală: Școală austriacă Dimensiuni: L. 1380 mm ; LA. 1740 mm Material: ulei pe pânză | Lucrare concepută în manieră caravagistă, cu personajele redate de aproape spre a fi surprinsă mai bine expresia facială în cheie portretistică. Tot de sorginte caravagistă este folosirea luminii spre a evidenția personajele principale (mai bine redate) și a plasa în umbră pe cele secundare. Figura lui Iisus și cea a orbului în centrul compoziției și în lumină, sunt totuși convenționale, mai firești apărând gesturile și de asemenea unele dintre personajele secundare (Sf. Petru în stânga jos, cu părul alb și femeia din dreapta). Construcția cvas-simetrică centrează și ea pe cei doi protagoniști al legendei biblice. Anatomia orbului e viguros evidențiată, accentul fiind pus și pe mâinile unora dintre personaje, în timp ce vestimentația (în roșu, brun, alb, accente de negru), e neglijată și plastic fără importanță. | Muzeul Național Brukenthal, Sibiu | Cimec    |
|      | Samariteanul milostiv ; pandant: Vindecarea orbului și pandant: Întoarcerea fiului risipitor Autor: Rottmayr, Rosenbrun Johann Franz Michael von | Datare: sfârșitul sec. XVII Școală: Școală austriacă Dimensiuni: L. 1380 mm ; LA. 1720 mm Material: ulei pe pânză | În centrul compoziției, nud până la brâu și subliniat prin lumină apare omul rănit, care este înconjurat de alte trei personaje. Samariteanul e în dreapta jos, fiind personajul cel mai bine portretizat, cu capul acoperit cu turban alb cu dungi galbene, în jurul unui fes roșu și cu figura subliniată de barba albă. Celelalte două figuri, bărbatul ce ține capul victimei (în centrul compoziției) și femeia din stânga, sunt doar sugerate, nu propriu-zis conturate, chiar și chipul rănitului fiind mult în umbră. Gesturile personajelor sunt ample dar bine surprinse și firești. Dominanta de roșu a ansamblului vrea să accentueze dramatismul scenei, iar intervențiile de alb (peste șalele rănitului) și albastru (veșmântul samariteanului), sunt menite a evidenția și prin culoare (uneori așezată în tușe neglijente – în dreapta și fundal), pe principalii protagoniști ai scenei biblice. | Muzeul Național Brukenthal, Sibiu | Cimec    |
|      | Sală cu coloane ; pandant: Fântână arteziană cu obeliscuri Autor: Saeys, Jakob Ferdinand | Datare: 1725 Școală: Școală austriacă Dimensiuni: L. 700 mm ; LA. 900 mm Material: ulei pe pânză | În centrul compoziției, o intrare de palat baroc cu paviment „în tablă de șah” (alb-negru), o colonadă impresionantă susținând o suită de bolți semirotunde ale unei galerii, care creează o perspectivă adâncă. În stânga și dreapta, dispuse simetric, două corpuri de clădire cu parterul tot cu decor arhitectural baroc, cu ancadramente la ferestre și colonete angajate. La etaj, două terase largi având un parapet cu baluștri baroc și coloane susținând un antablament masiv, de asemenea dispuse simetric față de colonada din centru și profilate pe cer (alb-cenușiu cu accente de albastru). Întregul palat e redat în brunuri, oranj și griuri, iar printre coloane și în fața ferestrelor de la parter apar câteva personaje-stafaj (roșu, galben, gri), ce animă staticul arhitecturii. | Muzeul Național Brukenthal, Sibiu | Cimec    |
|      | Fântână arteziană cu obeliscuri ; pandant: Sală cu coloane Autor: Saeys, Jakob Ferdinand | Datare: 1725 Școală: Școală austriacă Dimensiuni: L.720 mm ; LA. 910 mm Material: ulei pe pânză | Redarea unei grădini cu un aliniament de obeliscuri în perspectivă în stânga și dreapta unui bazin cu apă, pe care plutesc câteva lebede și în mijlocul căruia se află o fântână arteziană din care se înalță un jet de apă. În plan median (în spatele bazinului) apar două clădiri identice dispuse simetric, cu coloane de malahit și capiteluri aurite, înălțându-se până la nivelul unui etaj și care susțin un antablament încheiat cu un parapet cu baluștri baroc, pe care din loc în loc se găsesc mari ghivece cu arbori pitici, care se disting cu greu pe fondul albastru închis al cerului spre înserare. Cromatica este axată pe brunuri și oranj, albastrul-verde al apei apare cam dens, lebedele albe sunt redate sumar. Spre fundal mai apare o scară de piatră ce urcă spre o grădină, apoi se disting coroanele a doi copaci dispuși simetric față de ea și culorile amurgului în adâncul zării. | Muzeul Național Brukenthal, Sibiu | Cimec    |
|      | Peisaj cu vite ; pandant: Peisaj cu vas cu pânze Autor: Schalch, Johann Jakob | Datare: a doua jumătate a sec. XVIII Școală: Școală germană Dimensiuni: L. 420 mm ; LA. 585 mm Material: ulei pe pânză | În prim-plan, central, pe malul unui lac, printre ierburi, apar câteva vite și oi, un cioban (din spate, cu bâta în mână) și un câine. Animalele și personajul sunt redate ca siluete-stafaj în brunuri, negru, accente de alb. În fața grupului de animale se vede apa lacului și apare o barcă în stânga compoziției, apoi alte două bărci la mal, în dreapta. Tot în dreapta, pe malul înalt, apar câteva case (brunuri), iar pe munte, mai sus de ele, un castel cu ziduri înalte, cu donjonul între ele și turnuri de apărare (brunuri, oranj, roșu). Pe malul celălalt (stânga compoziției, în plan median), dincolo de barcă mai apar două siluete umane redate á contre-jour, iar mai sus pe o pantă, câțiva copaci și o altă casă (brun, oranj, verde). Mai departe spre fundal, se deschide o perspectivă peste apa lacului, flancată în stânga și dreapta de maluri muntoase, înalte și abrupte, dispuse aproape simetric, subliniate și de verticalele unor copaci. În zare apare cerul în amurg, cu nori albi, colorați cu tonurile de oranj ale luminii soarelui. | Muzeul Național Brukenthal, Sibiu | Cimec    |
|      | Peisaj cu vas cu pânze ; pandant: Peisaj cu vite Autor: Schalch, Johann Jakob | Datare: a doua jumătate a sec. XVIII Școală: Școală germană Dimensiuni: L. 420 mm ; LA. 585 mm Material: ulei pe pânză | Un peisaj-cadru cu un lac redat printre dealuri golașe și munți puțin înalți care îi flanchează malurile în stânga și dreapta compoziției, urmând o linie perspectivală ce duce până la lina orizontului. Cerul ocupă întreg registrul superior al imaginii, cu tonurile sale de alb, oranj, gri și nuanțe de brun și albastru. Doar în extremitatea stângă apar câțiva copaci subțiri, care se înscriu pe o verticală ce leagă cele două registre, profilându-și frunzișul pe cer. În primele planuri ale acestui peisaj, pe malul lacului, apar câțiva cai, oi și un cioban cu câinele său. Mai în stânga, în planurile secunde ale compoziției, sunt redate o ambarcațiune cu până la malul apei și apoi o casă mică, ambele lucrate în tonuri și nuanțe de brun, cu accente de oranj și verde. | Muzeul Național Brukenthal, Sibiu | Cimec    |
|      | Peisaj stâncos ; pandant: Peisaj cu stânci Autor: Schinnagel, Max Josef | Datare: început de sec. XVIII Școală: Școala austriacă Dimensiuni: L: 105 mm ; LA. 145 mm. Material: ulei pe lemn | Tabloul pare mai mult o eboșă, fiind realizat doar în culoare, în dreapta apărând câteva stânci mici și bolovani printre tufe, totul fiind redat în prim-plan și cu o spațialitate redusă. Culoarea este diversă și nuanțată, așezată în tușe largi de verde, brun, galben, gri. În stânga compoziției se deschide o „fereastră perspectivală”, lăsând să se vadă (tot eboșat și în tușe largi), un fragment de peisaj cu munți în zare (în alb, albastru, griuri), sub cerul albastru cu nori albi totul destul de sumar redat. | Muzeul Național Brukenthal, Sibiu | Cimec    |
|      | Peisaj cu cai ; pandant: Peisaj cu vaci Autor: Schinnagel, Max Josef | Datare: a doua jumătate a sec. XVIII Școală: Școală austriacă Dimensiuni: L. 675 mm ; LA. 880 mm Material: ulei pe pânză | În avanscenă apar numeroși cai fără harnașament, păscând liberi, stând așezați pe iarbă mișcându-se, surprinși de pictor în diverse poziții, redați din diverse unghiuri (din față, din spate, din profil), unii văzându-se doar parțial. Caii sunt de diverse rase și culori (brunuri, alb, galben, negru, gri), iar printre ei apar câțiva mânji și în centrul compoziției în plan secund (doar parțial redată), apare o vacă păscând (brun-roșcat). În centrul compoziției, în plan median, e redat un pâlc de copaci cu coroane înfrunzite verzi, care obturează perspectiva spre fundal evidențiind primele planuri în care apar caii. În extreme peisajul e flancat de alți copaci cu trunchiurile și coroanele parțial redate, iar între copacii din centru și cei din extremele compoziției, se deschid două linii de fugă perspectivale spre fundalul peisajului, în care mai apare o colibă la marginea unui pârâu (dreapta), apoi o suprafață de câmpie cu ierburi și tufe întinzându-se până în zare, unde se zăresc prin pâclă munții sub cerul albastru cu nori. | Muzeul Național Brukenthal, Sibiu | Cimec    |
|      | Peisaj cu vaci ; pandant: Peisaj cu cai Autor: Schinnagel, Max Josef | Datare: a doua jumătate a sec. XVIII Școală: Școală austriacă Dimensiuni: L. 690 mm ; LA. 900 mm Material: ulei pe pânză | Desfășurându-se pe întreaga suprafață a primelor planuri ale compoziției, apar redate (în diverse poziții și surprinse din diverse unghiuri), câteva vaci păscând (brunuri, accente de alb), iar în extrema dreaptă a compoziției două capre redate în tonuri de alb. În stânga compoziției, în plan secund, în spatele vacilor apare un cioban stând lângă un copac, în picioare cu bâta în mână (brun, roșu, pălărie neagră), pe aproape, printre copitele vacilor fiind și un câine (brun, gri, alb-gălbui). În spatele scenei animaliere, spre fundal se desfășoară o perspectivă amplă cu copaci în stânga și cu un mic lac, având două bărci, în dreapta compoziției. Tot în dreapta, în plan median (dincolo de malul lacului), e redat un castel cu plan rectangular și turnuri de colț rotunde, având numeroase ferestre pe două etaje, castel transformat din fortăreață în palat-reședință aristocratică. E înconjurat de vechile curtine din piatră (năpădite pe alocuri de vegetație), cu două masive turnuri fortificate în stânga și dreapta unei porți înalte, baroce. În dreapta, în spatele zidurilor castelului, se văd (redate parțial printre copci), câteva clădiri, dependințe ale castelului sau case ale unui sat. Dincolo de castel, peisajul se întinde pe o câmpie ce se pierde în zare sub cerul cu nori albi ce evidențiază contururile castelului. | Muzeul Național Brukenthal, Sibiu | Cimec    |
|      | Răpirea Elenei Autor: Rottmayr, Rosenbrun Johann Franz Michael von (Atribuit) | Datare: sfârșit de sec. XVII Școală: Școală austriacă Dimensiuni: L. 840 mm ; LA. 740 mm Material: ulei pe pânză | O scenă amplă cu numeroase personaje în diverse plasări în spațiul compoziției, de diverse mărimi, cu gesturi și poziții diferite. În centru se apare semi-nudă Elena (din Troia), pe care o răpesc doi soldați greci cu zale pe piept (cel din stânga cu o mantie roșie și sabia la brâu), care vor să o urce pe o corabie spre a o readuce lui Menelaos, după înfrângerea troienilor. În fundal apar ziduri de incintă puternice, ce se văd în noapte, la lumina incendiului cetății, apoi apare în negru, ca o umbră, un cal ce fuge speriat de vâlvătaia focului. În jurul grupului din jurul Elenei apar și alte personaje secundare, redate neclar, parcă doar schițate, ca și corabia cu un catarg și o velă, ce apare în dreapta compoziției. Cromatica în dominantă de roșu cu tonuri de alb și galben, pare așezată în tușe spontane, cu o oarecare neglijență, fapt ce accentuează impresia de schiță pregătitoare pe care o are tabloul în ansamblu. | Muzeul Național Brukenthal, Sibiu | Cimec    |
|      | Țăran galant la cârciumă ; pandant: Țărancă cu un copil la cârciumă Autor: Sellmoseen, Josef | Datare: sfârșit de sec. XVIII, început de sec. XIX Școală: Școala germană Dimensiuni: L. 240 mm ; LA. 190 mm Material: ulei pe lemn | În prim-plan, în centru-dreapta, un bărbat și o femeie stând în picioare unul lângă altul, el o privește în ochi, ținând o mână pe umărul ei, iar în cealaltă având un pahar cu băutură. Femeia are mâna dreaptă la piept, în stânga ține un șervet alb și are capul întors spre el, figura fiindu-i redată din profil. Amândoi au vestimentația viu colorată, el cu o tichie roșie pe cap, cămașa în alb-brun și pantaloni gri-vernil, iar ea cu o scufie albă pe cap, o bluza albă peste care stă un pieptar albastru, fusta gri având și un șorț galben pe deasupra. Lângă ei, în stânga compoziției, apare o masă improvizată pe un butoi, cu un ciomag alături, pe tăblie având o cană de pământ (brunuri), apoi o cârpă albă și un alt pahar mare cu băutură. În spatele mesei apare figura unui copil de câțiva ani, bând din altă cană pe care o ține cu greu în mâini. În dreapta compoziției, trei țărani stau de vorbă la o altă masă improvizată, fumează și beau, doi fiind redați din profil, cu pălării pe cap, al treilea cu o beretă roșie, stă cu spatele, figura fiindu-i surprinsă tot din profil. În planul de adâncime, se zărește în umbră interiorul cârciumii, cu o mare vatră de gătit închisă. Gesturile și figurile bine redate, sugerează dialogul dintre personaje și atmosfera animată din cârciumă. | Muzeul Național Brukenthal, Sibiu | Cimec    |
|      | Țărancă cu un copil la cârciumă ; pandant: Țăran galant la cârciumă Autor: Sellmoseen, Josef | Datare: sfârșit de sec. XVIII, început de sec. XIX Școală: Școală germană Dimensiuni: L. 240 mm ; LA. 190 mm Material: ulei pe lemn | În interiorul unei cârciumi întunecoase, redată în centrul compoziției, apare o femeie așezată pe un scăunel scund și având lângă ea o fetiță (așezată pe jos), pe care o ține de mână și o arată cu degetul, ca și cum i-ar vorbi. Femeia are părul strâns în coc cu ace de păr și e îmbrăcată cu o bluză albă și o vestă gălbuie, o fustă gri și un șorț alb. Copila are o rochie brun cu guler alb, un șorț albastru și o scufie gri pe cap. În spatele femeii (dreapta compoziției), mai sunt doi bărbați, unul fiind așezat la o masă improvizată dintr-un butoi cu o tăblie de lemn deasupra și ținând o pipă în mână, din care tocmai a scuturat scrumul pe hârtia de pe masă, de lângă paharul cu băutură. E îmbrăcat cu o jiletcă gri închis, din care apar mânecile brun ale cămășii, iar pe cap are o beretă mare redată în brunuri. Își sprijină cotul pe speteaza scaunului și stă cu capul întors spre alt bărbat care e în picioare și îi vorbește. Acesta are și el un pahar cu băutură în mână și e îmbrăcat cu o haină roșie, un șorț brun în față și o pălărie cu calota înaltă, redată în brun. În stânga compoziției, în spatele copilei, este un bărbat care stă pe un scaun scund, fiind întors cu fața spre focul din marea vatră cu horn care se vede în fundul încăperii. E văzut din spate și îmbrăcat sărăcăcios, cu pantaloni brun, cămașa și vestă gri, având o beretă roșie pe cap. | Muzeul Național Brukenthal, Sibiu | Cimec    |
|      | Maria cu Pruncul și Sfânta Ana Autor: SUTTERMANS, Justus | Datare: mijlocul secolului XVII Dimensiuni: L: 705 mm; LA: 597 mm Material: ulei pe pînză | Grupul format din Maria, care îl ține în brațe pe Pruncul Iisus, la care privește cu duioșie Sfânta Ana, este reprezentat monumental pe fundalul neutru al lucrării. În pattern-ul flamand de ilustrare al Mariei cu Pruncul se pot observa câteva modele de reprezentare: Pruncul doarme în brațele mamei, sau îl privește pe cel care contemplă scena, de multe ori ținând în mână fructe sau flori, ce fac trimitere la simbolistica religioasă. Cele trei personaje sunt reliefate prin culoarea caldă a tonalităților de roșu la rochia Mariei și de ocru la chipul său gânditor, la cel surâzător al Pruncului, ca și la trupul acestuia, detașându-se cu fermitate pe fondul brun închis. Interesant prin ornamentica sa este baticul amplu de pe umerii Mariei, zone de verde vibrat despărțite orizontal de linii îngroșate, fluide, de brun roșcat. O variantă a lucrarii din colecția Brukenthal se află la Muzeul de artă din Berlin. | Muzeul Național Brukenthal, Sibiu | Cimec    |
|      | Împăratul Leopold I, Mare Maestru al ordinului "Lâna de aur" Autor: Stampart, Frans | Datare: prima jumătate a sec. XVIII Școală: Școală ausriacă Dimensiuni: L. 120 mm ; LA. 90 mm (oval) Material: ulei pe placă de cupru | Într-un medalion oval, redat într-un ușor semi-profil, personajul (Împăratul Leopold I), cu figura prelungă și bărbie proeminentă, are perucă allonge, o mustață subțire neagră și jaboul alb dantelat apărând sub bărbie. Trupul redat trei-sferturi e în întregime acoperit de mantia roșie-violet a ordinului, al cărui colan de aur apare pe piept. Mâna dreaptă a împăratului (cu manșetă dantelată), se sprijină pe sceptru (de aur) al Marelui Maestru, în timp ce stânga se sprijină pe șold. Mantia roșie și fundalul neutru în brun închis evidențiază figura și gestul marțial al personajului. | Muzeul Național Brukenthal, Sibiu | Cimec    |
|      | Cavaler al ordinului "Lâna de aur", pandant: Împăratul Leopold I, Mare Maestru al ordinului "Lâna de aur" Autor: Stampart, Frans | Datare: prima jumătate a sec. XVIII Școală: Școală austriacă Dimensiuni: L. 120 mm ; LA. 90 mm (oval) Material: ulei pe placă de cupru | Într-un medalion oval, cu o reprezentare cvasi-miniaturală, apare un personaj redat în trei-sferturi, semi-profil dar cu figura redată frontal. O perucă allonge cu cărare pe mijloc, ochi negri, un nas proeminent și o mustață subțire și muscuță, accentuează fizionomia modelului. Sub bărbie apare dantela unui jabou alb, iar pe piept se vede colanul ordinului „Lâna de aur”. Cavalerul are o gestică dezinvoltă, ține mâna stângă pe o măsuță acoperită cu pluș roșu, iar costumația ordinului e redată cu oarecare fidelitate: o manta albă cu căptușeala roșie, talar roșu și mânecile cu manșete dantelate. | Muzeul Național Brukenthal, Sibiu | Cimec    |
|      | Medoro și Angelica. Pandant: Rinaldo și Armida Autor: anonim bolognez (atribuire anterioară: Torelli, Felice) | Datare: mijlocul sec. XVIII Școală: Școală italiană Dimensiuni: 615 x 430 mm (în registrul inventar: 61 x 44 cm) Material: ulei pe pânză | Medoro și Angelica șezând pe stânci, la marginea unei păduri. Medoro, în costum de militar roman (braccae cenușii-verzui, tunica purpurie și paludamentum portocaliu) scrijelește numele Angelicăi pe trunchiul unui copac, iar cu mâna stângă ține mâna dreaptă a Angelicăi. Aceasta poartă un veșmânt alb, încins cu un cordon purpuriu, peste care are o mantie albastră și un voal gri-gălbui căzut pe umeri. În mâna stângă ea ține o lance în cu vârful îndreptat în jos. Pe deasupra lor zboară doi amorași cu penele aripilor viu colorate. Compoziție bine structurată, în culori vii și tonuri de griuri verzui și albăstrii. | Muzeul Național Brukenthal, Sibiu | Cimec    |
|      | Rinaldo și Armida. Pandant: Medoro și Angelica Autor: anonim bolognez (atribuire anterioară: Torelli, Felice) | Datare: mijlocul sec. XVIII Școală: Școală italiană Dimensiuni: 615 x 430 mm (în registrul inventar: 61 x 44 cm) Material: ulei pe pânză | Sub un copac, pe o creangă a căruia stă un papagal, șed Rinaldo și Armida. Rinaldo, în tunica verde albăstruie și mantie liliachie, are mâna dreaptă adusă peste inimă, într-un teatral gest de iubire și îi ține oglinda cu ramă aurie Armidei, care își aranjează coafura. Armida poartă o tunică galbenă cu verde albăstrui, încinsă cu un cordon liliachiu, iar de pe umeri îi cade o mantie roșu venețian. Pe cap are o diademă textilă, la brațul drept, deasupra cotului, o brățară, iar la încheietura sa o alta, dintr-un șirag de mărgele galbene. Pe deasupra lor zboară Amor, care poartă pe umeri o mantie galbenă și ale cărei aripi au pene albastre în partea inferioară și roșii în cea superioară. În prim plan, pe pământ, zace armura de ofițer roman și scutul oval al lui Rinaldo. Cele două personaje sunt pândite din boscheți de doi soldați romani. Într-un plan îndepărtat, un palat cu terasa acoperișului decorată cu statui. Compoziție piramidală, bine structurată, în culori vii și tonuri de gri verzui și albăstriu. | Muzeul Național Brukenthal, Sibiu | Cimec    |
|      | Fructe și papagal verde Autor: VOS, Paulus de | Datare: prima jumătate a secolului XVII Dimensiuni: L: 1165 mm; LA: 933 mm (în registrul inventar: 116 x 92 cm) Material: ulei pe pânză | Într-un peisaj, o natură moartă formată din: struguri, piersici, lămâi, gutui și două ciuperci, în prim planul lucrării, este pictată în nuanțe de verde, ocru-roșcat, brun. În colțul stâng, un papagal verde închis este aplecat asupra fructelor, iar în colțul drept, câteva flori albe și roșii sunt prinse de trunchiul copacului. Vegetația în nuanțe de verde și o deschidere de cer albastru închis servesc drept decor - fundal. Fructele din centrul lucrării sunt evidențiate datorită fascicolului de lumină ce cade pe ele. | Muzeul Național Brukenthal, Sibiu | Cimec    |
|      | Fructe și papagal roșu Autor: VOS, Paulus de | Datare: prima jumătate a secolului XVII Dimensiuni: L: 1165 mm; LA: 934 mm (în registrul inventar: 116 x 92 cm) Material: ulei pe pânză | În fața unui trunchi de copac sunt lăsate în dezordine câteva fructe: lămâi, piersici, gutui, prune și un pepene tăiat în felii. Deasupra lor un papagal roșu focalizează atenția prin poziția în care este reprezentat, dimensiunea și coloritul viu. Vegetația verde închis, cu o deschidere de cer albastru grizat, în partea dreaptă a tabloului, serverște drept decor - fundal. Fructele din centrul lucrării sunt evidențiate datorită fascicolului de lumină ce cade pe ele. | Muzeul Național Brukenthal, Sibiu | Cimec    |
|      | Habacuc în pustiu Autor: Bourdon, Sébastien (atribuire anterioară Zampieri, Domenico zis Domenichino) | Datare: mijlocul sec. XVII Școală: Școală franceză (anterior: Școală italiană) Dimensiuni: 685 x 560 mm (în registrul inventar 70 x 57 cm) Material: ulei pe pânză | Profetul Habacuc e condus de un înger prin pustiu, spre a-i duce de mâncare profetului Daniel, aflat în temniță. Profetul, reprezentat pe un câmp arid, în fața unui copac mare, poartă tunică galbenă și mantie albastră. El pășește înainte, spre privitor, ținând în mâna dreapta un coș căptușit cu un ștergar alb, în care stau un pocal cu capac și un urcior cu două toarte, ambele din metal. În stânga, zboară un înger în veșmânt alb, arătând spre cer. Într-un plan mai îndepărtat, în stânga două vite, iar în dreapta alte trei, însoțite de un păstor, se adapă dintr-un râuleț care curge pe la liziera pădurii. În zare se disting munții. Compoziție monumentală, bine structurată, dominată de ocruri și brunuri verzui, înviorată de accentele de alb, galben și albastru, care ajută la scoaterea în evidență a personajelor. | Muzeul Național Brukenthal, Sibiu | Cimec    |
|      | Bătălia de la Aspern Autor: August von Maly | Datare: 1891 Școală: Școală austriacă Dimensiuni: L. 835 mm ; LA. 1260 mm Material: ulei pe pânză | Încleștarea dintre armata austriacă și cea franceză se desfășoară în centrul și primele planuri ale compoziției masele de soldați fiind redate cu destulă amănunțime, se disting și fizionomiile, sunt redate armele, uniformele, soldații au gesturi firești în luptă, apar morți, răniți, cai. Spre fundal apar alte grupuri în luptă, în fața și pe zidurile unei biserici incendiate, al cărei turn marchează o verticală puternică pe cerul albastru, cu trâmbe de fum, aceasta prelungindu-se virtual spre prim-plan, unde creează linia de separație aproximativă între cele două armate. În stânga turnului bisericii mai apare un copac cu o mare coroană verde și o clădire cu etaj, iar în dreapta se desfășoară o amplă vedere asupra câmpului de luptă plin de soldați (stafaje), cu linia munților în zare. În extrema dreaptă mai apare un steag galben cu vulturul imperial austriac. Amănunțimea redării atenuează foarte puțin dinamismul compoziției, gestica diversificată a oamenilor în luptă, intensificând ritmul, iar cromatica diversă și deseori în contraste, a uniformelor, bisericii, fumului, peisajului, copacilor, cerului, contribuie și ea la senzația de haos și încordare a luptei în ansamblu. | Muzeul Național Brukenthal, Sibiu | Cimec    |
|      | Saul uns rege de către Samuel | Datare: a doua jumătate a sec. XVIII Școală: Școală germană (în registrul inventar: Școală italiană) Dimensiuni: 550 x 700 mm Material: ulei pe pânză | Saul, în costum militar roman (tunica albă, braccae albaștri, curiasă din piele, paludamentum purpuriu, coif cu panaș purpuriu) se pleacă spre a fi uns cu mir de către Samuel, reprezentat în costum de mare preot evreu (tunică albă, anteriu albastru, încins cu brâu auriu, dalmatică albă și mitră albă, cu decoruri aurii). În stânga, în umbră și văzut din spate, un personaj masculin făcând un gest de mirare. În spatele lui Saul, un tânăr cu mâinile împreunate a rugăciune și un altul, iar în centru, tot în spatele lui Saul. În dreapta, lângă Samuel, un băiețel în costum de curte din sec. XVII (tunică aurie, coleretă albă, pantaloni și mantie roșie) ține cu ambele mâini o patenă spre care Samuel își îndreaptă mâna spre a lua mir. La picioarele băiatului, o cană din metal cu capacul deschis, conținând mirul folosit pentru ungerea regelui. La dreapta, un acolit în straie albe se închină și el. În spatele băiatului și al acolitului se află zidul unei clădiri. Într-un plan îndepărtat, sub un cer albastru-cenușiu, se văd câteva lănci ale unor soldați. Compoziție bine structurată, dominată de griuri albăstrii și ocruri, înviorate de accentele de albastru, purpuriu, galben și alb, care conferă dinamism lucrării și contribuie la evidențierea statutului personajului, a atitudinilor și reacțiilor sale. | Muzeul Național Brukenthal, Sibiu | Cimec    |
|      | Păstor cu oi și vaci | Datare: a doua jumătate a sec. XVII Școală: Școală germană Dimensiuni: L. 530 mm ; LA. 620 mm Material: ulei pe pânză | În prim-plan, pe o mică pajiște lângă niște stânci cu vegetație sumară (stânga), apar pe iarbă, patru vaci (una așezată jos) și o oaie, bine reprezentate ca gestică și în culori firești, brun, alb, cu gri și oranj. Lângă ele, în extrema stângă a compoziției e redat ciobanul, o siluetă masivă, întoarsă cu spatele, în vestimentație redată în gri și galben-oranj, cu pălărie pe cap (gri-brună). În adâncimea spațiului din stânga, mai aproape de stânca masivă, apar alte două vaci. În jumătatea din dreapta a compoziției se deschide o perspectivă plonjantă peste niște dealuri verzi și spre munții redați în fundal (în tonuri de albastru-gri, cu nuanțe de vede), sub cerul albastru cu nori albi. | Muzeul Național Brukenthal, Sibiu | Cimec    |
|      | Sf. Fecioara Maria cu Pruncul Isus | Datare: sfârșitul sec. XV Școală: Atelier transilvănean Dimensiuni: înălțimea 170 cm, lungimea 284 cm Material: Lemn sculptat în relief, aurit, policrom; pictură tempera pe lemn | Din punct de vedere tehnic, altarul din Boian (a cărui datare este disputată) este realizat sub forma unui triptic cu fețele festive în relief policrom și pictură pe fețele exterioare. În momentul descoperirii sale, în podul bisericii evanghelice din Boian (județul Sibiu), de unde a fost adus la Muzeul Brukenthal în 1905, predela și coronamentul erau deja dispărute. Voleții mobili sunt compartimentați în două registre cu câte două imagini. Panoul fix se compune dintr-un panou central și, de o parte și de alta a acestuia, două panouri intermediare, pe două registre. Panoul central (care este și singurul pe care s-au păstrat muluri) o reprezintă pe Fecioara Maria tronând, ca Împărăteasă a Cerului (Regina Coeli), cu Pruncul Isus în brațe. Pe panoul intermediar din dreapta acestuia este reprezentată Adorația Magilor, cu un mag în registrul de sus și ceilalți doi (între care și unul negru) în registrul inferior. În panoul intermediar din stânga, în registrul superior este reprezentat Isus între învățați, iar în cel inferior Irod ascultând profețiile cu privirea nașterii lui Mesia (și nu poruncind uciderea pruncilor, cum a fost interpretată anterior). Pe voletul din dreapta, în registrul superior este reprezentată Buna Vestire (în dreapta, îngerul, în stânga Fecioara Maria), iar în registrul inferior Vizitația (cu imaginea Fecioarei Maria pierdută din vechime) în partea dreaptă și Nașterea lui Isus în partea stângă. Pe celălalt volet în registrul de sus este reprezentată Vestirea către păstori (în stânga) și Prezentarea la templu a lui Isus, respectiv Fuga în Egipt (în stânga) și Uciderea pruncilor (în dreapta) în registrul inferior. Pe partea posterioară a voleților sunt reprezentate în pictură diferite sfinte, câte patru pe fiecare (două în registrul superior și două în registrul inferior). Pe voletul din dreapta Sf. Barbara și Sf. Ecaterina (în registrul superior), respectiv Sf. Margareta și Sf. Dorothea (în registrul inferior). Pe voletul din stânga sunt reprezentate Sf. Apolonia și Sf. Agnes (în registrul superior), respectiv Sf. Ursula și Sf. Clara (în registrul inferior). | Muzeul Național Brukenthal, Sibiu | Cimec    |
|      | Sf. Iacob cel Mare | Datare: primul sfert al sec. XVI Școală: Atelier transilvănean Dimensiuni: înălțimea 160 cm Material: Lemn de tei sculptat; policromie | Sculptură ronde-bosse concavă, cu partea posterioară ușor aplatizată, reprezentându-l în mărime naturală pe apostolul Iacob cel Mare, provenind dintr-un altar cu nișă (Schreinaltar). Capul ușor înclinat, întors spre umărul stâng. În mâna stângă, apostolul ține o tolbă de pelerin. Antebrațul mâinii drepte, lucrat aparte (în care ținea, probabil, toiagul de pelerin) și care era atașat de trunchi printr-un cep de îmbinare, este dispărut. Figura ascetică, având pomeți accentuați și nas acvilin, exprimă oboseală și suferință, amintind de aceea a lui Isus Răstignit. Apostolul este îmbrăcat cu un anteriu de culoare roșie, peste care este încins cu un brâu auriu, iar pe deasupra cu o mantie aurie, cu căptușeală brună, al cărei drapaj bogat și complicat, dar armonios structurat, conferă dinamism lucrării. În picioare el poartă încălțări brune, iar pe cap pălăria specifică pelerinilor la Santiago de Compostella, decorată cu o scoică gigant (Pecten sp.), semnul de recunoaștere al pelerinilor și, totodată, atributul Sf. Iacob. Urme ale unor detașări violente de material pot fi recunoscute pe partea păstrată a brațului drept și de asemenea din șuvițele de păr de la tâmpla dreaptă. | Muzeul Național Brukenthal, Sibiu | Cimec    |
|      | [Alexandru cel Mare bea leacul oferit de Filip, medicul său] Autor: Audran, Benoit; (DEL.); (SC.); (EX.); Le Sueur, Eustache; (INV.); (PX.) | Datare: 1711 Școală: Școală franceză Dimensiuni: L: 410 mm.; LA: 365 mm.; L: 580 mm.; LA: 425 mm.; în registrul inventar: 0,41 : 0,366 Material: Gravură cu dăltița pe hârtie; Stadiul II final | Gravura reproduce un tondo încadrat rectangular, având în colțurile superioare simboluri regale, ramuri de palmier și de laur, iar în colțurile inferioare trofee militare. Compoziție narativă inspirată de relatarea lui Quintus Curtius Rufus din „Historiae Alexandri Magni”, cartea a treia. Alexandru Macedon stă în pat bolnav, ridicat de umeri de unul dintre apropiații săi. O tânără femeie îi oferă lui Alexandru un pocal conținând un medicament, pe care acesta se pregătește să îl bea. În dreapta, la o masă, stă așezat generalul Parmenion, care l-a avertizat pe Alexandru printr-o scrisoare să nu bea leacurile oferite de Filip, medicul său, pentru că acesta a fost corupt de către perși să îl otrăvească. În stânga, în picioare, Filip citește scrisoarea acuzatoare, iar Alexandru bea poțiunea, manifestându-și încrederea în medicul său. La scenă asistă mai mulți curteni, surprinși cu toții de evoluția evenimentelor. | Muzeul Național Brukenthal, Sibiu | Cimec    |
|      | Sanctus Hieromymus; (în registrul inventar: „Tentația și triumful Sf. Ieronim” Autor: Audran, Gerard; (SC.); (EX); Domenichino, Zampieri; (PX.); Audran, Benoit; (EX.)                                                                                             | Datare: Sec. XVII-XVIII Școală: Școală franceză Dimensiuni: L: 407 mm.; LA: 557 mm.; L: 510 mm.; LA: 700 mm.; în registrul inventar: 0,41 : 0,56 Material: Acvaforte finisată cu dăltița/ hârtie; stadiul III                                                                                                   | În prim plan este reprezentat Sf. Ieronim în pustiu, îngenuncheat lângă o stâncă, pe care se află crucifixul și cărțile sacre. Ieronim este susținut de un înger, iar diavolul a căzut ghemuit la picioarele eremitului. În plan secund, este reprezentat un grup de trei femei sumar drapate, ce dansează, sugerând una din tentațiile cu care diavolul a încercat să-l supună pe Sf. Ieronim. | Muzeul Național Brukenthal, Sibiu | Cimec    |
|      | Sanctus Hieromymus; (în registrul inventar: „Tentația și triumful Sf. Ieronim” Autor: Audran, Gerard; (SC.); (EX); Domenichino, Zampieri; (PX.); Audran, Benoit; (EX.)                                                                                             | Datare: Sec. XVII-XVIII Școală: Școală franceză Dimensiuni: L: 407 mm.; LA: 557 mm.; L: 510 mm.; LA: 700 mm.; în registrul inventar: 0,41 : 0,56 Material: Acvaforte finisată cu dăltița/ hârtie; stadiul II | În prim plan este reprezentat Sf. Ieronim în pustiu, îngenuncheat lângă o stâncă, pe care se află crucifixul și cărțile sacre. Ieronim este susținut de un înger, iar diavolul a căzut ghemuit la picioarele eremitului. În plan secund, este reprezentat un grup de trei femei sumar drapate, ce dansează, sugerând una din tentațiile cu care diavolul a încercat să-l supună pe Sf. Ieronim. | Muzeul Național Brukenthal, Sibiu | Cimec    |
|      | [Contele d’Artois și domnișoara Clotilde]; în registrul inventar: „Contele d’Artois și D.ra Clotilda ca copii” Autor: Beauvarlet, Jacques Firmin; (SC.); (EX.); Drouais, François-Hubert; (PX.)                                                                    | Datare: 1767 Școală: Școală franceză Dimensiuni: L: 510 mm.; LA: 370 mm.; L: 665 mm.; LA: 472 mm.; în registrul inventar: 0,38 : 0,51 Material: Acvaforte și dăltiță pe hârtie; stadiul III/IV | Dublu portret al copiilor Charles Philippe Comte d'Artois, viitorul rege al Franței Charles X (1757 - 1836) și al surorii sale Marie Adélaïde Clotilde Xavière de France (1759-1802), viitoare regină a Sardiniei. Gravură în sens invers față de tabloul pictat de Drouais în 1763, la comandă regală; tablou conservat la Versailles. Charles Philippe, în picioare, întors 3/4 spre stânga, ține într-o mână câteva ramuri, iar cu cealaltă o susține pe după umeri pe micuța sa soră, care călărește o capră. Clotilde se sprijină cu mâna stângă pe capul caprei, iar în dreapta ține un coș cu fructe. În plan secund sunt câteva oi așezate pe pământ, un gard împletit și un copac. | Muzeul Național Brukenthal, Sibiu | Cimec    |
|      | [Pietà]; în registrul inventar: „Punerea în mormânt a lui Isus” Autor: Duchange, Gaspard; (SC.); Veronese, Paolo; (PX.) | Datare: Sec. XVIII Școală: Școală franceză Dimensiuni: L: 410 mm.; LA: 313 mm.; (margini reduse); în registrul inventar: 0,32 : 0,42 Material: Acvaforte și dăltiță pe hârtie; Stadiu înainte de literă | Gravură în sens invers față de „Pietà” - compoziția pictată de Veronese pentru biserica Sfinților Giovanni și Paolo din Veneția. Stampa a fost prezentată la Academie în 26 ianuarie 1732 și a fost inclusă mai târziu în culegerea de stampe coordonată de baronul Crozat, în a cărui posesie se afla tabloul la data gravării de către Duchange. Maria sprijină corpul Fiului său, coborât de pe cruce, iar un înger îi ridică mâna dreaptă, cu stigmatul răstignirii. Jos, în stânga este coroana de spini. | Muzeul Național Brukenthal, Sibiu | Cimec    |
|      | [Cap de studiu] Autor: Janinet, Jean François; (SC.); Greuze, Jean Baptiste; (PX.); | Datare: Sec. al XVIII-lea Școală: Școală franceză Dimensiuni: L: 450 mm.; LA: 353 mm.; L: 490 mm.; LA: 356 mm.; în registrul inventar: 0,356 : 0,455 Material: Gravură în maniera desenului în sangvină; hârtie                                                                                                 | Cap de bătrân, întors 3/4 spre stânga, privind în sus; studiu pregătitor, desenat după natură, de J. B. Greuze, pentru compoziția „Orbul înșelat”. | Muzeul Național Brukenthal, Sibiu | Cimec    |
|      | [Casă țărănească]; în registrul inventar: „Două scene de răsboiu” Autor: Janinet, Jean François; (SC.); Ostade, Adriaen van; (PX.); Basan, François; (EX.) | Datare: 1778 Școală: Școală franceză Dimensiuni: L: 242 mm.; LA: 204 mm.; (margini reduse); în registrul inventar: 0,21 : 0,253 Material: acvaforte și acvatinta imprimată în culori | Gravură în sens invers față de compoziția originară. Scenă de gen, surprinsă în curtea din spatele unei case flamande din sec. al XVII-lea. Un cuplu de țărani stau de vorbă, în timp ce un grup de copii se joacă. | Muzeul Național Brukenthal, Sibiu | Cimec    |
|      | [Le Nouvéliste]; în registrul inventar: „Două scene de răsboiu” Autor: Janinet, Jean François; (SC.); Ostade, Adriaen van; (PX.); Basan, François; (EX.) | Datare: 1778 Școală: Școală franceză Dimensiuni: L: 242 mm.; LA: 202 mm.; (margini reduse); în registrul inventar: 0,21 : 0,253 Material: acvaforte și acvatinta imprimată în culori | Interiorul locuinței unui țesător flamand din sec. al XVII-lea. Un bărbat stă sprijinit pe partea inferioară a ușii deschise și ascultă noutățile citite de către un bărbat așezat, dintr-o foaie tipărită. Alături stă așezată soția țesătorului, care își hrănește fetița. În fundal se distinge o roată de tors și un război de țesut pânză. | Muzeul Național Brukenthal, Sibiu | Cimec    |
|      | La Chaumière flamande Autor: Janinet, Jean François; (SC.); Ostade, Adriaen van; (PX.); Basan, François; (EX.) | Datare: 1778 Școală: Școală franceză Dimensiuni: L: 318 mm.; LA: 254 mm.; L: 415 mm.; LA: 282 mm.; în registrul inventar: 0,255 : 0,32 Material: acvaforte și acvatinta imprimată în culori | Scenă de gen surprinsă într-un sat flamand, în după amiaza unei zile de sărbătoare. Un cuplu de țărani stau de vorbă din ușa casei lor cu doi țărani care fumează, așezați în fața ușii, sub umbrar. Alături se află un câine, iar la masă stau doi țărani care joacă trick-track, asistați de alți doi. În spate, în picioare, un țăran ridică un pahar de vin. În plan secund, pe stradă, un grup de țărani stau de vorbă. | Muzeul Național Brukenthal, Sibiu | Cimec    |
|      | La Tabagie hollandoise Autor: Janinet, Jean François; (SC.); Ostade, Adriaen van; (PX.); Basan, François; (EX.) | Datare: 1778 Școală: Școală franceză Dimensiuni: L: 322 mm.; LA: 255 mm.; L: 445 mm.; LA: 315 mm.; în registrul inventar: 0,255 : 0,32 Material: acvaforte și acvatinta imprimată în culori | Interiorul unei cârciumi dintr-un sat flamand, în care grupuri de țărani stau de vorbă, beau, fumează și joacă cărți. | Muzeul Național Brukenthal, Sibiu | Cimec    |
|      | CONSTANTINUS MAUROCORDATUS UTRIUSQUE VALACHIAE ET MOLDAVIAE PRINCEPS; în registrul inventar: „Prințul C.tin Mavrocordat” Autor: Petit, Edme-Gilles; (SC.); Liotard, Jean-Étienne; (DEL.)                                                                           | Datare: Secolul al XVIII-lea Școală: Școală franceză Dimensiuni: L: 155 mm.; LA: 108 mm.; L: 268 mm.; LA: 180 mm.; în registrul inventar: 0,105 : 0,155 Material: Dăltiță pe hârtie cu filigran | Portret al domnitorului fanariot Constantin Mavrocordat (1711 - 1769). Domnitorul este reprezentat bust, semi-profil, întors spre stânga, purtând costumul oriental specific epocii și rangului său. Portretul este înscris într-un medalion oval cu ramă profilată, având în partea inferioară cartușul cu inscripția de titlu. Medalionul se sprijină pe un soclu, cu o inscripție în limba latină. | Muzeul Național Brukenthal, Sibiu | Cimec    |
|      | Heinrich von Ryssel | Datare: 1640 Școală: Școală germană Dimensiuni: 193 x 153 mm (în registrul inventar: 19,5 x 15,5 cm) Material: ulei pe cupru | Personajul spre dreapta, în costum negru cu manșete și guler amplu de dantelă albă, sprijinindu-se de colțul unei mese acoperite cu o țesătură de culoare verde, pe care se află o carte și o pereche de mănuși. Peste piept, în bandulieră, o curea lată, de care atârnă teaca unei rapiere. În stânga, în spate, o draperie de aceeași culoare cu fața de masă. Cap cu calviție accentuată, păr brun, figură ovală, nas acvilin, mustață și cioc roșcate, buze cărnoase. Figură severă, chiar încruntată, ușor arogantă. În colțul drept superior, inscripția cu litere albe. | Muzeul Național Brukenthal, Sibiu | Cimec    |
|      | Zacharias Huhn. Pandant: Johannes Andreas Huhn | Datare: 1711 Școală: Școală germană Dimensiuni: 435 x 360 m Material: ulei pe pânză | Bust spre stânga. Cap cu păr blond, lung și creț, puțin spre dreapta, ochi căprui, figură palidă, bărbie voluntară. Copilul, care schițează un surâs chinuit, poartă un jabou alb cu dantelă, o haină albastră, decorată cu motive florale argintii, având căptușeala roșie și o manta roșie, căzută de pe umeri. Fundal de culoare închisă. Compoziție bine structurată. | Muzeul Național Brukenthal, Sibiu | Cimec    |
|      | Bărbat cu manta roșie. Pandant: Bărbat cu mantie albastră | Datare: prima jumătate a sec. XVIII Școală: Școală franceză Dimensiuni: 590 x 440 mm Material: ulei pe cupru bombat | | Muzeul Național Brukenthal, Sibiu | Cimec    |
|      | Bărbat cu mantie albastră. Pandant: Bărbat cu mantie roșie | Datare: prima jumătate a sec. XVIII Școală: Școală franceză Dimensiuni: 590 x 440 mm Material: ulei pe cupru bombat | Bust spre stânga. Personaj vârstnic, cu perucă allonge, la gât eșarfă albă, voluminoasă. Peste umărul stâng cade o mantie albastră, închisă cu nasture. | Muzeul Național Brukenthal, Sibiu | Cimec    |
|      | Bărbat cu barbă brună Autor: Scrots, William (în registrul inventar sunt menționate și alte două atribuiri anterioare: anonim francez sau englez; Rieux de Chateneuf, Pierre)                                                                                      | Datare: cca. 1530 Școală: Școală flamandă / Școală engleză Dimensiuni: 170 x 140 mm Material: ulei pe lemn de stejar | Bust văzut frontal, al unui bărbat cu păr scurt, de culoare castanie, mustață și barbă de asemenea castanii, purtând un veșmânt brun care îi acoperă și gâtul. Pe cap beretă plată. Fond de culoare verde. | Muzeul Național Brukenthal, Sibiu | Cimec    |
|      | Lucas Hirscher, judele Brașovului (în Registrul inventar: Lucas Hirser, judele Brașovului) Autor: Gregorius S. (în Registrul invenatar: Monogramistul GR) | Datare: prima jumătate a secolului al XVI-lea Școală: Atelier transilvănean Dimensiuni: L: 895 mm; LA: 670 mm Material: ulei pe lemn de tei | Portret pe jumătate, figura aproape în mărime naturală, cu cap rotund, ușor subdimensionat. Personajul, imaginat într-o piramidă virtuală, este un bărbat masiv, cu păr brun și barbă lungă, poartă un costum specific patriciatului transilvănean din acea epocă, dar frecvent întâlnit și în sudul Germaniei: peste o cămașă albă, încheiată la gât cu șnururi din fir de aur, terminate cu ciucuri din același material, un anteriu roșu, cu gulerul și mânecile decorate cu broderii cu fir de aur și încins cu un brâu de culoare închisă, legat cu un singur ochi, iar peste el un caftan îmblănit, cu un guler amplu, care acoperă umerii și cu mâneci lungi și largi. Deși sumare, trăsăturile fizionomice sunt expresive: frunte ridată, ochi cu orbite largi, un strabism evident, senzualitatea aripilor nazale, gura sinuos conturată, umbrită de barba stufoasă. Barba și părul sunt tăiate după un model frecvent în mediul german (Kolbenschnitt). Carura monumentală a figurii e accentuată de brațele puternice, cu mâini mari, cărnoase. Pe degetul mare și arătător al ambelor mâini, ca și pe inelarul mâinii stângi el poartă câte un inel. În mâini, personajul ține un rozariu, din mărgele mari, elipsoidale, din pietre semiprețioase. Lângă el se află o clepsidră, în partea opusă un blazon. Pe meterezul din fața sa, alături de blazon, se află două fructe, cel mai probabil portocale sau piersici. În fundal, un peisaj muntos, cu castelul Bran văzut dinspre nord (în stânga) și, înconjurată de case, biserica Sf. Martin din Brașov (în dreapta), echilibrându-se compozițional. În stânga sus, pe trunchiul unui copac, atârnă o placă cu un text în latină. Semnat în stânga sus, pe chenarul plăcii cu inscripția referitoare la numele personajului: GR S f(ecit) (ligatură G+R). | Muzeul Național Brukenthal, Sibiu | Cimec    |
|      | Contele Seweryn Rzewuski (în registrul inventar: Principele Rgewoski) Autor: Grassi, Joseph Maria | Datare: sfârșitul sec. XVIII Școală: Școală austriacă Dimensiuni: 280 x 240 mm (în registrul inventar: 28 x 24 cm) Material: ulei pe carton (în registrul inventar: ulei pe hârtie) | Contele Seweryn Rzewuski (1743-1811), vicehatman al Coroanei (1774-1795), decorat cu ordinul "Vulturul Alb", stând lângă o masă pe care se află o carte deschisă, spre care arată cu mâna dreaptă, în care ține un condei. În spatele scaunului, o ușă deschisă, prin care pătrunde lumina. Contele poartă un costum de culoare albastră, jabou, vestă albă cu bordură roșie, iar peste aceasta eșarfa de culoare albastru deschis a ordinului. În picioare poartă ciorapi albi și pantofi negri, iar la șoldul stâng poartă o rapieră. Peste brațul drept cade o manta roșie, al cărei capăt acoperă fotoliul din spatele său. Portretul este sumar redat, dar permite identificarea personajului. Pe cap poartă perucă, legată la spate cu o panglică neagră. În spatele mesei se află o statuie a zeului Marte așezat, ținând pe genunchi cu mâna stângă un scut oval. În fundal, în spatele personajului, o draperie verde, de aceeași nuanță cu fața de masă. Compoziție bine structurată, dominată de tonuri de verde și ocru, cu accente de alb, albastru și roșu. Redarea în tonuri de gri verzui a statuii aflate în umbră denotă iscusință în folosirea tehnicii grisaille. | Muzeul Național Brukenthal, Sibiu | Cimec    |
|      | Baroana Sophia Katharina von Brukenthal născută von Klocknern. Pandant: Baronul Samuel von Brukenthal. | Datare: cca. 1770 Școală: Școală austriacă (în registrul inventar: Școală ardeleană) Dimensiuni: 918 x 745 mm (în registrul inventar: 91,8 x 74,5 cm) Material: ulei pe pânză | Bustul baroanei Sophia Katharina von Brukenthal născută von Klocknern (1725-1782), jumătate spre stânga. Ea poartă o rochie roșie, ale cărei detalii sunt accentuate prin panglici brune aplicate, împodobită la piept și mâneci cu dantelă. Mâna stângă o ține pe piept, iar cu mâna dreaptă apucă un ac din pernița de ace de culoare verde, aflată pe măsuța din stânga, decorată cu o panglică aplicată roșie. La gât are un colier de perle pe șase rânduri, de care atârnă peste piept un șirag de perle dispuse pe cinci rânduri. Figură expresivă, cu față ovală, ochi mari, negri, sprâncene arcuite, nas acvilin, buze senzuale, schițând un surâs aproape imperceptibil. Părul pudrat este legat în multe noduri, iar în urechi baroana poartă cercei cu două rânduri de pandantive din pietre fațetate. Compoziție triunghiulară, cu figura evidențiată prin efectele de lumină, prin contrastul cromatic dintre suprafețle roșii alternând cu cele mai deschise ale carnației și fundalul verde-măsliniu. | Muzeul Național Brukenthal, Sibiu | Cimec    |
|      | Sophia von Brukenthal, fiica lui Samuel von Brukenthal (în registrul inventar: Fiica guvernatorului Samuel von Brukenthal) | Datare: 1752 Școală: Școală austriacă (în registrul inventar: Școală ardeleană) Dimensiuni: 550 x 430 mm (în registrul inventar: 55 x 43 cm) Material: ulei pe pânză | Sophia (1749-1753), fiica guvernatorului Samuel von Brukenthal, în rochiță cenușie vărgată, șezând întoarsă puțin spre stânga, pe o pernă roșie decorată cu o panglică brodată cu fir de aur. Pe capul întors ușor spre dreapta poartă o bonetă roșie cu dantelă. În mâna stângă ridicată spre piept ea ține un trandafir roșu. Cap supradimensionat, specific hidrocefalilor, ochi negri, vioi și întrebători, ușor strabism, zâmbet chinuit. Compoziție triunghiulară, bine structurată, care pune personajul în evidență prin efectele de lumină din fundal, prin contrastul dintre nuanțele de verde și roșu, prin trecerea treptată de la cenușiul închis al părții inferioare a veșmântului la redarea carnației. | Muzeul Național Brukenthal, Sibiu | Cimec    |
|      | Matthias Semriger, comite al sașilor Autor: Stranovius I, Jeremias | Datare: 1680 Școală: Școală transilvăneană Dimensiuni: 2080 x 1280 mm Material: ulei pe pânză | Personaj masculin corpolent, în picioare jumătate spre stânga. Figură pătrată, păr castaniu grizonat și barbă căruntă tăiate scurt, ochi mici, obraji rumeni, nas acvilin. Personajul poartă un costum otoman, compus dintr-un anteriu cenușiu, un brâu roșu înnodat, un caftan brun căptușit și bordat cu blană de hermină, precum și ciubote ocru. Anteriul, încheiat cu nasturi aurii sub formă de boboc de trandafir, este bogat decorat cu broderii argintii, iar gulerul și manșetele sale roșii cu motive argintii ce imită scrierea kufică. Caftanul este încheiat cu capse prinse pe panglici aurii decorate cu motivul păsării Phoenix și are în partea dreaptă, la șold, un buzunar bordat și el cu blană de hermină. Mâna dreaptă cu inel la degetul mic ține sprijinită pe masă o carte de cântări, cu copertă neagră și ferecături aurii, iar mâna stângă, cu inel pe degetul mare, ține în dreptul șoldului o năframă având capetele decorate cu motivul lalelei. Pe aceeași masă cu picioarele bogat sculptate și acoperită cu o față de masă din brocart decorată cu motive florale se mai găsește (într-un plan apropiat) o căciulă de tip moscovit, cu calotă roșie și blană brună și un sceptru auriu, gravat cu un decor floral și (într-un plan mai îndepărtat) un orologiu de masă, poleit cu aur. În spatele personajului atârnă două draperii, având marginile decorate cu dantelă: una, cu doi mari ciucuri roșii, este de culoare ocru (în stânga), iar cealaltă este roșie (în dreapta). În stânga sus, pe fundalul negru, se află inscripția cu litere aurii, iar deasupra ei blazonul personajului: scut polonez de azur cu leu rampant de argint spre dreapta, ținând laba stângă pe un obelisc din argint susținut de ghiulele și decorat la jumătatea înălțimii cu o coroană, deasupra căruia în laba dreaptă el ține o cunună de lauri din aur, timbrat de un coif de tip Bügelhelm cu coroană, din care iese Themis (Justitia), cu balanța în mâna stângă și spadă în mâna dreaptă. Lambrechini din aur și argint la exterior, la interior azur și roșu. | Muzeul Național Brukenthal, Sibiu | Cimec    |
|      | Sultan însoțit de arcași (în registrul inventar: Pașă turc) | Datare: sfârșitul sec. XVII Școală: Școală austriacă (în registrul inventar: școală ardeleană) Dimensiuni: 305 x 230 mm Material: ulei pe pânză | Sultan călare, puțin spre dreapta, pe un drum aflat pe malul unei ape, vizibil în stânga, într-un plan mai îndepărtat, în apropierea căreia crește stuful. Sultanul, a cărui mână stângă ține frâul, iar cea dreaptă este ținută în șold, într-un ges de impunere, călărește un cal brun, la pas, cu capul întors spre stânga. Calul, al cărui harnașament este bogat împodobit, are o șa roșie, pusă peste o șabracă de asemenea roșie, împodobită cu pietre prețioase. La șa este prins un buzdugan cu cap auriu. Sultanul, de constituție corpolentă, poartă anteriu roșu, caftan alb decorat cu motive florale aurii, cu guler lat din blană neagră, turban alb și panaș negru, prins într-un suport încrustat cu pietre prețioase, fixat pe partea anterioară a turbanului, tot de culoare neagră. Are sprâncene groase, ochi mari, nas acvilin, lat, mustață și barbă scurtă, roșcată. Expresie atentă, inteligentă, binevoitoare. În stânga și în dreapta sultanului, câte un ofițer (solakbași) din garda de arcași (solaklar) a sultanului, cu echipamentul caracteristic: cămașă neagră cu poale străvezii (specifică gărzii sultanului), șalvari scurți de culoare ocru, dolman ocru cu mâneci largi și guler negru, brâu roșu, în picioare ciubote ocru și ciorapi lungi până la genunchi, din lână albă, prinși cu jartieră neagră, pe cap căciula cu panaș alb, specifică ofițerilor din garda de arcași, în mâna dreaptă o săgeată, iar în mâna stângă un arc reflex, ținut pe umăr. Ambii ceauși au o expresie fioroasă, datorată capetelelor și fețelor rase, dar cu mustăți lungi și ochilor mari, cu sprâncene groase. În fundal, un peisaj deluros și arid, sumar schițat, sub un cer acoperit de nori cenușii. Ceaușul din stânga este de o constituție mai corpolentă decât cel din dreapta. Compoziție piramidală, bine structurată și echiibrată cromatic, dominată de tonuri de ocru, cenușiu și alb, cu accente de roșu, brun, negru și albastru. | Muzeul Național Brukenthal, Sibiu | Cimec    |
|      | Baronul Samuel von Brukenthal (în registrul inventar: Baron Samuel von Brukenthal, guvernatorul Ardealului). Pandant: Baroana Sophia Katharina von Brukenthal născută von Klocknern.                                                                               | Datare: cca. 1770 Școală: Școală austriacă (în registrul inventar: Școală ardeleană) Dimensiuni: 910,5 x 745 (în registrul inventar: 91,5 x 74,5 cm) Material: ulei pe pânză | Personajul, ușor spre dreapta, șade la o masă bogat sculptată, cu tăblie vopsită în albastru-verzui, pe care se află o călimară și o coală un plic, pe care își sprijină cotul. El este îmbrăcat într-un costum de curte, cu vesta și vestonul din catifea roșie, jabou alb și cămașă albă, cu mânecile decorate cu dantelă. Pe cap poartă perucă pudrată, iar pe piept ordinul regal maghiar "Sf. Ștefan", în grad de cavaler. Pe degetul mic al mâinii drepte are un inel cu briliante. Figură expresivă, ovală, cu ochi mari, căprui, nas acvilin, buze cărnpase, bărbie voluntară. Compoziție triunghiulară, figura se detașează de fundal prin efectele de lumină, accentuate de contrastrul dintre suprafețele roșii ale costumului și tonurile de verde măsliniu ale fundalului. | Muzeul Național Brukenthal, Sibiu | Cimec    |
|      | Papa Clemens XII (în registrul inventar: Papa Clemens XVI (Ganganelli)) | Datare: mijlocul sec. XVIII Școală: Școală italiană Dimensiuni: 880 x 690 mm (în registrul inventar: 87 x 68 cm) Material: ulei pe pânză | Reprezentare aproape pe jumătate, ușor spre dreapta. Papa Clemens XII în costum papal: reverendă albă, cotta albă cu manește din dantelă, peste aceasta mozetta roșie tivită cu blană albă, iar pe capul cărunt o camilafcă (camauro) de culoare roșie, bordată cu blană albă. Pe degetul inelar al mâinii drepte ridicate are un inel sigilar din aur, cu șaton din piatră de culoare gri-albăstruie. În mâna stângă ține o carte deschisă, în interiorul blocului căreia și-a introdus degetul arătător, ca semn de carte. Figura severă, hotărâtă. | Muzeul Național Brukenthal, Sibiu | Cimec    |
|      | Ducele Bernhard von Sachsen-Weimar | Datare: sec. XVII Școală: Școală germană (în registrul inventar: Școală italiană) Dimensiuni: 1338 x 950 mm (în registrul inventar: 134 x 95 cm) Material: ulei pe pânză | Ducele Bernhard von Sachsen-Weimar (1604-1639) cuirasat, dar fără coif, călare pe un cal brun, este văzut frontal la o margine de pădure, pe înserat. La șold îi atârnă o rapieră, la brațul stâng este legată o eșarfă roșie, ca semn de recunoaștere. În mâna dreaptă el ține bastonul de comandant, sprijinit de scărița de călărie. Într-un plan îndepărtat, în stânga, se zărește ravelinul unei fortificații incendiate (foarte probabil, Breisach). Compoziție bine structurată, dominată de tonuri de brun, ocru și albastru, cu accente de roșu și alb. | Muzeul Național Brukenthal, Sibiu | Cimec    |
|      | Comitele Konrad Schmidt Autor: Kaiser, Eduard | Datare: 1864 Școală: Școală austriacă Dimensiuni: 640 x 520 mm Material: ulei pe pânză | Bust jumătate spre dreapta, în vedere frontală. Personajul poartă cămașă albă, papion și veston de culoare neagră. Față sa e rumenă, cu trăsături viguroase. Are păr castaniu, cu cărare pe partea dreaptă și mustață scurtă. Fundal de culoare oliv. | Muzeul Național Brukenthal, Sibiu | Cimec    |
|      | Măcelarul sibian Georg Hinzmann Autor: Neuhauser, Franz cel Tînăr | Datare: prima jum. sec. XIX Școală: școală transilvăneană Dimensiuni: L: 910 mm; LA: 670 mm Material: ulei pe pânză | Portretul îl înfățișează pe Georg Hinzmann, meșter măcelar din Sibiu, consilier al Primăriei orașului. Bărbatul este reprezentat în picioare ¾, ușor orientat spre dreapta, într-un interior. Are o frunte înaltă, accentuată de calviție. Poartă perciuni, care se prelungesc cu o bărbiță tunsă scurt. Este îmbrăcat în ținută de patrician sas, cu dolman de culoare închisă, cu paspoal roșu la guler și manșete roșii și cu șir dublu de nasturi de argint. Ține mâna dreaptă la cingătoarea de mătase verde smarald, prinsă cu plăcuțe aurii și cu ciucuri aurii. Pe degetul mic al mâinii drepte are un inel cu monograma împletită GH. Ține mâna stângă pe lângă corp. Peste dolman are o manta neagră bordată cu blană de culoare brun roșcat deschis. Fond neutru în nuanțe de brun și verde. | Muzeul Național Brukenthal, Sibiu | Cimec    |
|      | Soția măcelarului sibian Georg Hinzmann Autor: Neuhauser, Franz cel Tînăr | Datare: prima jumătate a sec. XIX Școală: școală transilvăneană Dimensiuni: L: 910 mm; LA: 670 mm Material: ulei pe pânză | Portretul o reprezintă pe Anna Maria Hinzmann, soția măcelarului Georg Hinzmann (în portretul pandant). Femeia este reprezentată în picioare ¾, ușor orientată spre stânga, cu capul întors spre privitor. Este o femeie de vârstă mijlocie, plinuță. În trăsăturile feței se disting ochii mari, cu pleoape grele și nasul coroiat. Este îmbrăcată în ținută de patriciană. Are părul negru, strâns la spate, prins într-o vălitură specifică modei săsești (căiță, peste care are un voal ce îi cade până pe umeri și o panglică brodată care cade până mai jos de talie, și e susținută pe brațul stâng, ușor îndoit), fixată cu ace de păr de argint, împodobite cu perle și pietre semi-prețioase și prețioase. Rochie de mătase gri argintiu, tip sarafan, cu un corset de catifea neagră, cu decolteu adânc, împodobit cu dantelă și un buchețel cu trandafir, după moda Barocului, largă de la corset în jos; mâneci bufante, strânse în dantelă deasupra cotului. La gât poartă mărgele de perle în mai multe șiraguri și are inele pe degetele ambelor mâini, iar în mâna dreaptă ține și un evantai. Fond neutru, brun închis. | Muzeul Național Brukenthal, Sibiu | Cimec    |
|      | Jan Sobieski, regele Poloniei (în registrul inventar: Regele Sobiesky) Autor: Säger, Johann (în registrul inventar: Sager, Johann) | Datare: 1717 Școală: Școală vieneză (în registrul inventar: Școală norvegiană?) Dimensiuni: 410 x 290 mm Material: ulei pe pergament maruflat pe lemn | Regele este înfățișat stând în fața cortului, cu mâna dreaptă în șold și ținând în mâna stângă un sceptru auriu cu măciulie mare, bogat decorată cu pietre de culoare albastru deschis, în timpul unei nopți cu lună în creștere. Este redat într-o postură de maiestuoasă rigiditate, cu o expresie gravă, melancolică, dar blajină, puțin obosită chiar. De constituție robustă, cu mustață "sarmatică", el poartă perucă grizonată și este îmbrăcat cu o manta de culoare roz-liliachie, căptușită cu un brocart auriu, încheiată cu un rând de nasturi cochiliformi, aurii, un brâu albastru deschis, legat cu un nod auriu, pantaloni strâmți, de culoare stacojie, în picioare cu bocanci de culoare ocru. La brâul regelui atârnă o sabie curbă scurtă cu gardă și mâner aurii, într-o teacă vopsită în verde, cu armăturile vârfului și buzei aurii. La picioarele regelui, lângă piciorul său drept, se află câteva ghiulele. În prim plan, înspre colțul stâng al tabloului, printre vrejuri de curpen, se văd trei capete tăiate și un turban. Spre mijloc, pe pământ, zace o cuirasă vopsită în negru. Tot pe pământ, în prim plan, în colțul drept al tabloului, peste o altă cuirasă vopsită în negru, un steag de culoare purpurie cu hampa frântă. În cortul din pânză portocalie, care servește drept ecran pentru imaginea monarhului, câteva trofee: o pânză de cort cu marginile aurii, un turban, un dolman stacojiu cu căptușeală de culoare albastru deschis și nasturi aurii, un coif cu apărătoare nazală și panaș și una din plăcile rectangulare laterale ale unei "armuri cu oglindă". În spatele regelui și a cortului său, un tun cu țeava îndreptată spre stânga. De deasupra cortului coboară în zbor vultur alb al Poloniei, aducând în gheare o cunună de lauri și o ramură de măslin. Într-un plan îndepărtat, este schițată o luptă împotriva trupelor otomane. Din loc în loc, se văd capete de turci tăiate și turbane căzute. | Muzeul Național Brukenthal, Sibiu | Cimec    |
|      | Fată din Villanders Autor: Schick, Rudolf | Datare: sfârșitul sec. XIX Școală: Școală germană Dimensiuni: 290 x 230 mm Material: ulei pe pânză | Țărancă din comuna Villanders (Villandro) din Tirolul de Sud în port de sărbătoare, șezând spre stânga. La gât poartă o năframă roșie decorată cu motive florale albe, ale cărei capete sunt încrucișate peste piept. Pe cap poartă o pălărie neagră. În mâini poartă mitene din plasă de dantelă neagră. În mâna dreaptă ține o carte cu coperte negre. Pe degetul inelar al mâinii stângi poartă un inel. | Muzeul Național Brukenthal, Sibiu | Cimec    |
|      | Bătrân din Ciociara (în registrul inventar: Un bătrân). Pandant: Țăran din Carrara Autor: Schick, Rudolf | Datare: sfârșitul sec. XIX Școală: Școală germană Dimensiuni: 320 x 250 mm Material: ulei pe pânză | Bust de bărbat vârstnic, jumătate spre stânga, îmbrăcat cu o cămașă albă, deschisă la gât și vestă de culoare închisă. Păr grizonat, față nerasă, ușor obosită, exprimând bunătate. | Muzeul Național Brukenthal, Sibiu | Cimec    |
|      | Țăran din Carrara. Pandant: Bătrân din Ciociara (în registrul inventar: Un bătrân) Autor: Schick, Rudolf | Datare: sfârșitul sec. XIX Școală: Școală germană Dimensiuni: 360 x 290 mm Material: ulei pe pânză | Bust spre stânga al unui personaj cu păr cărunt, cârlionțat, acoperit cu o pălărie de pâslă, de culoare oliv. Bărbatul este îmbrăcat cu o cămașă albă, deschisă la gât, vestă roșie și surtuc de culoare bleumarin. Fața nerasă, cu mustață și cioc, are o expresie atentă, puțin șireată. | Muzeul Național Brukenthal, Sibiu | Cimec    |
|      | Pictură de șevalet Autor: Schuller, Ludwig | Datare: a doua jumătate sec. al XIX-lea Școală: Școală transilvăneană Dimensiuni: L: 565 mm; LA: 845 mm Material: ulei pe pânză | Peisaj panoramic al orașului Sighișoara, realizat în perspectivă plonjantă. O pantă domoală – cu vegetație de pomi și arbuști în culorile de toamnă (verde și nuanțe de brun și ocru), mai stâncoasă și mai înaltă în dreapta compoziției – coboară dinspre primul plan. Pe o cărare, în stânga lucrării, două personaje – o femeie și un bărbat – de dimensiuni reduse, în costume populare, sunt redate din spate. În vale, linia ferată cu un tren cu locomotivă cu aburi, și un șir de clădiri, între care se remarcă, în centru spre dreapta, clădirea gării, realizate în ocru cu intervenții de brun roșcat. În spatele acestora, ca de altfel în întreg spațiul văii, se întinde așezarea, realizată în nuanțe de ocru și intervenții de brun. În centrul stânga compoziției pe o culme, se înalță vechea cetate medievală. În ultimul plan, culmi deluroase închid platoul, iar deasupra lor cerului albastru, cu nori în nuanțe de rozuri, violet și alburi colorate, îi este rezervată aproximativ 1/3 din înălțimea compoziției. Semnat și datat stânga jos, cu ocru: L. Schuller 1883. | Muzeul Național Brukenthal, Sibiu | Cimec    |
|      | Eva Germana Armbruster născută von Rammeln (în registul inventar: Eva Rammlerin Pomeriana) Autor: Stranovius I, Jeremias | Datare: 1680 Școală: Școală transilvăneană Dimensiuni: 2080 x 1500 mm Material: ulei pe pânză | Personaj feminin reprezentat în întregime, trei sferturi spre stânga, în costum săsesc de patriciană: bluză albă cu mânecile decorate cu dantelă cu motive florale, fixată pe piept cu o mare broșă circulară (Heftel) decorată cu pietre prețioase, rochie-sac (Seggel) lungă, de culoare alb-argintie, cu corsaj, decorată la decolteu și la poale cu aplicații de catifea roșie, panglici aurii și brodată cu fir de aur, șorț alb străveziu din dantelă (decorat cu motivul lalelei). În picioare poartă pantofi roșii. Pe cap, pe sub o vălitură (Bockelung) galbenă decorată cu dantelă albă în zona urechilor și fixată cu 4 ace de voal (Bockelnadeln), de sub care se vede părul castaniu, pare a purta o scufie roșie. La brâu este încinsă cu o cingătoare (Spangengürtel) prevăzută la capete cu plăci metalice articulate, aurită și decorată cu pietre prețioase și legată cu un lanț argintiu. Corsajul are o închizătoare sub forma unei paftale cu doi lobi emisferici auriți, decorați cu pietre prețioase, al cărui sistem de închidere este la rândul său decorat cu un personaj feminin în picioare, văzut frontal și flancat de două animale șezânde. În degetul arătător al mâinii drepte are un inel din aur cu o gemă montată în șaton. Carnație și figură lividă, cu nas mare, buze subțiri și bărbie voluntară. În mâna stângă, în dreptul șoldului, ține o năframă albă (Schnupftuch), decorată cu motivul lalelei brodat cu galben. Cu mâna dreaptă ia o garoafă roșie dintr-un buchet de diferite flori, pus într-o cană de metal auriu, aflată pe masa din stânga, lângă un buchet de lăcrimioare. Masa este acoperită cu o țesătură cu ciucuri lungi de culoare roșie, având câmpul central albastru cu bordură roșie decorată cu o friză cu çintamani roșu și un chenar roșu, decorată cu un motiv floral în roșu, ocru, alb și albastru. În fundal, în dreapta, atârnă o draperie grea, de culoare roșietică, strânsă printr-un nod. În stânga, pe fundal, inscripția pe rânduri, cu litere ocru, iar deasupra ei blazonul familiei Armbruster: pe un scut spaniol de azur, o tablă de șah surmontată de o stea de aur cu 6 raze. Scutul surmontat de un coif de tip Bügelhelm, din argint decorat cu aur și având un colac de stofă auriu-argintiu, din care ies 3 steaguri: la mijloc roșu-argintiu, la margini auriu-argintiu. Lambrechini de aur și argint la exterior, albastru respectiv roșu la interior. | Muzeul Național Brukenthal, Sibiu | Cimec    |
|      | Fată cu basma roșie Autor: Strecker, Emil | Datare: 1880-1887 Școală: Școală austriacă Dimensiuni: 370 x 300 mm Material: ulei pe pânză | Bustul unei tinere cu basma roșie, spre dreapta, stând sub coroana unui pom și sprijinindu-se cu ambele mâini pe un parapet parțial acoperit de licheni. Pe pumnul mâinii stângi își rezeamă capul, iar în mâna dreaptă ține o floare roșie. Cosița, de culoare castanie, atârnă în stânga, peste piept. Ochii căprui privesc tot spre stânga. În urechea dreaptă poartă un cercel din aur. Personajul poartă o bluză albă și o fustă roșie. În dreapta, într-un plan îndepărtat, un peisaj de podiș înalt. Compoziție echilibrată cromatic, structurată după axele diagonale. | Muzeul Național Brukenthal, Sibiu | Cimec    |
|      | Autoportret Autor: Miess, Friedrich | Datare: prima jumătate a sec. XX Școală: Școală transilvăneană Dimensiuni: L: 650 mm; LA: 480 mm Material: ulei pe pânză | Autoportret de bătrânețe al pictorului Friedrich Miess. Bust, frontal, pe fond neutru. Bărbatul are părul alb, pieptănat pe spate, perciuni, barbă și mustață albe. Fizionomia este puternic marcată de semnele vârstei înaintate. Fruntea înaltă, ridată, ochi deschiși la culoare, încercănați, cu o privire melancolică, nasul mare. Buzele abia se zăresc de sub mustața și barba stufoase. Poartă o haină simplă, ca de postav, încheiată într-un nasture. Fondul neutru, în nuanțe de verde. Semnat dreapta jos, cu roșu: “Miess”. | Muzeul Național Brukenthal, Sibiu | Cimec    |
|      | Peisaj din Brașov Autor: Miess, Friedrich | Datare: începutul deceniului trei al sec. XX Școală: Școală românească modernă Dimensiuni: L: 730 mm; LA: 1180 mm Material: ulei pe pânză (în Registru inventar, greșit consemnat: "ulei/placaj" | Peisaj de la marginea orașului Brașov. Un drum pietruit într-o ușoară diagonală care coboară dinspre stânga spre dreapta, marchează primul plan. Laterala stângă este flancată de un turn de apărare. Zidul cetății se prelungește de la acesta înspre planul următor, marcând una dintre diagonalele compoziționale ale lucrării. Laterala dreaptă este asigurată de etajul și acoperișul unei case. Pe deasupra gardului de uluci continuat de zid din planul secund, se înalță, în planul următor, acoperișurile câtorva case, iar în centrul lucrării, bine conturată, spectaculoasa siluetă a Bisericii Negre. În fundal, culmi muntoase domoale și cerul cu câțiva nori. Elementele de arhitectură sunt secondate de prezența vegetației, care dinamizează formal și cromatic compoziția: ierburile mărunte de-a lungul drumului, arbuștii de la baza turnului din stânga, coroanele copacilor central stânga. Lucrarea este realizată din punct de vedere cromatic în dominată caldă: brunuri, verzuri calde, în contrast cu griurile reci folosite în primul rând pentru sugerarea adâncimii. Accentele de galben auriu, oranj și alburile colorate, aduc o notă de prospețime ansamblului. Semnat dreapta jos, cu roșu: „Miess”. | Muzeul Național Brukenthal, Sibiu | Cimec    |
|      | Peisaj de toamnă Autor: Miess, Friedrich | Datare: prima jumătate a sec. XX Școală: Școală românească modernă | Peisaj de toamnă in pădurea de la poalele masivului Tâmpa din Brașov. Lucrarea se deschide cu un prim plan amplu marcat de poteca ce constituie o ușoară diagonală compozițională, discret flancat de arbori desfrunziți, redați doar până la nivelul coroanelor, pe laterale în zona mediană. Covorul frunzelor de toamnă este spectaculos redat în variate nuanțe de ocru și galben, auriu. Ultimul plan e obturat de orizontala unui zid vechi, în spatele căruia pădurea se îndesește, iar lumina se strecoară printre crengi. Compoziția este urmărită prin distribuirea echilibrului umbrelor și luminilor. Tabloul este pictat cu efecte căutate și cu preferința pentru armoniile calde de ocru, brun, verde. Semnat dreapta jos cu roșu: Miess. | Muzeul Național Brukenthal, Sibiu | Cimec    |
|      | Emanoil Gojdu (în registrul inventar: Gojdu Manuil) Autor: Csisek, P. | Datare: 1869 Școală: Școală austro-ungară Dimensiuni: 1005 x 747 m (100,5 x 74,7 cm) Material: ulei pe pânză | Personajul este reprezentat frontal, cu capul ușor întros spre dreapta și sprijinindu-se de o măsuță, cu mâna dreaptă pe foile care conțin statul fundației pe care a creat-o, în beneficiul studenților ortodocși din Ungaria și Transilvania. Alături, tot pe masă, cușma din material textil roșu, împodoboită cu blană și cu panaș de egretă. În calitatea sa de fost comite de Caraș (1861), el poartă costumul oficial al funcționarilor maghiari (díszmagyar): manta bordată cu un blană și având un amplu guler din blană, prinsă cu un lanț ornamental aurit, cu pafta și nasturi auriți, o redingotă de culoare brună cu fireturi negre și nasturi aurii din metal, amintind de uniforma husarilor, cingătoare din metal aurit, de care atârnă o sabie de husar cu teacă aurie, gardă și mâner aurii, la care se adaugă o cămașă albă și o lavalieră neagră, cu borduri aurii. Este încins cu o cingătoare din metal aurit, de care atârnă o sabie de husar cu teacă aurie, gardă și mâner aurii, pe care își sprijină mâna stângă. Mâna stângă a personajului se sprijină pe mânerul sabiei, pe pieptul său se distinge crucea Ordinului imperial "Leopold". Cap cu cărunt, cu calviție accentuată, barbă bogată și mustață mare, figură exprimând seriozitate, deschidere și bunătate. Compoziție bine structurată, cu efecte de lumină care fac ca portretul să se detașeaze de fundalul brun. | Muzeul Național Brukenthal, Sibiu | Cimec    |
|      | Autoportret în costum tirolez (în registrul inventar: Bătrân cu barbă mare) Autor: Defregger, Franz von | Datare: începutul sec. XX Școală: Școală germană Dimensiuni: 580 x 460 mm (în registrul inventar: 58 x 48 cm) Material: ulei pe pânză lipită pe lemn | Bust de bătrân, văzut frontal. Față ovală, uscățivă, plete și barbă lungă, căruntă, sprâncene drepte, ochi mici, pomeții obrajilor proeminenți. Personajul poartă costumul tradițional tirolez: un veston din postav brun-cenușiu, cu nasturi aurii, pe umăr un sac din piele, a cărui curea o ține înfășurată în jurul pumnului stâng, iar pe cap o pălărie de culoare verde, cu boruri largi, răsfrânte pe partea dreaptă a capului. Expresia este melancolică. | Muzeul Național Brukenthal, Sibiu | Cimec    |
|      | Portretul unei țărănci italiene Autor: Popp, Mișu | Datare: a doua jumătate a secolului al XIX-lea Școală: Școală românească; Școală transilvăneană Dimensiuni: L: 715 mm; LA: 560 mm Material: ulei pe pânză | Portretul bust al unei femei în costum popular italian. Tânăra este orientată 1/3 spre dreapta și ține mâinile apropiate în rugăciune, rezemate de o masă sau etajeră, în dreptul pieptului. Are chipul de o frumusețe clasică, cu privirea îndreptată în sus, în adorație. Părul negru, pieptănat cu cărare pe mijloc, e prins sub un acoperământ de cap de culoare albă, specific portului italian. Poartă o cămașă albă încrețită la gât, cu mâneci ample, decorate cu dantelă la gât și în dreptul umerilor, sarafan negru și o eșarfă gri violet pe brațe. Are mărgele și cercei de coral roșu. Pe masă, în prim plan, în fața brațului drept al tinerei, se află un buchet de flori Biedermeier. Fond închis, neutru. Semnat dreapta jos, cu negru: M. Popp. | Muzeul Național Brukenthal, Sibiu | Cimec    |
|      | Portret de bărbat Autor: Popp, Mișu | Datare: a doua jumătate a secolului al XIX-lea Școală: Școală românească Dimensiuni: L: 1400 mm; LA: 1052 mm Material: ulei pe pânză | Portret de bărbat în mărime naturală, șezând, într-un interior. Bărbatul este de vârstă mijlocie, cu părul grizonat, tuns scurt, pieptănat spre spate, are mustață. Șede pe un fotoliu tapisat în brocat albastru, cu ciucuri. Șade picior peste picior, orientat ușor înspre dreapta. Brațul drept, îndoit, e sprijinit cu cotul de brațul fotoliului, iar cu mâna prinde capătul unui lănțișor agățat de vestă, la capătul căruia e probabil un ceas sau lornion. Cu mâna stângă, prinde marginea brațului stâng al fotoliului. Poartă un costum de culoare închisă, cu vestă cu nasturi albaștri, și o cămașă albă. În stânga compoziției, în spatele fotoliului, o măsuță pe care se află o trusă de scris din porțelan, o sugativă cu suport metalic, un sigiliu, un toc de ochelari, un teanc de hârtii, o lumânare etc., deasupra căreia se află un tablou reprezentând un peisaj exotic. În spate dreapta o draperie gri albăstrui. | Muzeul Național Brukenthal, Sibiu | Cimec    |
|      | Portret de femeie Autor: Popp, Mișu | Datare: mijlocul secolului al XIX-lea Școală: Școală românească; Școală transilvăneană Dimensiuni: L: 1400 mm; LA: 1052 mm Material: ulei pe pânză | Portret de femeie în mărime naturală, șezând, într-un interior. Femeia este orientată ușor spre stânga, dar cu fața întoarsă spre privitor. Este de vârstă mijlocie, are părul negru, bogat, pieptănat cu cărare pe mijloc și prins la spate într-un coc, împodobit la spate cu flori specifice modei Biedermeier. Își sprijină antebrațul stâng de o măsuță, în mână ținând o batistă de dantelă. În mâna dreaptă ce cade delicat pe lână corp, ține un evantai. Poartă o rochie decoltată, cu umerii goi, foarte elegantă, după moda europeană a epocii, din tafta alb perlat, decorată cu șase șiruri de cerculețe albe și roșii. Corsajul rochiei este marcat de un decor floral în formă de „V”, ce coboară de pe umeri până sub talie. Are mănuși albe, cercei și colier. În stânga compoziției, în spatele femeii, o măsuță de toaletă cu oglindă. Pe măsuță, un sfeșnic cu trei brațe cu lumânări și câteva piese de porțelan, de sticlă și o portocală. Pe măsuța din dreapta compoziției se află un buchet de flori tipic modei Biedermeier. În fundal, în spatele femeii, o amplă draperie violet. | Muzeul Național Brukenthal, Sibiu | Cimec    |
|      | Maria Streidlin (în registrul inventar: Portret de femeie). Pandant: Portret de bărbat Autor: anonim (atribuit cu rezerve lui Beyfuß, Ludwig) | Datare: 1831 Școală: Școală austriacă Dimensiuni: 710 x 580 mm Material: ulei pe pânză | Personaj feminin de constituție gracilă, spre dreapta, cu capul ușor întors spre stânga. Poartă o rochie albastră cu mâneci bufante și un amplu decolteu, care ajunge până aproape de umeri, încinsă cu un cordon, a cărui pafta de factură neoclasică este decorată cu o minatură în email, reprezentând un personaj feminin în costum antic, jertfind la un altar. Pe cap, peste părul castaniu cu 3 rânduri de bucle artificiale de formă cilindrică de o parte și de alta a feței, poartă o amplă bonetă albă cu voaletă, decorată cu o panglică și cu dantelă. La gât poartă un colier compus din 8 șiraguri de perle. Figură ovală, cu frunte înaltă, sprâncene drepte, ochi căprui, nas acvilin, gură mică, cu buze subțiri. Are o expresie inteligentă, ușor rezervată, dar binevoitoare. Compoziție bine structurată, portretul se detașează de fundalul de culoare închisă prin efectele de lumină și prin alternanța dintre suprafețele în tonuri închise și deschise care compun vestimentația și figura. | Muzeul Național Brukenthal, Sibiu | Cimec    |
|      | Portret de bărbat. Pandant: Portret de femeie | Datare: 1831 Școală: Școală austriacă Dimensiuni: 720 x 580 mm Material: ulei pe pânză | Personaj masculin tânăr și corpolent, în vedere frontală, ușor spre stânga, șezând pe un scaun cu spătar. Este îmbărcat cu cămașă albă cu guler înalt și drept, papion alb, pantaloni bleumarin, vestă de culoare albă cu nasturi de aceeași culoare și manta de culoare brună. Cămașa, fără nasturi, este închisă cu un ac de veșmânt auriu, cu capul în formă de inimioară. De betelia pantalonilor, pe partea dreaptă a personajului, atârnă un breloc din metal auriu cu gemă de carneol. Brelocul se compune dintr-un lănțișor, care trece printr-un pandantiv în formă de butoiaș, prin care este trecută o verigă de care este prins un cadru sub forma a doi delfini, al cărei ax permite bascularea în jurul acestuia a cadrului propriu al gemei din carneol. Figura personajului este pătrată, cu păr castaniu scurt, pieptănat cu cărare pe stânga, obraji rumeni, ochi mici, cenușii-verzui, gură mică, cu buze senzuale. Expresie serioasă, inteligentă, binevoitoare. În spatele personajului, în stânga, o draperie. Compoziție bine structurată, portretul se detașează prin alternanța de suprafețe închise și deschise, înviorate de accentele roșietice și aurii. | Muzeul Național Brukenthal, Sibiu | Cimec    |
|      | Portret de bărbat Autor: Schilcher, Friedrich | Datare: 1836 (în registrul inventar: 1886) Școală: Școală austriacă Dimensiuni: 200 x 170 mm (în registrul inventar: 21,3 x 18,4 cm) Material: ulei pe lemn | Personaj masculin bătrân, ușor spre stânga, șezând pe un scaun cu spătar. El poartă cămașă albă și paion și manta groasă cu gulerul ridicat, ambele de culoare neagră-albăstruie. Față ovală, cu porii tenului bine redați, frunte puternic ridată, păr alb pieptănat cu cărare pe dreapta, favoriți și mustață de asemenea albe, ochi cenușii, lăcrimoși, pomeții obrajilor proeminenți, rumeni, nas lat, ușor vinețiu, gură subțire. Expresie serioasă, puțin neliniștită. În stânga, o draperie roșie, cu un ciucure mare. Fundal de culoare închisă, de care portretul se distinge prin constrastul de tonalitate și efectele de lumină, care sugerează plasarea personajului într-o lojă de teatru. | Muzeul Național Brukenthal, Sibiu | Cimec    |
|      | Două femei cu porumbei | Datare: sfârșitul sec. XVIII Școală: Școală franceză Dimensiuni: 83 x 63 mm (în registrul inventar: 6,2 x 6,3 cm) Material: ulei pe fildeș | Compoziție satirică revoluționară, făcând aluzie la zvonurile despre existența unor relații intime între regina Marie Antoinette și Marie Louise de Savoye (1749-1792), prințesă de Lamballe, dar și la relatările făcute despre sine în memoriile publicate în 1789 de către Jeanne de Valois-Saint-Rémy, așa-zisa "contesă de La Motte-Valois" (1756-1791), în realitate o persoană detestată de către regină și implicată în așa-zisa "afacere a colierului de diamante" (1784-1785). Cele două femei, șarjat portretizate, șed într-o strânsă apropiere una de alta. Cea din stânga, cu ochi albaștri, poartă o rochie albastră cu un amplu decolteu, decorată cu dantelă, pe cap o perucă voluminoasă, pudrată și împodobită cu o podoabă de păr de culoare aurie, iar în urechi cercei din perle și la gât și pe piept un colier din 3 șiraguri de perle. După fizionomie și coafura pe care o prefera pe la 1769, ea poate fi ușor identificată cu Marie Antoinette. În jurul brațului stâng, în palma căruia ține discret o batistă boțită, ea are înfășurată o mantie roșcată, iar cu mâna dreaptă pare a face gestul de a încerca să își acopere pieptul cu mantia. Femeia din dreapta, în culoare roșie cu guler ridicat, purtând o manta roșcată cu glugă și bonetă burgheză de culoare albă, decorată cu o panglică de culoare albastru-deschis, are mâna dreaptă sprijinită pe umărul reginei, iar palma mâinii stângi pe partea superioară a sânului stâng al acesteia, atingând delicat cu degetul arătător colierul de la gâtul ei, spre care și privește. Ca figură, personajul amintește însă mai curând de prințesa de Lamballe decât de contesa de La Motte-Valois, deși (considerând gestul pe care îl face întinzând degetul către colierul de la gâtul reginei), artistul pare a fi dorit să o reprezinte, de fapt, pe aceasta din urmă. În fața lor, deasupra unei cuști din nuiele, o pereche de porumbei albi, acuplându-se, spre care însă doar regina privește. În fundal atârnă o draperie este de culoare vișinie, în degrade, cu falduri în tonuri de verde, folosite pentru a sugera efecte de lumină. Compoziția este bine structurată, iar portretele șarjate se detașează prin contrastul dintre carnație și fundalul sumbru. | Muzeul Național Brukenthal, Sibiu | Cimec    |
|      | Prințesa Maria Ludovika Wilhelmine von Bayern (în registrul inventar: Portret de femeie) Autor: Einsle, Anton (în registrul inventar: Einsler, Anton) | Datare: mijlocul sec. XIX Școală: Școală austriacă Dimensiuni: 520 x 640 mm (în registrul inventar: 75,5 x 60,7 cm) Material: ulei pe pânză | Portret feminin văzut frontal, reprezentat pe jumătate. Personajul poartă o rochie albă, cu guler și mâneci scurte și bufante, împodobite cu dantelă albă. Rochia este încinsă chiar pe sub piept cu un cordon violet. La gât poartă un colier de perle de care atârnă un crucifix realizat din pietre transparente și de culoare albastru deschis. În mâna dreaptă, pe antebrațul căreia se găsește o brățară cu decor dintr-o alternanță de linii oblice de culoare albă și albastră deschis, personajul ține o diademă cu numeroase perle, în stil Empire. Printre degetele inelar și mic al aceleiași mâini trece un șnur în culorile alb și albastru deschis, decorat cu mărgele aurii, al cărui capăt opus este apucat cu mâna stângă, care este rezemată pe pilastrul unei balustrade sau pe un postament. Figură ovală, cu trăsături fine, frunte înaltă, sprâncene ușor arcuite, ochi căprui, obraji rumeni, nas mic, drept, gură mică. Părul, de culoare castanie, este împărțit în două pe mijloc, cu capetele cosițelor formând câteva rânduri de bucle artificiale organizate vertical, de o parte și de alta a frunții, iar o altă cosiță împletită în trei formează un colac dispus în jurul creștetului, sub forma unui coc. În urechi poartă cercei sub forma unei cruci de Malta cu montură de pietre transparente, suspendați de câte o verigă aurie pe care este de asemenea montată în caboșon o piatră transparentă. În spatele personajului, în stânga, se zărește o draperie strânsă, de culoare verde, legată cu un șnur auriu, de care în dreapta, deasupra capului personajului, atârnă un ciucure mare. Compoziție bine structurată, portret expresiv, migălos executat, care se detașează de fundalul întunecat prin contrastul cu carnația și cu suprafețele albe ale veșmântului, înviorate de accentele de violet, gălbui și albastru deschis. | Muzeul Național Brukenthal, Sibiu | Cimec    |
|      | Marie Antoinette, soția regelui Louis XVI al Franței și Navarrei (în registrul inventar: Portret de femeie) Autor: Dupré, Louis (în registrul inventar: C. Dupré)                                                                                                  | Datare: începutul sec. XIX Școală: Școală franceză Dimensiuni: 65 x 50 mm Material: ulei pe fildeș | Bust ușor spre stânga, capul ușor înclinat spre dreapta. Personajul poartă o rochie portocalie, cu decolteu amplu, care lasă să se vadă partea superioară a sânilor, ornamentată cu dantelă. Fața este ovală, cu nas mic, obraji rumeni, gură senzuală și ochi cenușii. Părul de culoare șaten, legat cu o bentiță roz, pare împărțit în două cosițe care cad pe umeri. Portretul, care denotă o amabilă și naivă superficialitate, ba chiar și o anumită cochetărie, se distinge prin contrast cromatic și efecte de lumină de fondul în tonuri gri-albăstrui și gri-violet. | Muzeul Național Brukenthal, Sibiu | Cimec    |
|      | Peisaj italian din Cervara Autor: Miess, Friedrich | Datare: sfârșitul secolului al XIX-lea Școală: Școală transilvăneană Dimensiuni: L: 530 mm; LA: 415 mm Material: ulei pe pânză | Peisaj privit în perspectivă plonjantă, într-un cadraj îngust. În registrul inferior, o pajiște mărginită în dreapta lucrării de un șir de copaci de-a lungul unei cărări ce înaintează înspre planul secund. Trecerea la registrul superior este marcată printr-un zid scund de piatră de culoare deschisă și siluetele verticale ale câtorva copaci cu trunchiuri și ramuri firave. În spatele acestora, o casă din care se disting una dintre apele acoperișului și un perete. Dincolo de ea se înalță o culme domoală care închide registrul superior, cu vegetație săracă, petece de iarbă, arbuști și copăcei răzleți. Cromatica este realizată în nuanțe de brun, ocru și verde, cu accente de roșu vermillon. Semnat dreapta jos cu roșu: Miess. | Muzeul Național Brukenthal, Sibiu | Cimec    |
|      | Et adorent eum omnes angeli Dei; (Adorarea copilului Isus) Autor: Edelinck, Gerard; (SC.); Stella, Jacques (PX.) | Datare: 1672 Școală: Școală franceză Dimensiuni: L: 325 mm.; LA: 307 mm.; L: 580 mm.; LA: 400 mm.; în registrul inventar: 0,31: 0,33 Material: Gravură cu dăltița; hârtie cu filigran; stadiu înainte de adresa editorului                                                                                      | Compoziție cu Pruncul Iisus, adorat de patru îngeri. Tema ilustrează versetul 6 din Epistola Sfântului Apostol Pavel către Evrei (1:4-6). | Muzeul Național Brukenthal, Sibiu | Cimec    |
|      | Mre. Charles d'Hozier Autor: Edelinck, Gerard; (SC.); Rigaud, Hyacinthe (PX.) | Datare: 1691 Școală: Școală franceză Dimensiuni: L: 465 mm.; LA: 350 mm.; (margini tăiate); în registrul inventar: 0,35: 0,47 Material: Gravură cu dăltița | Portretul genealogistului casei regale franceze Charles René d'Hozier (1640-1732), autor al lucrărilor „Armorial général de France” și „Recherches de la noblesse de Champagne”. Reprezentat 3/4, întors spre stânga, unde se află o masă cu documente. Personajul își sprijină brațul drept pe o carte, iar brațul stâng pe spătarul unui scaun. În fundal o coloană, o draperie și o deschidere spre un peisaj sugerat. În partea inferioară se află blazonul lui Charles René d'Hozier. | Muzeul Național Brukenthal, Sibiu | Cimec    |
|      | N. Feuillet Prestre Chanoine de St. Cloud (N. Feuillet, Preot Canonic la St. Cloud) Autor: Edelinck, Gerard; (SC.); Compardel, Étienne (PX.) | Datare: 1693 Școală: Școală franceză Dimensiuni: L: 375 mm.; LA: 293 mm.; L: 573 mm.; LA: 442 mm.; în registrul inventar: 0,29: 0,38 Material: Gravură cu dăltița; stadiul 2 final | Portretul preotului Nicolas Feuillet (1622-1693), canonic la St. Cloud. Portret bust, întors 3/4 spre stânga, ținând în mâna dreaptă un rotulus cu un vers din Psalmul 118. Portretul este înscris într-un medalion oval, cu ramă profilată, cu inscripția de titlu. Rama medalionului se sprijină pe un soclu, cu o inscripție din cartea prorocului Malachie. | Muzeul Național Brukenthal, Sibiu | Cimec    |
|      | Martinvs van den Baugart Autor: Edelinck, Gerard; (SC.); Rigaud, Hyacinthe (PX.); Drevet, Pierre (EX.) | Datare: 1698 Școală: Școală franceză Dimensiuni: L: 467 mm.; LA: 355 mm.; L: 580 mm.; LA: 440 mm.; în registrul inventar: 0,35: 0,47 Material: Gravură cu dăltița; stadiul 2 final | Portret compozițional al sculptorului Martin van den Bogaert (1637-1694), de origine olandez, activ la Paris din 1650, cunoscut sub numele Martin Des Jardins, director al Academiei regale de pictură și sculptură. Portretul a fost pictat în 1692 de H. Rigaud și depus ca lucrare de recepție la Academie. | Muzeul Național Brukenthal, Sibiu | Cimec    |
|      | JULIUS HARDOUIN MANSAR Autor: Edelinck, Gerard; (SC.); Rigaud, Hyacinthe (PX.) | Datare: 1704 Școală: Școală franceză Dimensiuni: L: 510 mm.; LA: 376 mm.; L: 535 mm.; LA: 407 mm.; în registrul inventar: 0,38: 0,51 Material: Gravură cu dăltița; stadiul 1 din 3 | Portret compozițional, reprezentându-l pe arhitectul regelui Louis XIV, Jules Hardouin Mansart (1646-1708). Personajul reprezentat 3/4, ușor întors spre stânga, așezat pe un fotoliu, într-un interior cu coloană și draperie. Mansart poartă o robă, cravată de dantelă și o perucă allongée. Pe o panglică la gât este acroșat Ordinul St. Michel. | Muzeul Național Brukenthal, Sibiu | Cimec    |
|      | [Maria Magdalena]; în registrul inventar: „Sfta. Magdalena” Autor: Edelinck, Gerard; (SC.); Le Brun, Charles; (PX.); Drevet, Pierre (EX.) | Datare: Sec. al XVII-lea Școală: Școală franceză Dimensiuni: L: 550 mm.; LA: 404 mm.; L: 715 mm.; LA: 505 mm.; în registrul inventar: 0,41: 0,555 Material: acvaforte și dăltiță; Stadiul 5/6; tiraj din 1727-1743                                                                                              | Reprezentare a Mariei Magdalena căindu-se, smulgându-și veșmintele prețioase și aruncându-și bijuteriile, obiecte ale vanității. | Muzeul Național Brukenthal, Sibiu | Cimec    |
|      | Ecce Homo Autor: Picart, Etienne; (DEL.); (SC.); (EX.); Albani, Francesco; (PX.) | Datare: 1669 Școală: Școală franceză; Școală italiană Dimensiuni: L: 386 mm.; LA: 405 mm.; L: 436 mm.; LA: 520 mm.; în registrul inventar: 0,408 : 0,39 Material: Dăltiță; hârtie | Isus Cristos, reprezentat în ipostaza de „Vir Dolorum”, cu instrumentele patimilor, flancat de trei îngeri. | Muzeul Național Brukenthal, Sibiu | Cimec    |
|      | [Sf. Familie în timpul fugii în Egipt] Autor: Poilly, François de, zis cel Bătrîn; (SC.); Reni, Guido; (PX.) | Datare: Sec. al XVII-lea Școală: Școală franceză; Școală italiană Dimensiuni: L: 445 mm.; LA: 323 mm.; L: 473 mm.; LA: 356 mm.; în registrul inventar: 0,325 : 0,456 Material: Gravură cu dăltița; Stadiul III/III.                                                                                             | Scena reprezintă un moment din timpul Fugii în Egipt. Fecioara, în picioare, ține Pruncul înfășat, cu legătura de gât, umbrindu-i chipul, cu marginea mantiei. Iosif îi arată drumul cu mâna stângă. (Gravura este în sens invers față de pictura lui Guido Reni). Un înger îi călăuzește, ținând în mâna dreaptă un coș cu flori și oferindu-i Fecioarei un trandafir. În fundal sunt reprezentați palmieri și alți arbori. În partea inferioară a cadrului, un verset din „Cântarea Cântărilor” încadrează blazonul ministrului Colbert, Marchiz de Villacerf. | Muzeul Național Brukenthal, Sibiu | Cimec    |
|      | [Triumful păcii] Autor: Dorigny, Michel; (SC.); Vouet, Simon; (PX.) | Datare: 1639 Școală: Școală franceză Dimensiuni: L: 330 mm.; LA: 462 mm.; (margini tăiate); în registrul inventar: 0,47 : 0,33 Material: Acvaforte și dăltiță | Alegorie a păcii dintre Anglia și Franța. Cele două figuri alegorice sunt așezate pe nori, purtați de Zefir. O figură feminină înaripată oferă câte o cunună de lauri celor două figuri feminine simbolizând Franța, care are în mână o floare de crin și Anglia, care are un trandafir. Grupuri de putti cu flori, însoțesc figura alegorică a Păcii. În dreapta, doi putti țin în frâu doi leoparzi, cu ajutorul unor ghirlande de flori. În stânga, două figuri feminine asistă la scena alegorică. | Muzeul Național Brukenthal, Sibiu | Cimec    |
|      | Sanctae Martinae virginis et martyris imaginem (Sf. Martiră Martina inchinându-se Madonei cu Pruncul); în registrul inventar: „Madona cu sf.ții Martiri” Autor: Spierre, François; (DEL.); (SC.); Da Cortona, Pietro Berrettini; (PX.); Mariette, Pierre II; (EX.) | Datare: Sec. XVII Școală: Școală franceză; Școala italiană Dimensiuni: L: 404 mm.; LA: 410 mm.; L: 588 mm.; LA: 482 mm.; în registrul inventar: 0,41 : 0,407 Material: Gravură cu dăltița; hârtie cu filigran                                                                                                   | Gravură în sens invers față de compoziția pictată de Pietro da Cortona. Sf. Martiră Martina îngenuncheată în fața Fecioarei cu Pruncul. Martina ține în mâna dreaptă un cârlig de fier, atribut al martirajului său, iar stânga o întinde spre Pruncul Iisus, care îi oferă un crin, simbol al purității Mântuitorului și deopotrivă simbol al regatului Franței. Pruncul ține în cealaltă mână ramuri de palmier, atribut general al martirilor creștini. | Muzeul Național Brukenthal, Sibiu | Cimec    |
|      | [Madona cu Pruncul, adorați de patru martire]; în registrul inventar: „Adorarea Mariei și a pruncului” Autor: Haye, Charles de la; (SC.); Ferri, Cirro; (PX.); Rossi, Giovanni Giacomo de; (EX.)                                                                   | Datare: Sec. XVII Școală: Școală franceză; Școala italiană Dimensiuni: L: 395 mm.; LA: 482 mm.; L: 480 mm.; LA: 565 mm.; în registrul inventar: 0,482 : 0,400 Material: Acvaforte și dăltiță | Madona cu Pruncul, așezați pe nori, în nimb de lumină, pe terasa unui edificiu cu coloane, cu deschidere spre parc. Sfintele martire Ecaterina, Martina, Agneta și Dorotea, cu atributele lor, se închină Madonei cu Pruncul care le oferă câte o ramură de palmier, simbol al martirilor. La picioarele Sf. Dorotea se află un miel, simbol al viitorului martiraj al Pruncului. | Muzeul Național Brukenthal, Sibiu | Cimec    |
|      | [Femeile la mormântul lui Christos] Autor: Roullet, Jean Louis; (SC.); Trudon, Jérôme; (DEL.); Carraci, Annibale; (PX.); Raillardi, Jacopo (EX.) | Datare: Sfârșitul sec. al XVII-lea Școală: Școală franceză; Școala italiană Dimensiuni: L: 410 mm.; LA: 495 mm.; L: 510 mm.; LA: 625 mm.; în registrul inventar: 0,496 : 0,410 Material: Gravură cu dăltița pe hârtie cu filigran; Stadiul II/III                                                               | Gravură în același sens cu pictura lui Annibale Carracci. Fecioara Maria, Maria Magdalena și Maria Cleopa sunt întâmpinate la mormântul Mântuitorului de către îngerul care le arată mormântul gol și le vestește Învierea lui Iisus. | Muzeul Național Brukenthal, Sibiu | Cimec    |
|      | [Femeie tânără]; în registrul inventar: „Din viața țăranilor” Autor: Demarteau, Gilles; (SC.); (EX.); Boucher, François; (INV.); (DEL.) | Datare: Sec. al XVIII-lea Școală: Școală franceză Dimensiuni: L: 188 mm.; LA: 146 mm.; L: 262 mm.; LA: 210 mm.; în registrul inventar: 0,15 : 0,19 Material: Gravură în maniera creionului imprimată în sangvină; hârtie                                                                                        | Interior citadin, cu o masa și un scaun. O femeie tânără, surprinsă în profil, spre stânga, pregătindu-se să așeze o tavă pe masă. Demarteau a reprodus un desen în sangvină de François Boucher, intitulat „L'hôtesse”. | Muzeul Național Brukenthal, Sibiu | Cimec    |
|      | [Ciobăniță]; în registrul inventar: „Din viața țăranilor” Autor: Demarteau, Gilles; (SC.); (EX.); Boucher, François; (INV.); (DEL.) | Datare: Sec. al XVIII-lea Școală: Școală franceză Dimensiuni: L: 188 mm.; LA: 147 mm.; L: 290 mm.; LA: 220 mm.; în registrul inventar: 0,15 : 0,19 Material: Gravură în maniera creionului imprimată în sangvină; hârtie                                                                                        | Tânără aristocrată costumată în ciobăniță, așezată pe o piatră. Pe umăr, ține grațios o furcă, decorată în vârf cu o fundă. Demarteau a reprodus un desen în sangvină de François Boucher. | Muzeul Național Brukenthal, Sibiu | Cimec    |
|      | Ninette; în registrul inventar: „Din viața țăranilor” Autor: Demarteau, Gilles; (SC.); (EX.); Boucher, François; (INV.); (DEL.) | Datare: Sec. al XVIII-lea Școală: Școală franceză Dimensiuni: L: 187 mm.; LA: 146 mm.; L: 270 mm.; LA: 216 mm.; în registrul inventar: 0,15 : 0,19 Material: Gravură în maniera creionului imprimată în sangvină; hârtie                                                                                        | Tânără grădinăriță, mergând într-un parc, cu grebla pe umăr, ridicându-și ușor șorțul, într-o atitudine grațioasă. Desenul gravat reprezintă figura actriței Marie Justine Favart, în rolul Ninette, din piesa „Le Caprice amoureux ou Ninette à la Cour” de Charles Simon Favart, jucată cu mare succes pe scena Comediei Franceze, din 1753, până la Revoluția franceză. | Muzeul Național Brukenthal, Sibiu | Cimec    |
|      | [Băiat pescuind]; în registrul inventar: „Din viața țăranilor” Autor: Demarteau, Gilles; (SC.); (EX.); Boucher, François; (INV.); (DEL.) | Datare: Sec. al XVIII-lea Școală: Școală franceză Dimensiuni: L: 187 mm.; LA: 145 mm.; L: 280 mm.; LA: 207 mm.; în registrul inventar: 0,15 : 0,19 Material: Gravură în maniera creionului imprimată în sangvină; hârtie                                                                                        | Băiat așezat pe o piatră, văzut din spate, întors ușor spre dreapta, pescuind cu undița. | Muzeul Național Brukenthal, Sibiu | Cimec    |
|      | [Tânăra florăreasă]; în registrul inventar: „Din viața țăranilor” Autor: Demarteau, Gilles; (SC.); (EX.); Boucher, François; (INV.); (DEL.) | Datare: Sec. al XVIII-lea Școală: Școală franceză Dimensiuni: L: 254 mm.; LA: 180 mm.; L: 280 mm.; LA: 212 mm.; în registrul inventar: 0,15 : 0,19 Material: Gravură în maniera creionului imprimată în sangvină; hârtie                                                                                        | Femeie tânără, în picioare, ușor întoarsă spre dreapta, într-un interior cu masă și scaun. Femeia oferă un coș cu flori. | Muzeul Național Brukenthal, Sibiu | Cimec    |
|      | [Fecioara cu pruncul]; în registrul inventar: „Din viața țăranilor” Autor: Demarteau, Gilles; (SC.); (EX.); Boucher, François; (INV.); (DEL.) | Datare: Sec. al XVIII-lea Școală: Școală franceză Dimensiuni: L: 202 mm.; LA: 148 mm.; L: 237 mm.; LA: 178 mm.; în registrul inventar: 0,15 : 0,19 Material: Gravură în maniera creionului imprimată în sangvină; hârtie                                                                                        | Tânără femeie, în picioare, văzută din profil spre stânga, privește spre pruncul său adormit pe perne și îl învelește. Motiv identificat în vechile cataloage ca „Fecioara cu Pruncul”, fără ca desenul să releve atributele iconografice specifice temei religioase. | Muzeul Național Brukenthal, Sibiu | Cimec    |
|      | [Soldați]; în registrul inventar: „Din viața țăranilor” Autor: Demarteau, Gilles; (SC.); (EX.); Boucher, François; (INV.); (DEL.) | Datare: Sec. al XVIII-lea Școală: Școală franceză Dimensiuni: L: 202 mm.; LA: 148 mm.; L: 233 mm.; LA: 185 mm.; în registrul inventar: 0,15 : 0,19 Material: Gravură în maniera creionului imprimată în sangvină; hârtie                                                                                        | Grup de 5 soldați în repaus, conversând lângă un copac. Un soldat în picioare, văzut din spate, cu sabie pe șoldul drept, se sprijină pe o halebardă și un scut. Ceilalți soldați sunt așezați și doi dintre ei au coifuri, altul o sabie. | Muzeul Național Brukenthal, Sibiu | Cimec    |
|      | [Câini]; în registrul inventar: „Gravuri cu animale” Autor: Demarteau, Gilles; (SC.); (EX.); Huet, Jean Baptiste; (INV.); (DEL.) | Datare: Sec. al XVIII-lea Școală: Școală franceză Dimensiuni: L: 234 mm.; LA: 314 mm.; L: 268 mm.; LA: 345 mm.; în registrul inventar: 0,23 : 0,31 Material: Gravură în maniera creionului imprimată în sangvină; hârtie                                                                                        | Demarteau reproduce un desen în sangvină a pictorului Jean Baptiste Huet, reprezentând un studiu cu doi câini: unul doarme, iar celălalt își înalță capul, privind spre stânga. | Muzeul Național Brukenthal, Sibiu | Cimec    |
|      | Renard (Vulpe); în registrul inventar: „Gravuri cu animale” Autor: Demarteau, Gilles; (SC.); (EX.); Huet, Jean Baptiste; (INV.); (DEL.) | Datare: Sec. al XVIII-lea Școală: Școală franceză Dimensiuni: L: 227 mm.; LA: 285 mm.; L: 257 mm.; LA: 318 mm.; în registrul inventar: 0,23 : 0,31 Material: Gravură în maniera creionului imprimată în sangvină; hârtie                                                                                        | Demarteau reproduce un desen în sangvină a pictorului Jean Baptiste Huet, reprezentând un studiu cu capul unei vulpi, cu botul întredeschis, ridicat în sus, spre dreapta. | Muzeul Național Brukenthal, Sibiu | Cimec    |
|      | [Găini]; în registrul inventar: „Gravuri cu animale” Autor: Demarteau, Gilles; (SC.); (EX.); Huet, Jean Baptiste; (INV.); (DEL.) | Datare: Sec. al XVIII-lea Școală: Școală franceză Dimensiuni: L: 235 mm.; LA: 308 mm.; L: 265 mm.; LA: 337 mm.; în registrul inventar: 0,23 : 0,31 Material: Gravură în maniera creionului imprimată în sangvină; hârtie                                                                                        | Demarteau reproduce un desen în sangvină a pictorului Jean Baptiste Huet, reprezentând un studiu cu două găini, cea din prim plan, figură întreagă, orientată spre dreapta și capul celei din plan secund, orientat spre stânga. | Muzeul Național Brukenthal, Sibiu | Cimec    |
|      | [Capete de oi]; în registrul inventar: „Gravuri cu animale” Autor: Demarteau, Gilles; (SC.); (EX.); Huet, Jean Baptiste; (INV.); (DEL.) | Datare: Sec. al XVIII-lea Școală: Școală franceză Dimensiuni: L: 230 mm.; LA: 308 mm.; L: 266 mm.; LA: 340 mm.; în registrul inventar: 0,23 : 0,31 Material: Gravură în maniera creionului imprimată în sangvină; hârtie                                                                                        | Demarteau reproduce un desen în sangvină a pictorului Jean Baptiste Huet, reprezentând un studiu cu două capete de oi, cea din prim plan, reprezentată frontal, în stânga compoziției, iar în plan secund capul unei oi, văzut din profil, orientat spre stânga. | Muzeul Național Brukenthal, Sibiu | Cimec    |
|      | [Doamnă cu chitară]; în registrul inventar: „Femeie cîntînd din chitară” Autor: Demarteau, Gilles; (SC.); (EX.); Watteau, Antoine; (INV.); (DEL.) | Datare: Sec. al XVIII-lea Școală: Școală franceză Dimensiuni: L: 230 mm.; LA: 180 mm.; L: 257 mm.; LA: 210 mm.; în registrul inventar: 0,18 : 0,23 Material: Gravură în maniera creionului imprimată în sangvină; hârtie                                                                                        | Tânără femeie, așezată pe un scaun cu spătar înalt, întoarsă spre dreapta, cu privirea în jos. Doar baza chitarei este reprezentată. Studiul prezintă momentul acordării instrumentului și a fost folosit de Watteau într-o compoziție pictată cu patru muzicieni, intitulată „Petrecere cu muzică”. | Muzeul Național Brukenthal, Sibiu | Cimec    |
|      | Peisaj de munte cu castel Autor: Bemmel, Willem van | Datare: a doua jumătate a secolului XVII Dimensiuni: L: 702 mm, LA: 983 mm (în registrul inventar: 0,700 x 0, 980) Material: ulei pe pânză | Lucrările lui van Bemmel pot fi considerate exemple tipice de peisaj panoramic larg, de filiație Claude Lorraine și Gaspard Doughet, realizate potrivit compunerii peisajului italian, prin succesiunea planurilor în formula culisantă cu ax oblic. În realizarea cadrului natural amplu, cu largă deschidere spre fundal, van Bemmel plasează elementele de decor convențional, un castel și un altul în ruină, poduri de piatră, ruine, stânci, copaci, iar, în fundal, valea unui fluviu delimitată de munți sau valea unui râu de munte, în prim-plan. Pentru sugerarea atmosferei de lirism, pictorul a lucrat într-o tușă sigură, folosind o paletă cromatică dominată de nuanțe de verde închis și brun, albastru și gri perle la cer. | Muzeul Național Brukenthal, Sibiu | Cimec    |
|      | Peisaj de munte cu pod de piatră Autor: Bemmel, Willem van | Datare: a doua jumătate a secolului XVII Dimensiuni: L: 698 mm. LA: 972 mm (în registrul inventar: 0,710 x 0,960) Material: ulei pe pânză | Lucrările lui van Bemmel pot fi considerate exemple tipice de peisaj panoramic larg, de filiație Claude Lorraine și Gaspard Doughet, realizate potrivit compunerii peisajului italian, prin succesiunea planurilor în formula culisantă cu ax oblic. În realizarea cadrului natural amplu, cu largă deschidere spre fundal, van Bemmel plasează elementele de decor convențional, un castel și un altul în ruină, poduri de piatră, ruine, stânci, copaci, iar, în fundal, valea unui fluviu delimitată de munți sau valea unui râu de munte, în prim-plan. Pentru sugerarea atmosferei de lirism, pictorul a lucrat într-o tușă sigură, folosind o paletă cromatică dominată de nuanțe de verde închis și brun, cu accente roșiatice la cer. | Muzeul Național Brukenthal, Sibiu | Cimec    |
|      | Vânat păzit de câini Autor: Fyt, Jan | Datare: prima jumătate a secolului XVII Dimensiuni: L: 1125 mm, LA: 1442 mm (în registrul inventar: 1,14 x 1,44) Material: ulei pe pânză | Lucrarea se înscrie în tipul naturii moarte integrate peisajului, pe care Fyt îl prețuiește ca decor și ca element compozițional, ce se acordă cu dinamismul degajat de aranjarea trofeului și de gruparea câinilor. Mișcarea – subliniată de diagonala armei – se propagă centripet până la vegetația decorului, animată de apariția capului unui câine prin frunziș. Fyt utilizează nuanțe de verde, brun, alb și gri în tușe mărunte și fine (blana iepurelui, penajul păsărilor), alături de tușe largi, viguroase (blana câinilor). El se deosebește de artiștii flamanzi de naturi statice prin precizia, claritatea desenului și tratarea detaliată a recuzitei. | Muzeul Național Brukenthal, Sibiu | Cimec    |
|      | Natură moartă cu două maimuțe (în registrul inventar: Vânat și două moine) Autor: Fyt, Jan | Datare: mijlocul secolului XVII Dimensiuni: L: 875 mm, LA: 1090 mm (în registrul inventar: 0,88 x 1,09) Material: ulei pe pânză | O natură moartă formată dintr-un iepure care atârnă cu capul în jos, în partea centrală, realizat în nuanțe de ter, alb și gri, și care este înconjurat de fazani și potârnichi, lucrate în nuanțe de roșu, gri și bej. Această natură moartă stă așezată pe o masă din piatră, cu profil neregulat, având pe ea un motiv geometric. Decorul este oliv, cu deschidere în partea stângă, unde se văd două maimuțe mici, lucrate în nuanțe de brun și alb. Factura este tipică pentru Fyt prin împăstările mărunte suprapuse, cum este blana iepurelui sau penajul potârnichilor. Concepția barocă a compunerii tabloului este întregită și de ideea prezenței celor două maimuțe, animale la modă în tablourile baroce. | Muzeul Național Brukenthal, Sibiu | Cimec    |
|      | Negustor de vânat Autor: Snyders, Frans | Datare: prima jumătate a secolului XVII Dimensiuni: L: 248 mm, LA: 345 mm (în registrul inventar: 0,25x 0,34) Material: ulei pe lemn | Lucrarea este o schiță pentru un etalaj de vânat. În concepție sunt vizibile influențele din etalajele manieriste flamande din a doua jumătate a secolului XVI. O femeie în veșminte verzi ține în mână un păun și discută cu un bărbat îmbrăcat într-o haină roșie și cu o pălărie roșcată cu boruri largi, care ține în mână o gâscă albă. Pe masă se află un fazan, un curcan și trupul unei căprioare, ce atârnă. Pe peretele pictat în verde închis atârnă un iepure și câteva păsări, pictate în teruri. Complementarele roșu și verde, pe care este bazată cromatica compoziției, sunt evidențiate prin juxtapunerea nuanțelor de crem și alb. | Muzeul Național Brukenthal, Sibiu | Cimec    |
|      | Ioan Botezătorul copil Autor: Teniers, David II | Datare: mijlocul secolului XVII Dimensiuni: L: 931 mm; LA: 693 mm Material: ulei pe lemn | Personajul lucrării, Ioan Botezătorul copil, este reprezentat într-un cadru natural, având privirea îndreptată spre stânga, corpul acoperit cu o blană de animal și piciorul drept îngenunchiat pe o lespede de piatră; în mână ține un vas în care adună apa ce țâșnește dintr-o stâncă, ce flanchează partea stângă a lucrării, ca un perete vertical. În mâna stângă ține cârja de păstor, în dreptul piciorului stâng sunt răspândite pe pământ câteva rădăcinoase, iar lângă el este un miel și în față, o broscuță. În fundal dreapta este o pădure și cerul cu nori și lumina specifică zilei, la asfințitul soarelui. | Muzeul Național Brukenthal, Sibiu | Cimec    |
|      | Portret de bărbat Autor: Teniers, David II | Datare: 1653 Dimensiuni: L: 230 mm; LA: 196 mm (în registrul inventar: .0,23 x 0,20) Material: ulei pe cupru | Personajul reprezentat (evreul olandez Coeberger) cu trăsăturile feței expresive, în haină negră, închisă cu mulți nasturi mici, cu manșete și guler alb, șade pe un scaun, cu mâinile sprijinite pe genunchi. În mâna dreaptă ține un baston cu inițialele numelui, iar în stânga, un buchețel de flori. Părul și barba sunt grizonate, iar pe cap poartă o kupă (Kepe) neagră. | Muzeul Național Brukenthal, Sibiu | Cimec    |
|      | Popas la fântână (în registrul inventar: La fântână) Autor: Wouwerman, Philips (în registrul inventar: Genul lui Philips Wouwerman) | Datare: mijlocul secolului XVII Dimensiuni: L: 410 mm, LA: 360 mm Material: ulei pe lemn | Artistul olandez s-a format în tradiția pictorilor de peisaj din Haarlem și a fost inspirat de creația lui Pieter Cornelisz Verbeeck în reprezentarea cailor. Wouwerman s-a remarcat în principal prin naturalețea și entuziasmul cu care a reprezentat aceste animale în varii ipostaze, pe care le-a integrat unui context peisagistic plin de poezie. A fost mult timp unul dintre pictorii olandezi cei mai populari datorită micilor sale peisaje animate, caii constituind modelele sale preferate. A pictat într-o manieră plăcută și fină scene de vânătoare, șarje de cavalerie, interioare de ferme, halte la cârciumi, lucrările lui fiind pline de vervă și pitoresc. Îmbinarea armonioasă a peisajului cu elemente de gen și animaliere, coloritul nuanțat, maniera fină și precisă a execuției sunt câteva dintre calitățile acestor lucrări caracteristice stilului de maturitate al lui Wouwerman. Calul alb, aproape nelipsit din tablourile sale, devine și în cazul de față un semn distinctiv, un personaj al peisajului. Pe linia similitudinilor, sunt de menționat tablourile de la Rijksmuseum, Amsterdam și Museum der bildenden Künste, Leipzig. | Muzeul Național Brukenthal, Sibiu | Cimec    |
|      | Popas lângă cârciumă (în registrul inventar: Lângă cârciumă) Autor: Wouwerman, Philips (în registrul inventar: Genul lui Philips Wouwerman) | Datare: mijlocul secolului XVII Dimensiuni: L: 408 mm, LA: 360 mm (în registrul inventar: 0,42 x 0,36) Material: ulei pe lemn | Artistul olandez s-a format în tradiția pictorilor de peisaj din Haarlem și a fost inspirat de creația lui Pieter Cornelisz Verbeeck în reprezentarea cailor. Wouwerman s-a remarcat în principal prin naturalețea și entuziasmul cu care a reprezentat aceste animale în varii ipostaze, pe care le-a integrat unui context peisagistic, plin de poezie. A fost mult timp unul dintre pictorii olandezi cei mai populari datorită micilor sale peisaje animate, caii constituind modelele sale preferate. A pictat într-o manieră plăcută și fină, scene de vânătoare, șarje de cavalerie, interioare de ferme, halte la cârciumi, lucrările lui fiind pline de vervă și pitoresc. Îmbinarea armonioasă a peisajului cu elemente de gen și animaliere, coloritul nuanțat, maniera fină și precisă a execuției sunt câteva dintre calitățile acestor lucrări caracteristice stilului de maturitate al lui Wouwerman. Calul alb, aproape nelipsit din tablourile sale, devine și în cazul de față un semn distinctiv, un personaj al peisajului. Pe linia similitudinilor, sunt de menționat tablourile de la Rijksmuseum, Amsterdam și Museum der bildenden Künste, Leipzig. | Muzeul Național Brukenthal, Sibiu | Cimec    |
|      | Natură moartă cu sfeșnic (în Registrul inventar: Natură moartă) Autor: Popea, Elena | Datare: prima jum. sec. XX Școală: Școală românească modernă Dimensiuni: L: 800 mm; LA: 630 mm Material: ulei pe pânză | Compoziția evidențiază masa aranjată de sărbătoare, intim, pentru două persoane, sub fereastra deschisă. Pe masa rotundă, acoperită cu o față de masă albă, sunt farfurii cu tacâmuri, pahare, o fructieră cu mere galbene și verzi, o vază transparentă cu un buchet de flori (trandafiri) roz, un sfeșnic mic de cupru cu o lumânare și un sfeșnic cu trei brațe. În dreapta mesei, un scaun al cărui spătar e capitonat cu un material gri-albăstrui. În fundal, pe pervazul ferestrei, o vază rotundă cu un buchet de flori violet. Dincolo de fereastră e sugerat un peisaj nocturn. Cromatica e puternic înviorată de contrastul pe care albul perlat și griurile deschise, colorate, îl fac accentelor de roșu deschis, violet, albastru, galben, verde, și de valorificări ale efectelor de transparență și mat. Semnat în creion, dreapta jos: „Elena Popea”. | Muzeul Național Brukenthal, Sibiu | Cimec    |
|      | Pictorul Fritz Kimm Autor: Eder, Hans | Școală: Școală românească modernă Dimensiuni: L: 770 mm; LA: 630 mm Material: ulei pe placaj | Portretul pictorului Fritz Kimm, în semi-profil 1/3 spre dreapta, șezând. Limbaj plastic de sorginte expresionistă, cu deformări ale formelor (în speță chipul și mâinile) și contraste cromatice. Bărbatul privește spre dreapta sus. Are părul pieptănat pe spate, fruntea înaltă, bărbia proeminentă, poartă ochelari; ține mâinile încrucișate pe genunchi, cu palmele în sus. Poartă costum de culoare închisă, cu haina încheiată, vestă, cămașă albă și cravată neagră. Fundal neutru, în nuanțe de verde și ocru. Gama cromatică în dominante de brun și verde alăturate negrului. Culoarea e așezată în planuri largi, cu tușe păstoase, pe alocuri cu cuțitul. Semnat și datat stânga sus, cu negru: „HE 25”. | Muzeul Național Brukenthal, Sibiu | Cimec    |
|      | Italianca Autor: Coulin, Arthur | Școală: Școală transilvăneană Dimensiuni: L: 610 mm; LA: 480 mm Material: ulei pe pânză | O femeie șezând, într-un interior foarte sumar redat, tricotează. Ovalul feței elegant, cu bărbia bine marcată, buzele groase, senzuale, nasul destul de proeminent, ochii mari, genele și sprâncenele negre, pronunțat desenate. Poartă costum popular italian cu o vălitură a capului albă, cămașă cu mâneci largi albă și o fustă cu talie înaltă, care pleacă de sub piept, neagră. La gât are un șirag de mărgele roșu vermillon. Personajul se proiectează pe un fundal ocru auriu. Semnat și localizat stânga sus, cu roșu: “A. Coulin Roma”. | Muzeul Național Brukenthal, Sibiu | Cimec    |
|      | Autoportret Autor: Eder, Hans | Școală: Școală românească modernă Dimensiuni: L: 492 mm; LA: 410 mm Material: ulei pe pânză | Autoportret bust, semi-profil 3/4 spre stânga. Artistul are părul pieptănat spre stânga, ceea ce îi subliniază fruntea înaltă. Poartă ochelari și pipă. Are o haină în nuanțe de albastru închis, cămașă albă și cravată. Fondul în nuanțe de ocru, albastru și alburi colorate. Culoarea e aplicată în tușe împăstate. Semnat și datat dreapta sus, cu albastru închis: „HE 22”. | Muzeul Național Brukenthal, Sibiu | Cimec    |
|      | Arlechin Autor: Iser, Iosif | Școală: Școală românească Dimensiuni: L: 610 mm; LA: 500 mm Material: guașă vernisată pe carton | Portret compozițional al unui bărbat în costum de arlechin. Modelul, redat pe trei sferturi, șede pe un scaun, într-un interior. Bărbatul stă picior peste picior, cu corpul întors 1/3 spre stânga. Fața este redată frontal. În mâna stângă ține o chitară, sprijinită pe piciorul drept. Poartă un costum cu cămașă în nuanțe de galben, cu guler alb, pantaloni albaștri și pe cap o căciulă stil Napoleon. Fundalul este realizat în nuanțe de ocru. Semnat stânga sus, cu cafeniu: „ISER”. Datat dreapta sus cu cafeniu: „33”. | Muzeul Național Brukenthal, Sibiu | Cimec    |
|      | Sf. Familie cu Sf. Ioan Autor: Perrier, Francois; (IN.); (SC.); Leblond, Jean; (EX.) | Datare: 1633 Școală: Școală franceză Dimensiuni: I: 192 mm.; LA: 217 mm.; (margini reduse); în registrul inventar: 0,21: 0,195 Material: Acvaforte; hârtie; în registrul inventar: „gravură”; stadiul II/IV | Reprezentare a Sf. Familii, temă des abordată de Perrier. În prim plan, într-un cadru arhitectural, cu o coloană și o draperie, Madona este așezată și ține o carte deschisă în mâini, privind amuzată spre disputa celor doi copii. Ioan încearcă să țină mielul pe care îl îmbrățișează strâns Pruncul Iisus. În fundal, într-un peisaj sugerat, Iosif lucrează la un banc de tâmplărie, asistat de doi îngeri, unul dintre ei indicându-i cerul. | Muzeul Național Brukenthal, Sibiu | Cimec    |
|      | Michael Waivoda Walachiae Transalpinae utraque fortuna insignis: et in utraq. Eadem virtute, aet. XLIII; în registrul inventar: „Mihai Viteazu” Autor: Sadeler cel Tînăr, Aegidius; (DEL); (SC.)                                                                   | Datare: 1601 Școală: Atelier praghez Dimensiuni: L: 236 mm.; LA: 156 mm.; în registrul inventar: 0,156: 0,24 Material: Gravură cu dăltița; hârtie subțire cu vergatură; în registrul inventar: gravură | Portretul voievodului Mihai Viteazul, după desenul realizat după natură, de Aegidius Sadeler în 1601, când voievodul se afla la Praga, la curtea împăratului Rudolf al II-lea. Portret bust, întors 3/4 spre dreapta, fără mâini, cu o fizionomie expresivă, conturată viguros. Voievodul poartă o mantie albă cu guler și borduri de blană, prinsă la gât; pe cap poartă căciula din blană de samur (gugiuman), cu surguci din pene de cocor, în montură de pietre prețioase. | Muzeul Național Brukenthal, Sibiu | Cimec    |
|      | Trecerea Mării Roșii Autor: Callot, Jacques; (DEL.); (SC.); Henriet, Israël (EX.) | Datare: 1629 Școală: Școală franceză Dimensiuni: L: 128 mm.; LA: 235 mm.;(margini reduse); în registrul inventar: 0,10: 0,23 Material: Acvaforte; Stadiul II/VII; în registrul inventar: gravură | Ilustrare a unei teme din Vechiul Testament. Poporul evreu a traversat Marea Roșie, condus de Aaron și Moise, purtând Chivotul cu Tablele Legii. Apele mării au fost separate de Moise, îngăduind astfel traversarea. În urma evreilor, oastea faraonului Egiptului este înghițită de ape. | Muzeul Național Brukenthal, Sibiu | Cimec    |
|      | Plecarea Autor: Callot, Jacques; (DEL.); (SC.); Vincent (EX.) | Datare: 1621 Școală: Școală franceză Dimensiuni: L: 127; LA:240 mm.; L: 122 mm.; LA: 238 mm.; (margini reduse); în registrul inventar: 0,124: 0,240 Material: Acvaforte; Stadiul IV/IV, sec. al XVIII-lea; în registrul inventar: gravură                                                                       | Prima stampă din seria „Țiganii” reprezintă plecarea șatrei de țigani. Două femei călare sunt urmate de o căruță trasă de un cal, pe care stă un țigan cu biciul ridicat, cu un sac în spate și un cocoș. În căruță și pe jos se află bărbați înarmați, femei și copii purtând bagaje. Șatra se îndreaptă spre dreapta. Seria se bazează pe amintirile gravorului care a călătorit în tinerețe spre Italia, împreună cu o șatră de nomazi. | Muzeul Național Brukenthal, Sibiu | Cimec    |
|      | La Bénédiction de la Table (Binecuvântarea mesei) Autor: Bosse, Abraham; (DEL.); (SC.); Boisseau, Jean (EX.) | Datare: 1635 Școală: Școală franceză Dimensiuni: L: 176 mm.; LA: 400 mm.; L: 170 mm.; LA: 400 mm.; (margini reduse) Material: Acvaforte; în registrul inventar: „gravură” | Compoziție cu 13 figuri: o familie așezată la masă, într-un interior deschis spre o terasă și un parc. Tatăl, mama și cei 10 copii, împreună cu servitorul spun rugăciunea înainte de începerea mesei. Tatăl binecuvântează masa, având Decalogul încadrat pe perete, în spatele său. Versurile sunt edificatoare pentru atmosfera pioasă și morala unei familii de hughenoți francezi, la începutul secolului al XVII-lea. | Muzeul Național Brukenthal, Sibiu | Cimec    |
|      | Sfânta Familie cu îngeri Autor: Hyre, Laurent de la; (DEL.); (SC.); Mariette II, Pierre; (EX.) | Datare: 1640 Școală: Școală franceză Dimensiuni: L: 402 mm.; LA: 536 mm.; L: 300 mm.; LA: 410 mm.; în registrul inventar: 0,412: 0,30 Material: Acvaforte; Stadiul III/III; în registrul inventar: gravură | Sf. Familie este reprezentată într-un peisaj, cu ruine antice. În dreapta, Fecioara Maria stă așezată cu Pruncul în brațe, primind fructe de la un grup de cinci putti. În stânga, un alt grup de putti răstoarnă un coș din care se revarsă fructe. În plan secund, lângă o coloană, Iosif cu mantia de călătorie și toiagul în mână, privește spre Prunc. În fundal, un grup de putti desfășoară o ghirlandă împletită din frunze de laur. Compoziția este derivată din tema „Popas în timpul fugii în Egipt”. | Muzeul Național Brukenthal, Sibiu | Cimec    |
|      | Bunavestire Autor: Mellan, Claude; (DEL.); (SC.) | Datare: 1666 Școală: Școală franceză Dimensiuni: L: 414 mm.; LA:493 mm.; L: 400 mm.; LA: 477 mm.; (margini tăiate); în registrul inventar: 0,48: 0,40 Material: Gravură cu dăltița; Stadiul I/II | Într-un interior cu deschidere spre un peisaj exterior, Maria stă îngenuncheată, în reculegere, după ce a primit vestea nașterii Fiului. Arhanghelul Gabriel, cu un crin în mână, părăsește scena, pe nori, privind peste umăr. Deasupra capului Mariei se revarsă lumina trimisă de porumbelul Duhului Sfânt. Dumnezeu Tatăl este reprezentat în atitudine orantă, în nori, înconjurat de grupuri de heruvimi. În dreapta jos, pe un piedestal văzut în perspectivă este reprezentat blazonul ducelui d’Albret, Emmanuel-Théodose de La Tour d'Auvergne (1643–1715), canonic și decan al catedralei din Liège, ulterior cardinal de Bouillon, căruia i-a fost dedicată stampa. Compoziția se bazează pe textul citat în latină: „Iată, fecioara va rămâne însărcinată, va naște un fiu, iar numele său va fi Emanuel” (Isaia. 7). | Muzeul Național Brukenthal, Sibiu | Cimec    |
|      | Pomponius de Bellièvre Senatus Galliarum Princeps (Pompone de Bellièvre, Conducătorul Senatului francez) Autor: Nanteuil, Robert; (SC.); Le Brun, Charles (PX.) | Datare: 1657 Școală: Școală franceză Dimensiuni: L: 322 mm.; LA: 247 mm.; în registrul inventar: 0,24: 0,32 Material: Gravură cu dăltița; stadiul III/IV | Portret bust, fără mâini, întors 3/4 spre dreapta. Portret înscris în medalion oval, cu ramă profilată, timbrat cu blazonul personajului. Pompone de Bellièvre (1606 - 1657) descindea dintr-o veche familie aristocrată. Este reprezentat purtând roba de magistrat, având la data portretizării sale, funcția de conducător al Senatului francez. | Muzeul Național Brukenthal, Sibiu | Cimec    |
|      | MARIE DE LORRAINE, DUCHESSE DE GUISE, PRINCESSE DE JOINVILLE (Marie de Lorraine, Ducesă de Guise, Prințesă de Joinville) Autor: Masson, Antoine; (SC.); Mignard I, Pierre; (PX.)                                                                                   | Datare: 1684 Școală: Școală franceză Dimensiuni: L: 318 mm.; LA: 224 mm.; (margini tăiate); în registrul inventar: 0,23: 0,32 Material: Gravură cu dăltița; stadiul III/IV; în registrul inventar: gravură | Portret bust, fără mâini, înscris în medalion oval, cu o ramă profilată, purtând inscripția de titlu. În partea inferioară, central, este amplasat un peisaj montan, cu mulți copaci tăiați, doar unul singur fiind în picioare, aluzie la statutul celei reprezentate, ca ultim vlăstar al Casei de Guise, ramură a familiei de Lorraine. Marie de Lorraine (1615-1688) era fiica prințului Charles de Lorraine, Duce de Guise. În 1675, la moartea ultimului Duce de Guise, Marie a devenit Ducesă de Guise și Joyeuse și Prințesă de Joinville. Marie este ușor întoarsă spre stânga, privind spre exterior. Are părul buclat scurt și poartă o cămașă de muselină, strânsă pe șnur la gât, un bodice de brocard iar pe umeri o mantie bordată cu blană. | Muzeul Național Brukenthal, Sibiu | Cimec    |
|      | Guillaume de Brisasier Segretaire des Commandemens de la Reyne (Guillaume de Brisasier, secretar al Reginei Anne d'Autriche) Autor: Masson, Antoine; (SC.); Mignard, Nicolas; (PX.)                                                                                | Datare: 1664 Școală: Școală franceză Dimensiuni: L: 350 mm.; LA: 267 mm.; (margini tăiate); în registrul inventar: 0,27: 0,353 Material: Gravură cu dăltița; stadiul III/IV; în registrul inventar: gravură | Portretul unui cunoscut colecționar de desene și gravuri, secretar al reginei Franței Anne d'Autriche. Guillaume de Brisacier este reprezentat bust, întors spre stânga; personajul poartă perucă lungă, guler de dantelă și pelerină. Portetul este înscris într-un medalion oval, având pe ramă blazonul și ramuri de laur. | Muzeul Național Brukenthal, Sibiu | Cimec    |
|      | La Galerie de l'Hostel Royal des Goblins Autor: Le Clerc, Sebastien; (DEL:); (SC.) | Datare: 1696 Școală: Școală franceză Dimensiuni: L: 150 mm.; LA: 247 mm.; L: 184 mm.; LA: 274 mm.; în registrul inventar: 0,245: 0,15 Material: Acvaforte; în registrul inventar: gravură | În galeria Manufacturii regale Goblins, Colbert asistă împreună cu reprezentanți ai Curții la instalarea tapiseriilor cu tema ”Istoriile lui Alexandru cel Mare”, realizate după desenele lui Charles Le Brun. | Muzeul Național Brukenthal, Sibiu | Cimec    |
|      | La Vertue surmonte tout obstacle Autor: Le Clerc, Sebastien; (DEL:); (SC.); Le Brun, Charles (PX.); Langlois, N.; (EX.) | Datare: 1696 Școală: Școală franceză Dimensiuni: L: 142 mm.; LA: 243 mm.; L: 185 mm.; LA: 275 mm.; în registrul inventar: 0,17: 0,142 Material: acvaforte și dăltiță | Prima planșă din seria dedicată istoriei lui Alexandru cel Mare, intitulată „Virtutea întrece orice obstacol” sau „Trecerea râului Granicus”. În centrul compoziției, Alexandru este salvat de Cleitus, în timpul atacului perșilor, în cursul luptelor din anul 334 înainte de Christos. Gravura de interpretare după pictura lui Charles le Brun, preia inscripția de titlu dintr-o stampă anterioară, de mari dimensiuni, gravată de Gerard Audran, bazată pe aceeași sursă. | Muzeul Național Brukenthal, Sibiu | Cimec    |
|      | La vertu est digne de l’empire du monde Autor: Le Clerc, Sebastien; (DEL:); (SC.); Le Brun, Charles (PX.); Langlois, N.; (EX.) | Datare: 1696 Școală: Școală franceză Dimensiuni: L: 147 mm.; LA: 278 mm.; L: 183 mm.; LA: 307 mm.; în registrul inventar: 0,17: 0,142 Material: acvaforte și dăltiță | Scenă de luptă la Arbella (Gaugamela), în timpul războiului de cucerire a Persiei, în anul 331 înainte de Christos. Alexandru Macedon călare, cu sabia ridicată, conduce atacul grecilor, având un vultur cu aripile desfășurate deasupra capului său. Darius al III-lea, ultimul rege al dinastiei Achaemenide este reprezentat în carul său de luptă, în dreapta. | Muzeul Național Brukenthal, Sibiu | Cimec    |
|      | La vertu plaist quoi que vaincue; [Alexandru cel Mare și regele Porus]; în registrul inventar: „Scenă din viața lui Alex. cel Mare” Autor: Le Clerc, Sebastien; (DEL:); (SC.); Le Brun, Charles (PX.); Langlois, N.; (EX.)                                         | Datare: 1696 Școală: Școală franceză Dimensiuni: L: 146 mm.; LA: 280 mm.; L: 184 mm.; LA: 308 mm.; în registrul inventar: 0,17: 0,142 Material: acvaforte și dăltiță | Regele Punjab-ului, Porus este rănit în lupta de la râul Hydaspes, din anul 326 înainte de Christos. Patru soldați îl aduc în fața lui Alexandru Macedon, iar acesta îl tratează cu clemență. Porus a condus în continuare Punjab-ul, în calitate de vasal. | Muzeul Național Brukenthal, Sibiu | Cimec    |
|      | Ainsy par la vertue s’élèvent les héros; [Intrarea triumfală a lui Alexandru cel Mare în Babilon]; în registrul inventar: „Scenă din viața lui Alex. cel Mare” Autor: Le Clerc, Sebastien; (DEL:); (SC.); Le Brun, Charles (PX.); Langlois, N.; (EX.)              | Datare: 1696 Școală: Școală franceză Dimensiuni: L: 140 mm.; LA: 168 mm.; L: 180 mm.; LA: 212 mm.; în registrul inventar: 0,17: 0,142 Material: acvaforte și dăltiță | Intrarea triumfală a lui Alexandru în Babilon. Alexandru este reprezentat într-un car tras de doi elefanți, urmat de suita călare și de purtătorii de ofrande. Scena este amplasată într-un cadru arhitectural fastuos, incluzând și grădini suspendate. | Muzeul Național Brukenthal, Sibiu | Cimec    |
|      | Peisaj cu mulți copaci | Datare: sec. XVII-XVIII Școală: Școala germană Dimensiuni: L. 408 mm ; LA. 575 mm Material: ulei pe lemn | Un peisaj concentrat în primele planuri cu un grup de copaci în centru și două linii perspectivale în stânga și dreapta lui. Coroanele ample, cu frunziș bogat profilându-se á contre-jour pe cerul în amurg, accentuează efectul baroc al peisajului. În avan-plan apar două siluete de vânători cu doi câini pe malul unui mic eleșteu (brunuri, galben, accente de alb) iar în dreapta se văd două case, spre care se îndreaptă un om redat în roșu. Brunurile cu tente de oranj și verde ale copacilor domină compoziția, evidențiind unitatea cromatică. | Muzeul Național Brukenthal, Sibiu | Cimec    |
|      | Castel lângă eleșteu | Datare: sec.XVII-XVIII Școală: Școala germană Dimensiuni: L 300 mm ; LA. 400 mm Material: ulei pe lemn | Castelul parțial ruinat, se remarcă în stânga compoziției și amintește de castelele englezești, cu turnuri medievale de piatră, dar și cu adausuri și reamenajări mai târzii, în cărămidă roșie și ele pe alocuri ruinate. În centrul compoziției apare un eleșteu și o barcă plutind pe apă, iar dincolo de mal, în fundal, se văd arhitecturile altui castel. În dreapta, tot pe malul eleșteului, se vede (redată fragmentar), clădirea altui castel cu ziduri în cărămidă roșie. În primele planuri, în stânga, un mic pod de piatră, iar în fața porții castelului și pe malul eleșteului apar câteva personaje-stafaj, în roșu, albastru, galben, gri. Câțiva copaci profilându-se pe cer printre ruinele din stânga și spre fundal, conferă ansamblului un efect ce amintește de peisagistica lui Poussin. | Muzeul Național Brukenthal, Sibiu | Cimec    |
|      | Peisaj cu moară | Datare: sec. XVII - XVIII Școală: Școala germană Dimensiuni: L. 240 mm ; LA. 300 mm. Material: ulei pe placă de aramă | Peisaj de tip baroc cu registrul superior dominat de stânci masive (în stânga și centru), pe care se văd ruinele unui castel, iar o deschidere perspectivală vagă în dreapta, e obturată de albul norilor. În registrul inferior, concentrat în primele planuri, o scenă de gen rurală, cu personaje-stafaj în jurul celor două colibe acoperite cu stuf, ale morii părăginite. Alături e un jgheab pe piloni de lemn și un pod de piatră ce trece peste firul de apă al morii părăsite. Aici apar alte personaje, în extrema dreaptă pe mal, fiind redat din spate, un călăreț pe un cal alb. Cromatica e axată pe brunuri cu tonuri de verde și oranj, având intervenții de alb, galben, albastru ce sugerează stafajele, iar în registrul superior, de tonurile de albastru cu nuanțe de alb ale cerului. | Muzeul Național Brukenthal, Sibiu | Cimec    |
|      | Pe Egger (munte în Tirol) Autor: Behrendsen, August | Datare: sfârșit de sec. XIX Școală: Școala germană Dimensiuni: L. 325 mm ; LA. 470 mm Material: ulei pe pânză | Pe o pantă abruptă de munte apare în primele planuri în centrul compoziției o gospodărie țărănească alpină. O clădire de piatră cu două etaje, cel superior din lemn, lângă ea spre stânga, o altă construcție din lemn, cu balcon sprijinit pe stâlpi. Câțiva copaci cu coroane înfrunzite flanchează casele. În avan-plan, o potecă duce spre fațada casei, iar trepte de piatră, la clădirea de lemn. În dreapta se deschide o scurtă perspectivă spre crestele înalte, pe alocuri înzăpezite, ale munților. Verdele cu brun și griuri din stânga, se armonizează cu brunurile lemnăriei caselor și cu griurile cu alb ale munților din dreapta. Vederea din perspectiva broaștei dă o notă monumentală clădirilor, echilibrând masivitatea munților. Nota academistă a desenului caselor e mult atenuată prin efectele de culoare și lumină de inspirație impresionistă. | Muzeul Național Brukenthal, Sibiu | Cimec    |
|      | Șes la munte Autor: Behrendsen, August | Datare: sfârșit de sec. XIX Școală: Școala germană Dimensiuni: L. 280 mm ; LA. 395 mm Material: ulei pe pânză | În prim-plan, la marginea unui platou montan, apar în stânga câteva stânci cu vegetație săracă iar în dreapta câțiva copaci (brunuri, gri, verde). În centrul compoziției, într-un colț mai retras la marginea unei poteci, apar două siluete umane (roșu-roz, alb, brun), ce privesc spre panorama amplă ce se deschide până în fundal, spre o vale largă și munții din zare, redați în tonuri cețoase de gri, alb, albastru, oranj, verde. Cerul domină întreg registrul superior al peisajului, cu tonurile sale de alb, albastru, gri, pe care apar în stânga trei păsări în zbor. Compoziția simplă, culorile așternute oarecum spontan, puținele detalii și un aer facil al ansamblului, dau senzația de neglijență și de lucrare eboșată, prea puțin finisată. | Muzeul Național Brukenthal, Sibiu | Cimec    |
|      | Bustul unui om bătrân Autor: Amerling, Friederich von | Datare: 1870 ? Școală: Școala austriacă Dimensiuni: L.105 mm ; LA. 85 mm Material: ulei pe hârtie lipită pe pânză | În tabloul de format oval, modelul e redat din profil, bust (întors spre stânga), cu barba și mustața albe, cu figura ușor aplecată înainte, ascunsă parțial de umbra de la borul pălăriei. Brună, cu calota înaltă, rotunjită și ascuțită și cu o panglică subțire, redată fragmentar, pălăria ocupă registrul superior al compoziției. Portretul are notă realistă, o expresie tristă, subliniată de privirea îndreptată în jos. Brunul fondului și al vestimentației redate sumar, reliefează figura cu barbă. Personajul apare sărăcăcios, vag hirsut, dar pictorul conferă portretului în ansamblu notă de compasiune. | Muzeul Național Brukenthal, Sibiu | Cimec    |
|      | Baronul Hermann von Brukenthal Autor: Amerling, Friedrich von (?) (atribuit) | Datare: a doua jumătate a sec. XIX Școală: Școala austriacă Dimensiuni: L. 630 mm ; LA. 510 mm Material: ulei pe pânză | Portret bust, din semi-profil, spre dreapta, cu personajul redat pe fundalul unui cer albastru cu fâșii de nori albi și cenușii, cu sclipiri de lumină de amurg, fără efectul de contre-jour. În lumina care vine din stânga-sus, fizionomia redată realist, se distinge prin fruntea reliefată, nasul viguros și mustața brună, deasă, cu muscuță sub buză. Părul des, e dat pe spate, iar pe lângă ureche apare un perciune scurt. Haina fără revere, brun, cu gulerul verde scurt și drept, lasă să se vadă albul al cămășii sub bărbie și parțial cravata-lavalieră verde închis. Pe piept, prin deschizătura hainei se vede un pandantiv și lanțul de aur al ceasului de buzunar. | Muzeul Național Brukenthal, Sibiu | Cimec    |
|      | Pițigoi și cintezoi Autor: Purgau (Burgau), P(hilipp) Johann ? | Datare: început de sec. XVIII Școală: Școala austriacă Dimensiuni: L. 200 mm ; LA. 270 mm Material: ulei pe pânză | Cu o amănunțime de miniaturist, pictorul redă în centrul compoziției cele două păsări moarte, așezate față în față, pe fundalul în tonuri închise de brun cu accente de verde, sugerând un trunchi de copac și o tufă, iar în dreapta un fragment de peisaj redat foarte vag. O armonie barocă de culori, încărcată dar echilibrată, se desfășoară la redarea penajului păsărilor: pițigoiul în albastru, cu intervenții de galben și alb, cu tonuri nuanțate de verde și griuri colorate. Cintezoiul are suprafețe de brun și roz pe spate și pe gușă, tușe de alb, verde și negru pe aripi și pe coadă. | Muzeul Național Brukenthal, Sibiu | Cimec    |
|      | Cintezoi ; pandant: Canar Autor: Purgau (Burgau), P(hilipp) Johann ? | Datare: început de secol XVIII Școală: Școala austriacă Dimensiuni: L. 240 mm ; LA. 310 mm Material: ulei pe pânză | O schiță de peisaj de pădure, cu o poieniță, cu munți în dreapta compoziției, constituie cadrul ambiental în care este plasat în centrul atenției un cintezoi, redat din profil, așezat pe pământ, cu aripile strânse pe lângă corp. Verdele, brunul și albastrul în care estre redat peisajul evidențiază prin contrast pasărea, cu penajul în dominantă de brun, cu accente de alb și gri pe aripi și pe coadă și cu tonuri de brun-oranj și verde-albastru pe piept și sub ochi. O notă rigidă, ca de pasăre împăiată, apare datorită redării minuțioase și a masivității volumului păsării, în pofida mișcării sugerate de piciorul ridicat. | Muzeul Național Brukenthal, Sibiu | Cimec    |
|      | Canar ; pandant: Cintezoi Autor: Purgau (Burgau), P(hilipp) Johann ? | Datare: începutul secolului XVIII Școală: Școala austriacă Dimensiuni: L. 240 mm ; LA. 310 mm Material: ulei pe pânză | Canarul alb (are doar câteva umbre în tonuri de brun pe aripi și pe coadă) apare în centru-dreapta compoziției, evidențiat prin contrast cu gri-negrul cerului din fundalul peisajului de munte vag schițat, ce se constituie ca un cadru ambiental. În pofida ciocului ridicat și a mișcării picioarelor, sugestia de mișcare e destul de stângace, pasărea apărând cam rigidă și artificială în contextul peisajului. | Muzeul Național Brukenthal, Sibiu | Cimec    |
|      | Potopul ; pandant: Arca lui Noe Autor: Canton, Franz Thomas | Datare: început de sec. XVIII Școală: Școala austriacă Dimensiuni: L. 140 mm ; LA. 190 mm Material: ulei pe lemn | Un peisaj-cadru cu stânci în centru și dreapta, cu un cer acoperit cu nori groși cenușii, cu câțiva copaci biciuiți de furtună (griuri, brun, accente de verde). În stânga compoziției se distinge vag Arca lui Noe și apare o perspectivă scurtă, cețoasă, spre alte stânci în fundal. În primele planuri se desfășoară o scenă de gen cu stafaje numeroase. Apar personaje cu gesturi disperate pe stânci (dreapta), altele înotând prin apa învolburată (în centru un om pe un cal, cu apa la nivelul pieptului), încercând să se cațere pe malurile abrupte. Stafajele sunt bine executate, cu mișcări sugerate expresiv, iar cromatica avanscenei e diversificată de redarea vestimrntației personajelor, fiind reliefată de griurile fundalului și de eclerajul mai puternic din primele planuri. | Muzeul Național Brukenthal, Sibiu | Cimec    |
|      | Arca lui Noe; pandant: Potopul Autor: Canton, Franz Thomas | Datare: început de sec. XVIII Școală: Școala austriacă Dimensiuni: L. 140 mm ; LA. 180 mm Material: ulei pe lemn | O compoziție barocă, concentrată în primele planuri, cu câteva personaje-stafaj și numeroase siluete de animale: gâște, cai, câini, găini, păuni, lei, struți, toate perechi, urcând în Arcă, un fel de barcă uriașă cu construcții de lemn pe punte (dreapta). În colțul din dreapta-jos, Noe îngenuncheat rugându-se și alte două personaje ieșind dintr-o căsuță (un om cu sacul în spate). În planurile mediane se desfășoară un peisaj sumar, cu un copac în centru și tufe în stânga (verde, brunuri) iar în fundalul compoziției, câteva stânci (albastru, gri, alb) sub cerul albastru cu câțiva nori albi cu nuanțe de oranj și câteva păsări. Stafajele personajelor și animalelor sunt bine redate cu gesturi firești, dar păsările zburând apar redate cu stângăcie. | Muzeul Național Brukenthal, Sibiu | Cimec    |
|      | Chei de piatră la Veneția Autor: Fischer, Ludwig Hans | Datare: sfârșit de sec. XIX Școală: Școala austriacă Dimensiuni: L. 425 mm ; LA. 680 mm Material: ulei pe pânză | Lucrare realistă, cu câteva efecte de sorginte impresionistă, cu imaginea concentrată în avanscenă. Pe malul mării apar câteva personaje-stafaj, doi bărbați coborând dintr-o gondolă, unul cu pălăria pe cap, celălalt salutând cu ea în mână, pe cele două doamne cu un copil, care îi întâmpină. În dreapta câteva bărci redate în brun, ancorate la cheiul pe care apar doamnele (una dintre ele având o umbrelă roșie). În stânga, o perspectivă asupra cheiului cu bărci și pontoane de ancorare, iar apoi conturele (destul de sumare) ale unor clădiri. Cerul alburiu, mat, cețos, ocupă două treimi din suprafața lucrării, iar în centrul compoziției se conturează (văzută ca prin ceață) forma masivă a unui vapor cu două catarge, din care câțiva pasageri au coborât în bărci. | Muzeul Național Brukenthal, Sibiu | Cimec    |
|      | Castelul Hunedoara Autor: Fischer, Ludwig Hans | Datare: sfârșit de sec. XIX Școală: Școala austriacă Dimensiuni: L. 400 mm ; LA. 540 mm Material: ulei pe pânză | Redat cu fidelitate, castelul de la Hunedoara ocupă întreg registrul superior al compoziției, fapt ce-i conferă monumentalitate, fiind văzut din „perspectiva broaștei”. Apar fortificațiile de la fațadă și turnurile cu acoperișul de după restaurarea din 1868-74, având țiglă glazurată în motive decorative. În registrul inferior apar multe detalii nesemnificative ce accentuează impresia de realitate surprinsă la fața locului: o moară de apă, câteva personaje-stafaj, câteva tufe, stânca și podul din fața porții cu cei patru stâlpi de piatră. În stânga se deschide o panoramă restrânsă asupra orașului, cu câteva case și o biserică, iar în dreapta, în zare, un deal cu un turn. Dominanta cromatică de brunuri, griuri și alburi a primelor planuri și a arhitecturii castelului, face contrast cu albastrul cu alb al cerului. | Muzeul Național Brukenthal, Sibiu | Cimec    |
|      | Ruină cu cârciumă țărănească Autor: Dietrich, Christian Wilhelm Ernst | Datare: prima jumătate a sec. XVIII Școală: Școala germană Dimensiuni: L. 540 mm ; LA. 725 mm Material: ulei pe pânză | Pe fundalul unor uriașe ruine de teme romane, cu ziduri înalte, cu bolți și calote, e redată în primele planuri ale compoziției o scenă de gen rurală, de inspirație olandeză. Cârciuma cu etaj, improvizată în clădirea unui grajd părăsit, are o scară de lemn (stânga) și două intrări la parter (una fără ușă, cu o reprezentare a Mariei cu Pruncul). În jurul crâșmei apar numeroase personaje stafaj, câteva găini (centru), doi măgari și un câine (stânga), câteva butoaie. În prim-plan un om cu o pălărie pe cap și o bâtă în mână, vine de la cârciumă pe un drumeag. Prin monumentalitatea ruinelor scena din prim-plan apare copleșită, doar cromatica diversă a stafajelor (roșu, brun, gri, oranj) o evidențiază. Un fragment de peisaj cu copaci și tufe sub cerul albastru cu nori, în dreapta compoziției. | Muzeul Național Brukenthal, Sibiu | Cimec    |
|      | Nașterea Mariei Autor: Augustin Braun?, Dürer, Albrecht (după gravură) | Datare: sfârșit de sec. XVI, Școală: Școala germană Dimensiuni: L. 1460 mm ; LA. 1500 mm Material: ulei pe lemn | Într-un interior, o scenă de gen în manieră renascentistă (Dürer). În registrul superior sub ambrazura unei bolți, într-un nor alb, albastru, apare un înger cu aripi (galben, roșu), în veșmânt alb cu guler roșu, cu o cădelniță de aur în mâna sa dreaptă. Dedesubt, într-un interior de încăpere (uși în stânga și o scară cu balustradă), în areière-planul căreia, după o perdea verde se vede patul în care apare Sf. Ana, în așternuturi albe, cu trei femei în jur. În centru și primele planuri, un grup de câteva femei, în picioare și așezate, cu diverse gesturi, între ele (în prim-plan, centru-dreapta) apărând una care ține în brațe un prunc nou-născut (Maria), în fața unui ciubăr de îmbăiere. Alte femei cu căni de metal în mâni, o alta cu un alt copil. Desen amănunțit al fizionomiilor și detaliilor de ambient, o notă intimistă și o atmosferă firească. Vestimentația diversă a personajelor, în culori diferite, face un contrast armonios cu dominanta de brun în care e redat interiorul camerei. | Muzeul Național Brukenthal, Sibiu | Cimec    |
|      | Cobai și varză Autor: Graffenstein, Franz Anton | Datare: a doua jumătate a sec. XVIII Școală: Șoală austriacă Dimensiuni: L. 160 mm ; LA. 230 mm Material: ulei pe pânză | Imaginea se concentrează în prim-plan, compunând un fel de natură statică sumară, ce se combină cu un motiv de pictură animalieră. În stânga apar două căpățâni de varză (mai degrabă gulii, în verde și brun), în dreapta, în umbră trei cireșe (roșu închis). Între acestea, în centru-dreapta e redat frontal un cobai (în brun, alb, accente de negru) care înghite o frunză. Câteva detalii anatomice, ochii rotunzi, botul ascuțit, roșu în vârf, sunt evidențiate prin lumină, partea din spate a corpului rămânând în penumbre și în umbră. | Muzeul Național Brukenthal, Sibiu | Cimec    |
|      | Cobai și cireșe Autor: Graffenstein, Franz Anton | Datare: a doua jumătate a sec. XVIII Școală: Școala austriacă Dimensiuni: L. 165 mm ; LA. 230 mm Material: ulei pe pânză | Un fel de natură statică sumară concentrată în prim-plan, în umbră, se constituie într-un fel de cadru pentru motivul de pictură animalieră. Două căpățâni de varză (de fapt gulii, redate în brun și verde), apar în dreapta compoziției, iar lângă ele apare o căpățână de varză creață. În stânga compoziției se văd câteva cireșe (roșu închis, violet), iar în centru și spre stânga, apare cobaiul redat din profil, cu trupul prelung, (în brun și alb, cu accente de negru), cu botul îndreptat înspre legumele din dreapta. | Muzeul Național Brukenthal, Sibiu | Cimec    |
|      | Peisaj stâncos Autor: Boels, Frans | Datare: a doua jumătate a secolul XVI Școală: Școala flamandă Dimensiuni: L: 110 mm; LA: 147 mm (în registrul inventar: 0,110 /0,150 m) Material: tempera pe pergament maruflat pe lemn | Lucrarea realizată într-o tonalitate cromatică rece (brun, verde, albastru) ilustrează capacitatea de improvizație a pictorului în crearea formelor montane. Deși rece, gama coloristică este luminoasă, folosirea petelor de tempera juxtapuse duce la impresia de vioiciune în colorit, dar și de însuflețire. Frans Boels a construit nu numai decorul, dar a știut să-l anime cu ingeniozitate, prin redarea a trei persoane în costum tirolez, cu mantale și pălării cu bor larg care privesc Munții Alpi. Prin încadrarea între două stânci laterale și prim planul delimitat, peisajul apare ca unul cunoscut în mod direct, fapt accentuat și de prezența celor trei personaje, reprezentate în lucrare. | Muzeul Național Brukenthal, Sibiu | Cimec    |
|      | Portret de preot Autor: Barabás Miklós | Școală: Școala maghiară Dimensiuni: L: 650 mm; LA: 52,4 mm Material: ulei pe pânză | Lucrarea reprezintă un preot, redat bust, semiprofil ¾, pe un fond neutru. Personajul are părul pieptănat înspre frunte, fruntea ușor bombată, arcade proeminente, ochi căprui, nas mare, pomeții obrajilor proeminenți, un zâmbet ușor reținut în colțul gurii. Poartă o tunică de postav neagră cu două rânduri de nasturi îmbrăcați în material textil, specifică costumului maghiar, peste vesta, neagră și ea și tot la două rânduri de nasturi. La gât are o coleretă albă. Tablou semnat stânga central, cu negru: Barabás și datat 1837. | Muzeul Național Brukenthal, Sibiu | Cimec    |
|      | Portret de băiat Autor: Barabás Miklós | Școală: perioada București? Dimensiuni: L: 53 mm; LA: 43 mm Material: guașă pe fildeș | Lucrarea este un portret miniatural, realizat sub forma unui medalion. Reprezintă un băiat de aproximativ 12 ani, redat bust, în semiprofil ¾. Are părul pieptănat cu cărare pe partea stângă, ochii mari, căprui, privirea senină, nas ușor coroiat. Este îmbrăcat în ținută de gală, cu haină de mătase roșu vermillon, cu fireturi și nasturi aurii, cu mânecă bufantă, guler înalt, de tunică și cămașă albă. Lucrare semnată dreapta mijloc, cu gri: Barabás; datată: 1832 | Muzeul Național Brukenthal, Sibiu | Cimec    |
|      | Peisaj de toamnă Autor: Smigelschi, Octavian | Datare: începutul sec. al XX-lea Școală: pictură românească din Transilvania Dimensiuni: L: 550 mm; LA: 980 mm Material: tempera pe carton | În primul plan, dinspre dreapta o pantă cu ierburi uscate, redate în griuri argintii și vegetație măruntă, care face trecerea la planul următor. Central, o culme ce descrește dinspre dreapta spre stânga, aproape stearpă, cu vegetație de arbuști doar pe înălțime. La linia orizontului se ghicește o vale și alte culmi ce cresc înspre stânga, în depărtare. Cerul, în albastruri reci și griuri ocupă cca. ¼ din economia compoziției. Construcția se ordonează pe o anume ritmicitate a maselor greoaie, în care întreaga natură pare tensionată de aglomerările tectonice masive. Jocul volumelor pe diagonală creează o impresie de mișcare. Ritmicitatea liniilor și a planurilor creează o impresie decorativă. | Muzeul Național Brukenthal, Sibiu | Cimec    |
|      | Îngerul morții Autor: Smigelschi, Octavian | Datare: sfârșitul secolului al XIX-lea Școală: pictură românească din Transilvania Dimensiuni: L: 800 mm; LA: 600 mm Material: ulei pe lemn | Într-un interior simplu, un tânăr zace întins pe pat, ușor ridicat pe o pernă înaltă. Este acoperit cu o pătură până la brâu. Are o figură palidă, bolnăvicioasă. Poartă o cămașă albă, larg descheiată la piept. Mâinile întinse pe pătură par aproape inerte. Deasupra lui, dinspre fereastra din fundal stânga, se apleacă un înger cu părul negru, lung, și aripi strânse la spate, liliachiu închis. O fereastră în stânga, prin care se zărește o clădire din apropiere și peretele încăperii în dreapta, în nuanțe de gri alcătuiesc fundalul. În centru stânga al primului plan, pe un corp de mobilier, probabil o noptieră, se află un sfeșnic cu o lumânare, o sticlă cu medicamente și o cană. | Muzeul Național Brukenthal, Sibiu | Cimec    |
|      | Parohul Karl Fuss Autor: Dorschlag, Carl | Școală: pictură germană din Transilvania Dimensiuni: L: 940 mm; LA: 730 mm Material: ulei pe pânză | Personajul e redat șezând, ¾, aproape frontal, ușor întors înspre dreapta. Are o față expresivă, cu trăsături bie subliniate, ochi deschiși la culoare, părul cărunt, cu onduleuri naturale. Poartă ținută de preot luteran, cu dolman negru și închizători metalice specifice. Artistul nu insistă asupra descrierii detaliate a costumului. Portretul pastorului evanghelic deși executat la comandă, nu este o simplă reproducere fotografică a modelului, artistul insistând asupra surprinderii trăsăturilor de caracter ale modelului. Tablou semnat dreapta sus, cu brun roșcat: C. Dörschlag; datat: (18)74. | Muzeul Național Brukenthal, Sibiu | Cimec    |
|      | Olga Coulin Autor: Coulin, Arthur | Datare: începutul sec. al XX-lea Școală: pictură germană din Transilvania Dimensiuni: L: 1330 mm; LA: 810 mm Material: ulei pe pânză | Lucrarea o reprezintă pe soția artistului, violonista Olga Coulin, într-un portret în mărime naturală, într-un interior (profilându-se pe un perete cu tapet roșu vișiniu), șezând picior peste picior, pe un scaun Biedermeier, cu o vioară în mâna stângă și arcușul în mâna dreaptă. Părul ei este prins la spate, în coc. Femeia poartă o rochie după moda epocii, de satin, lungă, cu mâneci lungi, de culoare albă, cu intervenții de galben auriu în corsaj, în banda din partea de jos, deasupra tivului și în volan. Chipul femeii, calm, luminos, e redat cu multă sensibilitate și eleganță. Cromatica luminoasă, caldă conferă lucrării intimidate. | Muzeul Național Brukenthal, Sibiu | Cimec    |
|      | Ruine Autor: Dörschlag, Carl | Datare: 1910 Școală: pictură germană din Transilvania Dimensiuni: L: 660 cm; LA: 720 cm Material: ulei pe carton | Motivul tabloului, intrarea săpată în stâncă într-o mină abandonată, ocupă aproape întreaga suprafață a lucrării, cu excepția unui prim plan foarte îngust de vegetație și a spațiului restrâns acordat cerului, pe care se profilează elementele de vegetație (un copăcel și tufe) crescute pe stâncă. Construcția cu zidul masiv din piatră și portalul cu arc în plin centru din dreapta, închipuind un fel de adăpost părăsit și ruinat, instaurează o anume contemplativitate vibrant romantică. Griul gălbui al gresiilor cu accente de alb, verdele și brunul arbuștilor și buruienilor, au o interesantă tratare în tușe de manieră impresionistă. Astfel de valorații în juxtapunere de tușă aflăm și în partea superioară a lucrării, în peisajul propriu-zis, unde verdele vegetației are deosebită vitalitate, iar prin profilarea pe albastru cerului creează un efect peisagistic de mare sensibilitate. Tablou semnat dreapta jos, cu roșu, monogramă împletită: „CD” și datat: 1910. | Muzeul Național Brukenthal, Sibiu | Cimec    |
|      | Cindrelul Autor: Dörschlag, Carl | Datare: 1912 Școală: pictură germană din Transilvania Dimensiuni: L: 685 mm; LA: 990 mm Material: ulei/pânză maruflată pe carton | În maniera sa specifică, artistul reprezintă o panoramă de la marginea Podișului Transilvaniei, unde în fundal apar vârfuri ale Carpaților Meridionali. Lucrarea este structurată în trei planuri ce se desfășoară pe orizontală. În primul plan, pe o pajiște, e redată o turmă de oi păzită de un ciobănaș ce se sprijină într-o bâtă. În dreapta, un grup de stânci masive, golașe. Planul secund face trecerea spre „eroul” compoziției, printr-un versant împădurit care coboară într-o vale și un pâlc de brazi, central dreapta. În centrul compoziției este redat versantul golaș al Vârfului Cindrelul (văzut de pe Vârful Negovanu) ce domină fundalul, cu griurile sale severe, sub cerul în alburi cețoase și accente de albastru. Prin contrast cu acest fundal în culori reci, verdele nuanțat și valorat din prim-plan și din planul secund, apare net subliniat, dând o puternică senzație de vitalitate a naturii, cu brazii din centru-dreapta, panta împădurită din stânga și mai ales verdele crud al ierbii din avanscenă. Tabloul este semnat dreapta jos, cu roșu, monogramă împletită: „CD”, datat: (19)12. | Muzeul Național Brukenthal, Sibiu | Cimec    |
|      | În păduricea de măslini Autor: Coulin, Arthur | Datare: începutul secolului al XX-lea Școală: pictură germană din Transilvania Dimensiuni: L: 690 mm; LA: 510 mm Material: ulei pe pânză | Lucrarea prezintă o compoziție simplă, cu un prim-plan impus atenției prin personaje, o femeie nud în picioare și una cu o rochie ușoară, șezând, și o dezvoltare spațială sugerată de planurile ce se succed spre fundal, marcate de șirul de copaci și suprafețele terestre dintre ei. În dreapta, nudul văzut din spate marchează verticala, dublată de copacul din stânga, flancând astfel scurta perspectivă din centru, iar peisajul se desfășoară mai mult cromatic, în verzuri, galben, brunuri și griuri spre fundal. În centru, femeia așezată jos lângă copac, puțin înclinată spre stânga, are un rol compozițional deosebit, armonizând prin diagonala brațului său, verticala nudului din dreapta. Crengile copacilor au de asemenea un rol important în ansamblul compoziției, iar peisajul are și o unitate cromatică bine dozată. Griurile cu accente colorate din vestimentație nu reliefează mult personajele, de aceea pictorul adaugă roșurile puternice ale eșarfelor: una înconjoară cocul femeii nude din dreapta, iar pe cealaltă este așezată femeia din centrul compoziției. Tablou semnat stânga jos: A. Coulin Roma; datat: 1911( MCMXI) | Muzeul Național Brukenthal, Sibiu | Cimec    |
|      | Împodobirea unei tinere săsoaice Autor: Wellman, Robert | Școală: pictură germană din Transilvania Dimensiuni: L: 1750 mm; LA: 1270 mm Material: ulei pe pânză | Compoziția, de mari dimensiuni, solidă, bine echilibrată, aduce în prim plan figurile a două săsoaice, mamă și fiică, pe fundalul unui interior săsesc. Atenția se concentrează în principal asupra celor două femei, îmbrăcate în costume populare săsești de sărbătoare, plasate central în cadrul compoziției. Tânăra este așezată pe un scaun tapisat în piele. Mama ei adaugă ultimele podoabe ce țin de decorația capului: acele de păr prinse în vălitură. Remarcăm din elementele de costum: rochia de atlas (cu bordură lată decorată cu catifea brun închis) și șorțul (bordat cu dantelă) brodate cu fir de aur, panglicile de catifea, paftaua și cingătoarea de secol XVIII împodobite cu perle și pietre prețioase. În costumul mamei pieptarul de piele tivit cu blană este purtat peste cămașa albă de bumbac, cu manșetele brodate, iar vălitura de voal a capului e prinsă cu panglică de dantelă aurie și ace de păr. Elementele sumare ale interiorului în care este plasată scena de gen – o ladă de zestre pictată, atribut important al momentului, masa acoperită cu un covor anatolian, dovadă a bunăstării familiei, și vaza de flori de pe masă – și contrastul cromatic concentrează întreaga atenție asupra celor două personaje. Fereastra din fundal este acoperită cu o draperie semitransparentă. Lucrarea este semnată stânga jos, cu negru: Robert Wellmann, datată: 1890. | Muzeul Național Brukenthal, Sibiu | Cimec    |
|      | Gard de nuiele Autor: Schullerus, Fritz | Datare: sfârșitul sec. al XIX-lea Școală: pictură germană din Transilvania Dimensiuni: L: 575 mm ; LA: 442 mm Material: ulei pe pânză | Artistul folosește cadrajul de apropiere. Motivul este un colț de grădină, cu câțiva pomi neînmuguriți, unul plasat central spre stânga, lângă un gard împletit din nuiele, acoperit cu fân. Cromatica este proaspătă: verdele crud al ierbii, albastrul intens al cerului cu un nor alb, atmosfera limpede, culorile strălucitoare, lumina prinsă în pastă. Linia joacă un rol important în reprezentare, culoarea aducând și un fior senzualist prin tușele proaspete primăvăratice ce vin dinspre tehnicile impresioniste. | Muzeul Național Brukenthal, Sibiu | Cimec    |
|      | Cisnădioara Autor: Dörschlag, Carl | Datare: 1883 Școală: pictură din Transilvania sec. XIX Dimensiuni: L: 540 mm; LA: 795 mm Material: ulei pe pânză | Tabloul este un peisaj panoramic, al cărui punct de interes este cetatea Cisnădioara, amplasată într-un decor natural de mare frumusețe. Peisajul se dezvoltă complex sub aspect compozițional și spațial, strâns între suprafețele largi ale primelor planuri din registrul inferior, și acela al cerului vast, dominant, din registrul superior. În dreapta primului plan, două personaje în costume populare, cu unelte agricole pe spate, se întorc de la muncă. Centrul compoziției se etalează orizontal (satul dintre ale cărui arhitecturi se remarcă biserica, dealurile și tufișurile din stânga), fiind secondat de orizontala mare descrisă de lanțul Munților Făgăraș înzăpeziți. Orizontalitatea ansamblului e echilibrată prin dealul cu cetățuia și biserica, prin verticala puternică a turnului bisericii din sat, iar în fundal de scurtele salturi verticale ale vârfului Suru și ale celorlalte piscuri din jurul lui. Concepută după rigorile clasicismului-academist, lucrarea se remarcă prin amploarea compoziției, succesiunea ritmurilor orizontale și eleganța cromatică a cărei dominantă de brunuri e înviorată de intervențiile de verde cald, roșu vermillon (costumele, acoperișurile), alburile colorate ale munților și albastrul nuanțat al cerului. Tablou semnat stânga jos, cu roșu: „C. Dörschlag”, datat: (18)83. | Muzeul Național Brukenthal, Sibiu | Cimec    |
|      | Cisnădioara Autor: Dörschlag, Carl | Datare: 1901 Școală: pictură din Transilvania Dimensiuni: L:1090 mm; LA: 2045 mm Material: ulei pe pânză | Lucrarea este o reluare a motivului cetății Cisnădioara, după tabloul realizat în anul 1883, într-o abordare moderat influențată de plein air-ism. Lucrarea este structurată în trei planuri principale ce se ordonează pe orizontală. Primul plan este flancat dreapta de un copăcel. În dreapta primului plan miniatural redați, un car cu boi e urmat la mică distanță de un țăran, îndreptându-se spre sat. În planul următor satul se desfășoară în vale, iar în centru dreapta, pe colină se ridică cetatea Cisnădioara, profilată pe lanțul Munților Făgăraș. Cerul ocupă cca. o treime în economia compoziției. Dominanta de verde este încălzită de intervențiile de brun și ocru și înviorată de alburile colorate ale cerului și măruntele intervenții în galben, roșu vermillon, albastru etc.ale florilor de câmp de pe pajiștea din primul plan. Tabloul este semnat dreapta jos, cu roșu: „C. Dörschlag”, datat: (19)01. | Muzeul Național Brukenthal, Sibiu | Cimec    |
|      | Țărănci din Ardeal Autor: Coulin, Arthur | Datare: începutul secolului al XX-lea Școală: pictură germană din Transilvania Dimensiuni: L: 860 mm; LA: 605 mm Material: ulei pe pânză | Cele două portrete sunt redate într-un interior, pe cadrul unei ferestre cu draperii negre decorate cu motive vegetale. Una dintre femei, redată ¾, șezând, trei sferturi, înveșmântată într-un costum popular săsesc este plasată central. Are cămașă albă, pieptar și fustă închise la culoare. Peste fustă poartă un șorț transparent brodat, la fel ca și decorul basmalei, prinsă pe cap cu o fundă brodată specifică portului săsesc. Poartă un cordon metalic (argint aurit). Cealaltă femeie (în costum secuiesc) este în spate stânga, redată până aproape de brâu. Elementul de costum cel mai bine evidențiat este basmaua ocru auriu, decorată cu motive vegetale, pe care pare că intenționează săo lege sub bărbie. Poartă cămașă albă și pieptar închis la culoare, brodat cu brunuri. Tabloul se remarcă prin efectul decorativ, prin subtilitatea modelajului obținut prin diferențierea cu mare subtilitate a valorilor de ton. Realizată în perioada transilvăneană, lucrarea este o adevărată capodoperă a naturalismului lui Arthur Coulin. Lucrare semnată dreapta jos, cu alb: “A.C.” | Muzeul Național Brukenthal, Sibiu | Cimec    |
|      | Moară de vânt, în pădure Autor: Bulhardt, Hans | Școală: pictură germană din Transivania Dimensiuni: L: 200 mm; LA: 300 mm Material: ulei pe lemn | Compoziția se structurează pe o diagonală pronunțat ascendentă, contrabalansată de verticala morii și liziera pădurii. Un prim plan cu vegetație măruntă. Central moara (profilată pe fundalul cerului) se continuă înspre dreapta, cu un pâlc de arbori de la marginea pădurii. În dreapta, tratată miniatural o scenă de gen cu un cuplu surprins într-o scenă idilică, pe un podeț de lemn. Notația spontană în surprinderea jocului de lumini și umbre mărturisește asimilarea mijloacelor tehnice specifice picturii de „plein air”. Tabloul este semnat verso: Hans Bulhardt pinx. Hermannstadt; datat: (18) 87. | Muzeul Național Brukenthal, Sibiu | Cimec    |
|      | Peisaj deluros cu port Autor: Graf, Hans | Datare: sfârșit sec. XVII, început sec. XVIII. Școală: Școală austriacă Dimensiuni: L. 355 mm , L.A. 460 mm Material: ulei pe pânză maruflată pe lemn (în registrul inventar : ulei pe lemn ) | Concentrată în avanscenă și pe aproape jumătate din registrul inferior al lucrării, se desfășoară narativ, scena animată a unui port pescăresc, cu numeroase personaje redate într-o mare diversitate de culori (roșu, verde, alb, albastru, gri, galben și oranj), atent temperate de dominanta de brun a reliefului înconjurător și de jocul umbrelor. Redată în perspectivă plonjantă, flancată în dreapta de un copac și un drum printre tufe, scena portuară surprinde în stânga și câteva bărci cu pânza pe catarg, plutind pe apa redată convențional în tonuri de albastru-alb cu diverse tente (umbre) de verde și brun. Registrul superior se împarte între cerul albastru cu nori din partea superioară și relieful frământat al dealurilor din partea mediană a acestui registru (verde, brunuri, gri). Pe dealuri se disting contururile unor castele și fortificații, totul în aceeași perspectivă plonjantă, până în zare, unde se zărește (drepta) malul înalt al mării. | Muzeul Național Brukenthal, Sibiu | Cimec    |
|      | Nunta tătărască Autor: Rădulescu, Magdalena | Datare: 1941 Școală: Școală românească Dimensiuni: 540; 650 Material: ulei pe lemn | Nunta este unul dintre subiectele preferate ale artistei. Compoziția lucrării, închisă lateral de un drapaj ca al unei cortine, este piramidală (cu una dintre laturi spre privitor) și se structurează pe cele șase personaje feminine, așezate pe scaune. Mireasa este plasată în primul plan, între alte două tinere împodobite foarte asemănător. Celelalte trei personaje sunt dispuse în planul secund, pe colțurile unui triunghi. Personajele, vag individualizate, cu figuri inexpresive, tratate în maniera picturii naive, cu capul ușor plecat, pleoapele lăsate - cu excepția miresei și a tinerei din dreapta lucrării - sunt înveșmântate în costume populare, cu ie, pieptar și șorț/catrință, având capul acoperit cu un voal. Formele sunt simplificate, ușor geometrizate. Întreaga lucrare este realizată într-o pensulație rapidă, aparent neglijentă, cu atenție minimă acordată detaliilor. Cromatic domină albul (și cu valoare simbolică), alburile colorate, înveselite de intervențiile de roșu, brun, albastru și ocru din motivele decorative ale costumațiilor. Pete mai mari de culoare, roșu, brun, albastru, ocru auriu, gri albăstrui, nuanțate, intervin la șorțuri/catrințe și covorul din fața fetelor din primul plan. Lucrarea este semnată dreapta jos, în gri: „Magdalena Radulescu” și datată: 1941. | Muzeul Național Brukenthal, Sibiu | Cimec    |
|      | Nașterea Mariei Autor: Caroto, Giovanni Francesco | Datare: 1526 Școală: Școală italiană; Verona Dimensiuni: 720 x 610 mm Material: ulei pe pânză | Pictura „Nașterea Mariei” este o compoziție tipic renascentistă, echilibrată, concepută pe două planuri: terestru – în prim-plan, Ioachim cu Maria în brațe, baldachinul alb în care se află Ana (simbolizând Imaculata Concepție a Mariei) și cele două grupuri distincte de personaje feminine – și respectiv, celest –, Dumnezeu-Tatăl, înconjurat de suita de îngeri, binecuvântând scena. Interpretarea alegorică a temei rezidă din amplasarea scenei, nu în într-un interior ca de obicei, ci în exterior, în mijlocul pieței din fața Palatului Apostolic și a Bazilicii Sfântului Petru din Roma – unul dintre cele mai puternice simboluri ale Creștinismului –, subliniind importanța acestui eveniment pentru omenire. Tabloul sibian este semnat și datat în 1526, anul fiind plasat – lizibil, dar greu sesizabil – deasupra semnăturii. Ca urmare, detaliul cu fumul alb de pe clădirea Palatului Apostolic reprezentată în fundal se referă la numirea Cardinalului de Medici ca Papa Clement VII, la sfârșitul anului 1523 (papă care, până la moartea sa din 1534, a rămas indiferent la amploarea pe care o luase Reforma protestantă). Referitor la semnătura artistului, menționăm faptul că se păstrează o mostră similară cu cea de pe lucrarea de la Sibiu: „F.K.ROTO”, realizată în mod intenționat infantil, pe o lucrare apropiată ca datare, și anume în anul 1531. Mai târziu, în 1545, artistul se semnează: „G.F.CHAROTUS PING”, pe două Răstigniri (păstrate la Ashmolean Museum din Oxford și respectiv, Museo Castelvecchio din Verona). | Muzeul Național Brukenthal, Sibiu | Cimec    |
|      | Isac binecuvântând pe fiul său Iacob Autor: Langetti, Giovanni Battista | Datare: al treilea sfert al secolului al XVII-lea Școală: Școală italiană; Veneția Dimensiuni: 1090 x 1260 mm Material: ulei pe pânză | „Isaac binecuvântându-l pe fiul său Iacob” reflectă un episod din vechiul Testament (Geneza, 27), în care, profitând de faptul că bătrânul Isaac era orb, Rebecca îl prezintă soțului ei spre binecuvântare pe fiul ei favorit, Iacob, în locul primului născut, Esau, care ar fi trebuit sa fie urmașul de drept. Prin mimica personajelor și gestica teatrală a mâinilor, artistul nu pune accentul pe solemnitatea binecuvântării, ci pe realismul înșelăciunii prin care aceasta a fost obținută. Unitatea structurii pandant a lucrării de față cu cealaltă lucrare a aceluiași autor din colecția Muzeului Național Brukenthal („Iosif tălmăcind visele în închisoare” ) este susținută de compoziția în trei personaje a fiecăreia dintre lucrări, încadrată lateral prin poziția încovoiată a trupului dezgolit al celor doi bătrâni, cu umărul și mâna reflectate parcă în oglindă; atitudinile celor doi tineri, Iosif și Iacob sunt complementare: Iosif este înfățișat frontal, înclinat ușor în direcția mâinii întinse, iar Iacob este privit din spate, într-o poziție torsionată înspre dreapta și capul întors în direcția opusă. | Muzeul Național Brukenthal, Sibiu | Cimec    |
|      | Samuel von Brukenthal Autor: Mansfeld, Johann Ernst; (SC.); Hickel, Joseph; (PX.) | Datare: 1779 Școală: Școală austriacă; Viena Dimensiuni: I: 437 mm.; LA: 292 mm.; I: 300 mm.; LA: 215 mm. (În registrul inventar: 0,213: 0,310) Material: Acvaforte și gravură cu dăltița | Portretul gravat în 1779 de Johann Ernst Mansfeld reproduce în același sens portretul pictat de Joseph Hickel în 1771, dar nu redă ampla broderie a veșmintelor și ornamentația nasturilor. Simplificarea avea probabil scopul de a evidenția crucea, coroana și panglica ordinului Sf. Ștefan, purtate la gât. Portretul lui Samuel von Brukenthal este încadrat de o ramă simplă profilată, sub care este amplasată o plachetă conținând blazonul și inscripția. Blazonul se sprijină pe ghirlande împletite din frunze și ghinde de stejar, sub care este amplasată inscripția cu menționarea etapelor ascensiunii lui Samuel von Brukenthal la Curtea din Viena: rangul de baron, conferit de Împărăteasa Maria Theresia în 1762, primirea în rândul cavalerilor Ordinului Sf. Ștefan în 1765 și apoi numirea în funcția de consilier particular al Împărătesei în 1767. În portretul gravat de Mansfeld sunt referiri și la gradul de comandor al Ordinului Sf. Ștefan, conferit în 1773 și numirea în funcția de guvernator al Marelui Principat al Transilvaniei în 1777, onoruri acordate baronului Brukenthal ulterior pictării portretului de Joseph Hickel. În cadrul ornamental al portretului gravat sunt redate și câteva atribute ale pasiunii de colecționar: monede și antichități egiptene și greco-romane, un manuscris rulat și un portofoliu de stampe. | Muzeul Național Brukenthal, Sibiu | Cimec    |
|      | Pescuitul Miraculos Autor: Dorigny, Michel; (SC.); Rafael, Sanzio (Rafaello); (IN.) | Datare: 1719 Școală: Școală franceză; Școala italiană Dimensiuni: I: 598 mm.; LA: 756 mm.; I: 512 mm.; LA: 610 mm. ; (În Reg. Inv. : 0,63: 0,52) Material: Acvaforte și dăltiță; (În reg. Inv.: gravură”) | „Pescuitul miraculos” face parte din ciclul de opt stampe cunoscut sub numele de „Pinacotheca Hamptoniana”, titlu cu care a fost înregistrat la sfârșitul secolului al XVIII-lea, în inventarele manuscrise ale colecției Brukenthal. Gravurile au fost realizate între 1715-1719 de Nicolas Dorigny, la comanda Reginei Anne. Gravurile reproduceau faimoasele cartoane ce ilustrau „Faptele Apostolilor”, realizate în atelierul lui Rafael în 1513-1516, ca modele pentru tapiseriile destinate să decoreze partea inferioară a pereților Capelei Sixtine de la Vatican. Cartoanele lui Rafael au fost achiziționate în 1623 de Regele Charles I Stuart și au fost amplasate într-o galerie special amenajată la Hampton Court, de unde derivă și numele dat albumului de stampe, „Pinacotheca Hamptoniana”. „Pescuitul miraculos” era planșa a doua în cadrul acestui ciclu și ilustra episodul chemării între apostoli a lui Petru, relatat în Evanghelia lui Luca (5: 1-11). Isus predica mulțimilor strânse la marea Galileii (lacul Nazaret) și a urcat în barca pescarului Simon/Petru, spunându-i să arunce năvodul. Deși se îndoiau că vor putea prinde pește, Petru, Iacob și Ioan au tras năvoadele încărcate cu pești, spre uimirea mulțimilor adunate. Petru a îngenuncheat în barcă, iar Isus i-a spus că va deveni pescar de oameni, prefigurând misiunea pe care o va avea Petru, ca apostol al noii credințe. În spatele lui Petru era Andrei, iar în altă barcă se aflau Zevedei împreună cu fiii săi Ioan și Iacob, care vor deveni ucenici ai lui Isus. | Muzeul Național Brukenthal, Sibiu | Cimec    |
|      | Fecioara Maria apărând Sfântului Ieronim Autor: Caracci, Agostino; (SC.); Tintoretto, Jacopo Robusti; (PX.); Scolari, Stefano; (EX.) | Datare: 1588; Reeditare c. 1656 Școală: Școală italiană; Veneția Dimensiuni: I: 430 mm.; LA: 310 mm. (margini reduse); I: 416 mm.; LA. 296 mm.; lucrare aplicată pe un suport de hârtie: I: 475 mm.; LA: 332 mm.; (În Registrul Inventar: 0,307:0,43) Material: Gravură cu dăltița; (În Reg. Inv.: „gravură”)   | Agostino Carracci a gravat la Veneția un tablou de Tintoretto, aflat la Scuola di San Gerolamo, cunoscută și ca Scuola Grande di San Fantin, datorită proximității bisericii San Faustino. Stampa a fost editată de Agostino în 1588 și dedicată Școlii Sf. Ieronim. Gravura este în același sens cu pictura lui Tintoretto. Agostino a reprodus compoziția cu fidelitate, însă a atenuat puternicele efecte de clarobscur, tipice maestrului venețian, în favoarea unei mai mari clarități. Agostino a vândut placa editorului și imprimeur-ului Donato Rascicotti (1572-1612) care a republicat-o ulterior. Exemplarul din colecția baronului Brukenthal este o reeditare a plăcii de către Stefano Scolari, activ la Veneția între 1650-1687, a cărui firmă „La cele Trei Virtuți” era la San Zulian. | Muzeul Național Brukenthal, Sibiu | Cimec    |
|      | Vedere a orașului Sibiu, capitala Transilvaniei Autor: Wirsing, Adam Ludwig; (SC.); Schardi, Samuel; (IN.); Wirsing, Adam Ludwig; (EX.) | Datare: 1787 Școală: Atelier german; Nürnberg Dimensiuni: I: 266 mm.; LA: 391 mm., (margini reduse); (În Registrul inventar: 0,375 : 0,260) Material: Acvaforte și gravură cu dăltița; (În Registrul inventar: „gravură aramă”)                                                                                 | Vederea panoramică a Sibiului este una dintre cele mai cunoscute vedute ale orașului, realizată în timpul domniei împăratului Joseph al II-lea, în 1787, anul în care Samuel von Brukenthal își încheia mandatul de guvernator al Transilvaniei. Capitala țării se afla încă la Sibiu, așa cum menționează și inscripția stampei. Sibiul este văzut dinspre nord, cu fortificațiile și clădirile sale reprezentative. Gravorul Adam Ludwig Wirsing și-a imaginat această vedută, situând în prim plan un peisaj pitoresc, delimitat de copaci și străbătut de orășeni în costume de epocă. Adam Ludwig Wirsing a fost un reputat gravor de vedute, portrete și compoziții cu temă religioasă și mitologică, activ la Nürnberg. Prototipul vedutelor orașului Hermannstadt îl constituie gravura lui Hans Jakob Schollenberger, activ la Nürnberg între anii 1650-1690. Acest prototip a fost preluat și interpretat la mijlocul secolului al XVIII-lea, de Samuel Schardi (1705-1778), gravor și tipograf activ la Sibiu. Ambele vedute îi erau cunoscute lui A. L. Wirsing. | Muzeul Național Brukenthal, Sibiu | Cimec    |
|      | Piața Mare din Sibiu Autor: Slowikowski, Adam; (DEL.); (SC.); ( În registrul inventar: anonim) | Datare: Sfârșitul sec. al XIX-lea Școală: Școală austro-ungară Dimensiuni: I: 283 mm.; LA: 390 mm.; I: 222 mm.; LA: 355 mm.; ( În registrul inventar: 0,222: 0,357) Material: Litografie colorată cu acuarelă; ( În registrul inventar: „desen peniță - color”)                                                 | Litografia prezintă partea nord-vestică a Pieței Mari din Hermannstadt/Sibiu, în ultimele decenii ale secolului al XIX-lea. În stânga se distinge Casa Albastră și Palatul Brukenthal (1778-1785), iar frontal se situează Biserica Romano-Catolică „Sf. Treime”, fosta mănăstire și colegiul iezuit, construite între anii 1726-1733, turnul bisericii catolice construit în 1739 și Turnul Sfatului, reconstruit în 1587 pe amplasamentul unui turn medieval. În piață se afla și statuia Sf. Nepomuk, un simbol al Contrareformei, amplasată în anul 1734 de generalul-comandant al Transilvaniei, contele Franz Paul von Wallis. Alături se afla fântâna decorată cu grilaj metalic, donat de senatorul Filek în 1798. Autorul acestei vederi a Pieței Mari din Sibiu este Adam Slowikowski, un artist despre care nu se cunosc date biografice. Se păstrează mai multe lucrări ale sale, ce atestă faptul că artistul a lucrat la Viena, Budapesta, Papá, Sibiu, Brașov, Sighișoara și în alte orașe din Transilvania. | Muzeul Național Brukenthal, Sibiu | Cimec    |
|      | Christus Petro Ovium Curam Committit/Christos încredințează lui Petru păstoritul oilor Sale (în registrul inventar: „Iisus îi dă lui Petru să păzească oile sale”) Autor: Dorigny, Michel; (SC.); Rafael, Sanzio (Rafaello); (IN.)                                 | Datare: 1719 Școală: Școală franceză; Școala italiană Dimensiuni: I: 598 mm.; LA: 756 mm.; I: 515 mm.; LA: 760 mm. ; (În Reg. Inv. : 0,77: 0,52) Material: Acvaforte și dăltiță; (În reg. Inv.: gravură”) | Planșa a treia din ciclul cunoscut sub numele de „Pinacotheca Hamptoniana”, titlu cu care a fost înregistrat la sfârșitul secolului al XVIII-lea, în inventarele manuscrise ale colecției Brukenthal. Gravurile au fost realizate între 1715-1719 de Nicolas Dorigny, la comanda Reginei Anne. Gravurile reproduceau în sens invers faimoasele cartoane ce ilustrau „Faptele Apostolilor”, realizate în atelierul lui Rafael în 1513-1516, ca modele pentru tapiseriile destinate să decoreze partea inferioară a pereților Capelei Sixtine de la Vatican. Cartoanele lui Rafael au fost achiziționate în 1623 de Regele Charles I Stuart și au fost amplasate într-o galerie special amenajată la Hampton Court, de unde derivă și numele dat albumului de stampe, „Pinacotheca Hamptoniana”. Planșa a treia ilustrează episodul în care după Înviere, Cristos i-a încredințat păstorirea credincioșilor, simbolizați prin turma de oi. Datorită credinței sale, Petru devenea succesorul lui Cristos pe pământ. Scena este inspirată din Evangheliile lui Matei (16: 18-19) și Ioan (21: 15-17). | Muzeul Național Brukenthal, Sibiu | Cimec    |
|      | Petrus Cum Joanne Claudum A Matris Utero Sanat/Vindecarea șchiopului în fața templului (în registrul inventar: „Vindecarea șchiopului de către Petru” Autor: Dorigny, Michel; (SC.); Rafael, Sanzio (Rafaello); (IN.)                                              | Datare: 1719 Școală: Școală franceză; Școala italiană Dimensiuni: I: 598 mm.; LA: 756 mm.; I: 515 mm.; LA: 765 mm. ; (În Reg. Inv. : 0,76: 0,52) Material: Acvaforte și dăltiță; (În reg. Inv.: gravură”) | Planșa a patra din ciclul cunoscut sub numele de „Pinacotheca Hamptoniana”, titlu cu care a fost înregistrat la sfârșitul secolului al XVIII-lea, în inventarele manuscrise ale colecției Brukenthal. Gravurile au fost realizate între 1715-1719 de Nicolas Dorigny, la comanda Reginei Anne. Gravurile reproduceau în sens invers faimoasele cartoane ce ilustrau „Faptele Apostolilor”, realizate în atelierul lui Rafael în 1513-1516, ca modele pentru tapiseriile destinate să decoreze partea inferioară a pereților Capelei Sixtine de la Vatican. Cartoanele lui Rafael au fost achiziționate în 1623 de Regele Charles I Stuart și au fost amplasate într-o galerie special amenajată la Hampton Court, de unde derivă și numele dat albumului de stampe, „Pinacotheca Hamptoniana”. Planșa a patra ilustrează miracolul înfăptuit de Sfinții apostoli Petru și Ioan, la Poarta de Aur a Templului din Ierusalim. Un infirm care cerșea a fost vindecat și a putut să meargă. Episodul vindecării miraculoase este relatat în „Faptele Apostolilor” (3: 1-8). | Muzeul Național Brukenthal, Sibiu | Cimec    |
|      | Ananias Corrvit Exanimis/Moartea lui Anania Autor: Dorigny, Michel; (SC.); Rafael, Sanzio (Rafaello); (IN.) | Datare: 1719 Școală: Școală franceză; Școala italiană Dimensiuni: I: 598 mm.; LA: 756 mm.; I: 516 mm.; LA: 770 mm. ; (În Reg. Inv. : 0,76: 0,52) Material: Acvaforte și dăltiță; (În reg. Inv.: gravură”) | „Moartea lui Anania” este cea de-a cincea planșă din ciclul cunoscut sub numele de „Pinacotheca Hamptoniana”, titlu cu care a fost înregistrat în inventarele manuscrise ale colecției Brukenthal, la sfârșitul secolului al XVIII-lea. Gravurile au fost realizate între 1715-1719 de Nicolas Dorigny, la comanda Reginei Anne. Gravurile reproduceau în sens invers faimoasele cartoane ce ilustrau „Faptele Apostolilor”, realizate în atelierul lui Rafael în 1513-1516, ca modele pentru tapiseriile destinate să decoreze partea inferioară a pereților Capelei Sixtine de la Vatican. Cartoanele lui Rafael au fost achiziționate în 1623 de Regele Charles I Stuart și au fost amplasate într-o galerie special amenajată la Hampton Court, de unde derivă și numele dat albumului de stampe, „Pinacotheca Hamptoniana”. Tema ilustrează un episod din „Faptele Apostolilor” (5: 1-5). Apostolii i-au convins pe oamenii bogați ai cetății să își vândă proprietățile și să împartă banii săracilor. Anania l-a înșelat pe Petru, ascunzând o parte din averea sa, iar ca urmare s-a prăbușit mort la picioarele apostolului. | Muzeul Național Brukenthal, Sibiu | Cimec    |
|      | Bar-Iesu Sive Elymas Paphi Ad Savli Verbvm Excaecatvr (Saul/ Paul orbește pe falsul profet) Elymas/Bar-Isus Autor: Dorigny, Michel; (SC.); Rafael, Sanzio (Rafaello); (IN.)                                                                                        | Datare: 1719 Școală: Școală franceză; Școala italiană Dimensiuni: I: 598 mm.; LA: 756 mm.; I: 515 mm.; LA: 620 mm. ; (În Reg. Inv. : 0,62: 0,52) Material: Acvaforte și dăltiță; (În reg. Inv.: gravură”) | „Saul/ Paul orbește pe falsul profet Elymas/Bar-Isus” este cea de-a șasea planșă din ciclul cunoscut sub numele de „Pinacotheca Hamptoniana”, titlu cu care a fost înregistrat în inventarele manuscrise ale colecției Brukenthal, la sfârșitul secolului al XVIII-lea. Gravurile au fost realizate între 1715-1719 de Nicolas Dorigny, la comanda Reginei Anne. Gravurile reproduceau în sens invers faimoasele cartoane ce ilustrau „Faptele Apostolilor”, realizate în atelierul lui Rafael în 1513-1516, ca modele pentru tapiseriile destinate să decoreze partea inferioară a pereților Capelei Sixtine de la Vatican. Cartoanele lui Rafael au fost achiziționate în 1623 de Regele Charles I Stuart și au fost amplasate într-o galerie special amenajată la Hampton Court, de unde derivă și numele dat albumului de stampe, „Pinacotheca Hamptoniana”. Tema ilustrează un episod din „Faptele Apostolilor” (Cap.13), în care Apostolul Pavel înfăptuiește primul său miracol, în insula Paphos. Magicianul Elymas, sfetnic al lui Lucius Sergius Paulus, proconsul al Asiei a încercat să împiedice convertirea la creștinism a acestuia. Cuvântul Apostolului Pavel l-a convins însă pe proconsul, iar Elymas și-a pierdut vederea. Tema este cunoscută și sub numele „Convertirea Proconsulului Sergius Paulus”. | Muzeul Național Brukenthal, Sibiu | Cimec    |
|      | Paulus Et Barnabas Lystrae/Pavel și Barnaba la Lystra Autor: Dorigny, Michel; (SC.); Rafael, Sanzio (Rafaello); (IN.) | Datare: 1719 Școală: Școală franceză; Școala italiană Dimensiuni: I: 598 mm.; LA: 756 mm.; I: 515 mm.; LA: 755 mm. ; (În Reg. Inv. : 0,76: 0,62) Material: Acvaforte și dăltiță; (În reg. Inv.: gravură”) | „Pavel și Barnabas la Lystra” (Sacrificiul din Lystra) este cea de-a șaptea planșă din ciclul cunoscut sub numele de „Pinacotheca Hamptoniana”, titlu cu care a fost înregistrat în inventarele manuscrise ale colecției Brukenthal, la sfârșitul secolului al XVIII-lea. Gravurile au fost realizate între 1715-1719 de Nicolas Dorigny, la comanda Reginei Anne. Gravurile reproduceau în sens invers faimoasele cartoane ce ilustrau „Faptele Apostolilor”, realizate în atelierul lui Rafael în 1513-1516, ca modele pentru tapiseriile destinate să decoreze partea inferioară a pereților Capelei Sixtine de la Vatican. Cartoanele lui Rafael au fost achiziționate în 1623 de Regele Charles I Stuart și au fost amplasate într-o galerie special amenajată la Hampton Court, de unde derivă și numele dat albumului de stampe, „Pinacotheca Hamptoniana”. Tema ilustrează un episod din „Faptele Apostolilor” (Cap. 14), în care apostolul Pavel, însoțit de Barnabas predica în cetatea Lystra. Pavel l-a vindecat în mod miraculos pe infirmul din naștere. Mulțimea care a asistat la miracol i-a identificat pe cei doi eroi cu zeii Mercur și Jupiter, pregătind aducerea unor jertfe în onoarea lor. Pavel a oprit sacrificiul, spunându-le că ei sunt oameni, nu zei și au misiunea de a transmite cuvântul lui Dumnezeu. | Muzeul Național Brukenthal, Sibiu | Cimec    |
|      | Pavlus Praedicans In Aeropago Autor: Dorigny, Michel; (SC.); Rafael, Sanzio (Rafaello); (IN.) | Datare: 1719 Școală: Școală franceză; Școala italiană Dimensiuni: I: 598 mm.; LA: 756 mm.; I: 517 mm.; LA: 613 mm. ; (În Reg. Inv. : 0,62: 0,52) Material: Acvaforte și dăltiță; (În reg. Inv.: gravură”) | „Pavel predică în areopagul Atenei” este cea de-a opta planșă din ciclul cunoscut sub numele de „Pinacotheca Hamptoniana”, titlu cu care a fost înregistrat în inventarele manuscrise ale colecției Brukenthal, la sfârșitul secolului al XVIII-lea. Gravurile au fost realizate între 1715-1719 de Nicolas Dorigny, la comanda Reginei Anne. Gravurile reproduceau în sens invers faimoasele cartoane ce ilustrau „Faptele Apostolilor”, realizate în atelierul lui Rafael în 1513-1516, ca modele pentru tapiseriile destinate să decoreze partea inferioară a pereților Capelei Sixtine de la Vatican. Cartoanele lui Rafael au fost achiziționate în 1623 de Regele Charles I Stuart și au fost amplasate într-o galerie special amenajată la Hampton Court, de unde derivă și numele dat albumului de stampe, „Pinacotheca Hamptoniana”. Tema ilustrează un episod din „Faptele Apostolilor” (17, 16-34). Pavel a fost invitat de filosofii din Atena să vorbească pe muntele lui Ares, în araeopagus, despre noua credință. Discursul despre nemurirea sufletului și înviere a fost ascultat cu suspiciune, doar Dionisie Areopagitul și Damaris au crezut cuvintele apostolului Pavel și s-au convertit la creștinism. | Muzeul Național Brukenthal, Sibiu | Cimec    |
|      | Trișorii Autor: Caravaggio, Michelangelo Merisi (1569-1609) (copie) (în registrul inventar: După Caravaggio) | Datare: primul sfert al secolului XVII Dimensiuni: L: 940 mm LA: 1270 mm Material: ulei pe pânză | Tabloul, o compoziție în forma unui triunghi, reprezintă trei personaje, două așezate la o masă, joacă cărți urmăriți atent de un al treilea bărbat, mai matur, redat în picioare între cei doi. Tinerii așezați la masă sunt îmbrăcați elegant în costumul epocii, iar pe cap poartă pălării cu pene. Tânărul din dreapta ascunde la spate cărțile cu care va trișa, în vreme ce bărbatul în picioare, privește cu atenție cărțile celui care va fi înșelat. O paletă cromatică dominantă de tente de brun închis, cu alternanțe de zone deschise (fețele și mâinile bărbaților) pune în valoare eclerajul dirijat. Copia din colecția MNB este extrem de fidelă originalului, prin respectarea cu exactitate nu numai a datelor compoziționale, ci și a paletei cromatice, respectiv a acelorași pigmenți de culoare utilizați de Caravaggio (aspect relevat de analizele fizico-chimice de laborator). Prin urmare, dincolo de valoarea documentară, această copie are și valoare artistică. | Muzeul Național Brukenthal, Sibiu | Cimec    |
|      | Cristos în glorie Autor: Badalocchio, Sisto (în genul lui Pietro Berrettini da Cortona) | Datare: prima jumătate a secolului XVII Dimensiuni: D: 990 mm Material: ulei pe pânză | Lucrarea este o compoziție în tondo, reprezentând momentul înălțării la cer, în slava, a lui Cristos, sub privirile pline de devoțiune ale asistenței – numerosi îngeri și sfinți, dispuși de pictor pe cercuri concentrice compuse din nori, în atitudini și gesturi variate de bucurie și adorație. Compoziția aceasta circulară, după cum ne-a precizat dr. Oberhuber (fost director la Albertina), care a văzut tabloul la Sibiu în 1996, reprezintă un bozzeto (studiu, proiect) al lui Sisto Badalocchio pentru cupola bisericii San Giovanni din Reggio Emilia. | Muzeul Național Brukenthal, Sibiu | Cimec    |
|      | Bust de tânără Autor: Reni, Guido (după) | Datare: începutul secolului XVII Dimensiuni: L: 400 mm; LA: 310 mm (în registrul inventar:0,397 x 0,310 Material: ulei pe pânză | Tabloul reprezintă bustul în profil al unei tinere fete, cu degetul arătător al mâinii stângi, înălțat, într-un gest explicativ. Trăsăturile fetei sunt frumoase, pure, coafura simplă, părul cu cărare la mijloc este strâns la spate într-un coc. Tânăra este îmbrăcată după moda epocii, într-o rochie ocru deschis cu un decolteu adânc, pătrat, cu dantelă în partea superioară și o broșă, iar pe umărul drept o eșarfă roșie. Mâneca rochiei este amplă, faldată. | Muzeul Național Brukenthal, Sibiu | Cimec    |
|      | Vânătoare de căprior Autor: Brandi, Domenico | Datare: 1732 Dimensiuni: L: 1245 mm; LA: 965 mm (în registrul inventar: 1,260 x 0,970) Material: ulei pe pânză | Scena, constituită pe verticală reprezintă momentul în care vânătorul lovește cu patul armei căpriorul căzut la pământ și încolțit de câini. Imaginea este dominată de statura impunătoare a vânătorului și de trupul animalului căzut, încolțit de mai mulți câini, dintre care doi sunt mai vizibili, în lumină. Paleta cromatică este dominată de tonalități de ocru și brun, cu accente de albastru gri la cer și roșu cărămiziu la cingătoarea și pălăria vânătorului și pete de alb la blana celor doi câini. Trupurile vânătorului, a cerbului și a câinilor compun diagonale ce se întretaie, în spiritul barocului matur. | Muzeul Național Brukenthal, Sibiu | Cimec    |
|      | Prinderea taurului Autor: Bandi, Domenico zis Micco | Datare: 1730 Dimensiuni: L: 750 mm; LA: 1290 mm Material: ulei pe pânză | Prinderea taurului, ilustrează subiectul în aceeași manieră flamandizantă ce amintește de Jan Fyt sau Snyders, cu personaje numeroase, redate în direcții diferite spre a prinde un taur uriaș ce aleargă prin fața zidurilor orașului. Tensiunea momentului este susținută nu numai prin mișcările haotice ale personajelor, ci și prin expresiile lor, îngrozite. Paleta cromatică este dominată de tente de verde și ocru, brun, cu accente de alb. | Muzeul Național Brukenthal, Sibiu | Cimec    |
|      | Discuție la malul apei Autor: Cassanova, Francesco | Datare: Sec.l XVIII Dimensiuni: L: 1100 mm; LA: 1770 mm (în registrul inventar: 1,09 x 1,75) Material: ulei pe pânză maruflată pe placaj ( în registru inventar: ulei pe pânză) | Lucrarea reprezintă un peisaj amplu, divizat pe diagonală, în două registre, aproape egale, respectiv pământ și cer. În zona inferioară, cu pământ tratat în tente de verde, ocru, brun, o femeie călare și un bărbat sprijinit de o vită stau de vorbă lângă un pârâu. În registrul superior este redat cerul înnourat, alb gri cu pete albe. Câteva accente de alb (corpul vitei), roșu (cămașa, rochia femeii) înviorează câmpul cromatic. | Muzeul Național Brukenthal, Sibiu | Cimec    |
|      | Bacchus și Ariadna Autor: Zugno, Francesco (?) | Datare: mijlocul secolului XVIII Școală: școala venetă Dimensiuni: L: 950 mm, L: 1270 mm Material: ulei pe pânză | Analiza tabloului susține subiectul, respectiv Bacchus (în concepția iconografică consacrată, înalt, frumos, cu cununa de viță) se apropie de Ariadna, o tânără șezând, cu capul înclinat înspre dreapta, primind cununa de viitoare consoartă a zeului, de la o zeitate feminină în zbor planat. Tipologic, Ariadna se înscrie pe linia modelelor feminine pictate de Zugno. Compoziția este luminoasă, bazată pe o paletă cromatică caldă, tipic venețiană, cu acorduri de roșu și ocru pal. Tonalitățile calde sunt mărginite în fundal, stânga, de o zonă de griuri colorate ce marchează marea și cerul. | Muzeul Național Brukenthal, Sibiu | Cimec    |
|      | Vedută din Neapole cu Castelul San Elmo și Arsenalul lângă Molo Grande (în registrul inventar: „Neapole cu castelul San Elmo și cu arsenalul lângă Molo grande”) Autor: Costa, Angelo Maria (în registrul inventar: Giovanni Fr. Da Costa)                         | Datare: începutul secolului XVIII Dimensiuni: L: 605 mm; LA: 1095 mm (în registrul inventar: 0,62 x 1,11) Material: ulei pe pânză | Veduta reprezintă o vedere panoramică a zonei din Neapole, cu castelul dell’Ovo și clădirea Arsenaluilui, de lângă Molo Grande, văzute dinspre golf. Arhitecturile din prim plan sunt redate cu mare precizie, cu rigoare geometrică. În planul îndepărtat, în registrul lateral dreapta, se vede Vezuviul fumegând. Paleta cromatică este bazată pe tonalități de verde, la mare și griuri, la clădiri. | Muzeul Național Brukenthal, Sibiu | Cimec    |
|      | Vedută din Neapole cu Castel dell' Ovo și Posillipo Autor: Costa, Angelo Maria (în registrul inventar: Giovanni Fr. Da Costa) | Datare: Sec. XVIII Dimensiuni: L: 605 mm; LA: 1090 mm (în registrul inventar: 0, 62 x 1,109) Material: ulei pe pânză | Lucrarea reprezintă o vedută, vedere panoramică asupra orașului Neapole, văzut prin prisma zonei riverane, Posilippo, cu arhitecturi desfășurate de la țărmul mării, până sus pe creasta dealului și având în prim planul registrului lateral drept castelul dell’Ovo. Întreg ansamblul arhitectural este privit dinspre mare. Compoziția este realizată pe trei planuri; primul plan marea, al doilea arhitecturile și al treilea cerul, marea și cerul deținând circa trei pătrimi din suprafața tabloului. Vedută este dominată de nuanțe de verde, într-o proporție mai mare decât în lucrarea pandantă (nr. inv. 210). Practic, nuanțele de verde ocupă întreaga suprafață a lucrării, cu ușoare intervenții de gri și albastru-cenușiu. | Muzeul Național Brukenthal, Sibiu | Cimec    |
|      | Peisaj italian cu biserică Autor: Anonim italian (în registrul inventar: Anonim german) | Datare: Sec. XVIII Dimensiuni: L: 740 mm; LA: 920 mm Material: ulei pe pânză | Artistul anonim a realizat un amplu peisaj, compus pe orizontală, în trei registre. În prim plan, liziera unei păduri, cu câțiva arbori foarte înalți ce par să delimiteze partea centrala a acestui registru, respectiv o apă (stânga) și mici coline, iar în partea dreaptă a acestei zone centrale, o femeie călare stă de vorba cu un bărbat. În planul secund este redată o construcție (probabil o abație), cu o biserică ce are patru turnuri adosate și o cupolă (dreapta) cu un tambur înalt. În ultimul plan al acestui registru secund se poate observa piscul înalt al unui munte ce pare că se unește cu cerul, redat în tonalități de gri, albastru, alb gri. Primele două planuri sunt dominate de o paletă închisă de tente de brun și verde brun. | Muzeul Național Brukenthal, Sibiu | Cimec    |
|      | Cristos tămăduind un bolnav Autor: Bibiena, Antonio Galli; Palko, Franz Xavier (în registrul inventar: Ferdinando Galli da Bibiena) | Datare: prima jumătate a secolului XVIII Dimensiuni: L: 580 mm; LA: 1275 mm Material: ulei pe pânză | Tabloul este dominat de o arhitectură medievală, în prim plan cu arcaturi puternice, în retragere, cu pilaștrii masivi, turnuri romanice la orizont. Câteva personaje, de mici dimensiuni, accente de culoare și mișcare, sunt cele ce dau titlul lucrării, respectiv Isus, central, în picioare binecuvântează pe bolnavul îngenunchiat. Sprijinit de o balustradă, un spectator privește la scenă. Subiectul este pretextul oferit pictorului de a realiza această arhitectură impunătoare. Paleta cromatică, adecvată subiectului, este dominată de tente de brun, ocru și griuri. | Muzeul Național Brukenthal, Sibiu | Cimec    |
|      | Odihnă în timpul fugii în Egipt Autor: Gentileschi, Orazio Lomi (după) | Datare: copie de secol XVIII Dimensiuni: L: 1100 mm; LA: 2100 mm (în registrul inventar: 1,28 x 2,09) Material: ulei pe pânză | Lucrarea este construită pe orizontală; jumătatea din partea dreaptă este dominată de prezența Mariei care, rezemată în mâna stângă, îl ține pe Pruncul Isus în poală și îl alăptează. Veșmintele ei sunt verde-brun, gri perle și brun roșcat. În partea stângă a lucrării, Josif, într-o cămașă lungă rosie-cărămizie, ce-i acoperă trupul până la genunchi, și pantaloni verzi, doarme pe spate, sprijinindu-se de sacul de călătorie. | Muzeul Național Brukenthal, Sibiu | Cimec    |
|      | Iosif tălmăcind visele în închisoare Autor: Langetti, Giovanni Battista (Luca Giordano Fapresto ?) | Datare: mijlocul secolului XVII Dimensiuni: L: 1080 mm; LA: 1240 mm (în registrul inventar: 0,090 x 1.250) Material: ulei pe pânză | Langetti prezintă acest binecunoscut subiect din Vechiul Testament într-o compoziție triunghiulară în care central este redat Iosif, seminud, viguros, cu trăsături accentuate cu privirea concentrată, inteligentă, ascultând visele trimisului faraonului. Iosif este un personaj plin de forță, relevată de pictor prin încordarea întregii mase musculare, cu o paletă dominată de ocru roșiatic și brun, lucrarea fiind realizată în evidentă concepție a picturii tenebriste. Conform opiniei lui Alexandru Sonoc, bazată pe interpretarea riguroasă a textului Bibliei, personajul “Iosif” este tânărul în veșminte elegante, apropiat ca vârstă de personajul biblic și nu bărbatul musculos și viril, seminud, încarcerat și legat cu lanț gros la picior. O variantă a acestei lucrări se află la Budapesta (Szépmüvészeti Muzeum) și a fost apreciată de către Rodolfo Pallucchini ca fiind inferioară operei de la Sibiu, care este mult mai intensă, mult mai dramatică. | Muzeul Național Brukenthal, Sibiu | Cimec    |
|      | Sfântul Sebastian îngrijit de femei milostive Autor: Reni, Guido (după) | Datare: prima jumătate a secolului XVII Dimensiuni: L: 1320 mm; LA: 1130 mm Material: ulei pe pânză | Subiectul este reprezentat într-o compoziție piramidală ce are la bază trupul inert al Sfântului Sebastian, culcat, străpuns de săgeți. Culoarea cadaverică a acestuia, formele anatomice, evocă trupul mort al lui Crist din Depunerea în mormânt a lui Annibale Carracci, artist de care Guido Reni a fost influențat. Lângă Sfântul Sebastian, Sfânta Irina îngenunchiată îi desprinde cu grija săgețile din corp. Alături de ea, în picioare, o altă femeie în penumbră asistă la scenă. O paletă cromatică, dominată de griuri argintii (proprii lui Guido Reni în perioada de maturitate), domină suprafața pânzei cu câteva accente de albastru (eșarfa Irinei), ocru pal (la bustul acesteia) și brun roșcat închis (la vestimentația femeii din penumbră). | Muzeul Național Brukenthal, Sibiu | Cimec    |
|      | Peisaj italian cu ruine Autor: Lucatelli, Andrea | Datare: prima jumătate a secolului XVIII (rest de datare 174...) Dimensiuni: L: 410 mm; LA: 740 mm Material: ulei pe pânză | Compus pe orizontală, pe două planuri, cu o amplă perspectivă, joasă, veduta prezintă în prim plan central, două personaje, un bărbat șezând și o femeie văzută cu spatele, purtând un coș pe creștet. În registrul lateral dreapta apar ruinele unor coloane puternice, înalte, cu capitele corintice, vestigii ale unui vechi templu roman. În fundal, stânga, sunt redate câteva clădiri înalte, compacte . Centrul compoziției este marcat de un pârâu. Câțiva arbori înalți, răzleți completează peisajul. Planul secund este dominat de un cer specific verilor Romei, albastru gri, cu nori vaporoși, alb-rozalii. | Muzeul Național Brukenthal, Sibiu | Cimec    |
|      | Peisaj italian cu trecătoare Autor: Lucatelli, Andrea | Datare: prima jumătate a secolului XVIII Dimensiuni: L: 410 mm; LA: 740 mm Material: ulei pe pânză | Tabloul este pandant cu lucarea inv. nr. 698 și prezintă mari similitudini compoziționale, punere în pagină, tip de peisaj asemănător (câțiva arbori înalți, răzleți) cu ruine, arhitecturi îndepărtate și stânci. În prim plan dreapta sunt redate două personaje șezând, un bărbat și o femeie (el pare a fi o zeitate ce indică ceva, cu gesturi largi, ușor teatrale tinerei femei, probabil o păstoriță). Lateral dreapta, un păstor sprijinit în bâtă și o femeie cu un ulcior pe cap echilibrează prin prezența lor compoziția. | Muzeul Național Brukenthal, Sibiu | Cimec    |
|      | Fuga în Egipt Autor: Maratta, Carlo (după) | Datare: 1777 Dimensiuni: L: 290 mm; LA: 222 mm (în registrul inventar: 0,29 x 0,23) Material: ulei pe pergament maruflat pe lemn | Compoziția de mici dimensiuni reprezintă fuga în Egipt a Mariei cu Pruncul Isus și Iosif. Maria și cu Iosif sunt redați în mișcare, cu siluete alungite, dominând pe verticală aproape întreaga suprafață a lucrării; Iosif pășește aplecat, sprijinit în bâtă, ținând-o de mână pe Maria, silueta zveltă, înaltă, feciorelnică, care-și poartă Pruncul pe brațul stâng. Peisajul pe care se proiectează Sfânta Familie este sumar, compus dintr-un pârâu pe lângă care pășesc cei doi, câțiva arbori răzleți și un cer acoperit pe jumătate de nori plumburii. Lateral dreapta, în spatele Mariei, apare jumătatea din față a unui asin, istovit la rândul lui de mers, și doi îngerași. Îmbrăcămintea redată în tente de roșu și albastru a lui Iosif și a Mariei dă culoare întregii scene. | Muzeul Național Brukenthal, Sibiu | Cimec    |
|      | Satir oferind o cană de must lui Bacchus Autor: Pagani, Paolo | Datare: sfârșitul secolului XVII Dimensiuni: L: 480 mm; LA: 630 mm Material: ulei pe pânză | Tabloul, o compoziție de mici dimensiuni, pe orizontală, împărțit pe diagonală în două registre, reține atenția prin monumentalitatea redării celor două personaje, Bacchus și satirul. Zeul este văzut culcat, lasciv, cu spatele spre privitor, cu capul în profil, pictorul insistând asupra frumuseții atletice a nudului acestuia. În cel de-al doilea registru, satirul, văzut din față, cu o expresie particulară pe chip, îi oferă lui Bacchus un vas cu must. În spatele satirului este ilustrat un măgar cu spatele, ce se îndepărtează de scenă. Punerea în pagină este de o deosebită simplitate, eleganță și rafinament cromatic. Paleta este redusă la tonalități pure de albastru ceruleum și ocru roșcat la trupuri. Remarcabilă este dispunerea accentelor luminoase. | Muzeul Național Brukenthal, Sibiu | Cimec    |
|      | Pășune în munți Autor: Ricci, Maro (?) | Datare: sfârșitul secolului XVII Dimensiuni: L: 895 mm; LA: 1455 mm (în registrul inventar: 0,905 x 1,46) Material: ulei pe pânză | Pictorul a reprezentat un peisaj amplu, desfășurat pe orizontală, în două planuri. Primul aduce în față o deschidere, pășune, între stânci și arbori. La pășunat se văd câteva vite păzite de doi păstori, unul șezând cu spatele spre privitor, celălalt în picioare se sprijină de o bâtă. O femeie cu un coș pe cap trece pe lângă păstori, cu care se pare ca are un dialog. Central este reprezentată o apă, înconjurată de vegetație, între arbori zărindu-se un castel în ruine. În depărtare, după linia orizontului, pictorul redă un lanț muntos estompat și cerul imens acoperit cu nori. | Muzeul Național Brukenthal, Sibiu | Cimec    |
|      | Vestirea nașterii lui Iisus Autor: Bassano, Jacopo da Ponte (școala) (în registrul inventar: după Jacopo da Ponte Bassano) | Datare: sfârșitul secolului XVI Dimensiuni: L: 1470 mm; LA: 995 mm (în registrul inventar: 1,48 x 1,000) Material: ulei pe pânză | Lucrarea, pictată în spiritul manierei lui Jacopo da Ponte Bassano, este o compoziție destul de amplă, dezvoltată pe verticală, în două mari registre și prezintă momentul în care un înger planând (registrul superior) anunță nașterea lui Isus unui grup de păstori (patru bărbați și o femeie îngenunchiată, văzută din spate, dispuși în jurul unei vite ce domină central tabloul). Păstorii redați în atitudini, gesturi și expresii diferite primesc vestea fiecare în modul său particular: unul tolănit în prim planul registrului inferior, fumează din pipă, ceilalți trei împreună cu femeia se uită înspre înger. Artistul anonim are, după opinia noastră, ușoare stângăcii în redarea fizionomiilor păstorilor și îngerului. | Muzeul Național Brukenthal, Sibiu | Cimec    |
|      | Portretul unui bărbat cu barba căruntă Autor: Bassano, Leandro da Ponte (?) | Datare: începutul secolului XVII Dimensiuni: L: 375 mm; LA: 270 mm (în registrul inventar: 0,37 x 0,275) Material: ulei pe pânză | Lucrarea reprezintă bustul în profil al unui bărbat în vârstă cu părul, barba și sprânceana cărunte. Trăsăturile sunt energice, în pofida vârstei, subliniate nu numai prin încărunțirea accentuată, ci și prin ridurile acuzate ale frunții și colțul ochiului. Portretul, de bună calitate, realizat de o mână sigură, este redat într-o paletă reținută de ocru roșiatic, alb gri (deschis și închis) și brun-roșcat la vestimantația cu falduri ample. | Muzeul Național Brukenthal, Sibiu | Cimec    |
|      | Cap de băiat cu beretă Autor: Bassano, Jacopo da Ponte (în registrul inventar: Leandro da Ponte Bassano) | Datare: sfârșitul secolului XVI Dimensiuni: L: 165 mm; LA: 125 mm Material: ulei pe lemn de plop | Portretul, de mici dimensiuni, redă bustul unui băiat cu beretă, în ușor semiprofil, proiectat pe un fundal neutru, brun închis la haină și aproape negru la fundal și beretă, ce-i evidențiază trăsăturile copilărești, gura mică cu buze răsfrânte, expresia curată a ochilor luminoși, dar și gulerul îngust, alb al cămășii ce apare de sub tunică. | Muzeul Național Brukenthal, Sibiu | Cimec    |
|      | Vestirea nașterii lui Christos Autor: Bassano, Jacopo da Ponte (după) (în registrul inventar: după da Ponte) | Datare: mijlocul secolului XVII Dimensiuni: L: 450 mm LA: 560 mm Material: ulei pe pânză | Tabloul reprezintă tema vestirii păstorilor, de către înger, a nașterii lui Cristos. Lucrarea este realizată, probabil, de același autor (cu cel al tabloului inv. nr. 910), ce dezvoltă însă subiectul pe orizontală. Aici pictorul adaugă elemente noi, cum ar fi un câine ghemuit, o turmă de oi în prim planul registrului inferior stâng și o alta cu un păstor în planul secund din aceeași zonă stângă, dar mai îndepărtată. Personajele din prim plan, femeia îngenunchiată și cei trei bărbați (doi în picioare și unul șezând în colțul drept) sunt identice cu cele din lucrarea cu inv. nr. 910, ca și paleta cromatică. Este posibil ca artistul anonim să fi pictat prima data această lucrare, de dimensiuni mai mici, dar mai complexă ca număr de personaje, după care a reluat subiectul, eliminând animalele din registrul stâng, atât pe cele din zona inferioară cât și pe cele din plan mai îndepărtat. În ceea ce privește îngerul vestitor, în zbor planat, acesta este diferit față de lucrarea anterioară (inv. nr. 910), el apărând în zbor, pe un nor de la dreapta spre stânga și având dimensiuni mai mici. | Muzeul Național Brukenthal, Sibiu | Cimec    |
|      | Portret de bărbat (în registrul inventar: „Cap de bărbat antic”) Autor: Anonim florentin (în registrul inventar: Anonim italian) | Datare: Sec. XV Dimensiuni: LA: 280 mm I: 198 mm A: 85 mm (în registrul inventar: 0,39:0,35) Material: marmură / incizie și excizie | Sculptura, altorelief în marmură, reprezintă profilul unui bărbat, cu trăsături ferme, nas acvilin, privire severă. Părul, barba și mustața sunt ondulate în bucle mari, tratate prin incizie și excizie. Pe cap poartă o cunună de lauri. Este îmbrăcat cu o tunică faldată, închisă pe un umăr cu un buton. Aceste date, fizice, subliniate de cununa de lauri, fac trimitere la un poet. Portretul este tratat în spiritul Renașterii toscane, cu multă acuratețe și atenție la detalii, evocând maniera lui Donatello. Lucrarea este puțin cunoscută și nu apare în bibliografia de specialitate. | Muzeul Național Brukenthal, Sibiu | Cimec    |
|      | Moartea Cleopatrei Autor: Trevisani, Francesco (Francesco Cavaliere zis Romano) (în registrul inventar: urmaș al lui Guido Reni) | Datare: sfârșitul secolului XVII Dimensiuni: L: 920 mm; LA: 680 mm Material: ulei pe pânză | Lucrarea o reprezintă pe Cleopatra seminudă, redată monumantal (dominând aproape în întregime suprafața pânzei) cu bustul răsucit ușor spre dreapta, ținând în mână șarpele. Regina are capul în vag semiprofil și privirea îndreptată patetic în sus. Atitudinea dramatic patetică a reginei, pictată realist, cu părul buclat, strâns într-o coafură aristocratică, ornată cu un șirag de perle, trimite spre imaginea unei femei tinere din Settecento. Paleta cromatică este dominată de verdele brun din fundalului, de ocrul pal al trupului și de faldurile în alb și roșu ce acoperă trunchiul femeii în zona pântecului și coapselor. | Muzeul Național Brukenthal, Sibiu | Cimec    |
|      | Portret de bărbat cu barba căruntă (filozof) Autor: Francanziano, Francesco (în genul lui Salvator Rosa) | Datare: mijlocul secolului XVII Dimensiuni: L: 800 mm; LA: 600 mm (în registrul inventar: 0,79 x 0,61) Material: ulei pe pânză | Tabloul reprezintă bustul unui bărbat în vârstă, cu păr și barbă cărunte, văzut în semiprofil, având trăsături ferm conturate, evidențiate de o lumină dirijată (în cea mai clară cheie caravagistă), asupra chipului bărbatului și a mâinii stângi în care ține o hârtie. Bărbatul este proiectat pe un fond întunecat, neutru, brun închis aproape negru, ce evidențiază luminozitatea și expresivitatea matură, înțeleaptă a bărbatului vârstnic. | Muzeul Național Brukenthal, Sibiu | Cimec    |
|      | Băiat cu vas de aramă Autor: Carraci, Annibale (atelier) (în registrul inventar: Graf Pietro Rotari) | Datare: Sec. XVII Dimensiuni: L: 640 mm; LA: 490 mm Material: ulei pe pânză | Tabloul, reprezentând bustul nud al unui băiețandru, ce ține cu ambele mâini un vas mare de aramă, cu o toartă înaltă, subțire, este de o simplitate deosebit de rafinată. Corpul băiatului, realizat în tente de ocru roșiatic, este proiectat pe un fundal neutru, verde închis, aproape smarald, folosit dealtfel de Annibale Carracci la mai multe din portretele pe care le-a pictat. Interesant de relevat este faptul că portretul băiatului a fost supus radiografiei, ce a evidențiat că el a fost pictat peste imaginea lui Ioan Botezătorul Copil, respectiv peste mâna acestuia ce ține filactera, aspect ce a determinat pe cercetători să afirme că ar fi vorba despre o lucrare pictată pe un un fragment de pânză decupat dintr-o compoziție mai mare. | Muzeul Național Brukenthal, Sibiu | Cimec    |
|      | Amor și Psyche Autor: Turchi, Alessandro, zis L'Orbetto | Datare: începutul secolului XVII Dimensiuni: L: 250 mm LA: 305 mm Material: ulei pe carton maruflat pe lemn (în registrul inventar: ulei pe lemn) | Subiectul tabloului, momentul în care Psyche îndreaptă lumina, un mic felinar, spre iubitul ei, din dorința nestăpânită de a-i vedea chipul, este pictat într-un clarobscur puternic, de sorginte caravagistă, cu un ecleraj dirijat asupra trupurilor seminude ale celor doi amorezi. Nu lipsește însă nici tenta clasiscistă de tip Carracci, în tratarea nudurilor și feței lui Amor dormind. | Muzeul Național Brukenthal, Sibiu | Cimec    |
|      | Aurora Autor: Conca, Sebastiano | Datare: prima jumătate a secolului XVIII Dimensiuni: L: 1260 mm; LA: 1110 mm Material: ulei pe pânză | Reprezentând înălțarea Aurorei, încadrată de putti, această lucrare este reprezentativă pentru barocul italian târziu. Compoziția este cu trei personaje centrale în mișcare ascendentă și una, în registrul inferior, posibil Hypnos (?), zeul somnului, șezând pe nori, privește (cu mâna stângă ridicată, protejându-și vederea) spre Aurora și lumina revărsată de aceasta în aducerea zorilor. | Muzeul Național Brukenthal, Sibiu | Cimec    |
|      | Bacchus și Ariadna Autor: Rocca, Michele, zis tânărul Parmigianino | Datare: începutul secolului XVIII Dimensiuni: L: 1010 mm, LA: 815 mm (în registrul inventar: 1,000 x 0,82) Material: ulei pe pânză | Lucrarea, dezvoltată pe verticală, reprezintă întâlnirea dintre Bacchus și Ariadna. Bacchus este redat în picioare, în ușor contrapost, cu mâna stângă întinsă spre Ariadna. Artistul a insistat asupra frumuseții zeului și a surprinderii gestului de feciorelnică sfială, al Ariadnei.Bacchus are corpul acoperit de o mantie roșie, iar Ariadna se spijină în sbațul stâng de o rocă și o eșarfă ocru deschis ce se răsfrânge pe piciorul stâng. Fundalul lucrării este realizat în nuanțe de brun și verde închis. După opinia lui Ciungan Tudoran Maria există analogii semnificative între Bacchus și Ariadna de la Sibiu și Medor și Angelica ai lui Michele Rocca de la muzeul din Köln. Totodată, personajele din tabloul de la Sibiu sunt mult asemănătoare cu cele din lucrarea lui Michele Rocca din colecția Lemme (Sfântul Sebastian îngrijit de femei milostive) și Martirajul Fecioarelor (din aceeași colecție de la Roma, cu opere de Seicento și Settecento.) Similitudinile sunt relevante în frumusețea nudă a personajelor masculine, tratate în spirit clasicist, în eleganța, grația construirii formelor alungite, șerpuite ale personajelor feminine, ca și în pensulația rapidă, lejeră, sponatană, aproape fără suport liniar. | Muzeul Național Brukenthal, Sibiu | Cimec    |
|      | Botezul lui Cristos in Iordan Autor: Anonim italian (în registrul inventar: Francesco Trevisani) | Datare: prima jumătate a secolului XVII Dimensiuni: L: 650 mm; LA: 490 mm Material: ulei pe pânză | Tabloul, o compoziție pe verticală, concentrează în zona mediană a lucrării toate personajele implicate în scena Botezului, sau care asistă la ea. Ioan Botezătorul este reprezentat în picioare, dominând centrul tabloului, fiind proiectat pe un cer albastru închis ce se vede între arborii de pe marginea râului. Ioan îl botează pe Cristos îngenuncheat, seminud. Pe malurile râului sunt reprezentate grupuri de bărbați și femei, unii asistând la scenă, alții îndepărtându-se (probabil cei care au fost botezați.) O paletă cromatică bogată articulează întreaga compoziție, subliniind elementele esențiale: personajele sunt pictate în game calde de ocru roșiatic la trupuri, coroanele arborilor aproape compacte, redate în verde închis. O pată roșie (faldurile veșmântului lui Ioan) captează atenția privitorului spre centrul tabloului unde are loc procesul sacru de botezare a lui Cristos. | Muzeul Național Brukenthal, Sibiu | Cimec    |
|      | Sfântul Sebastian Autor: Reni, Guido (după) | Datare: primul sfert al secolului XVII Dimensiuni: L: 1410 mm; LA: 1220 mm Material: ulei pe pânză | Conceput pe verticală în două registre, tabloul îl reprezintă, în registrul drept, pe un fond neutru brun închis, pe Sfântul Sebastian, seminud, legat de o coloană. Sfântul este redat în picioare, monumentalizat, pictorul evidențiind forța fizică, a martirului, musculatura puternică a întregului corp, chiar și în poziția de abandon în fața morții. Registrul stâng ilustrează un peisaj colinar în zona inferioară și un cer ce deține mai mult de jumătate din suprafața pânzei. Pe cer, simbolic, este redat un înger, în medalion. Cromatica pânzei este dominant caldă, ocru spre roșcat la trupul martirului, în registrul drept, și rece (tente de verde, albastru și gri), în zona stângă. | Muzeul Național Brukenthal, Sibiu | Cimec    |
|      | Roma cu Vaticanul și bazilica Sfântul Petru Autor: Anesi, Paolo (în registrul inventar: Niklas Viso) | Datare: mijlocul secolului XVIII Dimensiuni: L: 570mm; LA: 740 mm (în registrul inventar: 0,54 x 0, 74) Material: ulei pe pânză | Tabloul reprezintă o vedută asupra Romei, concepută pe trei planuri: un prim plan peisagistic dominant, al doilea cu un larg registru median arhitectural în care se disting cu claritate Cetatea Vaticanului și cupola bazilicii San Pietro, și al treilea în care este redat cerul specific Romei în anotimpul verii, albastru ceruleum cu nori ușori, gri perlat și zone de roz foarte deschis. Interesant este și prim planul peisagistic în care este reprezentat un bărbat călare, văzut din spate, îmbrăcat cu o cămașă cu mâneci albastre, peste care poartă o haină în tonalități calde de ocru roșiatic. Pe cap poartă o pălărie, iar la cingătoare are prinsă o tigvă pentru apă. Bărbatul se înclină spre un câine, în stânga sa, înălțat spre stăpân, care îi dă probabil ceva de mâncare. De șaua animalului de povară este agățat și un ciubăr. În dreapta bărbatului călare apar câteva mioare ce pasc. De reținut este faptul că ținuta vestimentară a acestui personaj este identică cu cea a bărbatului din centrul grupului de trei personaje din dreptul fragmentelor de lespezi funerare, din lucrarea “Vedere din Roma veche”. De asemenea este comună celor două opere maniera de redare a frunzișului arborilor, a cerului, a arhitecturii, ca și paleta cromatică. | Muzeul Național Brukenthal, Sibiu | Cimec    |
|      | Vedere din Roma Veche (Roma cu columnele templului lui Jupiter) Autor: Anesi, Paolo (în registrul inventar: Niklas Viso) | Datare: mijlocul secolului XVIII Dimensiuni: L: 540 mm; LA: 740 mm Material: ulei pe pânză | Peisajul reprezintă o imagine din zona Romei antice, cu vestigii clasice romane, precum coloane înalte cu capiteluri corintice ale templului lui Jupiter Stator, arcade largi din vechiul teatru al lui Marcellus, un altar votiv, două fațade ale unor biserici baroce și undeva în fundal, abia sugerate, o parte din ruinele Colisseumului. Peisajul este compus în trei planuri; un primul plan două personaje feminine, una călare pe un asin și cealaltă în mers traversează un pârâu cu un copil în brațe și un altul de mână. Aceluiași prim plan îi aparține și un grup de trei personaje sprijinite de bucăți mari din foste altare votive. Al doilea plan îl compun ruinele, coloanele uriașe și arhitecturile înconjurătoare, iar al treilea plan îl reprezintă cerul cu nori ușori de vară, ce deține aproape o treime din suprafața lucrării. Paleta cromatică este caldă, bazată pe tonalități de ocru, brun și verde ruginiu la elementele propriu-zise de peisaj – câțiva arbori – și, la arhitecturi, albastru stins, cu alb - roz la cer. | Muzeul Național Brukenthal, Sibiu | Cimec    |
|      | Rinaldo și Armida Autor: Romanelli, Giovanni Francesco | Datare: mijlocul secolului XVII Dimensiuni: L: 855 mm; LA: 1420 mm (în registrul inventar: 0,840 x 1,420) Material: ulei pe pânză | Tabloul dezvoltă subiectul, pe orizontală, în două registre verticale, date de personajele principale ale scenei. În stânga, monumentală, în mișcare cu brațele întinse înspre Rinaldo, este înfățișată Armida, hotărâtă în gestul său de a-i opri plecarea la război. În registrul drept, Rinaldo, îmbrăcat în armură, întors cu capul spre iubită, se îndepărtează însoțit de doi oșteni. Interesant este modul în care pictorul centrează compoziția prin mantia roșie a ostașului, mantie ce are și valențe simbolice. O paletă cromatică întunecată în fundal susține subiectul, tratat în spiritul dramtic, patetic al barocului, spirit în care sunt realizate și tablourile lui Romanelli de la Luvru sau Ermitaj. | Muzeul Național Brukenthal, Sibiu | Cimec    |
|      | Autoportret Autor: Meytens cel Tânăr, Martin | Datare: 1735 (?) Școală: Școala austriacă Dimensiuni: L. 790 mm, LA. 650 mm Material: ulei pe pânză | Figura pictorului se desprinde pregnant de pe fundalul neutru în brunuri, fiind redată frontal, cu ușoare intervenții de roșu-fard pe obraji, dar având părul negru, fără perucă, cu fruntea înaltă și privirea oarecum scrutătore. Trupul întors spre dreapta, e redat într-o haină în brun-roșcat, ca un fel de halat, dar având guler de blană în jurul gulerului alb al cămășii, ale cărei manșete albe se văd în dreapta, îmbrăcând mâinile pictorului de la jumătatea antebrațului până la încheieturi. Mâna dreaptă ține o pânză preparată și pusă pe șasiu (redată parțial în dreapta-jos), mâna stângă ridicându-se într-un gest ușor retoric-interogativ, deasupra celei drepte. | Muzeul Național Brukenthal, Sibiu | Cimec    |
|      | Pictorul Gottfried Auerbach Autor: Meytens cel Tânăr, Martin | Datare: 1750 (?) Școală: Școala austriacă Dimensiuni: L. 910 mm, LA. 730 mm Material: ulei pe pânză | Cu tâmpla așezată ușor pe palma mâinii stângi al cărei cot se sprijină pe o carte groasă cu copertă de carton (dreapta), capul pictorului apare înclinat puțin spre dreapta tabloului, având figura redată în semi-profil. Pe cap are un fel de turban albastru, care lasă fruntea liberă și luminată, subliniind astfel întregul chip, cu ochii căprui cu obrajii vag fardați, cu o expresie jovială. Fondul neutru, ca și gulerul și manșeta albă amplă a mâinii stângi a personajului, sunt elemente ce evidențiază de asemenea figura sa. Brunul nuanțat și cu pliuri al hainei estompează centrul și stânga compoziției, tot spre a impune atenției figura. Prim-planul redă (în centru), mâna dreaptă a modelului, ținând un compas pe o hârtie, iar în extrema dreaptă a lucrării apare un sul de hârtie și se vede parțial o călimară cu o pană în ea. | Muzeul Național Brukenthal, Sibiu | Cimec    |
|      | Contele Gotter Autor: Meytens cel Tânăr, Martin | Datare: prima jumătate a sec. XVIII Școală: Școala austriacă Dimensiuni: L. 930 mm, LA. 730 mm Material: ulei pe pânză | Peruca pudrată, în contrast cu fondul în brun cu nuanțe de oranj, evidențiază capul personajului și subliniază figura redată frontal, sobră, cu ochi căprui și sprâncene groase, cu obrajii ușor fardați cu tonuri de roșu. Redat până la brâu, sprijinit cu cotul de o masă sculptată, aurită, cu tăblia de marmură gri (parțial redată în dreapta), contele ține în mâna stângă înmănușată, mănușa mâinii drepte (ambele redate în alb-gri, în dreapta jos). Cu haina sa albastră, cu lenta roșie a ordinului „Vulturul negru”, având o insignă neagră la șold (stânga-jos) și steaua de argint (parțial redată în centru-dreapta), modelul are o atitudine demnă, ușor afectată, iar dantelele bogate de la gât, vesta aurie ce se vede jos (centru) și mănușile accentuează ținuta sa fastuoasă. | Muzeul Național Brukenthal, Sibiu | Cimec    |
|      | Daniel Bertoli Autor: Meytens cel Tânăr, Martin | Datare: 1730 Școală: Școala austriacă Dimensiuni: L. 1260 mm, LA. 940 mm Material: ulei pe pânză | Reprezentat trei-sferturi într-un ușor semi-profil, chipul personajului, cu ochii verzi, cu nas proeminent și obrajii fardați cu roșu, e subliniat de peruca albă. Haina lungă, brun-deschis cu găitane și nasturi aurii pe piept și pe manșeta răsfrântă a mâinii drepte (redați în brunuri și galenuri), lasă să se vadă vesta verzuie, iar la gât un fular alb și apoi manșetele albe ale cămășii. Pe umărul stâng al personajului (și apoi în stânga-jos), apare roșul unei mantii, pe care se profilează mâna lui dreaptă. În dreapta compoziției (jos) e redat capul unui câine (brunuri), cu zgarda la gât, iar deasupra și în spatele acestuia, apare o carte mare, de care se sprijină încheietura mânii stângi a personajului. Fundalul portretului redă în dreapta un fragment de peisaj cu o coloană decorativă și un turn în depărtare (ambele văzute parțial), sub cerul în albastru și alb. | Muzeul Național Brukenthal, Sibiu | Cimec    |
|      | Fredrik I, regele Suediei Autor: Meytens cel Tânăr, Martin | Datare: 1730-1731 Școală: Școala austriacă Dimensiuni: L. 790 mm, LA. 650 mm Material: ulei pe pânză | În contrast cu fondul brun cu nuanțe de galben, portretul bust al regelui apare evidențiat, având o perucă albă bogată, o figură rotundă cu ochi albaștri și o privire bonomă, un nas pronunțat, buze groase și „bărbia dublă”. La gât are un fular alb brodat, iar pe piept armura de metal cu decorații aurii, ce se vede în stânga compoziției (gri, galben), în spatele personajului zărindu-se (fragmentar) o coroană cu cruce și perle (brun-roșcat, griuri, galben). În dreapta lucrării, pe umărul modelului, apare mantia albastră, căptușită cu blană albă de hermelină și decorată cu mici coroane aurii cu perle, cusute pe veșmânt. | Muzeul Național Brukenthal, Sibiu | Cimec    |
|      | Cavaler al ordinului Sfântul Hubertus Autor: Meytens cel Tânăr, Martin | Datare: a doua jumătate a sec. XVIII Școală: Școala austriacă Dimensiuni: L. 930 mm, LA .630 mm Material: ulei pe pânză | Într-un oval pictat în brun, imitând un ancadrament de ramă, apare portretul bust al unui bărbat, cu o bogată perucă pudrată și sprâncenele albe și ele, cu ochi albaștri și capul ușor întors spre dreapta. Jaboul dantelat apare la gât, iar pe piept e redată în griuri ce imită strălucirile metalului, armura cu decorații aurii și în dreapta insigna ordinului Sfântul Hubertus (o cruce de argint cu o jerbă de raze aurii și cu un cerc roșu-auriu în mijloc, cu o deviză – indescifrabilă). O mantie de catifea albastră căptușită cu blană albă de hermelină, se vede în stânga compoziției și parțial în dreapta, iar pe pieptul armurii coboară diagonala unei eșarfe de un roșu intens. | Muzeul Național Brukenthal, Sibiu | Cimec    |
|      | Victor Amedeu al II-lea, regele Savoiei Autor: Meytens cel Tânăr, Martin | Datare: 1728 Școală: Școala austriacă Dimensiuni: L. 800 mm, LA. 620 mm Material: ulei pe pânză | Portretul bust, cu capul ușor întors spre dreapta, este înscris într-un fals ancadrament de ramă, oval, pictat în brun-roșcat. Fundalul neutru al portretului (albastru cu intervenții de alb și gri), subliniază figura cu sprâncene groase și ochi albaștri, nasul puternic, buzele groase, fiind înconjurată și de o perucă mare albă. Fularul dantelat de la gât, face trecerea spre roșul mantiei căptușite cu hermelină, care-i înconjoară umerii și apare în stânga pe piept, așezată peste armura redată în griuri, imitând strălucirile metalului și decorată cu muchii și nituri aurite. O stemă aurită apare în dreapta pe armură, lângă acul-pafta cu briliante (griuri, tonuri de albastru) ce ține mantia, iar peste aceasta apare un lanț de aur compus din litere, de care atârnă un medalion cu figuri în filigran. | Muzeul Național Brukenthal, Sibiu | Cimec    |
|      | Ana Maria de Orleans, soția regelui Victor Amedeu al II-lea de Savoia (în registrulinventar: „Soția regelui Emanuel al Sardiniei”); pandant: Victor Amedeu al II-lea, regele Savoiei Autor: Meytens cel Tânăr, Martin                                              | Datare: 1728 Școală: Școlala austriacă Dimensiuni: L.800 mm, LA. 640 mm Material: ulei pe pânză | Într-un fals ancadrament de ramă, oval, pictat în brun-roșcat, apare portretul în trei-sferturi al reginei, cu figura ușor întoarsă spre stânga, cu părul cărunt ce cade și pe umeri, având deasupra frunții și în dreapta o diademă de aur cu perle și diamante. Rochia albastră cu decolteu adânc înconjurat de dantelă fină, lasă să se vadă pieptul alb, iar șiragurile de perle cusute ce compun un tiv lat în jurul decolteului, coboară până la brâu. Figura e evidențiată de fundalul neutru în tonuri de albastru cu intervenții de alb și gri, iar rochia e reliefată de contrastul cu albul hermelinei de la mantia roșie, redată fragmentar, ce apare în stânga și dreapta compoziției. | Muzeul Național Brukenthal, Sibiu | Cimec    |
|      | Estera și Ahasver Autor: Meytens cel Tânăr, Martin | Datare: 1730 Școală: Școala austriacă Dimensiuni: L. 2020 mm, LA. 1830 mm Material: ulei pe pânză | În vacuumul din centrul compoziției se vede doar un vas argintiu cu jeratic, apoi peretele masiv de palat baroc, cu lezene și coloane cu capiteluri aurite (griuri, brunuri, galben), treptele tronului cu un covor (brunuri), iar în partea superioară un fragment de baldachin de catifea verde cu decorații, franjuri și ciucuri aurii. În dreapta apare Estera, cu o rochie galbenă fastuoasă peste alta albă și cu o mantie albastră cu hermelină, având pe cap un turban alb cu diademe și pană de struț. După ea apare grupul însoțitoarelor sale, două îmbrăcate bogat (una îngenunchiată în dreapta ei), cu rochii redate în roșu, alb, galben. În spatele lor (dreapta compoziției), apare o femeie în vârstă, în rochie simplă cu năframă pe cap (violet), iar apoi un paj, copil negru, cu turban și haine de curtean. În fundal dreapta, o anfiladă de arce și coloane, cu coronament în baluștri și statui (galben, gri, alburi). În stânga compoziției e redat Ahasver, cu o figură cam artificială, cu barbă, ridicându-se de pe tron, cu sceptrul în dreapta, și cu mâna stângă îndreptată spre Estera, ca spre a o întâmpina. Are pe cap turbanul alb cu coroana de aur și pană, vestimentația lui fiind în galben-auriu, verde, cu mantie roșie cu blană de hermelină și sandale romane cu un carâmb din piele fină și pietre prețioase. În spatele lui, (stânga), lângă speteaza tronului, apare Haman cu capul acoperit cu o glugă albastră cu o stemă aurie, având barbă și privind încruntat. | Muzeul Național Brukenthal, Sibiu | Cimec    |
|      | Prelat cistercian Autor: Meytens cel Tânăr, Martin | Datare: 1730 Școală: Școala austriacă Dimensiuni: L. 440 mm , LA. 340 mm Material: ulei pe placă de cupru | Pe fondul neutru în tonuri de brun, gri, negru, figura prelatului e redată frontal, (bustul e întors puțin spre dreapta), are cu ochi căprui, și sprâncene albe, cu părul alb, lung, puțin ondulat pe tâmple și rărit deasupra frunții cu riduri. Nasul pronunțat, obrajii (ca dați cu fard roșu), gura cu buzele strânse, apoi bărbia și partea superioară a gâtului, deasupra gulerului, toate au numeroase riduri marcând vârsta. Haina (rasa preoțească), albă cu tonuri de galben și gri, apare simplă, doar cu răscroială la umeri, fără decoruri, lăsând să se vadă gulerul alb, sub care apar doi nasturi de metal (alb, gri, accente de galben). Peste haină, pe piept apare o panglică albastră lată, ce ține într-un inel auriu o cruce mare cu chenar auriu (redată parțial), treflată la margini și bătută cu diamante (alburi, gri-argintiu). | Muzeul Național Brukenthal, Sibiu | Cimec    |
|      | Natură moartă cu postament de piatră; pandant: Natură moartă cu pisică Autor: Schuppen, Jakob van | Datare: început de sec. XVIII Școală: Școala austriacă Dimensiuni: L. 790 mm, LA. 630 mm Material: ulei pe pânză | Pe un postament de piatră ca un soclu de statuie (în partea inferioară a compoziției, redat în griuri și tonuri de brun), se află o grămadă de păsări moarte, de diverse specii și mărimi, așezate în jurul unui coș de răchită care e plin de asemenea cu păsări vânate, iar deasupra un iepure ucis. Peste etalajul concentrat în avanscenă și în prim-plan, și care ocupă pe verticală întreaga suprafață a pânzei, e așezată o față de masă roșie. În stânga compoziției, vânatul se profilează parțial pe fondul neutru, în tonuri de brun închis, iar ansamblul cromatic realizat în dominantă de brun, se desfășoară în numeroase contraste și nuanțe de roșu, alb, gri, brun-gălbui (coșul văzut parțial în centrul compoziției), galben culori ce redau penajele, blana iepurelui, aripile, ghearele, ciocurile păsărilor, într-o compunere barocă încărcată cu ecleraj diversificat. | Muzeul Național Brukenthal, Sibiu | Cimec    |
|      | Natură moartă cu pisică; pandant: Natură moartă cu postament de piatră Autor: Schuppen, Jakob van | Datare: început de sec. XVIII Școală: Școala austriacă Dimensiuni: L. 760 mm, LA. 610 mm Material: ulei pe pânză | Un etalaj (pe verticală), cu vânat și fructe, bogat, divers, specific baroc, concentrat în prim-plan. Pe fața de masă roșie, apare un iepure mort așezat pe diagonală, iar lângă el, în dreapta compoziției două păsări moarte și pisica vie, cu blana vărgată cu labele din față spre una dintre păsări și cu privirea încordată. În stânga compoziției, tot lângă iepure, încă o pasăre ucisă, cu ciocul în sus, iar în planul din spatele ei, în semiobscuritate un etalaj de fructe, ale căror frunze se văd în partea de sus a registrului superior. Lumina evidențiază avan-planul cu pisica și păsările moarte, în culori contrastante dar și cu treceri armonizate, de roșu, brun, alb, griuri colorate și galben-pal. Dintre fructe, în plan secund, sunt evidențiate prin lumină și culoare două piersici (roșu, galben) și câteva boabe de struguri (brunuri, violet). | Muzeul Național Brukenthal, Sibiu | Cimec    |
|      | Portret de femeie în vechi costum german Autor: Strauch, Lorenz | Datare: sfârșit de sec. XVI, început de sec XVII Școală: Școala germană Dimensiuni: L. 770 mm, LA. 600 mm Material: ulei pe pânză | Pe un fond neutru brun-negru, portretul în trei-sferturi al unei femei având pe cap un văl alb pus peste o scufie tot albă cu marginea dantelată, de sub care chipul apare clar redat, cu ochi albaștri, cu buzele strânse și nas viguros. La gât apare o coleretă albă, a cărei încrețitură decorativă se repetă la manșetele albe. Haina neagră ce se distinge vag, e totuși reliefată de un guler de blană brun-roșcat, ce coboară de pe umeri până la talie. În mâna ei stângă femeia ține niște mănuși galbene din piele cu mici funde roșii, pe mâna dreaptă având trei inele cu piatră, redate în roșu, galben, brun, verde. | Muzeul Național Brukenthal, Sibiu | Cimec    |
|      | Baronul Samuel von Brukenthal Autor: Weikert, Johann Georg | Datare: 1792 Școală: Școala austriacă Dimensiuni: L. 2280 mm, LA. 1490 mm Material: ulei pe pânză | Portret în mărime naturală, unde baronul apare în costumul de ceremonie corespunzător rangului de Mare cruce a Ordinului „Sfântul Ștefan”. Atitudine maiestuoasă, mâna dreaptă pe căciula cu pana de egretă de pe masa sculptată și aurită din stânga compoziției. Costumația redată amănunțit, roba roșie cu frunze de stejar aurii și mantia verde-închis cu căptușeală roșie, bordată cu blană de hermină, având broderii cu fir de aur la manșete și pe margini. Mânerul săbiei apare la șold (centru-dreapta), mantia fiind așezată pe scaunul din dreapta, spre a fi mai vizibilă. Fizionomia e mai puțin evidențiată (deși fidelă), dar colanul de aur (însemn al Marii cruci) și steaua de argint din mijloc, sunt redate cu amănunțime. Fundalul cu un fragment coloană în stânga, sugerează un interior de palat. | Muzeul Național Brukenthal, Sibiu | Cimec    |
|      | Natură moartă cu broască; pandant: Natură moartă cu năpârcă Autor: Purgau, Franz Michael Siegmund von | Datare: început de sec. XVIII Școală: Școala austriacă Dimensiuni: L. 665 mm., LA. 930 mm. Material: ulei pe pânză | Văzută de foarte aproape, pe malul unei bălți, imaginea amănunțită a unor mici tufe, flori, trunchiul unui copac redat parțial, iar în jurul lor o puzderie de gâze, fluturi, un melc, o libelulă, două păsări. În avan-plan, în apa bălții, o broască înotând (centru) și alta care tocmai sare în apă (dreapta). În stânga sus, printre flori de nalbă și crengi, cerul albastru. Compoziție barocă, detaliată și bogată în amănunte „entomologice”, impropriu numită natură statică. Cromatică diversă, în dominantă de verde, brun și albastru. | Muzeul Național Brukenthal, Sibiu | Cimec    |
|      | Natură moartă cu năpârcă; pandant: Natură moartă cu broască Autor: Purgau, Franz Michael Siegmund von | Datare: început de sec. XVIII Școală: Școlala austriacă Dimensiuni: L. 650 mm., LA. 930 mm. Material: ulei pe pânză | Puternic concentrată în prim-plan, imaginea redă în detaliu câțiva fluturi în partea superioară a compoziției, unde apar (fragmentar) trunchiuri de copaci redați de foarte aproape (centru-stânga). În stânga o pasăre cu pieptul roșu, iar în dreapta, pe cerul albastru, o pasăre în zbor. Centrul compoziției și prim-planul din registrul inferior, redau vegetația de baltă (scaieți în dominantă de verde cu accente de brun), iar în mijloc o ciupercă ruptă, pe lângă care apare o năpârcă ieșind din apa bălții și lângă ea pe mal, o broască. Compoziția e încărcată, decorativă, într-o cromatică diversă, încercând să creeze sugestia de mișcare, dar dând în ansamblu impresia unei diorame. Semnătura este în dreapta jos, un fragment: FV. | Muzeul Național Brukenthal, Sibiu | Cimec    |
|      | Pereche nepotrivită (Bărbat bătrân și femeie tânără) Autor: Cranach cel Bătrân, Lucas (după) | Datare: sec. XVI Școală: Școală germană Dimensiuni: L. 370 mm, L.A. 280 mm. Material: ulei pe lemn | Dublu portret în trei sferturi, șarjat, pe un fond brun-negru, ce evidențiază personajele. Un bătrân cu barbă căruntă, o gură largă într-un zâmbet grotesc, un început de chelie ce se vede parțial sub pălăria brun-neagă, așezată pe o parte. Vestimentația este a unui burghez bogat, haina tot în brun-negru cu guler și revere de blană (brunuri). Personajul ține în mâna dreaptă un lănțișor de aur pe care îl oferă unei tinere pe care o ține de după talie. Ea îl trage jucăușă de barbă cu amândouă mâinile, având un zâmbet viclean-ironic. Are părul blond-roșcat, lung până la talie, o rochie brună, decoltată la piept și în spate, decorată cu paspoaluri în brun-roșcat la umeri, mâneci și manșete, la piept având un fel de tivuri late în brun-roșcat și alb. | Muzeul Național Brukenthal, Sibiu | Cimec    |
|      | Învierea lui Lazăr Autor: Jackson, John Baptist; (SC.); Jackson, John Baptist; (DEL.); Bassano, Leandro; (PX.); Pasquali, Giovanni Battista; (EX.) | Datare: 1742 Școală: Școală engleză; Școală italiană; Veneția Dimensiuni: I: 638 mm.; LA: 442 mm.; I: 590 mm.; LA: 370 mm. (în reg. inv.: 0,373:0,595 cm.) Material: Xilogravură imprimată cu patru blocuri, în tonuri de ocru, sienna arsă și umbra; hârtie vărgată subțire, cu bosaj; În Reg. Inv.: „gravură” | “Învierea lui Lazăr” este un panou de altar pictat între 1592-1596 de Leandro Bassano (1557-1622) pentru biserica „Santa Maria della Carità” din Veneția. Leandro Bassano a pictat miracolul înfăptuit de Isus, așa cum este relatat în Evanghelia lui Ioan (11, 46). Tabloul a fost studiat cu atenție de Jackson și transpus cu fidelitate și sensibilitate. Era pentru prima dată când grava o pictură recunoscută drept o capodoperă, dar nereprodusă până atunci în gravură. În consecință, gravorul nu dispunea de repere la care să se raporteze și de termeni de comparație. Întreaga interpretare îi aparține, dovedind un studiu aprofundat al picturii și o desfășurare a abilităților sale tehnice, aplicate cu măiestrie. Nagler apreciază această stampă, considerată o raritate. Stampa este imprimată cu patru plăci, în tonuri de umbra-sienna arsă și este una din cele mai bine realizate din întreg ciclul de gravuri inspirate de pictura venetă. | Muzeul Național Brukenthal, Sibiu | Cimec    |
|      | Maria cu pruncul și trei îngeri Autor: Avont, Pieter van | Datare: primul sfert al secolului XVII Dimensiuni: L: 525 mm, LA: 670 mm (în registrul inventar: 54 x 68 cm) Material: ulei pe lemn | Lucrarea poate fi considerată „un tablou în tablou”: Maria și Pruncul sunt reprezentați într-o grădină, în partea dreaptă un grup de putti cu flori și ghirlande de flori (roșu, alb, verde, galben). Maria în veșmânt roșu, cu Pruncul pe genunchi, sunt redați într-un ambient peisagistic cu copaci în fundal dreapta, și un pârâu în partea stângă. Ghirlandele de flori sunt un ecou târziu al simbolismului medieval floral; trandafirul, nalba sunt simboluri ale Mariei, deși aici ele au numai rol decorativ. Florile au fost realizate de Jan II Brueghel și Jan van Kessel. | Muzeul Național Brukenthal, Sibiu | Cimec    |
|      | Natură moartă cu vânat și flori (în registrul inventar: „Natură moartă și unelte de vânat”) Autor: Fyt, Jan | Datare: 1652 Dimensiuni: L: 565 mm, LA: 758 mm (în registrul inventar: 56,5 x 75 cm) Material: ulei pe pânză | Natura moartă redă un vas cu flori în partea stângă (roșu, alb, verde), un grupaj de păsări: potârnichi și prepelițe în partea centrală, și accesorii de vânătoare în partea dreaptă. Natura moartă este construită pe o diagonală marcată la extreme de două verticale; vasul de flori și în partea opusă lădița pentru vânat. Fyt reușește o inspirată plasare a buchetului, cu rol cromatic important în ansamblul lucrării, și cu efect tonifiant. Artistul urmărește materialitatea și folosește culori saturate, în gamă de teruri, așezate în tușe scurte. | Muzeul Național Brukenthal, Sibiu | Cimec    |
|      | Vânat lângă stâncă Autor: Boel, Pieter van (Jan FYT ?) | Datare: mijlocul secolului XVII Școală: Anvers Dimensiuni: L: 650 mm, LA: 510 mm Material: ulei pe pânză | Pe o stâncă, pictată în nuanțe de oliv, gri și vermilon, este reprezentat un grupaj de păsări: potârnichi, în prim plan stânga, și un grup de păsări mici dispuse radial, pictate în carmin, roz și griuri colorate, în prim plan dreapta. O ciocârlie agățată de stâncă face legătura între grupajul din partea inferioară cu cel din partea superioară, format din păsări realizate în nuanțe de roșu. În concepție, este interesantă această transpunere în peisaj a unei naturi statice cu vânatul atârnat de un perete. | Muzeul Național Brukenthal, Sibiu | Cimec    |
|      | Plecare la vânătoare Autor: Lingelbach, Jan | Datare: mijlocul sec. XVII Școală: școală olandeză Dimensiuni: L: 375 mm, LA: 435 mm (în registrul inventar: 37 x 43 cm) Material: ulei pe pânză | Pe fundalul cerului de un albastru intens și alb este reprezentat un grup de vânători cu cai și câini, între care se remarcă un călăreț cu haină roșie ce vestește plecarea la vânătoare, sunând din corn. Lângă el, un alt vânător se pregătește să încalece pe un cal alb. În partea stângă este un copac cu trunchiul înclinat. În jurul celor doi călăreți sunt răspândiți alți vânători, câini și arme de vânătoare. Pictura se remarcă prin interesul egal acordat atât peisajului muntos cu castel, din plan îndepărtat, cât și personajelor, redate în plan apropiat. Pictura se individualizează printr-o lumină rece albăstruie și marea preocupare a pictorului pentru detaliu în realizarea personajelor. Lucrarea este realizată probabil între anii 1653-60, după întoarcerea pictorului de la Roma. | Muzeul Național Brukenthal, Sibiu | Cimec    |
|      | Vânătoare de mistreț Autor: Laer, Pieter Van (în registrul inventar: Jan Josias Ossenbeeck (?)) | Datare: prima jumătate a sec. XVII Școală: școală olandeză Dimensiuni: L: 545 mm; LA: 615 mm (în registrul inventar: 54,5 x 62 cm) Material: ulei pe pânză | Într-un peisaj, marcat de verticala unui stejar secular, este reprezentată o dinamică scenă de vânătoare. Un porc mistreț este hăituit de câini de vânătoare și încercuit din toate părțile de vânători, în timp ce în prim plan un vânător își încarcă arma. Gesturile personajelor și animalelor sugerează mișcarea. Vestimentația vânătorilor, realizată în nuanțe de brun și verde închis, contribuie la crearea impresiei de grup adunat în jurul mistrețului. Întreaga scenă este scăldată de o lumină caldă, în nuanțe de galben-oranj, pictorul fiind receptiv la maniera pictorilor italieni din timpul sejurului petrecut în Italia. | Muzeul Național Brukenthal, Sibiu | Cimec    |
|      | Autoportret Autor: Schoonjans, Anthonis | Datare: sfârșitul secolului XVII Dimensiuni: L: 800 mm; LA: 630 mm Material: ulei pe pânză | În lucrare Schoonjans recurge la o redare realistă, (auto)portretul reprezentându-l trei sferturi, punerea în pagină, poziția și gestica modelului, cromatica în dominate de vișiniu a hainei cu guler din blană, vesta gri deschis cu nasturi metalici și lanțul gros de ceas, betreta înaltă, din catifea cu paspoal auriu, realizate cu intenția de a evidenția fizionomia și mâna personajului, sunt mijloace de expresie caracteristice stilului lui Schoonjans. Deosebit de bine realizată este expresia figurii ce degajă siguranță de sine accentuată de bărbia fermă, nasul prelung și sprâncenele arcuite puternic. Pictorul nu se reprezintă în haine de lucru, dar ține pensulele și paleta de culori cu ostentație, în chip de „blazon”. Pictorul adoptă maniera portretistică de tip aristocratic, prezentându-se ca un autentic „pictor de curte”. | Muzeul Național Brukenthal, Sibiu | Cimec    |
|      | Diana și Callisto Autor: Rottenhammer, Hans | Datare: sf. sec. XVI - înc. sec. XVII Școală: Școală germană Dimensiuni: 31x38 cm Material: ulei pe placă de cupru | În stânga apare Diana nudă, cu mărgele la gât, dar fără semilună pe cap, drapată în albastru, cu o eșarfă verde pe șold. În jurul ei sunt trei nimfe nude, una așezată jos, turnând apă dintr-un chiup. Spre fundal-stânga, profilate pe verdele unor frunzișuri, alte două nimfe, una cu spatele, alta văzută bust. În dreapta, între drapaje albastru-gri, galbene, roz, Callisto e ținută cu mâinile la spate de două nimfe nude, jos în prim-plan apărând un arc și o tolbă cu săgeți. O altă nimfă apare în spatele lui Callisto, apoi ruinele unui templu cu coloane dorice și o statuie antică între ele (griuri). Spre fundal-dreapta sunt alte ruine și încă două nimfe. Perspectiva se încheie în fundal cu un fragment de peisaj schițat sumar (verzuri), cerul albastru deasupra și siluetele altor două personaje nude. | Muzeul Național Brukenthal, Sibiu | Cimec    |
|      | Furtună pe mare Autor: Ertvelt, Andries van | Datare: Sec. XVII;1/2 Școală: Școală flamandă Dimensiuni: 20,8x33 cm Material: ulei pe cupru | Tabloul „Furtună pe mare" poate fi inclus în seria lucrărilor care l-au consacrat pe Ertvelt drept cel mai cunoscut pictor flamand de marine. Între vasele cu pânze surprinse de furtună în preajma unui port, reprezentat (în stânga), prin verticalitatea unor catarge, artistul impune atenției o ambarcațiune mică, plasată central, zdruncinată de valuri puternice. Mișcările marinarilor, formele valurilor agitate, sugerând greutatea masei de apă dăzlănțuite, probează studiul atent, datorită căruia van Ertvelt a știut să surprindă tensiunea scenelor dramatice, ale universului marin. Pictorul a folosit game reci de albastru închis și argintiu, de gri albăstrui, pensulația în tușe fine sau scurte, împăstate. | Muzeul Național Brukenthal, Sibiu | Cimec    |
|      | Chermeză (De ziua patronului bisericii) Autor: Savery, Jakob II | Datare: Sec. XVII;1/4 Școală: Școală olandeză Dimensiuni: 25,8x37,5 cm Material: ulei pe lemn | Satul olandez, amplasat într-un peisaj panoramic, etalat pe mai multe planuri, văzut din perspectivă aeriană, este doar un pretext pentru Savery pentru a ilustra o chermeză. Un grup de țărani ce își petrec timpul pe ulițele satului formează secvențele unei chermeze, prezentată de Savery cu un umor aparte. Artistul crează imaginea ulițelor larg deschise, ce se îngustează în depărtare. Prim-planul dar și potecile ce duc spre castelul amplasat în fundalul lucrării, formează regiunea dominată de prezența umană, cu modul ei de viață, cu obiceiurile ei. În această compoziție, succesiunea unor grupuri de țărani desfășurate pe ulițele satului, „narează" cu umor, scene caracteristice unei chermeze. Protagoniștii chermezei, sunt prezentați de Savery în ipostaze veridice, cu gesturi și atitudini spontane, definitorii unui „primitivism" al manierelor de comportament, din care nu lipsesc accentele caricaturale și comice. | Muzeul Național Brukenthal, Sibiu | Cimec    |
|      | Bucătăreasa flamandă Autor: Winghe, Jeremias von | Datare: Sec. XVII;1/4 Școală: Atelier Flegel Georg; Școală flamandă Dimensiuni: 114,7x101,8 cm Material: ulei pe pânză | Lucrarea din Pinacoteca Brukenthal este o scenă de gen și are o variantă în Muzeul Național de Artă din București. Pentru a accentua dinamismul lucrării, pictorii au introdus alături de natura statica propriu-zisă, o pisică și o bucătăreasă, ca și cum tabloul ar fi o scena cotidiană. În realizarea lucrării, pictorii au fost preocupați de redarea materialității recuzitei: suprafețele metalice sunt netede și strălucitoare, blana și penajului sunt obținute în tușe împăstate, jocuri cromatice nuanțate evidențiază prezența textilelor și culori matisate intervin în cazul fructelor și legumelor. Personajul prezent în plan secund este sumar portretizat. Gestul ostentativ al femeii, cu strugurele în mână, redarea cocoșului de munte suspendat și capul pisicii vii ce apare în dreapta, la colțul mesei, invită la subtile interpretări simbolice. Pictura a fost atribuită anterior lui Frans Snyders. | Muzeul Național Brukenthal, Sibiu | Cimec    |
|      | Ghirlandă de flori cu lalele Autor: Thielen, Jan Philipp van | Datare: 1661 Școală: Școală flamandă Dimensiuni: 121x94,5 cm Material: ulei pe pânză | Trei buchete de flori compuse din trandafiri, lalele și flori de câmp decorează un ancadrament din piatră, în care apare reprezentat un putto. Dacă dispunerea simetrică a buchetelor, în colțurile unui triunghi, derivă din tipologia lucrărilor lui Seghers, redarea florilor este mai personală. Ele sunt ferm conturate și puternic individualizate, cu caliciul închis și cu petale puțin desfăcute. Artistul s-a apropiat de flori cu venerație, le-a studiat cu pasiune, „notând" minuțios picăturile de rouă, nervurile petalelor, forma fiecărei frunze, asemeni unui miniaturist. Acest aranjament floral, bogat și minuțios în realizare, dezvăluie în van Thielen un adept al barocului flamand. Așezată pe un cadru din piatră, ghirlanda face trimitere la simbolismul floral. Pe lângă acesta, laleaua amintește, de fascinația și cultul pe care olandezii l-au avut pentru această floare, devenită o obsesie a secolului al XVII-lea: „tulipo-mania". | Muzeul Național Brukenthal, Sibiu | Cimec    |
|      | Cunună de flori Autor: Verbrugghen, Gaspar Pieter | Datare: 1675 Școală: Școală flamandă Dimensiuni: 120x88 cm Material: ulei pe pânză | Lucrarea „Cunună de flori" este caracteristică genului naturilor statice flamande. Principiul compozițional folosit de Verbrugghen este asemănător cu cel al lui Seghers și anume detaliul arhitectural din planul secund se înalță până la al doilea buchet de flori. Formele arhitecturale sunt ordonate, retrase în fundal, tocmai pentru a oferi mai mult loc cununii de flori. Percepția asupra luminii și a spațiului sunt în mare parte identice cu ale lui Seghers, însă Verbrugghern nu atinge în reprezentarea sa naturalețea florilor pictate de Seghers. Ghirlanda redată de Verbrugghen este compusă din flori de grădină și de câmp: lalele, trandafiri boboci și înfloriți, narcise, flori de liliac și de portocal, zorele. Dacă trandafirii lui Seghers sunt voluminoși în prezența luminii căpătând forme aerate cu petale transparente, trandafirii lui Verbrugghen se conturează oarecum greoi. Pictorul reprezintă florile și frunzele cu o mare varietate de forme și mărimi, în tonuri contrastante, și nuanțe de galben, albastru si roșu. | Muzeul Național Brukenthal, Sibiu | Cimec    |
|      | Natură moartă pe o masă de piatră Autor: Son, Joris van | Datare: 1662 Școală: Școală flamandă Dimensiuni: 85x120 cm Material: ulei pe pânză | Artistul construiește natura moartă dintr-o amplă recuzită: scoică, ciorchine de strugure, lămâie decojită, fluturi, fructe întregi sau tăiate, ce ne permit să zărim în interior sămânța sau crisalida. Nu este doar o etalare elaborată, ci o compunere cu un caracter simbolic. Conceptul circuitului firesc al naturii este intrinsec fiecărui element reprezentat. Formele sugerează opulență, iar preferința pentru compoziția divizată orizontal amintește de maniera lui Jan Davidsz de Heem. Bogăției și diversității grupajului îi corespunde o paletă de culori strălucitoare. Reluând o formulă de succes în natura statică flamandă de la mijlocul secolului XVII (întâlnită la Snyders și mai ales la Fyt), artistul plasează central tonuri deschise - galben, verde gălbui și alături contrastul tonurilor complementare: roșu și verde. | Muzeul Național Brukenthal, Sibiu | Cimec    |
|      | Odihnă după vânătoare Autor: Jordaens, Jacob | Datare: Sec. XVII;1/2 Școală: Școală flamandă Dimensiuni: 116x149 cm Material: ulei pe pânză | Lucrarea „Odihnă după vânătoare" poate fi considerată un omagiu adus „artei cinegetice". Etalarea iepurilor și păsărilor vânate, alături de vânător și de câinii din preajmă, compun o interesantă construcție barocă, în care se îmbină mai multe genuri: portret, natură statică cu vânat și peisaj cu animale. Toate pot fi circumscrise simbolicii prosperității. Lucrarea a participat la expoziția comemorativă „Jordaens" de la Otawa, din anul 1968. Pictura a fost atribuită anterior lui Aelst Evert. | Muzeul Național Brukenthal, Sibiu | Cimec    |
|      | Portret de bărbat Autor: Key, Adriaen Thomasz | Datare: 1575 Școală: Școală flamandă Dimensiuni: 47,7x35 cm Material: ulei pe lemn | Portretul este fascinant pentru precizia, aproape fotografică, cu care sunt surprinse trăsăturile personajului. Thomas Key nu încearcă o interpretare a caracterului subiectului portretizat, ci îl „reproduce" într-o manieră sobră, detașată. În această privință, opera lui Adriaen Thomas Key diferă de cea a lui Anthonis Moor, căruia i-a fost atribuită lucrarea anterior. Portetele pictate de A. Th. Key vădesc o mare putere analitică și se remarcă prin acuratețea detaliilor. | Muzeul Național Brukenthal, Sibiu | Cimec    |
|      | Târg anual la Sibiu Autor: Neuhauser cel Tânăr, Franz | Datare: 1789 Dimensiuni: 65 x 85 cm. Material: Acuarelă și guașă/hârtie cu vergatură, dublată. Filigran cu floare de crin stilizată pe scut timbrat cu coroană și inscripția fragmentară Hon(ig) | Compoziție cu figuri, reprezentând o zi de târg anual din Sibiu, în 1789. Sunt redate atât clădirile din Piața Mare, biserica romano-catolică și Turnul Sfatului, precum și tipuri de locuitori ai Sibiului, în costumele specifice, diferențiate după stare socială, origine etnică și profesie. Pictorul a surprins ”ad naturam” atmosfera unui târg transilvănean de la sfârșitul secolului al XVIII-lea. | Muzeul Național Brukenthal, Sibiu | Cimec    |
|      | Târg în Transilvania Autor: Lanzedelly, Joseph | Datare: 1819 Dimensiuni: 1561x 343 mm. (524 x 343, 512 x 343; 525 x 343 mm.) Material: litografie colorată aplicată pe suport papetar și pânză | Trei panouri asamblate, cu redarea unor secvențe surprinse la un târg din Transilvania, la începutul secolului XIX. Pictorul a fost preocupat să înregistreze cu minuțiozitate detalii pitorești, tipuri de transilvăneni, în costume specifice. Lucrarea reprezintă o sursă documentară importantă pentru istoria și etnografia transilvăneană. | Muzeul Național Brukenthal, Sibiu | Cimec    |
|      | Vedere și planul Sibiului la mijlocul secolului al XVIII-lea | Datare: secolul al XVIII-lea Școală: Atelier transilvănean Dimensiuni: 48,8 x 68 cm./ 50,5 x 69,8 cm. Material: Desen peniță, laviu de tuș, acuarelă/ hârtie cu vergatură și filigran: cifra IV și crin stilizat pe scut timbrat cu coroană                                                                     | Compoziție având în zona centrală o vedută a orașului Hermannstadt/Sibiu, situată în partea superioară, deasupra unui plan al orașului, pe care sunt marcate obiectivele importante: zidurile și turnurile cetății, sediul unităților militare, biserici și mănăstiri, așezăminte de caritate, magazii de provizii, ateliere. De o parte și alta sunt situate câte trei cartușe cu tipuri de locuitori ai orașului, în costumele lor specifice: un patrician sas, cetățean al orașului, împreună cu soția sa, în costume de iarnă, un meșteșugar sas, cu soția sa, un țăran sas bogat, jude al satului, cu soția sa, o calfă și o tănără fată, în costume de iarnă, un tânăr ucenic sas și o domnișoară, în costume de vară, un preot sas și soția sa. | Muzeul Național Brukenthal, Sibiu | Cimec    |
|      | Femeia cu floarea de iasomie | Datare: 1725 Școală: Atelier transilvănean Dimensiuni: L: 935 mm; LA: 715 mm; Material: Ulei pe pânză | Portretul o reprezintă pe Agnetha Czekelius von Rosenfeld redată treisferturi, în picioare, în ușor semiprofil spre dreapta, ține în mâna dreaptă o floare de iasomie, iar cu mâna stângă ține colțul eșarfei de voal. Ea poartă costumul și bijuteriile specifice portului săsesc de patriciană din secolul al XVIII-lea; bluza albă cu mânecile brodate, șorțul din voal vienez cu decor floral stilizat, corsajul și brâul din argint aurit decorat cu pietre prețioase, o broșă elegantă în loc de paftaua, care se purta pe piept și basmaua de pe cap prinsă cu ace de podoabă decorate cu pietre prețioase. În partea stângă în fundal este redat un peisaj cu doi copaci în prim plan. Reprezentarea treisferturi permite pictorului etalarea virtuțiilor sale artistice în realizarea elegantă și rafinată a vestimentației și bijuteriilor. Paleta cromatică este axată pe culori de alb-gălbui, ocru auriu și diferite nuanțe de brun cu accente de albastru, verde, roșu și negru. | Muzeul Național Brukenthal, Sibiu | Cimec    |
|      | Oraș lângă fluviu Autor: Cossiau, Jan Jost van | Datare: 1704 Școală: Școala olandeză Dimensiuni: L: 1063 mm; LA 1396 mm Material: ulei pe pânză | Pictura "Oraș lângă fluviu" se încadrează perioadei în care, în pictura olandeză, împletirea între cadrul peisagistic și subiectul bucolic duce la o reprezentare unitară. Prezența personajelor idilice din prim plan amintește de peisajele arcadiene. Fundalul peisajului oferă adânci perspective privitorului, valea râului fiind delimitată de prezența muntoasă în partea dreaptă și a unor copaci în partea stângă. Paleta cromatică asociază nuanțe de albastru, gri, verde și brun, cu mici accente vermillon. | Muzeul Național Brukenthal, Sibiu | Cimec    |
|      | Oraș pe colină Autor: Cossiau, Jan Jost van | Datare: începutul sec. XVIII Școală: Școala olandeză Dimensiuni: L: 1065 mm; LA: 1398 mm Material: ulei pe pânză | Lucrarea "Oraș pe colină" corespunde perioadei în care, în pictura olandeză, împletirea între cadru peisagistic și subiectul bucolic, duce la o reprezentare unitară. Tot ceea ce a rămas din simplitatea arcadiană este prezența în prim plan a personajelor idilei. Fundalul peisagistic capătă amploare și autonomie, planul secund oferind o încântătoare imagine cu arhitectură, de sorginte italiană. | Muzeul Național Brukenthal, Sibiu | Cimec    |
|      | Ignațiu de Loyola Autor: Rubens, Peter Paul | Datare: prima jumătate a sec. XVII Școală: Școala flamandă Dimensiuni: L: 2255 mm; LA: 1355 mm Material: ulei pe pânză | Lucrare de atelier, tabloul reprezentându-l pe Sf. Ignațiu de Loyola, fondator al ordinului iezuit al Contrareformei și misionar iezuit în Asia, nu este lipsită de participarea lui Rubens prin concepția și factura ei. Tabloul se remarcă prin redarea monumentală a personajului și prin ecleraj. | Muzeul Național Brukenthal, Sibiu | Cimec    |
|      | Franciscus Xaverius Autor: Rubens, Peter Paul | Datare: prima jumătate a sec. XVII Școală: Școala flamandă Dimensiuni: L: 2255 mm; LA: 1355 mm Material: ulei pe pânză | Lucrare de atelier, "Franciscus Xaverius", misionar iezuit în Asia, nu este lipsită de participarea lui Rubens prin concepția și factura ei. Portretul lui Franciscus Xaverius pare a fi o preluare a imaginii din ampla compoziție numită "Miracolul Sfântului Franciscus Xaverius" aflată la Viena. Tabloul se remarcă prin monumentalitate și ecleraj. | Muzeul Național Brukenthal, Sibiu | Cimec    |
|      | Diana ieșind din baie Autor: Jordanes, Jacob | Datare: mijlocul sec. XVII Școală: Școala flamandă Dimensiuni: L: 1762 mm; LA: 1395 mm Material: ulei pe pânză | Ovidiu relatează episodul în care Diana obosită după vânătoare, trecând printr-un loc răcoros din pădure, cu un pârâu, a hotărât sa facă o baie să se învioreze, împreună cu nimfele ei. Pictorul a surprins momentul în care Diana și-a terminat baia, reprezentând-o cu atributele ei: luna crescent din păr (zeița luminii) și tolba cu săgeți, la picioare (zeița vânătorii). | Muzeul Național Brukenthal, Sibiu | Cimec    |
|      | Iisus în fața lui Caiafa Autor: Jordanes, Jacob | Datare: mijlocul sec. XVII Școală: Școala flamandă Dimensiuni: L: 434 mm; LA: 343 mm Material: ulei pe hârtie aplicată pe lemn | Scena biblică se desfașoară în interiorul unui palat ale cărui bolți crează un efect de spațialitate. Personajele în veșminte bogate și gesturi ample, aproape teatrale (Caiafa) și ferme (călăul), toate acestea formează o construcție barocă. Isus este evidențiat în veșminte foarte modeste, fiind singurul personaj interiorizat, sobru, într-un dialog tăcut al privirilor, în pofida violențelor verbale a tartorilor săi. Lucrarea, mai mult o schiță, a fost realizată în "grisaille", fiind atribuită lui Jordaens datorită unei gravuri aflată în Italia, în care scena apare copiată și numele lui Jordaens menționat ca autor al tabloului. | Muzeul Național Brukenthal, Sibiu | Cimec    |
|      | Fată cu coif și cuirasă Autor: Lairesse, Gerard de | Datare: sfârșitul sec. XVII Școală: Școala olandeză Dimensiuni: L: 615 mm; LA: 500 mm Material: ulei pe pânză | Una dintre cele mai mari divinități ale mitologiei grecești, identificată de romani cu Minerva sau Bellona, era zeița ințelepciunii pe care grecii o mai numeau și Pallas Athena. Zeița războinică, reprezentată cu coif, suliță și egidă pe care este zugrăvit capul meduzei, Minerva era socotită și protectoarea artelor frumoase, a meșteșugurilor, a literaturii și a agriculturii. Ea patrona viața socială și cea statală, era sfătuitoarea grecilor în areopag și apărătoarea lor în războaie. Personajul care o întruchipează în lucrarea lui Gerard de Lairesse este o tânără reprezentată bust, cu privirea pătrunzătoare și coif cu cuirasă, pictorul insistând foarte mult asupra detaliului și nuanțelor de ocru și albstru. | Muzeul Național Brukenthal, Sibiu | Cimec    |
|      | Ceres Autor: Wtewael, Joachim Anthonisz | Datare: 1618 Școală: Școala olandeză Dimensiuni: L: 524 mm; LA: 420 mm Material: ulei pe lemn | Zeița Ceres cu capul întors spre spectator, cu privirea ușor afectată și zâmbet discret, ține în mâini o seceră și un corn al abundenței. Părul este bogat împodobit cu o spice de grâu și flori de câmp, oferind un echilibru decorativ in realizarea atributelor personajului reprezentat. Cromatica bazată pe acordul între tonurile folosite la anatomie și accentele folosite în realizarea accesoriilor, pensulația cu tușe fine, probează calitatea acestei lucrări în creația lui Wtewael. | Muzeul Național Brukenthal, Sibiu | Cimec    |
|      | Conversație Autor: Hals, Harmen Frans | Datare: mijlocul sec. XVII Școală: Școala olandeză Dimensiuni: L: 605 mm; LA: 477 mm Material: ulei pe lemn | Frans Harmen Hals a pictat cu mare plăcere scene de interior, în firescul cotidian, în care adesea a surprins conversațiile liniștite ale țăranilor, mai cu seamă cele dintre un bărbat și o femeie, așa cum este și lucrarea în discuție. Tipul acesta de lucrare a devenit o temă predilectă în creația lui Hals. În ceea ce privește paleta cromatică, artistul preferă acordul de brun și alb sau gri, cu accente de verde sau roșu. | Muzeul Național Brukenthal, Sibiu | Cimec    |
|      | Cuirasier cu ceas Autor: Toorenvliet, Jakob | Datare: 1668 Școală: Școala olandeză Dimensiuni: L: 363 mm; LA: 275 mm Material: ulei pe cupru | Cu lucrarea "Cuirasier cu ceas" Toorenvliet oferă privitorului ceva din atmosfera specifică tablourilor olandeze de cabinet de la sfârșitul secolului XVII și anume surprinde un instantaneu expresiv, în care personajul reprezentat pare a-și prezenta poziția socială ocupată, detaliile fizionomice, costumul, accesoriile specifice gradului militar. Tonurile vii de roșu, albastru și alb cu străluciri de email și pensulația fină, în tușe subțiri, subliniază detaliul. | Muzeul Național Brukenthal, Sibiu | Cimec    |
|      | Furtună pe coasta mării | Datare: mijlocul sec. XVII Școală: Școala flamandă Dimensiuni: L: 215 mm; LA: 380 mm Material: ulei pe lemn | Imaginea forțelor naturii descătușate este surprinsă de pictorul flamand anonim în lucrarea "Furtună la țărm". În partea dreaptă, castelul înălțat pe țărmul stâncos apare într-o lumină puternică. Este o strălucire nefirească ce cade prin spărtura norilor pe apa mării, de la baza stâncilor; castelul nu este o sursă de lumină dar fiind în calea fascicolului de lumă pare să transmită strălucirea trimisă din cer. Câteva ambarcațini ca și personajele naufragiate ce se agață de catargul rupt sunt purtate de marea agitată, sub acțiunea vântului, spre țărm. | Muzeul Național Brukenthal, Sibiu | Cimec    |
|      | Atacul hoților Autor: Valckenborch, Friedrich | Datare: 1622 Școală: Școala flamandă Dimensiuni: L: 615 mm; LA: 815 mm Material: ulei pe pânză | Acțiunea tabloului este concentrată în planuri apropiate, unde tâlhari înarmați atacă și masacrează un grup de țărani cu mărfuri la liziera unei păduri. Gesturile violente și trupurile contorsionate ale personajelor, accesoriile atacatorilor ca și efectele de ecleraj subliniază dramatismul scenei. Nuanțele de verde și brun proiectate pe un ecran pictat în galben și verde deschis sunt în acord cu atmosfera generală a lucrării. | Muzeul Național Brukenthal, Sibiu | Cimec    |
|      | Peisaj pe Rin Autor: Saftleven, Herman | Datare: 1657 Școală: Școala olandeză Dimensiuni: L: 335 mm; LA: 392 mm Material: ulei pe cupru | O prezență frecventă, reprezentările de râuri și canale au jucat un rol major în peisajul Țărilor de Jos, refelectând importanța acestor căi de transport. În lucrarea "Peisaj pe Rin", Herman Saftleven surprinde atmosfera specifică unei văi. Este o lume liniștită, armonios reprezentată, ce oferă o privire fugară asupra unității omului și naturii. Natura și omul, cu tot ceea ce au creat sunt văzute nu ca opuse ci ca un tot, o lume care include atât detaliile neînsuflețite cât și orizonturi necunoscute. | Muzeul Național Brukenthal, Sibiu | Cimec    |
|      | Vindecarea orbului Autor: Fouquieres, Jacques | Datare: prima jumătate a sec. XVII Școală: Școala flamandă Dimensiuni: L: 560 mm; LA. 750 mm Material: ulei pe lemn | În lucrarea "Vindecarea orbului", copacii delimitează cadrul spre fundal unde se află un castel, asemenea unei coloane. Imaginea castelului și a caselor mărunte de-a lungul drumului, din fundal, sunt simboluri ale efortului uman și credinței că este un sens ce marchează circuitul etern. În prim plan este reprezentat un grup de personaje dintre care se remarcă Iisus, care își îndreaptă mâinile spre un nevăzător. | Muzeul Național Brukenthal, Sibiu | Cimec    |
|      | Mare liniștită Autor: J.V.N. | Datare: mijlocul sec. XVII Școală: Școala olandeză Dimensiuni: L: 425 mm; LA: 710 mm Material: ulei pe lemn | Monogramistul J.V.N. ilustrează o zi de vară în apropierea țărmului, fără o adiere de vânt. În lucrarea "Mare liniștită" totul pare suspendat; sentimentul de liniște este nota dominantă a acestei lucrări. Deaparte de țărm unde valuri aproape imperceptibile unduiesc suprafața apei, corăbii ancorate așteaptă o briză pentru a porni în călătorie. | Muzeul Național Brukenthal, Sibiu | Cimec    |
|      | Bărbat cu barbă roșcată Autor: Moor, Anthonis | Datare: mijlocul sec. XVI Școală: Școala olandeză Dimensiuni: L: 430 mm, LA: 315 mm Material: ulei pe lemn | Anthonis Moor excelează în sfera portretisticii prin realizarea unei atmosfere de comuniune psihologică între spectator și personajele reprezentate. Lucrarea "Bărbat cu barbă roșcată" este elocventă în acest sens. Personajul înfățișat bust, cu mâinile vizibile, este pictat pe un fond neutru brun închis, în tușă fină și estompată. O lumină rece scaldă armonia cromatică a nuanțelor de brun și negru. Puterea de expresie, naturalismul portretului, arta de a sesiza frumusețea, grația dar și virilitatea unui personaj, relevă un umanist în acest pictor la curte. | Muzeul Național Brukenthal, Sibiu | Cimec    |
|      | Maria cu pruncul Autor: Bylert, Jan van | Datare: prima jumătate a sec. XVII Școală: Școala olandeză Dimensiuni: L: 1052 mm, LA: 841 mm Material: ulei pe pânză | Lucrarea "Madona cu pruncul și Sf Ioan", scena biblică din Noul Testament, este tratată ca o scenă de gen. Personajele în costume de epocă sunt realizate în mărime naturală, cu atitudini calme. Această manieră este des întâlnită la pictorii din Țările de Jos în sec. XVII, printre aceștia numărându-se Jan van Bylert. Artistul manifestă interes pentru investigația psihologică, evidențiind fizionomia modelului prin construcția unei alternanțe de tonuri de ocru, albastru cobalt, vișiniu și alb cu nuanțe de galben. | Muzeul Național Brukenthal, Sibiu | Cimec    |
|      | Peisaj englez cu castel Autor: Griffier, Jan I | Datare: sfârșitul secolului XVII Școală: Școala olandeză Dimensiuni: L: 380 mm, LA: 500 mm Material: ulei pe cupru | Influențat probabil de seria peisajelor lui Pieter Brueghel cel Tânăr, Griffier a pictat peisajul de șes în genul "bird's eye view". Privirea străbate suprafețe imense spre orizonturi foarte îndepărtate, dominate central de silueta unui castel englez. Griffier animă peisajul, în prim plan, cu personaje dar și cu construcții specifice, în evident stil olandez. | Muzeul Național Brukenthal, Sibiu | Cimec    |
|      | Vedere din Londra Autor: Griffier, Jan I | Datare: sfârșitul sec. XVII Școală: Școala olandeză Dimensiuni: L: 380 mm, LA: 500 mm Material: ulei pe cupru | Tabloul intitulat "Vedere din Londra" oferă o imagine panoramică a Londrei și a Tamisei văzute dinspre zona Greenwich. Lucrarea lui Griffier este importantă nu numai pentru datele topografice amănunțite ale unor astfel de peisaje ci și pentru faptul că ea constituie un document de epocă, ilustrând diferite episoade ale vieții sociale, cu deosebire cele privind teatrele în aer liber și târgurile. | Muzeul Național Brukenthal, Sibiu | Cimec    |
|      | Sat olandez cu râu Autor: Goyen, Jan van | Datare: prima jumătate a sec. XVII Școală: Școala olandeză Dimensiuni: L: 700 mm, LA: 938 mm Material: ulei pe lemn | Reprezentările de râuri și canale au fost frecvent ilustrate în lucrările lui Salomon van Ruydael și ale lui Jan van Goyen, reflectând importanța acestor căi de transport în pictura de peisaj. Construcțiile sunt cuprinse între copacii de pe malul râului care se pierde într-o perspectivă nu prea îndepărtată. Copacii seculari ce par să atingă cerul, bărcile pescarilor și personajele se reflectă pe suprafața apei. Jan van Goyen redă imaginea unei părți de lume modestă, liniștită, armonioasă, ce oferă un cadru al unității omului cu natura. Această unitate de apropiere dar și de depărtare este o caracteristică a creației lui van Goyen. | Muzeul Național Brukenthal, Sibiu | Cimec    |
|      | Vraciul satului Autor: Craesbeek, Joost van | Datare: mijlocul sec. XVII Școală: Școala flamandă Dimensiuni: L: 403 mm, LA: 245 mm Material: ulei pe lemn | Un personaj în vârstă examinează conținutul unui recipient pe care-l ține deasupra capului, în mâna dreaptă, sprijinit fiind într-un baston; lângă el un tânăr îl privește cu neîncredere și o femeie bolnavă așteaptă, probabil, rezultatul analizei. Gesturile personajelor sunt ușor forțate, fizionomiile individualizate, iar decorul, casele și cerul înnourat, contribuie la realizarea cadrului rural și accentuează trăirile personajelor. Dominanta cromatică este brun cu accente de albastru, roșu și portocaliu. | Muzeul Național Brukenthal, Sibiu | Cimec    |
|      | Femeie vârstnică cu bijuterii | Datare: mijlocul sec. XVII Școală: Școala olandeză Dimensiuni: L: 885 mm, LA: 978 mm Material: ulei pe pânză | Pictorul surprinde un moment psihologic aparte: o bătrână burgheză cu fața ridată de ani, puțin mioapă, își evaluează cu nostalgie bijuteriile. Simbioză între portret și scena de gen impune o lucrare notabilă, a unui pictor olandez din secolul XVII. Lumina studiată, alternând suprafețele care evidențiază detaliul, cu cele în care subtile pasaje unesc gestul și atitudinea femeii cu liniștea interiorului, coloritul care alătură mici suprafețe de oranj și galben unor dominante tonuri de brun, constituie principalele elemente stilistice ce determină simbioză. | Muzeul Național Brukenthal, Sibiu | Cimec    |
|      | Vânătoare de cerbi Autor: Savery, Roelant | Datare: 1619 Școală: Școala flamandă Dimensiuni: L: 865 mm, LA: 120 mm Material: ulei pe pânză | Vânătoare de cerbi oferă un pretex pentru reprezentarea unui peisaj cu forme ample, ecleraj fantastic, care amintește de pădurile văzute de artist în călătoriile sale transalpine. Atenția lui vizează prim planul, vânătorii abia zărindu-se în fundal, unde curbe și contracurbe combinate cu forme neregulate impun o compunere barocă. Animalele constituie principalul motiv al compoziției. Siluete și atitudini pitorești, luminate de un ecleraj fantastic, fantezist, care provoacă contraste puternice, multiplică țesătura de linii dinamice ale tabloului. Coloritul este sobru, în tonalități de brun și verde, factura în alternanțe dinamice de tușe lise. | Muzeul Național Brukenthal, Sibiu | Cimec    |
|      | Portret de bărbat Autor: Pourbus, Frans I | Datare: 1569 Școală: Școala flamandă Dimensiuni: L: 470 mm, LA: 355 mm Material: ulei pe lemn | Portretele realizate de Frans I Pourbus se caracterizează prin reprezentarea realistă, adesea neînfrumusețată a subiectului. Deseori, ca și în cazul acestei lucrări, privitorul este fixat de privirea pătrunzătoare a modelului reprezentat. Vestimentația - un element artistic cu important rol în particularizarea poziției sociale a personajului portretizat - este sumar redată, în tonuri închise, anumite accesorii, cum este colereta albă, având rolul de a evidenția fizionomia. | Muzeul Național Brukenthal, Sibiu | Cimec    |
|      | Nimfa Syrinx urmărită de satir Autor: Thomas, Jan | Datare: mijlocul sec. XVII Școală: Școala flamandă Dimensiuni: L: 1043 mm, LA: 1356 mm Material: ulei pe pânză | Scenele cu satiri și nimfe se bazează indirect pe un episod din "Metamorfozele" lui Ovidiu, principala sursă a materialului mitologic, încă din secolul XVI. Poetul roman o compară pe nimfa Syrinx cu Artemis, zeița castității. Povestirea poate fi interpretată ca un exemplu al virtuții, Syrinx, nimfa din Arcadia, fiind iubită de Pan. Ca să scape de urmărirea acestuia, Syrinx s-a aruncat în apele râului Ladon și, la rugămintea ei, a fost metamorfozată de zei într-o trestie. În ciuda faptului că peisajul din lucrarea lui Jan Thomas este clar ne flamand, nu putem să nu admirăm stilul clasicist elegant de la mijlocul sec. XVII și, în mod evident faptul că Jan Thomas cunoștea arta maeștrilor francezi precum Gaspard Doughet, Claude Lorrain și Nicolas Possin. | Muzeul Național Brukenthal, Sibiu | Cimec    |
|      | Pipăitul Autor: Coques, Gonzales | Datare: mijlocul sec. XVII Școală: Școala flamandă Dimensiuni: L: 733 mm, LA: 575 mm Material: ulei pe pânză | Din seria celor cinci simțuri, lucrarea intitulată "Pipăitul" are o tensiune psihologică aparte, deoarece experiența redată este durerea, iar atributul ei nu este un obiect precum în celelalte cazuri, ci o rană. Privind acest tablou, privitorul are o stare de compasiune cu bărbatul reprezentat, pictorul realizând această conexiune prin redarea frontală a subiectului care își exprimă durerea. | Muzeul Național Brukenthal, Sibiu | Cimec    |
|      | Auzul Autor: Coques, Gonzales | Datare: mijlocul secolului XVII Școală: Școala flamandă Dimensiuni: L: 735 mm, LA: 575 mm Material: ulei pe pânză | Personajul care întruchipează simțul "Auzului" este un tânăr violonist. El este cel care cântă atât pentru plăcerea sa dar și cel care este încântat de auzul sunetelor obținute cu arcușul viorii. Instrumentul la care cântă este atributul lucrării. | Muzeul Național Brukenthal, Sibiu | Cimec    |
|      | Mirosul Autor: Coques, Gonzales | Datare: mijlocul secolului XVII Școală: Școala flamandă Dimensiuni: L: 728 mm, LA: 575 mm Material: ulei pe pânză | Personajul care întruchipează simțul "Mirosului" atrage atenția privitorului prin concentrarea sa. Pictorul a surprins atitudinea bărbatului în momentul în care probează calitatea produsului din recipient, mirosind mâna stângă. Atributul percepției olfactive este recipientul pe care personajul îl ține în mâna dreaptă. | Muzeul Național Brukenthal, Sibiu | Cimec    |
|      | Văzul Autor: Coques, Gonzales | Datare: mijlocul sec. XVII Școală: Școala flamandă Dimensiuni: L: 732 mm, LA: 570 mm Material: ulei pe pânză | În lucrarea "Văzul", pictorul este martor al intimității tânărului reprezentat lejer îmbrăcat, fără haină. Atributul tematic este o oglindă, iar atitudinea personajului reprezentat este cea de autodescoperire; cu o ușoară înclinare a capului, bărbatul își studiază reflexia din oglindă pentru a-și descoperi imaginea. | Muzeul Național Brukenthal, Sibiu | Cimec    |
|      | Gustul Autor: Coques, Gonzales | Datare: mijlocul secolului XVII Școală: Școala flamandă Dimensiuni: L: 728 mm, LA: 575 mm Material: ulei pe pânză | Atributul lucrării "Gustul" este un bețișor pentru degustare, folosit pentru recoltarea unei mici cantități de produs. Starea psihologică reprezentată de personajul care întruchipează acest simț este aceea a analizei cu scopul definirii. Privirea personajului este defocalizată, având o atitudine de detașare de celelalte percepții ale mediului înconjurător, pentru a identifica în memoria sa gustativă experiențe asemănătoare. | Muzeul Național Brukenthal, Sibiu | Cimec    |
|      | Retragerea trupelor austro-ungare Autor: Eder, Hans | Datare: 1914 Școală: Atelier transilvănean Dimensiuni: L: 900 mm; LA: 600 mm; cu ramă L: 965 mm, LA: 715 mm; G: 40 mm Material: ulei/carton | Compusă pe axe diagonale, compoziția prezintă în prim plan și în plan secund grupuri de soldați obosiți și răniți, care mărșăluiesc posomorâți prin zăpadă. În plan secund în stânga cu orienrtare diagonală spre dreapta sunt redate dealuri, iar în fundal este reprezentat soarele, care se pregătește să apună. Atmosfera apăsătoare, dramatică, este rezolvată printr-o cromatică sobră, dar rafinată, pornind de la diferite nuanțe de gri-mov până la ocru, galben, verde și albastru. | Muzeul Național Brukenthal, Sibiu | Cimec    |
|      | Weiter/Mai departe Autor: Mattis-Teutsch, Hans | Datare: 1926 Școală: Atelier transilvănean Dimensiuni: L: 990 mm; LA: 620 mm; cu ramă L: 1055 mm; LA: 695 mm G: 50 mm; Material: ulei/pânză | Lucrarea ”Weiter” este o compoziție din perioada expresionismului abstract, când artistul se reorientează spre un figurativ stilizat cu o puternică tentă constructivistă. Se remarcă intenția artistului de realizare a unei anumite tipologii a corpului uman, a unui nou canon. Compoziția are ca punct de plecare figura umană, ”omul în vibrația sa sufletească”, realizat prin mișcări ritmice colorate prin contraste reci și calde. Artistul utilizează o paletă cromatică armonios compusă din ocru galben, diferite nuanțe de griuri până la un albastru intens cu reflexe de mov. | Muzeul Național Brukenthal, Sibiu | Cimec    |
|      | Țărancă cu cofe Autor: Popea, Elena | Școală: Atelier transilvănean Dimensiuni: L: 796 mm; LA: 610 mm; cu ramă L: 965 mm; LA: 785 mm; Material: ulei/pânză | Central, în prim planul compoziției, marcată de o pronunțată componentă lirică, este prezentată o țărancă șezând și privind spre cele opt donițe din jurul ei. În fundal este redat un peisaj rural tipic transilvănean. Elementele naturii sunt parcă desprinse din contextul lor real și recompuse în secvențe de viață și mișcare, prin întretăierea de axe diagonale, prin frângerea zigzagată a liniilor prin intermediul luminii și culorii, redând o adevărată trăire emoțională. Paleta cromatică armonizează o gamă de griuri, ocru brun și verde de mare rafinament plastic. | Muzeul Național Brukenthal, Sibiu | Cimec    |
|      | Peisaj industrial (Reșița) Autor: Popescu, Ștefan | Datare: 1927 Școală: Școală românească Dimensiuni: L: 730 mm; LA: 605 mm; cu ramă: L: 770 mm; LA: 640 mm; G: 40 mm Material: ulei/pânză/carton | Compoziția reprezintă un peisaj industrial. În prim planul compoziției sunt realizați doi vagoneți pentru transportul minereurilor, în plan secund sunt reprezentați pilonii care susțin o cale ferată suspendată, iar în fundal este pictată magazia de minereu cu casa benzii transportoare și un coș de furnal. Întreaga compoziție frapează prin picturalitate, desenul fiind prezent sub culoare; deosebit de valoroase sunt raporturile cromatice, armonia stabilită între diferitele nuanțe de galben, ocru și brun. Fundalul de griuri colorate este compus multiplu din tonuri reci si calde. | Muzeul Național Brukenthal, Sibiu | Cimec    |
|      | Păzitorii castelului Autor: Michăilescu, Corneliu | Școală: Școală românească Dimensiuni: L: 648 mm; LA: 715 mm; cu ramă L: 775 mm; LA: 855 mm; G: 60 mm Material: ulei/carton | ”Paznicii castelului” este o compoziție în care personajul și câinele din prim plan au înfățișarea unor păpuși mecanice. Paleta cromatică armonizează culori calde și reci pornind de la nuanțele de griuri din blana câinelui, roșul stins din vestimentația personajului și ocrul, verdele și brunul folosite în realizarea dealurilor și castelului. Aparența de păpuși mecanice, de marionete a păzitorilor poate fi considerată o reprezentare a iraționalului într-un spațiu convențional. Compoziția, cu castelul din fundal redat ca inaccesibil, anihilând astfel funcția păzitorilor, este o surprinzătoare realizare în domeniul fantasticului. | Muzeul Național Brukenthal, Sibiu | Cimec    |
|      | Compoziție cu sculptură (Interior de atelier) Autor: Michăilescu, Corneliu | Datare: 1928 Școală: Școală românească Dimensiuni: L: 620 mm; LA: 488 mm; cu ramă: L: 715 mm; LA: 575 mm; G: 45 mm; Material: ulei/carton | În prim planul compoziției pe o masă este așezată o sculptură reprezentând un cap de bărbat, realizat în manieră cubistă. În fundal printr-o ușă se vede interiorul unui atelier. Paleta cromatică folosită, caracteristică artistului, alternează culori calde de ocru, galben și roșu cu griuri și albastrul intens. Ideea de a-și picta propriile sculpturi constructiviste ca elemente de natură moartă trimite la motivul de ”tablou în tablou”. | Muzeul Național Brukenthal, Sibiu | Cimec    |
|      | Natură moartă cu cană; pandant: Natură moartă cu vază Autor: Berentz, Christian | Datare: Sfârșitul Secolului XVII, Începutul Secolul XVIII Școală: Școală germană Dimensiuni: L:610 mm x La: 480 mm Material: Ulei pe pânză | Pe un platou de aramă cu picior scurt (în centrul compoziției), se află un pahar de cristal cu picior înalt și cu capac, iar în pahar e un lichid rubiniu, ca un vin roșu. Lângă pahar, pe același platou, se mai află o vază de sticlă, scundă, cu un trandafir roz-alb și o lalea a cărei corolă apare în stânga sus, având aceeași cromatică în nuanțe de alb - roz. În spatele vazei, pe același platou de aramă (în stânga), apare și o carafă de sticlă cu toartă și dob, și ea jumătate plină cu lichid rubiniu. În dreapta paharului înalt din centru, tot pe platou, se mai vede un pahar scund, cu gură largă, plin cu vin. Ocupând întreg avant-planuit, o față de masă din brocart, bogat decorată cu motive vegetale redate în verde și nuanțe de brun-roșcat, acoperă masa pe care se află platoul. | Muzeul Național Brukenthal, Sibiu | Cimec    |
|      | Natură moartă cu vază; pandant: Natură moartă cu cană Autor: Berentz, Christian | Datare: Sfârșit sec. XVII, Începutul Sec. XVIII Școală: Școală germană Dimensiuni: 610 x 480 mm Material: Ulei pe pânză | În centrul compoziției se află o vază cu picior foarte înalt, decorat cu o adevarată dantelărie în sticlă, ăn cupa căreia se vede un lichid rubiniu, ce face un rafinat joc cromatic cu roșul-roz al perdelei din fundal. Pe platou în stânga vazei, e un pahar mai scund cu același lichid rubiniu, iar în drapta un alt pahar cu picior, apoi o carafă scundă de sticlă, cu motive florale, cu gât scurt și cu dop. Pe aceeași masă acoperită cu o față decorată cu motive florale (în roșu, roșu - brun și verde), se află în extrema dreaptă un vas cu forma asemănătoare unei amfore cu o singură toartă (brun-oranj), cu patru narcise, o garoafă și înca o floare. În extrema stângă, pe o față de masă albă cu motive decorative "în filigram", se văd patru piersici lângă un fluture. | Muzeul Național Brukenthal, Sibiu | Cimec    |
|      | Natură moartă cu ciuperci; pandant: Natură statică cu varză Autor: Beck, Jacob Samuel | Datare: A doua jumătate a secolului XVII Școală: Școală germană Dimensiuni: 800 x 770 mm Material: Ulei pe pânză | În prim-planul aglomerat, lângă un lăptuc (cel pe care se distinge greu un rest de semnătura), apar două farfurii: în stânga una cu pere mici (roșu, verde, galben-pai), iar în dreapta o farfurie verde-oliv cu ciuperci (galben, alb, accente de brun). În centrul compoziției, pe fondul brun al tăbliei mesei, sunt redați alți câțiva lăptuci (verde nuanțat), în dreapta o rădăcină de hrean și două legături de frunze verzi, iar în dreapta sus, două pipe suprapuse (brun, gri, alb, galben). În fundal, puțin reliefate, mai apar, o cană de ceramică cu toartă (gri cu accente de brun-roșu), în centru, iar în stânga sus un ulcior negru, pe smalțul căruia sunt câteva străluciri de lumină. | Muzeul Național Brukenthal, Sibiu | Cimec    |
|      | Natură moartă cu varză; pandant: Natură statică cu ciuperci Autor: Beck, Jacob Samuel | Datare: A doua jumătate a secolului XVII Școală: Școală germană Dimensiuni: 810 x 770 mm Material: Ulei pe pânză | Pe fondul în brun ce sugerează tăblița unei mese, sunt etalate trei căpățâni de varză, cea din mijlocul compoziției fiind doar pe jumătate și alte legume. În stânga verzei din prim plan, se află o grămadă de melci, redați în brun, alb, gri, apoi în dreapta, apar 5 ridichi fără frunze și o anghinare tăiată în două. Ridichiile și melcii fac un contrast de efect cu verdele nuanțat și atent luminat al verzei, evidențiată și de brunul mesei. Lângă jumatatea de căpățânî de varză din mijloc, se înșiră aproape simetric, o jumatate de ceapă și lângă ea ale două (stânga) și apoi (dreaptă), o legătură de trei ridichi albe. Spre fundal apare un fir de pătrunjel lângă cepele din stânga și în ultimul plan al compoziției o legătură de pătrunjel cu frunze. | Muzeul Național Brukenthal, Sibiu | Cimec    |
|      | Sfântul Eustachius Autor: Dührer, Albrecht | Datare: 1501 Școală: Școală din Germania Dimensiuni: 355 x 260 mm Material: dăltiță; hârtie cu filigran | Dürer ilustrează legenda Sf. Eustachius / Hubertus, patron al vânătorii. Sf. Eustachius era unul dintre cei 14 martiri sanctificați de biserica catolică, iar legenda sa era foarte populară în secolele XV-XVI. Dürer a ales ilustrarea momentului în care generalul roman Placidus, în timp ce vâna un cerb în apropierea Romei, la Tivoli, a avut viziunea lui Isus răstignit, între coarnele cerbului, decizând să se convertească la creștinism. Scena este plasată de artist într-un peisaj de pădure cu perspectivă deschisă spre un castel. Era o actualizare a legendei și plasarea ei într-un spațiu familiar german. În prim plan sunt situați câinii de vânătoare, apoi calul și Placidus îngenunchiat în fața miracolului. Dürer a transpus profilul împăratului Maximilian în figura lui Placidus. | Muzeul Național Brukenthal, Sibiu | Cimec    |
|      | Cap de copil Autor: Veronese, Paolo Caliari | Datare: Mijlocul sec. XVI Școală: Venețiană Dimensiuni: 23 x 200 mm Material: ulei pe pânză, maruflată pe carton | Tabloul reprezintă partea superioară a bustului unui copil (umerii și capul), îmbrăcat cu o tunică închisă până la gât, de sub care apare gulerașul alb-gri al cămășii, pe al cărui colț stâng este redată semnătura. Pictorul insistă asupra fizionomiei copilului, cu ochi mari rotunzi, gura mică cu buze răsfrânte, sprâncene subțiri înalte, părul tuns scurt cu breton, alungit la mijlocul frunții, subliniind candoarea vârstei. Copilul aparține unei familii înstărite, aspect subliniat de colanul de aur care se poate observa sub guler. Chipul băiatului prezintă certe analogii cu cel al tânărului din prim- planul compoziției lui Veronese „Tânăr între virtute și viciu”, aflată la Prado. | Muzeul Național Brukenthal, Sibiu | Cimec    |
|      | Peisaj muntos cu moară Autor: Momper, Joos de, zis Jodocus | Datare: Sfârșit sec. XVI Școală: Școală flamandă; Anvers Dimensiuni: L: 480 mm; LA: 870 mm Material: ulei pe lemn | Peisajul muntos reprezentat de Momper ilustrează o succesiune de lanțuri muntoase cu unghiuri ascuțite (așa numita „silueta de fierăstrău”) etalate în mai multe planuri văzute din perspectiva aeriană. Momper redă majestatea munților accidentați, cu piscuri ascuțite, cu grote și cascade. Spațiul se organizează în adâncime după canonul tritonalității: brun valorat în prim plan, nuanțe dominante de verde în planul secund și de albastru în depărtare. | Muzeul Național Brukenthal, Sibiu | Cimec    |
|      | Peisaj stâncos cu grota sihaștrilor Autor: Valckenborch, Lucas van | Datare: A doua jumătate a sec. XVI Școală: Școală flamandă Dimensiuni: L: 320 mm; LA: 500 mm Material: ulei pe lemn | În decorul stâncos, aproape fantastic, artistul folosește tehnica ecranelor și un modelaj al asperităților terenului, ce se detașează pe arier planuri. Văzută dintr-un punct înalt, imaginea cuprinde peisajul stâncos cu deschidere în adâncime, străbătând întregul spațiu care, începând din marginea de jos a lucrării până în cele mai îndepărtate orizonturi, este populat de personaje mărunte, grupate în nuclee compoziționale. Elementele naturale ale peisajului, ca și personajele umane sunt redate cu acuratețe și preocupare pentru detaliu. Paleta cromatică este dominată de tonalități de brun-verzui aproape monocrom în prim plan și gri-verzui spre fundal. | Muzeul Național Brukenthal, Sibiu | Cimec    |
|      | Natură moartă cu melc Autor: Hoefnagel, Joris | Școală: Școală flamandă Dimensiuni: L: 205; LA: 320 Material: acuarelă pe pergament | Tabloul "Natură moartă cu melc" este pandantul celui intitulat "Natură moartă cu castane" fiind realizat în aceeași manieră detaliată și fidelă în privința redării florilor, fructelor și insectelor. Recuzita este mai riguros organizată în jurul vasului albastru, al fluturilor și crizantemei ce marchează centrul compozițional. Fructele și florile sunt așezate într-o cvasi-simetrie, subliniată de laleaua albastră din stânga și cea roșie din dreapta, atacate de insecte, viermi, gândaci și melc, dispuse pe întreaga suprafață a lucrării. Cromatica, realizată într-o armonie de culori stinse cu valorații delicate, completează efectul desenului miniatural și evidențiază recuzita înscrisă în tema vanitas vanitatis. | Muzeul Național Brukenthal, Sibiu | Cimec    |
|      | Natură moartă cu castane Autor: Hoefnagel, Joris | Datare: 1597 Școală: Școală flamandă Dimensiuni: L: 220; LA: 330 mm Material: acuarelă pe pergament | Lucrarea lui Joris Hoefnagel, "Natură moatrtă cu castane" este ilustrativă pentru miniatura flamandă a secolului al XVI-lea, cu un desen fin și amănunțit, o redare fidelă a detaliului în culori estompate, în contraste armonios valorate cu albul fundalului; compoziția centrifugă, organizată în jurul vasului albastru din centru, cuprinde câteva fructe: (castane, o piersică, o pară...) degradate de insecte și viermi, flori albe în vas și o floare roșie în dreapta. Între aceste elemente apar omizi și fluturi, întreaga recuzită a naturii moarte fiind specifică temei vanitas vanitatis. | Muzeul Național Brukenthal, Sibiu | Cimec    |
|      | Peisaj cu monument ex-voto Autor: Weenix, Jan Baptist | Datare: Mijlocul secolului XVII Școală: Școala olandeză Dimensiuni: 540 x 590 mm. | Pictura redă o scenă cu personaje ce se străduiesc să treacă o apă spre a ajunge la un edificiu religios; țărmul stâncos este monumental, proiectat în tonalități închise pe ecranul luminos al mării și cerului. Paleta cromatică este dominată de acordurile de brun, roșu, verde, albastru în prim plan și de accentele luminoase din fundal. | Muzeul Național Brukenthal, Sibiu | Cimec    |
|      | Moara Autor: Wyck, Thomas | Datare: A doua jumătate a secolului XVII Școală: Școala olandeză Dimensiuni: 605 x 520 mm. | Spațiul lucrării este delimitat de prezența edificiilor, o moară cu ziduri solide și roata sa din flancul drpt al tabloului și un grup de clădiri mai mici, dispuse pe orizontală, în registrul stâng. În prim plan un grup de personaje, femei cu coșuri de legume și un tânăr călare pe un murg alb, ce cântă la fluier, animă spațiul. Thomas Wyck, asemenea artiștilor peisagiști italienizați, pune accent pe efectele de lumină și umbră, obținând frumoase contraste vizibile pe fațada morii redată în tonașități de brunuri și ocruri, în vreme ce personajele prezintă accente de roșu, albastru marin și alb, contrast'nd cu fundalul scăldat într-o lumină caldă. | Muzeul Național Brukenthal, Sibiu | Cimec    |
|      | Peisaj de iarnă Autor: Berchem, Nicolaes | Datare: Mijlocul secolului XVII Școală: Școala olandeză Dimensiuni: 590x 930 mm. | Lucraea se prezintă ca o scenă de gen cu personaje în mișcare: patinatori pe lacul înghețat, copii care se joacă, drumeți odihnindu-se și stând de vorbă. Natura, și ea, prezintă elemente în mișcare de intensități diferite, de la fumul lin al hornurilor și deplasarea rapidă a norilor, la arborii cu ramurile îndoite și zăpada spulberată. | Muzeul Național Brukenthal, Sibiu | Cimec    |
|      | Port maritim la răsăritul soarelui Autor: Verschuur, Lieve | Datare: A doua jumătate a secolului XVII Școală: Școala olandeză Dimensiuni: 650x 900 mm. | Tabloul lui Lieve Verschuur este pendantul celui intitulat Port maritim la apusul soarelui. El oferă imaginea unui port cu ambarcațiuni de diverse mărimi. În plan central este o navă mare cu pânzele ridicate a cărei siluetă se reflectă pe suprafața apei, netedă ca o oglindă, iar pe lângă ea, în dreapta, o navă mai mică cu velatura aproape strânsă. În partea stângă, pe marginea țărmului sunt reprezentate personaje ocupate cu diverse îndeletniciri (vânzări de produse și întinderea plaselor de pescuit) precum și silueta unei balize (cu rol de far în acea epocă). Tabloul prezintă o luminozitate intensă, redată în nuanțe calde de galben auriu, caracteristică operelor peisagiștilor italienizați. Cele două lucrări pandante sunt într-o relație antagonică, subliniată de contrastul dintre lumina caldă a răsăritului și cea rece nocturnă. | Muzeul Național Brukenthal, Sibiu | Cimec    |
|      | Port maritim la apusul soarelui Autor: Verschuur, Lieve | Datare: A doua jumătate a secolului XVII Școală: Școala olandeză Dimensiuni: 640x 890 mm. | În lucrarea Port maritim la apusul soarelui, atenția lui Lieve Verschuur s-a îndreptat central, pe ilustrarea a două ambarcațiuni, una cu velatura ruptă, ce pare a fi o navă de război și alta mai mică cu velatura și catargul coborâte, acostate la țărm, la care lucrează câteva personaje. În registrul drept, în plan îndepărtat, se conturează siluetele unor edificii din zona portului. O atenție specială a acordat artistul realizării atmosferei nocturne cu intensități diferite de albastru indigo. | Muzeul Național Brukenthal, Sibiu | Cimec    |
|      | Pieta | Datare: Primul sfert al secolului al XV-lea Școală: Atelier din Bohemia Material: Gresie cenușiu gălbuie, fin granulată și relativ omogenă | Databil în jurul anului 1410, grupul statuar Pieta este, prin calitățile sale artistice, o piesă singulară în Transilvania. Statuia este deteriorată parțial (lipsesc capul și picioarele lui Iisus) și se observă multe lipsuri de continuitate de dimensiuni variabile. Trăsăturile gingașe ale Madonei, expresia durerii sale interiorizate și faldurile grele ale maforionului, care ritmează compoziția, sunt realizări foarte reușite ale acestui tip elegiac, cultivat îndeosebi în atelierele din Bohemia. Distingându-se printr-o finețe excepțională de execuție, acest grup statuar este cel mai de seamă reprezentant al stilului "molatec" din Transilvania. | Muzeul Național Brukenthal, Sibiu | Cimec    |
|      | Tors | Datare: 1/4 sec. XV Școală: Atelier transilvănean (posibil sibian) | Databilă în prima treime a secolului XV statuia reprezintă Torsul unui plebeu probabil. Frecvența acestui tip de reprezentare în Transilvania este relativ redusă. Piesa este deteriorată parțial (lipsesc capul și mâinile statuii). Deși nu se păstrează părțile cele mai expresive ale statuii - capul și mâinile - se poate observa că veșmântul plebanului cade în falduri grele, unduitoare conform concepțiilor plastice specifice stilului "molatec". | Muzeul Național Brukenthal, Sibiu | Cimec    |
|      | Peisaj marin Autor: Dorschlag, Carl | Datare: 1904 Școală: Școală transilvană Material: ulei/carton | | Muzeul Național Brukenthal, Sibiu | Cimec    |
|      | Peisaj de câmpie Autor: Grigorescu, Nicolae | Datare: Sec. XIX;3/4 Școală: Școală românească modernă Material: ulei pe pânză | Realizată în manieră impresionistă, lucrarea este dovada exploatării culorii și luminii în plein air. Accentul cade pe primul și ultimul plan, pentru accentuarea luminii și perspectivei. Este bine surprinsă și redată atmosfera unei zile fierbinți de vară, interpretarea plastică sugerând prospețimea motivului. | Muzeul Național Brukenthal, Sibiu | Cimec    |
|      | La Vitré Autor: Grigorescu, Nicolae | Datare: Sec. XIX;3/4 Școală: Școală românească modernă Material: ulei pe pânză | Artistul construiește volumele de culoare folosind două planuri compoziționale. Materialitatea și narativismul pentru primul plan, perspectiva inversă pentru cel de-al doilea. Gama cromatică este restrânsă la griuri albastre și câteva nuanțe de ocru, pentru a spori luminozitatea și a accentua perspectiva. Folosirea albului imprimă luminozitate planului secund și o anvelopă atmosferică învăluie formele. | Muzeul Național Brukenthal, Sibiu | Cimec    |
|      | Bust de tânăr Autor: Lombardo, Tullio | Datare: 1505 Dimensiuni: 38,5x31x14,4 cm Material: marmură albă | Nu se cunosc date despre provenința lucrării, dar cel mai probabil ea a fost achiziționată de Samuel von Brukenthal. Bustul atribuit de la începutul lui Tullio Lombardo, unul din cei mai importanți sculptori ai Renașterii venețiene, considerat de critica de specialitate drept "Giorgione al sculpturii venețiene", reprezintă imaginea ideală a tinereții, reflectând totodată modul în care artistul înțelege arta antică, care îl inspiră, în tratarea părului buclat, a gîtului, a pieptului atletic. Lucrarea datează din 1505, conform opiniei lui Alison Luchs (1995), fiind contemporană cu dublul portret "Bachus și Ariadna" de la Kunsthistorisches Museum (Bachus fiind aproape identic cu tânărul de la Sibiu). De asemenea sculptura sibiană prezintă certe similitudini cu statuia lui Adam de la Metropolitan Museum of Art, și cu "Portret de femeie cu brățară", relvând aceeași apetență a artistului pentru rafinamentul tratării suprafețelor netede, aceeași manieră în redarea părului și a ochilor. Tullio Lombardo a sculptat mai cu seamă portrete de tineri, ce reprezintă caracterele artei renascentiste de la începutul lui Cinquecento, seninătate expresivă a chipurilor, știința a modelării anatomice în marmură.Reprezintă bustul nud al unui tânăr văzut din față cu plete buclate. | Muzeul Național Brukenthal, Sibiu | Cimec    |
|      | Ruinele Turnului spart de la Turnu - Roșu Autor: Neuhauser, Franz | Datare: Sf. sec. XVIII - înc. sec. XIX Material: ulei pe pânză maruflată pe placaj | Tabloul reprezintă un peisaj montan cu Turnul Spart de pe malul Oltului. Reprezentarea Turnului Spart este subiect puțin frecvent în pictura transilvăneană, este mult mai frecvent în lucrările de grafică. Aglomerarea prim-planului compoziției cu personaje și animale, într-o amplă scenă de gen, potențează atmosfera tabloului. Efectele de punere în pagină, sugestia profunzimii perspectivice, a spațiului, valorația - specifică paletei lui Neuhauser - de griuri, brunuri, ocruri și verde, evidențiază maniera caracteristică pictorului Neuhaser în redarea peisajelor montane și pe locuitorii acestor ținuturi. | Muzeul Național Brukenthal, Sibiu | Cimec    |
|      | Biserica Evanghelică din Sibiu Autor: Zuther, Heinrich | Datare: Sec. XVIII - 1840 Material: ulei pe pânză maruflată pe lemn | Tabloul ilustrează un peisaj citadin cu biserica evanghelică din Sibiu și cu personaje reprezentând diferite categorii sociale, în prim plan compozițional. Subiectul este destul de frecvent în pictura transilvăneană. Tratarea amplă, monumentală a bisericii impresionează, iar aglomerarea de figuri în jurul monumentului și, în special, în prim planul compoziției, se constituie într-o adevărată imagine a vieții cotidiene a orașului Sibiu. Paleta cromatică sobră, dar deosebit de picturală cu dominante de galben, ocru, brun, griuri și albastru, contribuie la realizarea atmosferei specifice burgului transilvănean. Semnat și datat în dreapta jos cu brun: „Z.H. 18(40)”. | Muzeul Național Brukenthal, Sibiu | Cimec    |
|      | Răpirea Proserpinei Autor: Aachen, Hans von | Datare: 1589 Dimensiuni: ramă 126x167x7,5 cm Material: ulei pe pânză | Lucrarea de față reprezintă una din operele cele mai interesante ale cunoscutului pictor german, în care influența manierismul italian târziu se face benefic simțită atât în diversitatea și expresivitate gesturilor personajelor cât și în cromatică. Compoziția deschisă și tensiunea sugerată de încleștarea dintre Pluto și Proserpina sunt elementele ce prefigurează efecte ale Barocului. Personajele numeroase, având fizinomii destul de bine diferențiate, impun atenția cuplului Pluto-Proserpina. Prin direcționarea în sensuri opuse a mișcării celor două personaje se creează o contradicție plină de dramatism. Tonurile închise de verde-oliv ale fundalului subliniază personajele și dinamismul scenei. Nudul Proserpinei, puternic evidențiat prin lumină și plin de senzualitate, se remarcă prin execuția îngrijită, apropiată de cea a maeștrilor venețieni, pe care Acheen îi admira mult. Carul de cvadrigă a lui Pluto, vestimentația însoțitoare Proserpinei, precum și cele 2 coloane din stânga compoziției sunt elemente de recuzită esențiale, prin care pictorul compleatează cadrul ambiental, sugerând antichitatea ca moment al evenimentului. Unele stângăcii apar în redarea fizionomiilor însoțitoarelor Proserpinei care privesc prea pasive scena răpirii ca spectatoare, nu ca protagoniste. Lucrarea a figurat încă de la început ca operă a lui Aachen fiind astfel menționată în catalogul manuscris (A.K.) al colecției (întocmit în jurul anului 1800), apoi atribuirea este păstrată în cataloagele tipărite în 1884-1993. Theodor Fremmel, în scrierile sale asupra Colecției Brukenthal în 1894 reconfirmă paternitatea lui Aachen asupra tabloului. În cataloagele sale din 1901 și 1909, Michael C. Saki păstrează neschimbată această atribuire. Th. Ionescu, fost custode al Galeriei Brukenthal, la un studiu atent al lucrării descoperă pe roata carului lui Pluto inițialele H.V.A. și anul 1589, publicând descoperirea în studiul său din 1966 (Revista Muzeelor) și comentând din nou tabloul în studiul privitor la renașterea germană, din 1897. Păreri comunicate de alți specialiști în vizite de stiudiu și documentare la Muzeul Brukenthal n-au pus la îndoială apartanența lucrării la opera lui Hans von Aachen. | Muzeul Național Brukenthal, Sibiu | Cimec    |
|      | Atalanta și Hippomenes Autor: Schonfeld, Heinrich Johann | Datare: Sec. XVII Material: ulei pe pânză | Pictat probabil în deceniul șase al secolului al XVII-Iea, după plecarea lui Schönfeld din Italia și revenirea în Germania, acest tablou vădește influența stilului lui Poussin prin viziunea poetică de ansamblu, dar unele efecte de redare a peisajului amintesc de maniera lui Salvator Rosa. Perspectiva diagonală, ca și numărul mare de personaje, reliefează caracterul baroc al compoziției. Scena, inspirată din Metamorfozele lui Ovidiu (X, 560-707) ilustrează momentul culminant al legendei, anume întrecerea dintre Hippomenes și Atalanta, pe aceasta aplecându-se să culeagă merele de aur aruncate de el în timpul alergării, fapt ce îl va duce pe tânăr la câștigarea concursului. Deseori abordată de pictorii italieni tema e tratată de Schönfeld în manieră eclectică, astfel încât el nu ezită să preia fragmente de scene și gesturi ale protagoniștilor, din două tablouri ale lui Guido Reni ("Hipomenes și Atalanta", Capodimonte, și "Nessus și Dejanira", Louvre), apoi dintr-o gravură de Johann Wilhelm Baur și chiar din fresca lui Rafael "Alungarea lui Heliodor", din stanzzele Vaticanului. Până și statuile ce se aliniază sub umbra copacilor sunt o ilustrare a amintirilor pictorului, de la Villa d'Este din Tivoli (cf. Herbert Pée). Tratarea elegant și dinamică a lui Schönfeld conferă însă scenei mult farmec, prin colorit, prin fluența mișcărilor și detaliile bine pictate. Construcția compozițională are în vedere rafinate efecte baroce, căci diagonala pe care se desfașoară șirul de statui și personaje din dreapta deschide o falsă perspectivă diagonală spre fundal și împinge mai mult grupul de personaje în avanscenă. Se creeaza astfel în jurul protagoniștilor un spațiu aproape oval, impunând atenției grupul alergătorilor și cele câteva siluete umane din apropierea lor. Creanga groasă a copacului din stânga și cele ale copacilor din dreapta, par a iniția forma unui "arc de triumf" (a cărui formă semicirculară se întregește mental ieșind în afara cadrului lucrării), deasupra celor doi concurenți ce par să se apropie de finalul întrecerii. Gesturile largi, ușor exagerate ale lui Hippomenes și Atalantei, ca și veșmintele lor cu eșarfe ce flutură, au ca scop sublinierea mișcării. Cromatica axată pe armonizări de contraste, albastru (Hippomenes), roșu-roz (Atalanta), reliefează de asemenea pe cei doi concurenți și parțial merele de aur date de Venus lui Hippomenes și care sunt cheia succesului acestuia. Pentru a sublinia "cinetica" personajelor, peisajul de margine de pădure, constituie prin monumentalitatea sa, elementul static al tabloului, scena având astfel un perfect echilibru. Dacă viziunea poetică a lucrării și cerul cu efectele sale de lumină, amintesc de Poussin, fragmentul de peisaj de pădure, vădește asimilarea efectelor monumental-misterioase ale lui Salvator Rosa. Tabloul nu a făcut parte din colecția baronului Brukenthal, fiind achiziționat înainte de 1844, anul editării primului catalog în care apare menționat ca lucrare a lui Schönfeld. Aceeași atribuire apare în catalogul din 1893, iar Frimmel (1894) îi confirmă paternitatea, ea ramânând neschimbată și în cataloagele lui M. Csaki din 1901 și 1909. Lexiconul Thieme-Becker (vol. XXX) pomenește lucrarea ca operă a lui Schönfeld aflată la Muzeul Brukenthal, ea fiind înscrisă în cadrul acestei teme, în Barockthemen (1956). Cu titlul: "Întrecerea lui Hippomenes și Atalanta", Herbert Pée comentează pe larg tabloul în catalogul din 1967, fiind și primul ce descifrează semnătura păstrată fragmentar. Semnat dreapta jos (un rest de semnatură): J.h.Sch. | Muzeul Național Brukenthal, Sibiu | Cimec    |
|      | Sfânta Ecaterina Autor: Gramatica, Antiveduto | Datare: Sf. sec. XVI - încep. sec. XVII Material: ulei pe pânză | Reprezentând imaginea unei frumoase tinere femei, îmbracată în costum somptuos de curte, Sfânta Ecaterina reprezintă în fapt un veritabil portret de epocă, la care pictorul insistă pe materialitatea și decorul rochiei bogat ornamentate. Trimiterea la natura mistică a personajului, a martirajului său este făcută prin coroana cu spițe de pe creștetul Ecaterinei, ca și roata pe care-și sprijină sfânta mâna stângă. Tabloul a fost achiziționat ca operă a unui caravaggist napoletan, Ribera, (cu siguranță datorită puternicului efect de clar-obscur) și consemnat astfel în primele cataloage ale colecției (Â. K, 1844, 1893), pâna la Csaki, care îl încadrează în opera lui Domenico Zampieri zis Domenichino, personalitate de marcă a barocului italian, activ la Bologna și mai cu seamă la Roma. Atribuirea actuală, corectă, o datoram lui Roberto Longhi, care în 1964 îi scria lui Theodor lonescu ca tabloul de la Sibiu este categoric o operă de Antiveduto Gramatica și nu a vreunui artist napoletan. După opinia noastră, maniera redării Sfintei Ecaterina în chip de tânără aristocrată își are sorgintea în reprezentarea Sfintei Ecaterina a lui Caravaggio (colecția Lugano) de care artistul a fost influențat pentru o scurtă perioadă. Apreciem de asemenea că Sfânta Ecaterina de la Sibiu prezenta certe analogii tipologice cu Sfânta Cecilia din compoziția "Sfânta Cecilia cu doi îngeri muzicanți", aflată în Kunsthistorisches Museum din Viena, și cu "Madona cu Pruncul și sfinți", (Domul din Todi) atribuită lui Gramatica de cercetătorii H. Riedl - E. Schleier (în PANTHEON, I.1992). Laura Muti apreciază că tabloul de la Sibiu a fost executat la sfârșitul deceniului doi al lui Seicento și nu la sfârșitul deceniului trei cum a considerat G. Papi, un alt exeget al operei lui Gramatica (G. Papi, 1995, p. 103). | Muzeul Național Brukenthal, Sibiu | Cimec    |
|      | Petrecere populară lângă moară Autor: Alboni, Paolo | Datare: 1713 Material: ulei pe cupru | Achiziționat ca operă unui anonim italian, peisajul a figurat astfel în primele cataloage de colecție (Ä. K, 1844,1893), până când dr. Theodor von Frimmel (1894) prin descifrarea semnăturii îl atribuie lui Paolo Alboni. Având acest reper important în stabilirea paternității lucrării, prin analogie, Frimmel atribuie și celelalte peisaje (dealtfel identice ca factură cu opera în discuție) aceluiași Paolo Alboni. Peisajul are în prim plan ca element principal, pădurea, arborii înalți, iar în plan secundar lângă o moară, săteni jucând, grupuri în mișcare. Paleta dominată este de verde vibrat cu accente de brun. Semnat și datat dr. jos: Paolo Alboni Da Bologna. F. In Viena.1713. | Muzeul Național Brukenthal, Sibiu | Cimec    |
|      | Atelierul lui Vulcan Autor: Heiss, Johann | Datare: 1675 Material: ulei pe pânză | Concepută într-o perspectivă bifocală, compoziția se împarte în două scene și grupuri de personaje care o populează, accentuând narativismul lucrării. Interiorul atelierului, cu bolți masive, sugerează un spațiu vast, iar prin contrast cu staticul elementelor arhitecturale, siluetele personajelor par dinamice. Scena de muncă din dreapta are pregnante note realiste, în vreme ce personajele din stânga compoziției, unde apare Venus (și Marte) cu anturajul ei, sunt tratate în maniera clasicistă a lui Poussin, dar marcată de atmosfera modelelor "arcadiene" ale lui Johann Heinrich Schönfeld, al cărui elev a fost Heiss. Vulcan apare în mijlocul compoziției lucrând, înconjurat de armuri, scuturi, coifuri și arme, prin prezența lui făcând trecerea și legătura dintre cele două grupuri și scene. Acestea se deosebesc, (dar se și echilibrează) prin mișcarea amplă a lucrătorilor din atelier și gestica diversă dar calmă a celor din jurul Venerei. Zeii nu au însemne (cu excepția coifului cu panaș al lui Marte), sau alte trăsături distinctive și sunt greu de recunoscut, fapt care face ca ei să se confunde cu muritorii de rând, dând scenei un anume firesc dar și o ușoară ironie care o apropie de cotidian și de scenă de gen. Un desen sigur al personajelor și altor detalii și o cromatică echilibrată, cu brun galben-oranj și accente de roșu (focul din atelier și mantia lui Marte), conferă lucrării o notă de vigoare și armonie. Fiind menționată prima data în catalogul din 1844 al Galeriei Brukenthal, lucrarea nu a făcut probabil parte din colecția baronului Brukenthal, intrând în colecție după 1800 (anul întocmirii celui mai vechi catalog), probabil chiar după 1803 (anul morții baronului). Datorită semnăturii însoțită de datare, lucrarea a fost de la început atribuită lui Johann Heiss, paternitate păstrată atât în catalogul din 1893, cât și în cele ale lui Michael Csaki din 1901 și 1909. Frimmel reconfirmă atribuirea (1916), apoi ca lucrare a lui Heiss (datată 1675), este menționată și în lexiconul Thieme-Becker (1923). A. Pigler (1956), înscrie lucrarea de la Sibiu în cadrul temei: "Venus în atelierul lui Vulcan". V. Mureșan comentează lucrarea în cadrul catalogului expoziției de la Milano "Da Antonello de Messina a Rembrandt" (1996). Semnat stânga jos: Heiss, datat 1675. | Muzeul Național Brukenthal, Sibiu | Cimec    |
|      | Galantar Autor: Hinz, Georg | Datare: Sec. XVII Material: ulei pe pânză | Natură statică de tip "enciclopedist", bogată și diversă, asemănătoare în multe privințe cu alte tablouri aparținând acestui pictor și aflate la Belin, Rychnov (Cehia), la Potsdam (Sanssouci), sau Hamburg (Kunsthalle), (cf. Harald Marx) în care sunt etalate obiecte de artă, vase și statuete, bijuterii și arme, casete, pocale și chiar scoici, melci și un fragment de coral roșu. Dezordinea e numai aparentă, fiindcă pictorul creează multe simetrii, atât prin obiecte similare (cele două pistoale din stânga și dreapta, cele două șiraguri de mărgele, cele două medalioane de lângă vasul sculptat din centru), dar și prin cromatica și eclerajul obiectelor din cele trei "coloane" de rafturi. Stelajul însuși are rol de "armătură" compozițională solidă și ordonatoare, apoi dominanta de brun a lemnului său, contribuie mult la sublinierea fiecărui detaliu prin ecranare, ca și la crearea unei atmosfere familiare, în care această "colecție" de obiecte insolite, capătă o inefabilă poezie. În același timp, pictorul are în vedere și latura simbolică a elementelor ce compun natura moartă: craniul (ca referire la "vanitas"), armele (sugerând efemeritatea gloriei militare), ceasurile (care amintesc scurgerea inexorabilă a timpului), bijuteriile (ca metafore ale fragilității și trecerii a tot ce e frumos, dar și a bogăției). Făcând parte din Colecția Brukenthal, lucrarea apare în catalogul manuscris (Ä. K.) al acesteia (întocmit pe la 1800), ca operă a lui Wilhelm Kalf, cataloagele de la 1844 și 1893 păstrând această atribuire. Theodor Frimmel este cel care în 1894 atribuie tabloul lui Hinz, apoi cataloagele lui M. Csaki din 1901 și 1909 consemnează aceeași paternitate, rămasă neschimbată. | Muzeul Național Brukenthal, Sibiu | Cimec    |
|      | Jaful Autor: Magnasco, Alessandro | Datare: Sf. sec. XVII - înc. sec. XVIII Material: ulei pe pânză | Tabloul, reprezentând un moment inspirat din ciclul de gravuri al lui Jacques Callot, soldați ce omoară, incendiază și jefuiesc oamenii înspăimântați, ce aleargă haotic în centrul unui oraș italian, a fost achiziționat ca operă a școlii italiene de pictură (Ä. K) și consemnat astfel în primele cataloage de colecție până la înscrierea sa în opera lui Magnasco, de către Frimmel (1894). Lucrarea este pandantă cu o operă similară, aflată în custodia Muzeului Național de Artă, București, intitulată "Jefuirea unui spital", opera provenind tot din Colecția Brukenthal (numărul nostru de inventar - 709), "împrumutată" împreună cu alte 18 tablouri de la Muzeul Brukenthal în anul 1948. Cele două opere pandant au fost expuse alăturat în marea expoziție retrospectivă de la Milano, 1996. | Muzeul Național Brukenthal, Sibiu | Cimec    |
|      | Alegoria științelor și artelor Autor: Rottmayr, Johann | Datare: 1710 Material: ulei pe pânză | Reprezentativă pentru concepția artistică și maniera de abordare plastică a temelor mitologice interpretate alegoric de către Rottmayr, pânza din Muzeul Brukenthal este o lucrare cu temă "istorică" exemplară pentru opera de maturitate a acestuia, unul dintre puținele tablouri semnate și datate, rămase din creația celebrului pictor al Barocului austriac. ("O scenă «istorică», este o scena împrumutată din istorie, din mitologie, sau din biblie și transpusă în literatura antică sau modernă. Ea n-are mult de-a face cu adevarată istorie, nefiind decât o parabolă." - Cf. Miklós Mojzer Peintures allemande et autrichienne au XVII-e etXVIII-e siecles, Budapest 1975, Editions Corvina, p. 12). Concepută pentru a sta pe un plafon, compoziția are în vedere distanța dintre privitor și imagine, fiind elaborată ca o pictură de frescă. Personajele au gesturi ample și unele deformări anatomice și faciale care văzute de la distanță capătă proporții firești și devin expresive. Științele și artele apar ca muze, așezate în jurul Athenei, cu coiful pe cap și scutul dăruit de Perseu având chipul Meduzei, (pe care zeița îl ajutase să o ucidă), ea fiind zeița protectore a științelor și artelor. Fiecare dintre muze are însemnele simbolice ale artei sau științei pe care o reprezintă și patronează: sculptura ca un personaj feminin dăltuind în marmură bustul lui Zeus, arhitectura are planul fațadei unui palat, matematica, navigația și astronomia stau una lângă alta și parcă își împart ocheanul, compasul, harta și diverse figuri geometrice, veșmântul albastru cu stele aurii fiind și el un însemn-atribut al acestor muze. Muza poeziei are pe lângă pana din mână și operele lui Ovidiu și Vergiliu în față, apoi medicina e simbolizată prin caduceul cu cei doi șerpi, pe care-l are un alt personaj feminin cu coroană pe cap și făcând un larg gest cu mâna. Alte trei muze simbolizează muzica (cu lăuta și flautul) și pictura (o femeie pictând). Sub piciorul Athenei, apare "îngerul morții", (un bătrân cu coasa, având aripi la spate - care după unele păreri ar fi totuși Saturn - timpul), înfrânt de zeiță și alungat din forul muzelor. Alte două muze înaripate și cu trompete, clamează "în cele șapte zări" acest triumf. Deși nu s-au exprimat dubii asupra autenticității semnăturii și a paternității lucrării, ea a stârnit nedumeriri și controverse privind locul și destinația ce ar fi avut înainte de a intra în colecția muzeului din Sibiu. Putea fi destinată pentru decorarea unei biblioteci, a unui cabinet de studiu sau altui așezământ cultural, într-o scrisoare din 1967, Dr. Gertrude Tripp de la Viena afirma că: "Pe acest tablou, ca emblemă a arhitecturii apare proiectul fațadei palatului Trauston din Viena, de Fischer von Erlach". Parerea că lucrarea ar fi fost destinată clădirii Academiei din Viena, a fost exprimată de I. Frunzetti și T. Jonescu (1959) fără indicarea vreunei surse de informație. Klara Garas de la Budapesta, analizând tabloul în 1993 (Baroque Art), reamintește opinia lui Erich Hubala care îl pune în legătură cu fresca galeriei de la reședința arhiepiscopiei din Salzburg, apoi Garas exprimă posibilitatea ca pictura să fie cea înregistrată într-un inventar manuscris din 1772 al colecției imperiale vieneze, ca provenind de la palatul Schönbrunn. Șirul nedumeririlor continuă însă nu numai în privința destinației lucrării, ci și în privința căii și momentului în care a intrat ea în colecția Galeriei Brukenthal. E greu de crezut că tabloul a fost achiziționat după moartea lui Brukenthal, dar prima sa menționare apare abia în catalogul din 1901 al lui M. Csaki, fără să știm unde s-a aflat până atunci. E plauzibilă presupunerea că el chiar era montat pe un plafon (rama ovală e prevăzută cu un sistem de prindere în perete), dacă nu în palatul Brukenthal, într-una dintre reședințele baronului, în sprijinul acestei ipoteze vine constatarea că un alt tablou ("Răpirea Sabinelor", nr.inv.631) cu ramă asemănătoare, aflat și acum pe plafonul unei săli de la etajul II al palatului, a fost și ea înregistrată pentru întâia dată în catalogul lui M. Csaki din 1909 (dar cu precizarea expresă: "Das Bild stammt aus Brukenthalischem Besitz, ist aber bisher nicht katalogisiert worden."-p.189). În afara lucrărilor menționate anterior, tabloul a mai fost reprodus în revista "Mitteilungen aus dem Baron Brukenthal Museum" (1938) și înregistrat în catalogul din 1957 (prefața de Julius Bielz) și în, deja amintitul, catalog al expoziției de la Budapesta din 1993 (Baroque Art). Semnat și datat în dreapta jos (pe glob): Rottmayr V.Rosenbrunn, 1710. | Muzeul Național Brukenthal, Sibiu | Cimec    |
|      | Zădărnicia Autor: Schonfeld, Heinrich Johann | Datare: Sec. XVII Material: ulei pe pânză | Într-un peisaj cu ruine antice și cer înnorat, apar cinci siluete umane cu gesturi și în ipostaze ciudate. Jefuitori de morminte, sau misterioase personaje sunt surprinse parcă într-un ritual sabatic vrăjitoresc. În prim-plan apar reprezentări cu încărcătură simbolică (lumânarea, mojarul din care iese fumul de tămâie, câteva cranii), ce fac aluzie la tema vanitas-vanitatum. Cu puternice accente clasicizante inspirate de arta lui Poussin, atât în redarea peisajului "antichizant", cât și în maniera de realizare a personajelor, scena de o sumbră poezie, are o atmosfera lugubră, vag mitologică și păgână, ori paleo-creștină. Scena poussin-ista, dar în "cheie tragică", de o viziune spectrală, e foarte caracteristică lui Schönfeld. Cel mai avizat cunoscător al operei pictorului german și autorul catalogului exhaustiv al acesteia, Herbert Pée (1967), demonstrează însă, că avem de-a face cu o lucrare de atelier. În adevar, sunt de remarcat asemănările cu lucrarea "Căutători de comori în fața unui mormânt antic", de la domul din Krems (Kremsmünster), care este semnată (cf. H. Pée, nr. cat. 58). Aceste asemănări apar atât în recuzita de obiecte simbolice din prim-plan (vanitas), cât și în ce privește aspectul de ansamblu al monumentului funerar antic, ba chiar și a personajelor ce au gesturile și vestimentația apropiate, cel din dreapta (la Krems), a devenit femeie în tabloul de la Sibiu, alte asemănări fiind vizibile în înfățișarea personajului cu cartea ce apare în ambele reprezentări, deși în poziții diferite. Tabloul a fost achiziționat după anul 1803, anul morții lui Samuel Brukenthal și apare prima dată consemnat în catalogul din 1844, ca operă a lui Schönfeld, apoi atribuirea ramânându-i neschimbată în catalogul din 1893, fiind confirmată de Frimmel (1894), și păstrată de M. Csaki în cataloagele sale din 1901 și 1909. Pânza este menționată și în dicționarul lui E. Bénézit, apoi comentată și datată în jurul anilor 50 ai sec. XVII, de către Herbert Pée în catalogul expoziției retrospective Schönfeld (1967). Deosebirea notabilă ce apare față de celelalte lucrări ale lui Schönfeld este în cromatică, aceasta fiind în tonuri mai calde, cu dominanta de brun, pe când preferința maestrului era pentru tonurile reci, dominate de gri și accente de albastru, în contraste armonioase cu galben și roșu. Deși desenul este mai stângaci, ansamblul lucrării are mai multe apropieri cu peisajele preromantice, cu aer fantastic ale lui Salvator Rosa, manieră ce era agreată de Schönfeld după ce luase contact cu ea pe când lucra la Roma și pe care o reia, se pare, spre sfârșitul vieții. | Muzeul Național Brukenthal, Sibiu | Cimec    |
|      | Maria cu Iisus Copil și Sfânta Ana Autor: Proccacini, Giulio Cesare | Datare: Cca. 1600 Material: ulei pe pânză | Tabloul reprezintă în prim plan pe Maria cu Iisus Copil la care privește cu duioșie Sfânta Ana (lateral stânga în penumbră). Cele trei personaje sunt reliefate prin culoarea caldă a tonalităților de roșu la rochia Mariei, și de ocru la chipul său gânditor, la cel surâzator al Pruncului, ca și la corpul acestuia (înfășurat în jurul bazinului și pe umărul drept cu un drapaj alb-gălbui), detașându-se cu fermitate pe fondul brun închis (aproape negru al lucrării). Interesant prin ornamentica sa este baticul amplu de pe umerii Mariei, zone de verde vibrat despărțite orizontal de linii îngroșate, fluide de brun roșcat. Lucrarea prezintă de la intrarea sa în muzeu, ca operă de Correggio (Ä.K) un lung și controversat lanț de atribuiri; Murillo (1844), anonim italian (1893), anonim spaniol de bună calitate (Frimmel, 1894), Ribera (Lo Spagnoletto) - în Csaki din 1901, pictor florentin de Seicento (Biliverti) - atribuire din anii '60, Justus Sustermans (Theodor lonescu, 1964). Atribuirile din anii '60 și 1964 au fost operate de fostul șef al Galeriei de artă Brukenthal, Theodor lonescu, care în dialogul său cu istoricii de artă străini a obținut respectivele informații, optând pentru Justus Sustermans care ar fi realizat (după părerea sa) o replică liberă după un tablou cu subiect similar a lui Rafael (de care după opinia noastră este mult prea îndepărtat pentru a putea fi o replică fie ea și liberă). În anii '90 am reluat problema atribuirii lucrării "Maria cu Pruncul Isus și Sfânta Ana", apreciind că punerea în pagină, cu figura Anei în penumbră, cu roșul aprins al rochiei Mariei evocă mai degrabă un model nordic, (în spiritul operei lui Annibale Carraci "Batjocorirea lui Cristos" de la Galleria Nazionale di Bologna, și a replicii sale autografe din Pinacoteca Brukenthal), decât unul florentin, mai cu seamă pe cel al lui Rafael. În acest sens am solicitat opiniile unor cercetători italieni la Venezia (Cini, 1992), între care Alessandro Ballarin și Bernard Aikema, care s-au pronunțat cu certitudine în favoarea unui pictor nordic. Consultând bibliografia de specialitate am gasit analogii, mai cu seamă pentru imaginea Pruncului drăgălaș, surâzator, cu o alta din lucrarea lui Giulio Cesare Procaccini (Bologna, 1574 - Milano, 1625), "Logodna mistică a Sfintei Ecaterina" (Pinacoteca Brera), obținând chiar opinia favorabilă a unor istorici de artă europeni, în consecință am publicat tabloul nostru în catalogul expoziției din Japonia ("16 th -18 th Century European Paintings") ca fiind opera lui Procaccini, opinie cu care astazi nu mai pot fi de acord după ce am vazut mai multe opere ale artistului, în Italia, în muzee și colecții particulare (Molinari Pradelli). Recent (cu prilejul vizitei la Sibiu) colaboratorii noștri Laura Muti și Daniele de Sarno Prignano și-au exprimat opiniile privitoare la tablou, pictor spaniol (cu semnul întrebării) și respectiv categoric pictor nord lombard (categoric nu Sustermans pe care cei doi specialiști îl cunosc foarte bine). În consecință până la obținerea de noi date tabloul "Maria cu Isus Copil și Sfânta Ana" este consemnat ca operă unui pictor anonim nord lombard de Seicento. Expoziții: Hiratsuka, Mitsukoshi, Nara, Takamatsu, Ibaraki si Chiba, Japan, 22 April - 10 December 1995. | Muzeul Național Brukenthal, Sibiu | Cimec    |
|      | În pelerinaj Autor: Alboni, Paolo | Datare: Cca. 1700 Material: ulei pe cupru | Pandant cu nr. 10, peisajul lui Paolo Alboni Da Bologna, acest tablou este un peisajul achiziționat ca opera unui anonim italian. A fost identificat de Frimmel împreună cu celelalte trei lucrări similare, evocând parcă peisajele unui Hermann Saftleven, Brueghel cel Tânar, Jakob Savery sau David Vinckeboons. | Muzeul Național Brukenthal, Sibiu | Cimec    |
|      | Cina din Emaus Autor: Stanzione, Massimo | Datare: Cca.1610 Material: ulei pe pânză | Imagine a unei scene consacrate de Caravaggio, pictată în maniera acestuia, lucrarea îl reprezintă central pe Isus înveșmântat în roșu, cu chipul frumos, palid, (aluzie la moartea sa, înainte de înălțarea la cer) binecuvântează bucatele modeste de pe masă. Lumina dirijată pune în valoare trăsăturile Mântuitorului, paloarea sa ca și griul perlat înspre alb al feței de masă, pe care pâinea, puiul și sticla compun (ca și la Caravaggio) o veritabilă natură moartă. Paleta reținută este dominata simbolic de roșul aprins al hainei lui Isus și albul feței de masă, puse în valoare de un ecleraj dirijat, care lasă totodată în umbră pe apostolii care-l încadrează. Tabloul, pandant cu o altă lucrare a lui Stanzione din Colecția Brukenthal, "Uciderea pruncilor", cunoaște un periplu de atribuiri; a fost achiziționat ca operă de Caravaggio (Ä.K.), atribuit apoi în următoarele cataloage de colecție (1844, 1893) unui anonim italian, până la Csaki (1909) care înscrie lucrarea în "genul lui Caravaggio". În anul 1964 eruditul istoric de artă italian Raffaello Causa atribuie "Cina din Emaus" pictorului de origine spaniolă, activ la Neapole, Alonso Rodriguez, iar în anul 1972 istoricii de artă Wart Arslan și Hermann Voss (cf. coresp. cu Italia) înscriu tabloul în sfera de creație a unui pictor napoletan din Seicento. Atribuirea făcută de Raffaello Causa a ramas validă până în 1991, când doi cercetători de la Biblioteca Hertziană, Dr. Sebastian Schütze și Dr.Thomas Willette demonstrează în publicația lor, catalogul exhaustiv al operelor lui Massimo Stanzione, că "Cina din Emaus" de la Sibiu este o operă autografă a artistului, probabil replică autografă după originalul cu același nume, descoperit de ei în Colecția Suveranului Pontif. | Muzeul Național Brukenthal, Sibiu | Cimec    |
|      | În fața palatului (Plecarea lui Tobias) Autor: Ricci, Sebastiano; Salucci, Alessandro | Datare: Sf. sec. XVII - încep. sec. XVIII Material: ulei pe pânză | "În fata palatului" este o compoziție de largă respirație ilustrând un peisaj ce reproduce (lateral stânga) fațada monumentală, clasicizantă a unui palat, desenată cu precizia unui arhitect ce a știut să redea fidel plastica fațadei, pilaștrii, coloane, capiteluri corintice, volute și arcade. Jumătatea din dreapta este dominată de o piațetă cu deschidere perspectivală înspre un parc, cu registre variate de vegetație, și fântâni arteziene, întregul fundal este o succesiune de zone de griuri colorate, de verde vibrat până la albastrul gri al cerului. În aceasta ambianță aritectonică și naturală sunt conturate cu măiestrie personajele (alungite expresiv, în mișcare), ce populează lucrarea, începând de la treptele palatului și până în centrul pieței. Ușurința cu care sunt compuse figurile umane, cu care este redată vestimentația, calitatea materiei picturale, rafinamentul cromatic au determinat pe M.O. Tudoran încă din anii '80 să reia problema identificării lucrării, atribuită unui arhitect și pictor, Andrea Pozzo (1642-1709). Încadrarea tabloului în opera lui Pozzo o datorăm lui Theodor von Frimmel, în 1894 care o și consemnează astfel în lucrarea sa (Kleine Galeriestudien, Die Gemäldesammlung in Hermannstadt) (după ce în primele cataloage de colecție a fost înscris la Anonimi italieni). Csaki, în catalogul său raționat din 1909, preia numele lui Andrea Pozzo, care va rămâne astfel până în deceniul șapte al lui Seicento când va fi infirmat de cercetătorii italieni; astfel Antonio Morassi în 1965 (cf. coresp.) înclina înspre Viviano Codazzi (pictor și arhitect) iar Raffaello Causa în 1967 (cf. coresp.) se pronunța primul în favoarea unei colaborări între doi artiști, respectiv Alessandro Salucci (personajele) și Cerquozzi (arhitectura). În anul 1990, Giuseppe Bergamini, la solicitarea lui M.O. Tudoran privind atribuirea tabloului "În fața palatului" (pe care ea o considera ca operă a doi coautori, respectiv Pellegrini și Cerquozzi) își exprima opinia conform căreia lucrarea în discuție este rezultatul unei posibile colaborări între pictorii Giovanni Battista Tiepolo (realizarea personajelor, care poartă cu certitudine amprenta manierei unui foarte bun artist) și Mengozzi Colonna, "quadraturista", pictor și arhitect (deci autor al elementelor de arhitectură, ce vădesc exactitatea geometrică a acestora, solide cunoștiințe în domeniu). Giuseppe Bergamini ne-a indicat și analogii între "În fața palatului" de la Sibiu și "Sacrificarea Ifigeniei", din Villa Valmarena di Nani din Vicenza, aceasta din urmă fiind expusă la expoziția de la Udine din anul 1971, dedicată celor doi mari artiști. Prin urmare începând din 1990 și până în toamna anului 2000, când am primit la Sibiu vizita distinșilor colaboratori Laura Muti și Daniele de Sarno Prignano, tabloul a figurat ca aparținând lui G.B. Tiepolo și Mengozzi Colonna. Cu prilejul vizitei în muzeul nostru Daniele de Sarno Prignano, autor al mai multor identificări de tablouri din opera lui Sebastiano Ricci, a atribuit "În fața palatului" pictorilor Sebastiano Ricci (personajele) și Alessandro Salucci (arhitectura). Daniele de Sarno a interpretat subiectul lucrării ca fiind de sorginte biblică, reprezentând "Plecarea lui Tobias", titlu sub care a și publicat-o recent în studiul semnat împreună cu Laura Muti "Segnalazioni dai Museo Brukenthal di Sibiu". | Muzeul Național Brukenthal, Sibiu | Cimec    |
|      | Ducesa Jacoba de Baden (1507-1580) Autor: Wertinger, Hans Schwab von | Datare: Cca. 1500 Material: ulei pe lemn | Sunt lucrări reprezentative și caracteristice pentru portretistica lui Schwab von Wertinger, și ambele au variante identice la Alte Pinakothek din München (nr. inv. 17 și 18). Figurile principilor sunt redate convențional, fără surprinderea și caracterizarea datelor personale, ci mărginindu-se la trăsăturile fizionomice. Pictorul arată interes pentru aspectul fizic al personajelor și atitudinea superlativă a acestora, reprezentarea de ansamblu având un aspect sculptural și o rigiditate hieratică. Vestimentația fastuos și amănunțit redată, subliniază distincția ostentativă a principilor, fina caligrafiere a detaliilor decorative conferind portretelor eleganță, dar și o notă de artificialitate. Față de portretele de la München care au un desen mai riguros, cele de la Sibiu apar mai plastice, chiar chipurile personajelor fiind ceva mai firești. Prin folosirea umbrelor și prin tonalitățile mai închise ale cerului, pe care apar proiectate, figurile celor doi principi apar mai reliefate în tablourile de la München, dar și mai încremenite statuar. Colanele de aur de la gâtul personajelor, care cuprind literele inițiale ale numelor celor doi: W(ilhelm) și respectiv J(acobaea), alături de ghirlanda aurită cu care se încheie imaginile în partea de sus, formează un ancadrament cvasi-circular în jurul figurilor, care le pun în evidență. Această minuțioasă redare de tip miniatural a decorației și rigiditatea atitudinilor țin de portretul "de aparat", dar și de gustul portretisticii medievale gotice. Tot acesta impune și restrângerea expresiei la convenționalul fidel al trăsăturilor faciale ale modelelor, fiindcă în concepția medievală un meșteșugar - cum erau considerați pictorii - nu avea voie și nu îndrăznea să reprezinte omenescul unui suveran, ci doar efigia emblematică a ceea ce acesta trebuia să reprezinte în fața supușilor săi: pe "unsul lui Dumnezeu pe pământ". Peisajele cu munți, ape și castele din fundal, au farmec și poezie, amintind de influența Școlii Dunărene, fiind vădit influențate de stilul Renașterii. Au însă și rol compozițional important în evidențierea personajelor portretizate, care, plasate pe acest fundal capătă monumentalitate. Wilhelm al IV-lea de Bavaria era fiul mai mare al principelui Albrecht al IV-lea al Bavariei cu soția sa Kunigunde de Austria, una dintre fiicele împăratului Friedrich al III-lea și soră cu împăratul Maximilian I. Conform dreptului de succesiune al primului născut, legiferat de tatăl său, îi urmează acestuia la tron când devine major, în 1515. Din 1516, pentru a evita lupte interne ce ar fi pus în pericol unitatea principatului, Wilhelm împarte conducerea cu fratele său mai mic Ludovic al X-lea, fiindcă acesta era puternic susținut de nobilime. Abia după moartea acestuia (1545), domnește singur. Politica Bavariei în timpul guvernării celor doi frați, este destul de riscantă față de principalele evenimente ale epocii, Reforma și Războiului țărănesc german, dar având o poziție ambiguă, ei reușesc să evite implicarea țării în evenimente și să evite consecințele lor sângeroase. Jacobaea de Baden era fiica marchizului Philipp de Baden cu soția sa Elisabeth, fiica principelui elector Philipp von Pfalz și s-a căsătorit cu Wilhelm al IV-lea în 5 octombrie 1522. Primul lor fiu s-a născut în 1526 - anul pictării acestor portrete - și a murit în 1534. (Pentru datele despre principi Cf. Gisela Goldberg 1986). Lucrările au fost achiziționate ca opere de Lucas Cranach c.B. și astfel apar menționate în catalogul manuscris (Ä.K) și apoi în cataloagele Galeriei Brukenthal din 1844 și 1893. Frimmel (1894) le atribuie lui Wertinger, menționând și cele două replici de la München. Cataloagele (1901; 1909) și albumul (1903), întocmite de M. Csaki, nu modifică această atribuire și ea rămâne neschimbată până acum. Tablourile sunt menționate în Lexiconul Thieme-Becker ca lucrări din atelierul lui Wertinger, fiind mai târziu comentate de E. Schilleru (1954) și confirmate ca originale de Wertinger. Erich Egg și Kurt Löcher (mai 1964) recunosc și ei operele ca fiind ale lui Wertinger, apoi au fost comentate din nou de T. lonescu (1967). Au participat la expoziția: Deutsche Kunst der Dürer Zeit (Dresda 1971). | Muzeul Național Brukenthal, Sibiu | Cimec    |
|      | Cele nouă nimfe Autor: Schonfeld, Heinrich Johann | Datare: Sec. XVII Material: ulei pe pânză | De la primele cuvinte ale textului pe care i-l dedica în catalogul expoziției retrospective Schönfeld de la Ulm, Herbert Pée (1967), afirma că titlul lucrării e greșit si o reintitulează: "Peisaj din Arcadia cu satiri și nimfe dansând" (cf. nr. cat. 8), ca fiind mai potrivit scenei reprezentate. Gustul pictorului german pentru scenele cu caracter antichizant, ce se manifestă și în această lucrare, vădește influența lui Poussin, pe care Schönfeld o asimilează în anii șederii în Italia. Peisajele cu ruine antice din împrejurimile Romei i-au fost principala sursă de inspirație, pentru realizarea cadrului idilic, ce contribuie mult la crearea atmosferei antichizante și poetice a acestui tablou, în care personajele mitologice se încadrează firesc. Gesturile grațioase (ușor teatrale), ale muzelor ca și vestimentația lor sumară, accentuează nota clasicizantă a ansamblului și dinamizează compoziția. Senzația de spațiu vast e amplificată de perspectiva adâncă spre un fundal cu ape și munți, dar mai mult de golul cerului albastru cu nori albi, reflectând în tonalitati de oranj lumina soarelui. Tonalitățile dominante de albastru, alb și griuri ale cadrului peisagistic și accentele de albastru, roșu, galben ale vestimentației muzelor și celor câtorva obiecte și arme din prim-plan dreapta, ca și lumina blândă, "mediteraneană", conferă scenei nota paradisiacă specifică influenței stilului lui Poussin, care se face simțită în această operă datată pe la 1633-1635 (cf. Götz Adriani, 1982). Concepția de tip dramatic a compoziției și siluetele personajelor cu mișcarea lor grațioasă și elegantă, definesc totuși notele personale, o anume originalitate a lui Schönfeld, deosebindu-l de epigonii italieni și germani ai lui Poussin și Lorrain. Tabloul a fost achiziționat de Samuel von Brukenthal și apare menționat în vechiul catalog manuscris de pe la 1800 (Ä.K.) și pe urmă în celelalte două cataloage editate în secolul XIX (1844 si 1893), ca operă a lui Schönfeld, (ca și pandantul său - Muzeul Brukenthal nr. inv. 1056; cf. H. Pée nr. cat. 9 - aflat actualmente la restaurare). Această paternitate e confirmată și de Frimmel (1894) și rămâne neschimbată în cataloagele lui Michael Csaki (1901 și 1909). E. Bénezit menționează lucrarea de la Muzeul Brukenthal în dicționarul său (vol. 7) și ea este comentată și reprodusă și în catalogul întocmit de Herbert Pée cu prilejul expoziției retrospective din 1967 de la Ulm. Götz Adriani în cartea sa (trad. rom. 1982), reproduce lucrarea, considerând-o reprezentativă pentru opera lui Schönfeld. | Muzeul Național Brukenthal, Sibiu | Cimec    |
|      | Pictorul Nicolas Buck Autor: Kupeczky Janos | Datare: 1718 Material: ulei pe pânză | Datarea tabloului se face după inscripția de pe sulul de sub mâna în care personajul ține paleta de pictură și spre care acesta arată cu degetul celeilalte mâini: Ich habe sonst gezeigt Floreten wohl zu führen Und in die Chirurgie mich auch versiert gemacht Nun mehro mit der Zeit kann mich das Mahlen zieren Das Tanzen hat mich schon an Kaisers Hof gebracht. Nicol. Buck aus Schwaben 1718. ("De obicei v-am aratat cum se mânuiesc floretele / M-am dovedit destoinic și-n ale chirurgiei / Și-n continuare cu pictura am să mă-ndeletnicesc / Dansul m-a adus la curtea împaratului / Nikolas Buck din Suabia 1718."/) Tabloul provenind din Colecția Brukenthal, apare în catalogul manuscris întocmit în jurul anului 1800 (Ä.K.), deci în timpul vieții baronului Samuel von Brukenthal (1721 - 1803), la nr. 23 în cadrul Școlii germane. În cataloagele colecției aparute în sec. XIX (1844; 1893), lucrarea e înscrisă ca operă a lui Niklas (Nicolaus, Nikolaus, Nicolas) Buck și anume ca autoportret, tocmai pe baza inscripției menționate. Theodor von Frimmel (Münchner Allgemeinen..., 1899), considera lucrarea ca operă a lui Kupetzky, menționând și o reproducere a ei gravată în cupru, executată la 1720, iar apoi discută tabloul cu această atribuire în Geschichte der Wiener Gemäldesammlungen (1899), amintind și reproducând inscripția cu datarea 1718, pomenind din nou gravura din 1720, dar numind aici pe El(ias) Schaffhauser ca realizator al ei. Considerându-l operă a lui Kupetzky, va comenta și reproduce Frimmel portretul și în 1905. Michael Csaki, custodele Muzeului Brukenthal, în cataloagele sale de la 1901 și 1909, păstrează această atribuire propusă de Frimmel. Se pronunță net în favoarea paternității lui Kupetzky asupra lucrării, Eduard Šafarik în pertinenta sa monografie dedicată pictorului în 1928, apoi o menționează cu această atribuire istoricul de artă român Eugen Schilleru în studiul său despre Muzeul Brukenthal, din 1954. Pe de altă parte exprima rezerve, considerând-o lucrare ce provine din atelierul lui Kupetzky, Frantíšek Dvorák, în cartea sa despre Kupecký portretist al Barocului, din 1956. Dar putem presupune că el n-a văzut tabloul, pe care de fapt nu-l comentează în text, ci a facut atribuirea după fotografia alb-negru (de proastă calitate) pe care o reproduce în carte, considerând că ar fi vorba de portretul unui pictor necunoscut, fapt ce dovedește și că nu avea cunoștință, sau a ignorat inscripția ce pomenește numele lui Buck. Într-o scrisoare din 10.02.1967 aflată în Cabinetul de documentare a Galeriei de artă Brukenthal, Eduard Šafarik reconfirma cu hotărâre că tabloul este un original pictat de Kupetzky: "Aici problema e foarte clară. Există într-adevăr o copie din 1720, dar tabloul e fără nici o îndoială o lucrare de mâna lui Kupetzky". V. Mureșan comenteaza lucrarea în studiile sale din 1987 si 1996, fara a pune la îndoiala paternitatea lui Kupetzky. Dupa realizarea tehnica si dupa expresivitatea cu care este redata figura personajului, cu amestecul sau de voie-buna si ironie, tabloul este desigur o opera a lui Kupetzky si înca una dintre cele mai bine realizate. Portretul în trei-sferturi, punerea în pagină, poziția și gestica modelului, desenul ferm, cromatica în dominanta de brun-negru și roșu violet (de posibilă sorginte rembradtiană) a vestimentației, cu accentele de contrast în alb strălucitor de la mânecă și guler, toate construite cu intenția de a evidenția fizionomia și mâinile personajului, sunt mijloacele de expresie caracteristice stilului portretistic al lui Kupetzky. De asemenea, fundalul neutru tot în tonuri închise, ca și lumina cu intonații caravagiste sunt specifice pictorului din Boemia și argumentează în favoarea apartenenței portretului, la opera acestuia. Se mai poate remarca folosirea unor fine accente de roșu cu umbre în nuanțe complementare de verde-oliv, pe care Kupetzky le folosește la redarea pielii feței și mâinilor personajelor din portretele sale și care apar și în cadrul acestui tablou reprezentându-l pe Nicolaus Buck. Cea mai realizată este expresia figurii lui Buck, pictorul surprinzând un amestec de tinerețe, îndrăzneală și entuziasm, de șiretenie glumeață, greu de redat în portrete, fapt care face din tabloul de la Sibiu o lucrare de excepție în opera lui Kupezky. În privința personajului portretizat, se pot spune puține lucruri, iar acestea se rezumă la chiar date furnizate de inscripția de pe tabloul aflat la Muzeul Brukenthal: Nicol. Buck, originar din Schwaben, trăia la Viena pe la 1718-1720. În mod ciudat nu se cunoaște nici o lucrare a pictorului Buck, însăși faptul că e considerat pictor datorându-se acestui portret în care ține paleta și pensulele în mână și pânza întinsă pe sașiu. Un pictor profesionist ar putea observa că tocmai felul cum ține în mână acest instrumentar, nu este cel mai firesc pentru un pictor autentic. Inscripția pe care personajul o indică, oarecum, cu degetul mâinii stângi, este și ea concepută la modul zeflemitor și lăudăros al unui aventurier educat, care se mândrește că a făcut de toate și a avut mereu succes, (inclusiv la curte!), iar: Nun mehro mit der Zeit kann mich das Mahlen zieren. Afirmația apare mai degrabă ca o promisiune, "amenințare" retorică ("de-acum înainte să vedeți că voi și picta!"), nu ca o profesiune deja practicată. Turbanul de pe cap, care apare și în câteva autoportrete ale lui Kupetzky, ca și alte detalii ale costumației par concepute scenografic de către portretist pentru modelul său, tocmai pentru ca deghizamentul acestuia să fie cât mai convingător și să confirme afirmația din inscripție și noua ipostază în care Buck se prezintă. | Muzeul Național Brukenthal, Sibiu | Cimec    |
|      | Drum la marginea pădurii Autor: Brueghel I, Jan | Datare: Sec. XVII Material: ulei pe cupru | Opera lui Jan Brueghel cel Bătrân reflectă o schimbare în tratarea picturii de peisaj din jurul anului 1600. Pornind de la peisajul panoramic cu linia orizontului sus, cu preferință pentru verticale și cu o gradare accentuată a terenului, acesta cedează în favoarea celui de șes cu linia orizontului mai jos, cu preferință pentru orizontale și cu terenuri ce se îmbină. Schema coloristică se schimbă de la maron-verde-albastru pentru prim plan, centru și fundal, către o nuanță generală care cuprinde întreaga suprafață. Dacă în opera lui imaginea este în principal convențională, în detaliile componente ale peisajului Brueghel Jan se pot regasi, cu precizie și veridicitate, trăsăturile atent observate ale unei naturi familiare vieții contemporane din Flandra secolului XVI. Concret și indivudualizat, peisajul Brueghel Jan face ca ansamblul să nu poată fi localizat geografic într-un anume loc. Lucrări pandant, "Peisaj cu căruțe" și "Drum la marginea pădurii", cópii de secol XVIII, se circumscriu tipului de peisaj numit de Ertz "peisaj cu spațiu împărțit". În "Drum la marginea pădurii" ochiul privitorului poate să urmărească drumul principal până în îndepărtatul orizont dar și cărările care se bifurcă și se deschid spre alte orizonturi. Ceea ce este diferit la "Peisajul cu căruțe", apropiată ca factură de "Drum de pădure cu călători" de la Metropolitan Museum, New York, este lățimea drumului, numărul redus al copacilor care nu mai formează un "acoperiș" și secțiunea orizontală caracteristică peisajului de șes. Cele două oaze de lumină împart peisajul, o reminescență a "peisajului terasat", și creează impresia de distanță. Dacă traseul drumului pare pierdut, distanța câștigă teren. Câmpia brabansonă cu drumurile ei este animată de prezența căruțasilor, de valonii lui Brueghel ocupați cu munca lor. Sentimentul naturii este puternic la acest pictor care își risipește personajele într-un peisaj panoramic, văzut în perspectiva bird flight view asociată cu optica frontală. Mijloacele picturale folosite de Brueghel au permis obținerea unității atmosferice, un desen ferm și cromatică vie, plină de strălucire. În 1894 Frimmel a schimbat atribuirea anterioară - Pieter Brueghel - menționată în catalogul manuscris al galeriei (Ä.K.), cu Jan Brueghel, remarcând că este vorba de o copie din secolul XVIII. Opinia lui a fost confirmată de Walter Bernt (cf. corespondenței 1967), Yvonne Thiéry (cf. corespondenței 1968) și Jan de Maere (opinie verbală 2000), ramânând valabilă și azi. | Muzeul Național Brukenthal, Sibiu | Cimec    |
|      | Împărăteasa Maria Theresia Autor: Meytens, Martin van | Datare: 1754 Material: ulei pe pânză | Tabloul este pandant al celui care-l reprezintă pe Împaratul Franz I (nr.inv.737) și a fost menționat prima dată în catalogul manuscris, întocmit în jurul anului 1800 (Ä.K.) ca operă a lui Martin Meytens. Catalogul din 1844 îl înscrie tot ca aparținând lui Marin Meytens. Lucrarea, executată (ca și pandanta sa), în nota fastuoasă și cu ostentația specifică portretului de curte, este caracteristică pentru stilul portretisticii aristocratice a lui Meytens și pentru gustul epocii. Fizionomia și gestica retorică a personajului, decorația fastuoasă a costumului și cromatica în armonii de tonuri luminoase, strălucitoare, plasează lucrarea în perioada de maturitate a creaței pictorului, când acesta adoptase moda și caracteristicile specifice portretisticii rococoului francez. Împărăteasa e reprezentată în ținuta de gală, într-o costumație bogată în mătăsuri, dantele, brocarturi și blănuri scumpe. Atitudinea plină de siguranță și gestica amplă, dau portretului un accent oficial și impunător, de suveran important și puternic. Cromatica cu armonii de contraste luminoase în care e reprezentată Maria Theresia, apoi tonurile închise ale fundalului ce sugerează un interior, reliefează pregnant prezența împărătesei. Figura e fardată, întinerită, părul pudrat, vestimentația încărcată de perle și bijuterii, de podoabe redate amănunțit. Alte detalii ale cadrului și chiar gesturile puțin artificiale și ostentative ale personajului, pun în evidența titlurile imperiale, însemne ale puterii, coroanele și sceptrele de pe masă aurită din stânga. Astfel lucrarea în ansamblu capăta o atmosferă festivă, însă, în ciuda neîngăduitei asemănări pe care pictorul o dovedește, figura augustului personaj păstrează o notă convențională, fără a dezvălui caracteristici personale sau trăsături de caracter. La sfârșitul secolului al XlX-lea, în catalogul din 1893, e încadrat la "școala lui Meytens", rămânând cu această atribuire și în primul catalog raționat editat de M.Csaki în 1901. În catalogul lui Csaki din 1909, tabloul e reatribuit lui Meytens, iar lexiconul Thieme-Becker (vol. XXV, 1931), îl menționează ca operă de Meytens aflată la Muzeul Brukenthal. În studiul despre pictura austriacă din Colecția Brukenthal, I. Frunzetti și T. Jonescu (1959), comentează pe scurt lucrarea, afirmând pe Meytens ca autor. Tot ca pânză executată de Meytens, Brigitta Lisholm îl datează în jurul anului 1745, anul încoronarii lui Franz I de Lotharingia ca împărat alături de Maria Theresia. B. Lisholm comentează atent tabloul atât în studiul din 1962, cât și în monografia pe care o dedică lui Meytens în 1974. În monografie (nr.cat. 6 și nr.cat. 37), sunt comentate și reproduse alte două portrete pandante ale perechii imperiale ("în mărime naturală"), executate în același an, 1745, cu care tablourile de la Sibiu au certe asemănări, astfel încât nu poate fi exclusă ipoteza că portretele bust de la Muzeul Brukenthal ar fi prime variante ale acestor tablouri, azi aflate la Germanische Nationalmuseum, Nürnberg. V. Mureșan comentează portretul în studiul din 1977 (Revista muzeelor) și în cataloagele editate în Japonia în 1979 și 1995. | Muzeul Național Brukenthal, Sibiu | Cimec    |
|      | Ducele Wilhelm al IV-lea de Bavaria (1493-1550) Autor: Wertinger, Hans Schwab von | Datare: Sec. XVI Material: ulei pe lemn | Datarea se face dupa inscripția de pe panglica dintre blazoanele Bavariei și Badenului: Ich habs im Hercz W.H. i. Bairn und: Mein Hercz (Herz nicht geschrieben, sondern ausgedrückt durch ein rot gemaltes Herz) ist gancz dein aigen. Jacoba H.i. Baden. Und unten die Jahreszahl 1526. (O am în inima W.H.i Bavaria și: Inima mea (Inima nu este scris, ci exprimat printr-o inimă pictată în roșu) este cu totul a ta. Jacoba H.i. Baden. Și jos anul 1526). Nesemnat, datat pe blazonul de pe verso tabloului: 1526. | Muzeul Național Brukenthal, Sibiu | Cimec    |
|      | Silen Autor: Wtewael, Joachim Anthonisz | Datare: Sec. XVII Material: ulei pe lemn | În toate cataloagele Muzeului Brukenthal, lucrarea apare cu titlul de "Bacchus", titlu considerat a fi impropriu. Este știut faptul că în mitologie zeul vinului și al viței de vie este un tânăr. Cultul lui a fost răspândit în întreaga lume veche. La serbările date în cinstea lui (dionysia sau bacchanalia) participă toată lumea, dar mai ales femeile, căci Bacchus era un tânăr chipeș. Bacchus era însoțit de un cortegiu alcătuit din bacchante, sileni și satiri. Cel reprezentat în prezenta lucrare nu poate fi decât Silen, fiul lui Pan, însoțitorul lui Bacchus și cel care l-a format. Silen avea darul profeției și a fost considerat inventatorul flautului. El este reprezentat ca un bătrân caraghios, aproape tot timpul beat, călare pe cal sau măgar. Personajul lucrării justifică schimbarea titlului (Jan Max Tassel, opinie verbală, 1990 și Maria Tudoran, opinie verbală, 1993) întrucât Silen este reprezentat ca un bătrân corpolent, cu capul greoi și privire încețoșată, cu mâini mari ce țin strâns un pahar pe măsura poftei lui. Pe cap are o cunună de viță de vie iar pe umăr este legată pielea unui animal. Wtewael s-a dovedit un fin psiholog în reprezentarea expresivității feței acestui împătimit al vinului, cu viciul imprimat pe figura bufă. Se pot face analogii stilistice cu lucrarea "Notte santa", datată 1618 de la Pommersfelden - Wiesentheid (colecția Graf von Schönborn) și cu "Bacchus" de la Musée de Moulins. În primele cataloage ale galeriei Brukenthal (Ä.K. Gemälde Galerie și Führer durch) lucrarea a fost considerată ca aparținând școlii neerlandeze iar în 1894 Frimmel o atribuie lui Wtewael, atribuire confirmată de Csaki (1901 și 1909). Joachim Wtewael este prezent în Galeria Brukenthal cu înca două lucrări, "Ceres" și "Venus și Cupidon". | Muzeul Național Brukenthal, Sibiu | Cimec    |
|      | Rapirea Proserpinei Autor: Magnasco, Alessandro | Datare: Sec. XVIII - deceniul 4 Material: ulei pe pânză | Achiziționat ca operă a școlii italiene de pictură, tabloul "Răpirea Proserpinei" a fost atribuit lui Magnasco de Theodor von Frimmel în 1894, fiind apoi astfel catalogat în toate publicațiile ulterioare ale muzeului. Începând cu deceniul șase al secolului XX, istorici de artă precum Syamken (1965), Franchina Guelfi (1977), Muti, De Sarno, (1994) prin descifrarea conotațiilor simbolice ale Iconologiei lui Cesare Ripa, intitulează "Răpirea Proserpinei", "Triumful Răului". Triumful Răului reprezintă momentul impactului Proserpinei, răpită de Pluto, în carul sau condus de Cerber și Fenice, cu împarația Tenebrelor. Zeița privește înspăimântată la personajele contorsionate spasmodic, cu chipurile devastate de forțele răului ce le posedă. Ele simbolizează Viciile, reinterpretate de dr. Wolfgang Prohaska (catalogul expoziției retospective de la Milano, 1996). Dr. Prohaska definește Viciile, în succesiunea dispunerii lor de la dreapta spre stânga; Trufia, un bărbat cu diademă pe cap, ține în mâna stânga o oglindă în vreme ce cu dreapta îmbrățișează un păun; Mânia, un bărbat în poziție de atac cu spadă poartă pe creștet un cap de urs fumegând; Voluptatea este ilustrată prin nudul unei femei culcate, într-o poziție lascivă, ce-și cuprinde sânii cu mâinile sub privirile Zgârceniei, o femeie de asemenea nudă, în picioare, în mișcare, ținând mâna stângă pe un lup iar în mâna dreaptă întinsă un săculeț cu bani; urmează în continuare Lăcomia, un viguros nud feminin, într-o mișcare avântată, încadrată de un struț și un porc; în registrul superior Disperarea își smulge părul cu ambele mâini. Exista în această compoziție un dramatism acut, subliniat nu numai prin expresivitatea patetică a chipurilor personajelor ci și prin dinamismul trupurilor, alungite, contorsionate, în mișcare de la dreapta spre stânga, atrase parcă de o forță căreia nu i se pot opune, focul nestins al Infernului. Caracterul integral alegoric al tabloului fac ca această operă, împreună cu "Triumful Binelui" să constituie singurele opere de acest gen din creația lui Magnasco, fiind apreciate, pe bună dreptate, de critica de specialitate, drept capodopere ale artistului, databile în jurul anului 1730. Stilistic și compozițional, "Răpirea Proserpinei" este apropiată de "Triumful lui Bachus" din Muzeul Paul Getty. | Muzeul Național Brukenthal, Sibiu | Cimec    |
|      | Amor ascuțindu-și arcul Autor: Heinz cel Bătrân, Joseph | Datare: Sec. XVI Material: ulei pe lemn de stejar | Tabloul nostru a fost achiziționat ca opera a școlii germane, executată de un anume pictor Rengel dupa Correggio (1844), înscrisă apoi în școala germană, anonimi (1893) și în cele din urmă Csaki (1909) precizează corect autorul lucrării originale după care s-a făcut copia și anume Parmigianino, fără însă a-l cunoaște și pe cel care a executat lucrarea. Atribuirea actuală o datorăm Mariei Olimpia Tudoran (1984) care intrând în posesia catalogului Pinacotecii de la München realizează că tabloul de la Sibiu este de Joseph Heintz cel Bătrân și reprezintă cea de a doua replică pictată de acesta. Lucrarea va fi expusă în expoziția organizată de M. Tudoran în anul 1991, în cele cinci săli de la fațada palatului Brukenthal, intitulată "Replici și interpretări după operele unor mari maeștri italieni", în care apare pentru prima dată numele lui Joseph Heintz cel Bătrân. Tabloul îl reprezintă pe Amor ca pe un adolescent nud, înaripat, în picioare, văzut din spate, cu capul întors ușor spre stânga, cioplindu-și cu cuțitul un arc. Formele sale scăldate în lumină, sunt rotunde, ușor plinute, redate într-un ocru pal, detașându-se cu claritate pe un fond brun închis, în registrul inferior sunt redate busturile a doi puști șăgalnici. De remarcat este tratarea formelor într-o manieră aproape sculpturală. | Muzeul Național Brukenthal, Sibiu | Cimec    |
|      | Maria cu Iisus si Sfântul Ioan Autor: Cranach cel Bătrân, Lucas | Datare: Sec. XVI Material: ulei pe lemn | Pe fundalul unui fragment de peisaj cu castele dominat de cerul ce devine și fundalul compoziției, capul Sfintei Maria se profilează ușor înclinat, cu trăsături regulate, cu o expresie senină dar melancolică. Cei doi copii au trupurile bine redate anatomic, dar au un aer matur, ușor nefiresc au gesturi sugerând dialogul. Cromatica vestimentației Mariei este rafinată, cu pliuri și falduri bine conturate în partea stângă, dar devine opacă și greoaie în dreapta compoziției. Această parte a lucrării apare mult mai stângace în comparație cu restul imaginii, fapt care a determinat în bună măsură îndoielile în privința autenticității ei ca operă a lui Cranach. În ansamblu însă realizarea plastică are caracteristicile operelor de tinerețe ale lui Cranach, când acesta e încă influențat de stilul renascentist italian care a marcat dezvoltarea "Școlii Dunărene". Tabloul provine din Colecția Brukenthal și figurează în catalogul manuscris (Ä.K.) ca operă a unui anonim german, atribuire neschimbată în cataloagele din 1844 si 1893. Th. Frimmel (1894) crede că este vorba de o copie după Cranach cel Bătrân. Primul catalog al lui Michael Csaki din 1901 menționează că ar fi vorba de o lucrare elaborată în atelierul lui Cranach cel Bătrân, apoi același Csaki, în catalogul din 1909 o consideră operă autentică a lui Cranach cel Bătrân. Între timp, în 1903, tabloul participase la retrospectiva Cranach de la Erfurt, unde a fost considerat mai întâi ca operă personală a lui Cranach, care ar fi fost executată pe la 1509-1512, după cum se afirma într-o scrisoare din arhiva Muzeului Brukenthal, semnată de Oscar Döerig, președintele expoziției, expediată Magdeburg în 25.11.1903. Apoi însă, O. Döering, în catalogul expoziției, editat în 1905 împreună cu Georg Voss, consideră că tabloul de la Sibiu este o lucrare de atelier realizată înainte de 1520. Tot cu prilejul expoziției de la Erfurt, tabloul din Muzeul Brukenthal a fost cercetat și de Max J. Friedländer și Jakob Rosenberg, care comparându-l cu lucrările de la Altemburg și Amsterdam ale pictorului german, au tras concluzia că ar fi o realizare de atelier, concluzie reluată și în lucrarea lor din 1932. Specialiști români ca E. Schilleru (1954) și G. Oprescu (1960) menționează tabloul cu aceeași atribuire. Reluând cercetările și afirmațiile anterioare, Tinca Tarangul de la Muzeul Brukenthal corespondează cu Walther Scheidig de la Weimar, care se raliază părerii exprimate de Friedländer și Rosenberg - lucrare de atelier - și confirmă datarea 1518-1520. Obținând fotografia lucrării din Altenburg (aflată la Amsterdam în colecția Birbaum), și a celei din colecția ducelui de Weimar (aflată la Wallraf-Richartz-Museum din Köln), opere cu care (la Erfurt), lucrarea de la Sibiu fusese comparată și i se găsiseră oarecare asemănări. Tarangul scrie în studiul său (1966), că vechea atribuire (lucrare de atelier) e corectă. Mai adaugă și argumentul lipsei semnăturii cu dragon aplicată de Cranach pe lucrările autografe. Teodor lonescu de la Muzeul Brukenthal, în studiul despre Renașterea germană (1967), rămâne și el la ideea că este vorba de o lucrare de atelier. În monografia pe care o dedică lui Cranach, Adina Nanu (1972) reia analiza tabloului și citând-o pe Tinca Tarangul, confirmă concluzia acesteia. Cu prilejul unei expoziții de pictură și gravură Cranach, organizată la București (1973), Werner Schade și Hans-Joachim Gronau (autorii catalogului), comentând lucrarea din Muzeul Brukenthal și discutând afirmațiile lui Friedländer și Rosenberg, afirma că: "Tabloul din Sibiu, una dintre cele mai expresive imagini ale Madonei la Cranach, a fost considerată depreciativ ca o lucrare de atelier." Concluzia lor suna apoi: "O reprezentare aproape identică din Londra (42,5 x 29,2) a fost socotită de Dieter Koepplin ca nefiind originală. Tabloul din Sibiu este categoric mult mai aproape de original dacă nu chiar identic acestuia" (p.57). Opinia noastră este că tabloul, restaurat (ca și majoritatea celorlalte din Colecția Brukenthal între 1896-1899) de către Eduard Gerisch de la Academia din Viena, în 1897, a suferit unele retușări și mici modificări. O altă intervenție sumară între 1985-1986 în laboratorul Muzeului Brukenthal, a constatat că într-adevar în 1897 s-au efectuat operațiuni de curățire a fundalului, retușări, o spălare a verniului și repictări, apoi o refacere parțiala a suportului de lemn și revernisarea cu un verni pe bază de colofoniu. Este probabil ca starea de prezentare a părții drepte a tabloului, precum și alte detalii realizate mai stângaci să se datoreze restaurării mai vechi (1897), restaurarea nouă (1985-86) mai sumară, neînlăturâdu-le, ci mărginindu-se la o nouă consolidare a suportului de lemn al tabloului, curățirea vechiului verni și a depunerilor de impurități și praf, apoi revernisarea lui. La o restaurare de ansamblu a lucrării s-ar putea descoperi noi detalii care ar aduce eventuale lămuriri și - de ce nu - poate confirmarea autenticei paternități a lui Cranach cel Bătrân. | Muzeul Național Brukenthal, Sibiu | Cimec    |
|      | Marinari petrecând Autor: Both, Andries | Datare: Sec. XVII Material: ulei pe cupru | Apărută în Țările de Jos ca un gen minor, fiind inspirată de lucrările alegorice și narative ale lui Pleter Brueghel cel Bătrân, cu personaje numeroase și pitorești, scena de gen a avut inițial un caracter rural. Personajele plebee - țărani, cerșetori, muzicanți, marinari, femei ușoare - principalii protagoniști ai acestor imagini sunt redate în varii ipostaze: în cârciumi, pe ulițe sărăcăcioase, în case sau hanuri, dansând, bând sau încăierându-se. La fel ca majoritea pictorilor de gen, Adriaen Brouwer, Isack și Adriaen van Ostade, David Teniers, cunoscuți ilustratori ai moravurilor populare, Andries Both a reprezentat instantanee ale spectacolului existenței cotidiene. Asemeni lor, Both s-a concentrat mai mult pe fizionomii și gestică, pe detalii de vestimentație și mai puțin asupra cadrului ambiental. Lucrări pandant "Țărani jucând carți" și "Petrecere cu marinari" sunt mici clișee dar pline de atmosferă realizate într-o tonalitate veselă ce amintesc de bambociade. Țăranii din lucrarea lui Both ne amintesc de trișorii lui Caravaggio, împătimiți ai jocului de cărți, o tema importantă în pictura de gen, la fel de raspândită în Olanda, la Utrecht mai ales, cunoscut centru pentru activitatea pictorilor caravagiști. Both i-a surprins pe acești împătimiți chiar pe stradă. Figurația compusă din perechi este în echilibru, asemeni balanței: doi jucători șezând, doi chibiți stând în picioare, și posibil un al doilea grup de jucători cu spatele la privitor. Nu sunt comentarii zgomotoase, nici încăierări, cuvântul cheie fiind concentrarea. Întrebându-se cum va evolua jocul, cine are mâna bună, se creaza o atmosferă de așteptare între cei prezenți, întreaga atenție se îndreaptă asupra jucătorilor de cărți. Figurile lor și a celor doi chibiți îl prezintă pe Both ca pe un portretist abil și original ce realizează fizionomii de o reală penetrație psihologică. Lucrarea "Petrecere cu marinari" ne introduce în atmosfera unei Tabagie așa cum se numeau tavernele și unde oamenii puteau să "tragă la măsea" sau să se răsfețe cu plăcerile interzise ale "băutului de tabac". În secolul XVII tabacul a avut rol similar cu cel al drogurilor din zilele noastre, întrucât oamenii fumau din pipe de lut cu coadă foarte scurtă iar nicotina era asimilată complet și repede, producând intoxicarea organismului. Personajele prezente în Tabagie, marinarii și femeile cu moravuri ușoare stau în jurul mesei absorbiți de discuții. Bărbații uită de problemele cotidiene și-și caută refugiul în paharul cu vin sau în brațele unei femei. Cele trei personaje puse în lumină crează un sentiment de anonimat și detașare față de lume și în același timp deschid loc pentru satira moralizatoare. Dincolo de formula compozițională stereotipă, de tipologii și atitudini repetate până la manieră, de anecdotică, o asemenea operă are meritul de a dezvălui dragostea și iscusința artistului în redarea subiectelor. Precizia tușei, exactitatea formelor, rafinamentul acordurilor de ocru, brun, cenușiu, roșu vermilon și albastru stins, contrastele luminoase și cele umbrite, delicatețea tratării, toate acestea sunt argumente pentru un stil caracteristic lui Andries Both. În vechile cataloage (Ä.K. și Führer durch...) cele două lucrări au fost înscrise ca aparținând școlii olandeze iar cele din 1844 și 1901 au facut trimitere la Pietre van Laer. Bredius și Hofstede au atribuit lucrarea lui Andries Both. | Muzeul Național Brukenthal, Sibiu | Cimec    |
|      | Triumful bisericii Autor: Po, Giacomo del | Datare: Sec. XVIII Material: ulei pe pânză | Tabloul din colecția sibiană este ilustrativ pentru opera artistului înscriindu-se după opinia Laurei Muti (Segnalazioni) în perioada cuprinsă între anii 1705 - 1710, tocmai datorită modului de aplicare a umbrelor închise și dense de derivație Solimena. Totodată el reflectă și demersul artistului pentru deschiderea paletei cromatice, sensibil vizibilă în registrul superior. Așa după cum se poate vedea, lucrarea, concepută pe două planuri pe verticală, ilustrează triumful bisericii creștine simbolizată, în registrul superior de o femeie încoronată, probabil Elena, mama lui Constantin cel Mare, ce ține în mâna stângă ridicată o statuetă de împărat, cu siguranță Constantin legiferatorul creștinismului. În registrul inferior central este redat îngerul morții sub chipul unui bărbat matur înaripat ce ține în mâna dreaptă secera, înconjurat de o mulțime de trupuri moarte sau agonizânde. Registrul inferior, în care mișcarea este descendentă, este întunecat, redat în brun închis cu accente de ocru și verde cadaveric, delimitându-se cu claritate de cel superior în care mișcarea personajului principal - biserica -, realizat în tonalități de gri albastru cu zone de alb perlat, și ocru pal, ascendentă, apoteotică. Achiziționat ca operă a școlii italiene de pictură, Giuseppe del Po (Ä.K), este consemnat apoi la anonimi italieni (1844,1893) până la Frimmel (1894), care-l reatribuie lui Giuseppe del Po. Tot astfel va fi încadrat și în catalogul lui Csaki din 1909. M.O. Tudoran (2002) în baza studiului bibliografic încadrează corect lucrarea în opera lui Giacomo del Po, denumire sub care va fi publicată și de colaboratoarea noastră Laura Muti. | Muzeul Național Brukenthal, Sibiu | Cimec    |
|      | Moartea Cleopatrei Autor: Cagnacci, Guido | Datare: Sec. XVII Material: ulei pe pânză | Tabloul o reprezintă pe Cleopatra seminudă, șezând în fotoliu, în ultimele clipe de viață, cu capul căzut într-o parte. Pe brațul drept se vede șarpele de Nil care i-a provocat moartea. Artistul insistă în această lucrare asupra redării frumuseții nude a reginei, a formelor sale statuare, a carnației calde și senzuale, ce trădează influența clasicismului marilor pictori renascentiști venețieni din Cinquecento. Lucrarea a fost achiziționată ca aparținând unui anonim din școala italiană (Ä. K.), si catalogată în 1893 ca operă a lui Guido Canlassi, apoi copie după Moartea Cleopatrei a lui Carracci de la muzeul din Viena (Frimmel, 1894; Csaki, 1909). Tabloul de la Viena este de fapt o amplă compoziție ilustrând moartea celebrei regine, înconjurată de cinci sclave, care-și exprimă durerea prin gesturi și plânset. Zona centrală a tabloului vienez este identică cu tabloul de la Sibiu, aici lipsind personajele înconjurătoare. Cu alte cuvinte în ideea că lucrarea de la Sibiu reprezintă o copie dupa tabloul de la Viena, aceasta copie este liberă, artistul permițându-și reproducerea doar a zonei centrale a Morții Cleopatrei de la Viena. Aproape un secol Moartea Cleopatrei din colecția sibiana a fost etichetată drept o copie după originalul de la Viena, până în octombrie 2001 când doi istorici de artă italieni, Laura Muti și Daniele de Sarno Prignano, originari din Rimini, autori a mai multor cataloage și monografii, sosiți la Sibiu atrag atenția asupra calității de necontestat a operei în discuție, maniera proprie lui Cagnacci de redare a carnației, a sânilor, a gurii, a brațelor, a mâinii, a epidermei Cleopatrei, calități care au ieșit și mai pregnant în evidența la analiza cu UV, și după restaurarea sa de către domnul Ion Muntean în anul 2002. Concluzia la care au ajuns domniile lor și care a fost confirmată ulterior și de restaurarea operei a fost "...senza dubbio un originale de Guido Cagnacci". Sub această certă atribuire Laura Muti și Daniele de Sarno Prignano au și publicat lucrarea în volumul pe care l-au editat anul acesta în Italia, volum în care un nucleu important de pictură italiană, puțin sau deloc cunoscută de cercetătorii italieni, inclusiv atribuirile pe care cei doi experți le-au facut la Sibiu, au fost publicate în studiul "Segnalazioni dai Museo Brukenthal di Sibiu". Studiul este urmat de un catalog documentat, cu douăzeci și opt de poziții. Concluzia reeferitoare la "Moartea Cleopatrei" din colecția de la Sibiu a fost aceea a unui original de Cagnacci care reprezintă fie studiul pentru compoziția de la Viena, fie reluarea de către artist a nucleului central al acesteia, (deci o replicare autografă) nucleu care de fapt reprezintă partea cea mai frumoasă și mai relevantă a operei. | Muzeul Național Brukenthal, Sibiu | Cimec    |
|      | Violonistul în fereastră Autor: Silingeland, Cornelisz van | Datare: Sec. XVII Material: ulei pe lemn | Tipul personajului reprezentat bust, într-o fereastră cu ancadrament semicircular de piatră și însoțit de accesorii care fac trimitere la funcția sa socială, derivă din modele ale creațiilor lui Frans van Mieris cel Batrân și, mai ales, Gerard Dou (în cazul acestuia cu referință pregnantă la lucrarea Trompetistul de la Muzeul Luvru din Paris). Conceput ca un tablou de cabinet de mici dimensiuni, urmărind obținerea unor efecte decorativ-descriptive pe gustul clientelei burgheze, lucrarea de la Sibiu vădește aplicația artistului în acest sens; pot fi semnalate, astfel, căutarea prețiozităților cromatice (la costum) sau transcrierea pedantă a unor infime detalii (la dantela mânecilor, la instrumentul de suflat sau la caietul de note muzicale). O variantă a acestui tablou se păstrează la Staatliches Museum din Schwerin. Theodor von Frimmel (1894) comentează piesa de la Sibiu ca pe o copie a acesteia. M. Csaki (1909), B.J.A. Renckens (corespondență, Haga, 1962), T. lonescu (1964) și I. Kuznetov (opinie verbală, Sibiu, 1974) o consideră însă drept un original. J.M. Tassel (opinie verbală, Sibiu, 1990) reconfirmă ipoteza lui Frimmel. | Muzeul Național Brukenthal, Sibiu | Cimec    |
|      | Baronul Samuel von Brukenthal | Datare: Sec. XVIII Școală: Atelier austriac Material: ulei pe pânză | Portretul îl reprezinta pe baronul Brukenthal într-o atitudine și cu gestică ce sugerează dialogul cu un personaj neprezentat în imagine. Ținuta e sobră, redată în tonuri închise, ordinul "Sfântul Ștefan" de pe piept, jaboul și manșetele de dantelă, sunt singurele detalii decorative ale imaginii. Pe fundalul întunecat, această vestimentație austeră e menită a sublinia figura baronului, cu trăsături virile și energice, a cărui asemanare cu personajul real nu poate fi pusă la îndoială, dacă e comparată cu alte portrete ale lui Brukenthal aflate în colecția muzeului din Sibiu, în favoarea fidelității redării chipului, pledează și marcarea unor detalii fizionomice individuale și fără îndoială autentice, nasul coroiat, buzele groase, ridurile fetei, ceea ce duce la concluzia că cel portretizat n-a cerut o reprezentare "înfrumusețată", în pofida celor câteva efecte de "fard" plasate pe chipul modelului. Paternitatea portretului a iscat multe discuții și ipoteze. După cum precizează M. Csaki în cataloagele sale din 1901 și 1909, portretul a aparținut familiei Brukenthal și a fost donat muzeului abia în 1875 de către baroana Louise von Brukenthal. În aceste cataloage, M. Csaki îl menționează ca lucrare a unui pictor transilvănean anonim, într-un studiu din 1956 Julius Bielz - pe atunci custode al Muzeului Brukenthal - identifica pe autorul tabloului cu Johann Martin Stock (1742 - 1800), pictor transilvănean care a mai lucrat pentru Samuel Brukenthal. Ceva mai târziu, Hans Auernhammer de la Viena (corespondență, martie 1963), considera însă că tabloul nu poate aparține unui artist vienez de pe la 1765 - 1775 din anturajul lui Meytens, (cum opina corespondentul său din Sibiu), fiindcă are un "spirit neconvențional și burghez". În același an, Dr. Glück din Viena opina tot într-o scrisoare (2-05-1963), că: "...tabloul poate fi încadrat în pictura vieneză de portret a sec. XVIII. Aparține acelei direcții mai mult burgheze transplantată de Jakob van Schuppen aici..." În fine, îl declarase totusi pe Meytens autor al acestui tablou, un alt fost curator al Galeriei Brukenthal, Teodor lonescu în anul 1962, în urma unei discuții la Sibiu, cu Brigitta Lisholm, autoarea monografiei lui Meytens din 1974, dar în care monografie, pânza nu este nici comentată nici măcar menționată. De altfel, într-un studiu despre lucrările lui Meytens din Muzeul Brukenthal, publicat la scurt timp după vizita la Sibiu, Lisholm (1962) nu menționase acest tablou printre operele maestrului austriac. Revenind asupra dezbaterii, subsemnatul, am considerat că totuși ar fi vorba de o lucrare de Meytens (V. Muresan 1977, 1995), iar Elena Popescu de la Sibiu, în monografia consacrată lui Stock (2000), revine la ipoteza că totuși acesta ar fi autorul tabloului. La o mai atentă cercetare, asupra vieții lui Brukenthal se constată că acesta a primit Ordinul "Sfântul Ștefan" în 1765. A devenit comandor al ordinului, primind crucea mică, în 1774, iar la 1787 a ajuns la cea mai înaltă treaptă a ordinului, primind marea cruce și colanul de aur. Dar, în portretul în discuție, personajul are pe piept marea cruce și eșarfa, însemne ale celui mai înalt rang în cadrul Ordinului "Sfântul Ștefan". Executat deci după 1787, tabloul nu mai poate fi nicicum asociat de numele lui Meytens, cronologic ar putea fi o lucrare a lui Stock, dar opinăm că e ceva mai bun decât alte opere ale acestuia și considerăm ca ar fi mai degrabă vorba de opera unui pictor austriac, al cărui nume ne ramâne însă deocamdată necunoscut. | Muzeul Național Brukenthal, Sibiu | Cimec    |
|      | Sfântul Ieronim Autor: Reymerswaele, Marinus van | Datare: Sec. XVI Material: ulei pe lemn | Reprezentările Sf. leronim, considerat în vremea Reformei patronul savanților, s-au bucurat în mentalul și cultura figurativă din Țările de Jos ale numitei perioade de o notabilă vogă. Contemplarea morții iminente (memento mori) se face, deopotrivă, prin disprețul pentru lumesc, imanent (contemptus muncii). Reprezentările Sf. leronim - pentru a exprima între cele mai elocvente exemple, această idee eixortativă - sunt redevabile publicării de către Erasmus a scrierilor Sf. leronim, cu deosebire celebra Epistula unde Sf. leronim dezvoltă o incitantă meditație asupra Judecătii de Apoi și a vieții eterne. În afara lucrării din colecția sibiană, pot fi semnalate, în ordine cronolgică, exemplarele cu același subiect de la: Madrid (Museo del Prado, 1521), München (Vânzarea Helbing, datat 1528), Madrid (Academia San Fernando, 1535), Anvers (Musées Royaux des Beaux-Arts, 1541), Madrid (Museo del Prado, 1547), precum și cele nedatate de la: Amsterdam (Rijksmuseum), Viena (Kunsthistorisches Museum), Stockholm (National Musuem), Karlsruhe (colecția Hoffmann) s.a. Deși realizarea acestui subiect se eșalonează pe întinderea unui sfert de secol, evoluția ei stilistică nu suferă mari modificări. Încă de la prototipul din 1521, pot fi observate apoi înrudiri cu lucrările cu subiect similar din opera lui Q. Metsys, Dürer și (în gravura) Lucas van Leyden. Particularitățile exemplarului de la Sibiu vizează câteva repere: expresia ochilor nu trădează tradiționala angoasă, fața - emachiată - nu e excesiv ridată, mâinile, într-o crispare ușoară, sunt lipsite de generalul aspect convulsiv, acordul cromatic roșu-oranj-brun cu alb înlocuiește obișnuitele contraste decorative, în fine, decorul este relativ simplificat. Potrivit lui Paul Philippot, unul dintre cei mai marcanți exegeți ai manierismului din Țările de Jos, Van Reymerswaele instituie, alături de Jan van Hemessen, "intelectualizarea manieristă a formei - pentru-altul", care determină creșterea importanței iconice a prim-planului, care devine oratoric. Van Reymerswaele - la lexiconul temei în discuție - este ab initio novator: îl transferă pe Sf. leronim din peisajul cvasi-montan (Bosch și Patenier) într-un interior neutru esențializat în viata în nemișcare a prim-planului. Varianta de la Sibiu e una dintre cele mai târzii a seriei respective, databilă în jurul lui 1545. Maniera manieristă e cel mai pregnant detectabilă în exacerbarea formală a "gesticii vorbitoare". Structiv, comput digitalis e fundamentat pe o originală antiteză (compunerea mâinilor, care sugerează dihotomia benedicțiune-indicare craniului, dar poate trimite și la regimul crepuscular al vieții în nemișcare, al graniței iconice dintre avertisment și răscumparare). Treptele timpului purificator sunt sugerate prin intermediul imaginii în imagine (statueta cu Răstignirea lui Christos și Biblia având ca ilustrație Învierea lui Cristos). În cheie iconologică de tip Hans Sedlmayr, sensul analogic e, firește, memento mori. Acestuia îi sunt subordonate reperele iconice ale oglindirii, precum sfeșnicul, irisul ochilor sfântului sau lumânarea stinsă la jumătatea verticalei ei; la acest ultim reper, nu trebuie uitat amănuntul ca în secolul XVI orele se mai măsurau și prin lumânarile consumate: altfel spus, "ora sfârșitului" încă nu sosise; răscumpărarea, de aceea, trebuia să aibă la bază discernamântul între in bono și in malo, sugerat prin eclerajul adoptat la luminarea prim-planului (și care, astfel, vom observa, prefigurează caroiajul scenografic din naturile statice de tip Georg Flegel, Osias Beert I sau Clara Peeters). În favoarea actualei paternități s-au pronunțat Th. Von Frimmel (care o și instituie în 1894), M. Csaki (1901, 1909), P. Bautier (1940), L. van Puyvelde (corespondență, 1958), T. lonescu (1956, 1964), J. De Maere (opinie verbală, 2000). | Muzeul Național Brukenthal, Sibiu | Cimec    |
|      | Țărani jucând cărți Autor: Both, Andries | Datare: Sec. XVII Material: ulei pe cupru | Apărută în Țările de Jos ca un gen minor, fiind inspirată de lucrările alegorice și narative ale lui Pieter Brueghel cel Batrân, cu personaje numeroase și pitorești, scenă de gen a avut inițial un caracter rural. Personajele plebee - țărani, cerșetori, muzicanți, marinari, femei ușoare - principalii protagoniști ai acestor imagini sunt redate în varii ipostaze: în cârciumi, pe ulițe sărăcacioase, în case sau hanuri, dansând, bând sau încăierându-se. La fel ca majoritea pictorilor de gen, Adriaen Brouwer, Isack și Adriaen van Ostade, David Teniers, cunoscuți ilustratori ai moravurilor populare, Andries Both a reprezentat instantanee ale spectacolului existenței cotidiene. Asemeni lor, Both s-a concentrat mai mult pe fizionomii și gestică, pe detalii de vestimentație și mai puțin asupra cadrului ambiental. Lucrări pandant "Țărani jucând cărți" și "Petrecere cu marinari" sunt mici clișee dar pline de atmosfera realizate într-o tonalitate veselă ce amintesc de bambociade. Țăranii din lucrarea lui Both ne amintesc de trișorii lui Caravaggio, împatimți ai jocului de cărți, o temă importantă în pictura de gen, la fel de răspândită în Olanda, la Utrecht mai ales, cunoscut centru pentru activitatea pictorilor caravagisti. Both i-a surprins pe acești împătimiți chiar pe stradă. Figurația compusă din perechi este în echilibru, asemeni balanței: doi jucători șezând, doi chibiți stând în picioare, și posibil un al doilea grup de jucători cu spatele la privitor. Nu sunt comentarii zgomotoase, nici încăierări, cuvântul cheie fiind concentrarea. Întrebându-se cum va evolua jocul, cine are mâna bună, se crează o atmosferă de așteptare între cei prezenți, întreaga atenție se îndreaptă asupra jucătorilor de cărți. Figurile lor și a celor doi chibiți îl prezintă pe Both ca pe un portretist abil și original ce realizează fizionomii de o reala penetrație psihologică. Lucrarea "Petrecere cu marinari" ne introduce în atmosfera unei Tabagie așa cum se numeau tavernele și unde oamenii puteau să "tragă la masea" sau să se răsfețe cu plăcerile interzise ale "băutului de tabac". În secolul XVII tabacul a avut rol similar cu cel al drogurilor din zilele noastre, întrucât oamenii fumau din pipe de lut cu coada foarte scurtă iar nicotina era asimilată complet și repede, producând intoxicarea organismului. Personajele prezente în Tabagie, marinarii și femeile cu moravuri ușoare stau în jurul mesei absorbiți de discuții. Barbații uită de problemele cotidiene și-și caută refugiul în paharul cu vin sau în brațele unei femei. Cele trei personaje puse în lumină crează un sentiment de anonimat și detașare față de lume și în același timp deschid loc pentru satira moralizatoare. Dincolo de formula compozițională stereotipă, de tipologii și atitudini repetate până la manieră, de anecdotică, o asemenea operă are meritul de a dezvălui dragostea și iscusința artistului în redarea subiectelor. Precizia tușei, exactitatea formelor, rafinamentul acordurilor de ocru, brun, cenușiu, roșu vermilon și albastru stins, contrastele luminoase și cele umbrite, delicatețea tratării, toate acestea sunt argumente pentru un stil caracteristic lui Andries Both. În vechile cataloage (Ä.K. și Führer durch...) cele două lucrări au fost înscrise ca aparținând școlii olandeze iar cele din 1844 și 1901 au făcut trimitere la Pietre van Laer. Bredius și Hofstede au atribuit lucrarea lui Andries Both. | Muzeul Național Brukenthal, Sibiu | Cimec    |
|      | Peisaj marin după furtună Autor: Momper, Joos de, zis Jodocus | Datare: Sec. XVII Material: ulei pe lemn | Una din temele preferate de Momper, până către 1610, a fost peisajul montan pe care n-a obosit să-l redea până către sfârșitul vieții. Interesul acestui pictor s-a îndreptat apoi spre peisajul deluros valon și întinsele câmpii flamande. Mai rar s-a oprit Momper asupra peisajelor marine. În termenii realizării artistice, Peisajul marin dupa furtună a fost executat spre sfârșitul carierei pictorului. Marea, esența vieții și sursa de prosperitate pentru mulți cetățeni a devenit cel mai frecvent subiect în peisagistica flamandă și olandeză deoarece ea reprezenta viața de fiecare zi a marinarilor cu norocul si ghinionul ei. În mod obișnuit reprezentări cu furtună pe mare au avut semnificație simbolică. Vasul se referă la existența umană iar furtuna a reprezentat tentațiile și greutățile cu care se confruntă omul în călătoria prin viață. Pictura lui Momper este împărțită în mai multe planuri iar siluetele de pe țărm sunt sub "lumina reflectorului" asemeni actorilor aflați pe scenă, subliniind astfel rolul lor. Fascicolul de lumină din stânga are două repere: edificiile de pe colină și personajele de la țărm ce se pregătesc să vină în ajutorul celor aflați pe mare. Pesonajele îsi croiesc drum pe mare sau pe uscat, un drum ce pare că depinde de noroc, sub cerul acoperit de norii grei ce au adus furtuna. Aceasta este o coordonată ce crează atmosfera peisajului. Mișcarea amplă realizată prin jocul diagonalelor compuse de catargul bărcilor, de poziția arborilor și personajelor, raportată la orașul de pe colină oferă libertate de mișcare, emancipată față de regulile manieriste folosite anterior. Ceea ce contribuie la construcția lucrării este și armonia cromatică, Momper folosind paleta monocromă - brunuri calde, albastru gri în contraste luminoase - asemeni peisagiștilor flamanzi și olandezi precum Jan van Goyen și Solomon van Ruisdael. Meritul lui Momper constă în abordarea peisajului ca un subiect pitoresc cu dreptul său. El a făcut un pas înainte către emanciparea picturii de peisaj ca gen autonom în care acesta nu este numai cadru pentru un eveniment ci este tratat ca subiect în sine. | Muzeul Național Brukenthal, Sibiu | Cimec    |
|      | Musafirul fără haine de nuntă Autor: Mol, Peter van | Datare: 1631 Material: ulei pe lemn | Subiectul acestui tablou este foarte rar întâlnit în pictura Țărilor de Jos: A. Pigler (1956) și M. L. Hairs (1965) menționează doar cinci lucrări. Este ilustrată parabola biblică a festinului nupțial încheiat cu spusele regelui (când vede la nunta fiului sau un conviv sărăcacios îmbracat): " mulți sunt chemați, puțini sunt aleși". Liniile constructive ale compoziției converg, urmând diagonalele, către centrul marcat de o lustră. Sala e concepută ca scena unui spectacol al cărei decor e compus din două rânduri de coloane, de care atârnă draperii opulente. Dispunerea grupurilor și atitudinea personajelor, precum și bogăția costumelor și a decorului denotă ascendentul viziunii scenice din tablourile flamande de cabinet cu subiecte religioase tratate ca scene de gen. În acest sens, modelele mai apropiate pot fi "Festinul lui Balthasar" și "Ospățul lui Irod" din creațiile lui G. van Valckenborch, Frans Francken II și Jan Muller. Tonurile vii, saturate și factura întâlnită la realizarea personajelor, precum și, mai ales, gestica teatrală a acestora, relevă ecouri rubensiene. Similitudini în acest sens pot fi depistate atât în creația lui Pieter van Mol (vezi "Diogene căutând un om", Musée des Beaux-Arts, Orléans), cât și în cea a lui Vincent Adriaenssen, zis Vincenzo Malo (vezi "Christos în casa Martei și Mariei", Rijksmuseum, Amsterdam). Theodor von Frimmel (1894) propune la tabloul sibian paternitatea lui Pieter van Mol, propunere preluată și de M. Csaki (1901,1909). Th. Von Frimmel (1921) sugerează apoi numele lui Vincenzo Malo. A. Pigler (1956) și M.L. Hairs (1965) revin la numele lui Van Mol. Jan de Maere (opinie verbală, 2000) opiniază însă cu certitudine pentru Vincent Adriaessen (Vincenzo Malo). | Muzeul Național Brukenthal, Sibiu | Cimec    |
|      | Bărbat cu pipă la fereastră Autor: Mieris, Frans van | Datare: Sec. XVII Material: ulei pe lemn | Cu picturile sale de mici dimensiuni, asemenea miniaturilor, cu teme inspirate, în principal, din societatea burgheză olandeză, pe care le-a surprins cu subtilitate ironică, Van Mieris a devenit unul dintre cei mai în vogă pictori din generația sa. Van Mieris s-a ipostaziat deseori în vestimentație fantezistă, râzând sau făcând grimase, ca în tabloul în discuție. E de presupus ca Van Mieris să fi fost stimulat în acest gen de autoreprezentare de către Rembrandt, de obârșie și el din Leida și cu a cărui operă a putut fi familiarizat și prin intermediul profesorului sau, Gerard Dou, și el elev al lui Rembrandt. Se poate avansa ipoteza că lucrarea de la Sibiu este, de fapt, un autoportret, ținând cont de similitudinile tipologice cu "Autoportretul miniatural", semnat și datat 1662, de la Alte Pinakothek din München. Asemănări compoziționale și iconografice pot fi apoi depistate cu lucrările A Boy Blowing Bubbles (datata 1663), de la Mauritshuis, Haga și cu The Old Violonist (datată 1660, localizare necunoscută, cf. Otto Naumann, Frans van Mieris The Elder, 1981, vol. 2, pp. 36-39). Semnificația iconografică a lucrării de la Sibiu e focalizată de câteva repere: postura personajului și poziția mâinilor sale, pipa cu tutun și sticla cu băutură alcoolică, glaful de piatră al ferestrei și vrejurile de viță-de-vie. Gestul făcut de bărbat cu degetul mic de la mâna dreaptă este o aluzie erotică obscenă. Ea e conexă cu prezența tutunului și a alcoolului (vita voluptuaria). Totul e însă supus curgerii inexorabile a timpului (spărturile și fisurile ancadramentului ferestrei). Depășirea acesteia poate fi în promisiunea învierii (vrejurile de viță-de-vie). Lucrarea dovedește o dată în plus că Van Mieris, prin rafinamentul cromatic și finețea pensulației, trebuie așezat lângă Gerard Dou ca cei mai de seamă exponenți ai așa-numitului detaliu fin, tipic pentru Școala din Leida în a doua jumătate a secolului XVII. Theodor von Frimmel (1894) înscrie tabloul de la Sibiu sub actuala paternitate. Tabloul a fost furat din Pinacoteca Brukenthal în anul 1968 și regăsit după 30 de ani, în 1998, în SUA. Datat centru jos: MDCLVIII (1658). | Muzeul Național Brukenthal, Sibiu | Cimec    |
|      | Portret de bărbat Autor: Mierevelt, Michiel Janszen van | Datare: 1617 Material: ulei pe lemn | Portretul-bust al acestui personaj de vază e compus potrivit formulei tipice pe care artistul a practicat-o neobosit pe tot parcursul creației sale; modelul, orientat de trei-sferturi, privește către spectator și e îmbrăcat într-un costum închis, pe care se detașează un guler elegant de dantelă albă. Semnat și datat stânga, către mijloc: Mierevelt A 16... (ultimele doua cifre greu lizibile). | Muzeul Național Brukenthal, Sibiu | Cimec    |
|      | Portret de bărbat cu craniu Autor: Maestrul legendei Sfântului Augustin | Datare: Sec. XV Material: ulei pe lemn | După moda personajului înfățișat: bascul ca un bulb, cu scurte aripioare (răsucite) protectoare ale urechilor, mantoul cu guler (răsfrânt) căptușit cu blăniță, jiletca răscroită în dreptul mărului lui Adam și legată cu șireturi în față, cămașa subțire, din care e perceptibilă abia o dungă subțire, ca și tunsura care acoperă parțial urechea, tabloul poate fi încadrat cronologic în intervalul 1450/60 - 1470/80. În favoarea acestei încadrări cronologice plededează și amănuntul iconografic al "retezării" mâinii (drepte) a personajului de către cadrul imaginii. Pe spatele tabloului exista illo tempore (cf. Csaki, 1909, pp. 34-35) însemnarea următoare: "Le pour (traic)t de maistre Rogier van der Weyde faict de maistre dirick van Haerlem". Ținând cont de portretul lui Rogier van der Weyden gravat de Hieronymus Cock, se observă imediat diferența sensibilă dintre cele două personaje, trăsăturile somatice ale lui Van der Weyden fiind mult mai aspre și individualizate (nas acvilin, buze cărnoase, ochi adânciți în orbite și acuzat îndepărtați unul de celalalt). Carel van Mander vorbește în celebra sa carte Het Schilder-Boek despre Dirck Bouts numindu-l Dirk din Haarlem. Prezența craniului în iconografia picturii din Țările de Jos din secolul XV poate fi semnalată deja la Rogier van der Weyden, Tripticul Braque, Muzeul Luvru, Paris, databil 1452, unde pe reversul panoului stâng apare un craniu, cu dantura incompletă, și un text în franceză veche referind la orgoliul omenesc. Mai târziu, în jurul lui 1480, la Hans Memling, la Tripticul Vanității Pamântești și a Mântuirii Divine de Ia Musée des Beaux-Arts din Strasbourg apare pe voleul dreapta, jos, un craniu cu dantura incompletă și un text în latină referind la dispariția plăcerilor cărnii și la salvarea sufletului prin credință. Schema iconografică a lucrării sibiene (un craniu parțial acoperit, ținut la pieptul unui bărbat și aratat cu degetul arătator al unei mâini) e perpetuată de o gravură, datată 1520, de Lucas van Leyden, Vanitas: een jonghe man met een schedel in de hand. Apoi, portretele de bărbați însoțiți de cranii și de varii obiecte (clepsidre de obicei) referind la curegerea timpului se înmulțesc, și pot fi astfel semnnalate selectiv "Portretul lui Pompeius Occo" de Dirck Jacobsz, datat circa 1530, de la Rijksmuseum Amsterdam, apoi "Ordensritter" (datat 1531) de Bartholomäus Bruyn cel Batrân, de la Kunsthistorisches Museum din Viena, apoi "Portretul lui Frans van der Straten" (datat 1567) de Pieter Pourbus I, de la Mayer van den Bergh Museum din Anvers, și până la "Portret de barbat cu craniu", (datat 1611) de Frans Hals, de la Barber Institute of Fine Arts, Birmingham sau "Portret de doctor" (datat 1665) de Pieter Nason, de la Dulwich Picture Gallery din Londra. Craniul semmnifica în secolele XIV-XV, avertizează Johan Huizinga în Amurgul Evului Mediu în Țările de Jos, printr-o deliberată ambiguitate: fragilitatea existenței umane, pe de o parte, și speranța în mântuire prin sacrificiul Răstignirii lui Christos. La tabloul de la Sibiu, vom observa la rândul nostru, sunt configurate primele semne iconografice ale sintagmei comput digitalis (în scolastica Evului Mediu aceasta echivalând cu enumerarea argumentelor) în arealul temei Vanităților. În Führer durch die Gemäldegalerie (1893) tabloul sibian e atribuit lui Dirck van Haarlem, ca apoi T. von Frimmel (1894) și M. Csaki (1901) să-l înscrie drept "maniera lui Barthal Bruyn". M. Csaki (1909) îl atribuie apoi lui Dirck Bouts, dar Erwin Panofsky (1958) contestă această paternitate. M.J. Friedländer (1922) propune actuala paternitate. Ea este infirmată de F. Winkler (corespondență, 1965), dar preluată de T. lonescu (începând cu 1964) și menținută până astăzi. Tabloul sibian a fost furat în 1968 și regăsit în 1998 în SUA. | Muzeul Național Brukenthal, Sibiu | Cimec    |
|      | Diagnosticul Autor: Goovaierts, Hendrick | Datare: Sec. XVIII Material: ulei pe pânză | Pandant al tabloului "Diagnosticul" și databil la o aceeași dată (1707), tabloul intitulat "Luarea de sânge" confirmă și el ascendența - mai cu seamă în privința atmosferei - pe care operele pictorilor olandezi mai înainte mentionați au avut-o asupra unor epigoni eclectici precum Hendrick Goovaerts. Aici, cele mai concludente repere sunt sistemul valorației (la un "cub scenografic" asemănător cu cel mai sus analizat) sau acordurile de teruri cu verzuri prin griurile colorate ale gamelor respective. Nota, pe jumătate serioasă, pe jumatate hazlie, cu care sunt înzestrate atitudinile și gesturile personajelor, este și ea o menționabilă particularitate a acestor scene burgheze. Iar acolo unde ideea de distracție, plăcere sau delectare lipsește, pictorul nu uită că clientelei sale îi place existența, chiar și voalată, a unui anume pitoresc. La ambele lucrări, Theodor von Frimmel (1894) identifică semnatura artistului și le repertoriază ca atare. Semnat stânga jos: H. GOOVAERTS. | Muzeul Național Brukenthal, Sibiu | Cimec    |
|      | Neptun și Amphitrita Autor: Franken, Frans II | Datare: Sec. XVII Material: ulei pe lemn | Iconografia acestui motiv al "triumfului marin" este preluată printr-o amplă filieră, care parcurge, în principal, traseul Rafael - Giulio Romano - Spranger - Rubens. Larga panoramă a mării amintește de Paul Bril, țărmul stâncos de Joos de Momper II, iar banchetul zeilor din grota de Frans Floris și Hendrick van Balen. Coloritul înzestrat cu rafinate tonuri stinse de oranj, roșu, verde și albastru, strălucirile de email sau transparențele tușelor urmăresc crearea efectului, a divertismentului, care plăceau atât de mult numeroasei sale clientele. Lucrarea este, astfel, unul dintre exemplele relevante ale transformării unui subiect mitologic în acel tip al scenei de gen flamande din secolul al XVII-lea a cărei destinație era esențialmente decorativă. Ursula Härting (1989), cel mai cunoscut exeget al operei lui Frans Francken II, inventariază această temă a Der Triumphzug von Neptun und Amphitrite, integrând tabloul din colecția sibiană într-o vastă serie, din care piesele cele mai importante se găsesc la Herzog Anton Ulrich - Museum, Braunschweig, la Ringling Museum of Art, Sarasota, USA, la Musée Curtius, Liège, la Schlossgalerie, Kromeriz, la Galleria Nazionale, Roma, la Galleria Palatina, Florența, la Muzeul Prado, Madrid, sau la Muzeum Narodowe din Varșovia (integrată într-o scenă cu "Ospățul zeilor"). Theodor von Frimmel (1894) propune lucrării sibiene actuala paternitate, pe care apoi o preia M. Csaki (1901). Semnat dreapta jos: D RANCK.IN. | Muzeul Național Brukenthal, Sibiu | Cimec    |
|      | Batseba la baie Autor: Franken, Frans I | Datare: Sec. XVI Material: ulei pe cupru | Subiectul tabloului, intrat în colecția baronului Samuel von Brukenthal ca opera unui anonim din Țările de Jos, se întâlnește frecvent în pictura europeană începând din Renaștere (Rafael, Lucas Cranach, Hans Memling ș.a.) și până în baroc (Rembrandt, Rubens, Pellegrini, Amigoni, Tiepolo) este inspirat din Cartea lui David din Vechiul Testament; regele David de pe terasa palatului său o privește pe frumoasa Batșeba, soția generalului Ur, cum este îmbăiată de sclavele sale, și se îndrăgostește de aceasta. Pentru a o putea avea pe Batșeba, David îl trimite pe generalul Ur să conducă o bătălie fără sorți de izbândă, în care acesta este ucis. Compoziția se articulează pe mai multe planuri (spre deosebire de artiștii de până la Franken cel Bătrân care structurau imaginea de regulă pe două planuri; primul cu Batșeba, al doilea cu regele David); primul reprezintă o veritabilă etalare de elemente de natură moartă și scenă animalieră-păsări și animale exotice precum papagali, păuni, și maimuță, alături de lebede și rățuște. Acestea poartă în sine o posibilă conotație simbolică, aluzie la vanitas vanitatum. În planul secund este redat nudul Batșebei șezând, scăldat în lumină, în vreme ce regele David este sugerat doar prin pete de culoare în planul terț, îndepărtat, pe terasa palatului său. Așa după cum rezultă din analiza prezentă interesul pictorului se concentrează asupra primelor două planuri și nu este exclusă posibilitatea ca elementele de natură moartă să fie opera unui alt artist, Frans Franken fiind doar autorul personajelor. Dealtfel o compoziție similară realizată de David Teniers (cf. Alexandru Lungu) se găsește în Kunsthistorishes Museum. De remarcat la această lucrare este modul în care cei doi artiști au ales o paletă cromatică, dominată de verde smarald cu intervenții strălucitoare de ocru și griuri, subliniind astfel impactul emoțional al scenei. | Muzeul Național Brukenthal, Sibiu | Cimec    |
|      | Natura moartă cu papagal Autor: Fyt, Jan | Datare: Sec. XVII Material: ulei pe pânză | Tabloul se înscrie în perimetrul iconografic cel mai înrudit cu pattern-ul snydersian. Aici pot fi semnalate mai multe exemple, cele mai de seamă fiind - alături de piesa de la Sibiu - "Vânat, vas cu fructe și un papagal" de la Staatliche Kunsthalle, Karlsruhe și, mai ales, "Vas cu fructe și papagal", semnat și datat 1645 de la Muzeul Ermitaj din Sankt-Petersburg. Papagalul, prin postura iconică trimițând la scenele de piață din pictura Țărilor de Jos încorporând retorica de tip comput digitalis, a argumentației rezultată din exaltarea imediateții senzualului, face limpede aluzie la vita voluptuaria. Reperele lexicului fructifer (care e dominat de piersici și struguri), porțelanurile scumpe și mobilierul luxos întregesc acest tip de semnificații codificate. Spiritul baroc exultă apoi din compunerea adoptată, bazată pe țesătura dinamică a liniilor structive oblice și pe ritmul dezvoltat de traseele contururilor. Coloritul impune printr-o veritabilă demonstrație de rezolvare a gamelor reci, dominate de verde și violet. Tipic pentru Jan Fyt e folosirea roșului carmin și a griurilor alburii, aranjate de obicei în rapel pe o oblică - aici în dialogul dintre penajul papagalului și ceașca de porțelan. Subtila și rafinata divizare tonală este, la rândul ei, susținută de o pensulație de o aceeași înaltă clasă. Este greu de înțeles - ținând cont doar de aceste concise observații - inițiala subevaluare a tabloului, considerat în catalogul manuscris al colecției Brukenthal drept o lucrare a pictorului german Franz Christoph Jannek. M. Csaki, în 1901, sugerează paternitatea lui Fyt, dar apoi, în 1909, îl înscrie drept "genul pictorilor Hamilton". Evidentele conexiuni stilistice pe care le prezintă cu tabloul menționat de la Muzeul Ermitaj, semnalate și de E. Greindl (corespondență, 1958 și 1960), O. Fechner (corespondență, 1966) și T. lonescu (1968) înlătură orice dubiu asupra paternității actuale a tabloului sibian și permit datarea sa în jurul anilor 1645. Jan de Maere (opinie verbala, 2000) confirmă paternitatea în discuție. | Muzeul Național Brukenthal, Sibiu | Cimec    |
|      | Endymion Autor: Goltzius, Hendrick | Datare: Sf. sec. XVI - înc. sec. XVII Material: ulei pe lemn | Lucrarea a apărut cu titlul "Endymion" în toate cataloagele și publicațiile muzeului, începând cu catalogul manuscris (Ä.K.) și până în anul 1990, când istoricul de artă dr. Larry Nichols, în urma cercetărilor îndelungate, a considerat că personajul reprezentat de Goltzius este Adonis și nu Endymion. Acestal afirmă că nu poate fi vorba de Endymion din considerente iconografice, opinie susținută și de istoricii de artă Eric Jan Sluijter și Albert Blankert. Van Thiel în monografia despre Cornelis Cornelisz van Haarlem (1999) face trimitere la Endymion care "... este de obicei reprezentat în prezența Dianei, dormind și apare în această ipostază iconografică în arta olandeză și la sfârșitul secolului XVII". Goltzius își realizează compoziția cu temă mitologică în diamond shape, în consecință imaginea se înscrie într-un romb și nu într-un pătrat. Modul de reprezentare al personajului și al peisajului se raportează influenței manierismului italian. Adonis, tânărul și chipeșul vânător, cu cornul și lancea de vânătoare în mână, este portretizat în conuri de umbră și lumină contribuind astfel la crearea unei atmosfere misterioase. Lucrarea lui Goltzius îl prezintă numai pe Adonis, dar el a fost deseori reprezentat alături de Venus. Reprezentarea perechii de îndrăgostiți a apărut pe frescele romane și a fost mai frecventă în secolele XVI și XVII. Ingnorând avertizările iubitei sale, Adonis a continuat să vâneze fără teamă, fiind omorât de mistreț. El și-a petrecut 6 luni pe an pe pământ și 6 în lumea subpământeană, conform înțelegerii dintre Venus și zeița infernului. Cultul lui Adonis simboliza printre altele, moartea naturii în timpul iernii și renașterea ei la viață, primăvara. Lucrarea lui Goltzius a fost înscrisă în catalogul manuscris al galeriei Brukenthal ca opera unui anonim italian; catalogul din 1844 o atribuie lui Corregio iar Frimmel (1894) și Csaki (1901 și 1909) opiniază pentru Giulio Romano. Abia în 1964 T. lonescu, pe baza corespondenței cu numeroși istorici de artă schimbă atribuirea anterioară cu numele lui Hendrick Goltzius. | Muzeul Național Brukenthal, Sibiu | Cimec    |
|      | David cu capul lui Goliat Autor: Brugghen, Hendrick Jansz ter, zis Terbrugghen | Datare: 1623 Material: ulei pe pânză | După cum remarca David Steel, "tema lui David, cel slăvit cu cântec trebuie să fi fost atrăgătoare, în special pentru Ter Brugghen care a portretizat cântăreți și muzicieni în aproape o treime din lucrările lui". Scena își are sursa în Vechiul Testament 1 Samuel (17:54, 18:6-7). Pornind de la subiectul biblic Ter Brugghen a fost preocupat mai mult de spectacolul măreț al celebrării, al jubilării lui David de către tinerele femei decât de scena propriu-zisă a învingerii temutului uriaș Goliat. Pictorul ne face martorii momentului triumfal, învingătorul David este reprezentat cu capul uriașului Goliat într-o mână, și cu sabia în cealaltă. El privește grupul femeilor israelite care s-au strâns în fața lui pentru a-l slăvi. Cu multă abilitate Ter Brugghen atenuează încărcătura celebrării tânărului erou prin plasarea barierelor în fața privitorului, precum: spatele cântăreței ce Ține partitura, și capul lui Goliat, așezat starategic, în prim plan. Capul acestuia adaugă o notă înfricoșătoare scenei, subliniată de aglomerarea compoziției și expresia stingheră a lui David. El are motive să fie preocupat pentru că l-a nesocotit pe regele Saul și invidia generată i-a atras probleme. Contrastul dintre femeile vesele și sobrietatea lui David indică posibile antecedente în arta grafică nordică pentru imaginea lui Ter Brugghen. Relevante sunt lucrările lui Lucas van Leyden care oferă o posibilă orientare. În prezenta lucrare, Ter Brugghen mută accentul cunoscutei scenei biblice în sfera scenei de gen prin atitudinea detașată a femeilor și prezența partiturii muzicale. Tonurile vii de oranj și roșu folosite în pictarea fizionomiilor lui David și femeilor întregesc atmosfera de petrecere impusă de acest pretext religios. Compunerea este dominată de un ecleraj de sorginte caravagescă. Până în anul 1894 lucrarea a fost atribuită lui van Honthorst, iar Th. Frimmel sugerează în același an numele lui Dirck Baburen, pe care îl preia Csaki (1901 și 1909). B. Nicolson (corespondență, Londra, 1957) a semnalat alte două replici ale acestei lucrări, la Kress Foundation, New York (semnată și datată 1623), acum la North Carolina Museum, Raleigh și la Central Museum, Utrecht (nesemnată și datată 1624) dar atribuită lui Baburen. Lucrarea din colecția Muzeului Brukenthal aparține după opinia istoricului de artă englez, confirmată și de T. lonescu (1960, 1964), lui Hendrick Ter Brugghen. | Muzeul Național Brukenthal, Sibiu | Cimec    |
|      | Luare de sânge Autor: Goovaierts, Hendrick | Datare: 1707 Material: ulei pe pânză | La începutul secolului al XVIII-lea, scena de gen este arealul iconografic cel mai prizat de colecționarii flamanzi ai epocii, în general reprezentanți ai înstăritei burghezii locale. Trei tipuri tematice impun aici: petrecerile muzicale, societățile galante și scenele burgheze de interior. Din ultima categorie fac parte și cele două lucrări pandante acum în discuție. Tabloul intitulat "Diagnosticul" releva încercarea lui Goovaerts de a combina elemente ale viziunii directe și ale viziunii scenice, amândouă structuri iconografice tipice pentru scena de gen din Țările de Jos din a doua jumătate a secolului al XVII-lea. Să observăm că, de fapt, tipul acestei "Vizite a doctorului", frecvent întâlnit în pictura olandeză (în creațiile lui Caspar Netscher, Gerard Dou, Frans van Mieris sau Godfried Schalcker) și sporadic în cea flamandă (la un David Teniers II bunăoară) este glosat de Goovaerts cu abilitate: medicul, personaj central al modelelor amintite, e plasat într-o extremă laterală și întors cu spatele - astfel, noul centru de interes al tabloului va fi format de pacienții în cauză. Pentru aceasta, "cubului scenografic" - adecvatul cadru al derulării vieții în locuințele burgheze în care persoanele și reperele casnice sunt unite prin varii corespondențe - i se mai adaugă și accente de valorație tipice viziunii directe. Semnat și datat stânga jos: H. GOOVAERTS, A. 1707. | Muzeul Național Brukenthal, Sibiu | Cimec    |
|      | Revelația Sfântului Ioan Autor: Fiasella, Domenico | Datare: 1639 Material: ulei pe pânză | Lucrarea a fost achiziționată ca aparținând școlii italiene de pictură și consemnată astfel în primele cataloage de colecție (A. K, 1844). În catalogul din 1893 va fi înscris în genul lui Domenico Fetti, iar în 1909 Csaki cataloghează lucrarea drept o operă de Domenico Fetti. În anul 1956 distinsul istoric de artă italiană Antonio Morassi atribuie "Revelația Sfântului loan" din colecția sibiană pictorului genovez Andrea de Ferrari, colaborator apropiat al lui Fiasella, ce pictează într-o manieră asemănătoare acestuia, aspect care nu de puține ori a creat confuzii în atribuirea corectă a operelor lor. Actuala și justa atribuire o datorăm unui alt istoric al artei italiene, Caterina Marcenaro. Specialista italiană afirma (conform corespondenței cu Italia, 1956) că tabloul de la Sibiu este cu certitudine o operă de Domenico Fiasella, fiind tipic pentru concepția artistului, compozitție în formă de piramidă răsucită, precizând de asemenea că iscălirea cu majusculele D.F. este proprie lui Fiasella. Domnia sa a avut aprecieri deosebite pentru lucrarea noastră considerând-o ca pe una din în cele mai frumoase opere ale pictorului. Având în vedere componenta compozițională (diagonale ce se întretaie, compuse de trei personaje în mișcare, loan și doi îngeri), dar și cea figurativă (Sfântul, în vârstă, redat îngenunchiat, în atitudine extatică, susținut de brațe de doi îngeri), naturalismul redării figurii pioase, patetice a lui loan, susținut și de roșul sanguin al mantiei, apreciem lucrarea ca fiind (așa după cum confirmă și data, 1639) o operă a deplinei maturități a artistului. Tabloul nostru a contribuit la datarea unei opere similare din creația lui Fiasella, "Moartea lui Ezechiel", din colecția Pallazo Bianco din Genova, prin analogiile pertinente între cele două opere, apropiate compozițional și cromatic, dar mai cu seamă prin tipologia comună a celor doua personaje biblice, trăsăturile lui Ezechiel fiind aproape identice cu cele ale lui loan. Din păcate, puțin cunoscută de specialiștii italieni, lucrarea "Revelația Sfântului Ioan" nu a fost solicitată la expoziția retrospectivă, din anul 1990, de la Palazzo Reale din Genova, fiind menționată doar în catalogul expoziției (fără a fi reprodusă) ca o operă semnificativă pentru creația artistului (Domenico Fiasella, 1990, p. 249). Semnat dr. jos pe muchia Evangheliei, cu majuscule, inițialele D.F. și datat 1639. | Muzeul Național Brukenthal, Sibiu | Cimec    |
|      | Iarna Autor: Celesti, Andrea | Datare: Sec. XVII Material: ulei pe pânză | Pandant cu numerele 206-208, tabloul "Iarna" redă acest anotimp nu prin fenomene exterioare, vizibile, palpabile (zăpadă, gheață) ci prin preocupările personajelor, femei și bărbați, în costume de epocă specifice zonei, ce sunt pe de o parte grupați în jurul unei mese cu o lumânare (lateral dreapta) jucând cărti și bând, pe de altă parte cântând la violoncel pentru tânăra aristocrată care-i ascultă. Deasupra tuturor o cunună de brad agățată deasupra ușii anunță apropierea sărbătorilor de iarnă. Lateral dreapta un pescar își strânge plasele, în lumina gălbuie a lunii ce luminează formele de relief, apa, muntele. Paleta este caldă dominată de roșu ocru și brun, cu accente reci de griuri colorate, verde albastru, albastru gri, la câteva piese de îmbrăcaminte ale unor personaje, la apă și cer. | Muzeul Național Brukenthal, Sibiu | Cimec    |
|      | Pilat spălându-și mâinile Autor: Bramer, Leonard | Datare: Sec. XVII Material: ulei pe lemn | Perioada 1630-1645 este cea a definitivării maturității artistice a lui Leonaert Bramer, când lecția caravaggistă și lecția rembrandtiană forjează structura unei personalități aparte, net individualizate ca scriitură. Subiectele sunt, în marea lor majoritate, inspirate din Vechiul Testament și Noul Testament, artistul manifestând un interes aparte pentru scenele ilustrând viața lui Cristos, îndeosebi pentru cele cu un acuzat, tranșant caracter moralizator. Ele dezvăluie, deopotrivă, gustul lui Leonaert Bramer pentru misterios, ocult și transtemporal. Prin eclerajul atât de tipic pentru acest artist, misterul și drama se contopesc osmotic. O pensulație rugoasă și fină în egală măsură, cu împăstări delicate, este consonantă cu bipolaritatea expresivă amintită. Nu întâmplător, de aceea, exegeza recentă (Jane Ten Brink Goldsmith et alli) propune ipoteza conform căreia lucrarea de la Sibiu, realizată în jurul anilor 1640, ar fi pandant cu tabloul intitulat "Jesus among the Doctors" (Gordon Gilbert Collection, St. Petersburg, Florida, USA). Aceeași exegeți sustin că lucrarea "Pilat spălându-și mâinile de la Hanover", Niedersächsische Landesgalerie, este o replică după cea de la Sibiu. Theodor von Frimmel (1894) identifică semnătura lui Bramer și repertoriază tabloul de la Sibiu în contextul operei acestuia. Semnat stânga jos: L. BRAMER. | Muzeul Național Brukenthal, Sibiu | Cimec    |
|      | Peisaj muntos cu pod Autor: Boels, Frans | Datare: 1587 Material: tempera pe pergament maruflat pe cupru | Semnat si datat dreapta jos: Fr. Bols 15. Raportat aproape fără excepție la opera maestrului său, Frans Boels reușește cu cele două miniaturi "Peisaj stâncos cu cascadă" și "Peisaj stâncos cu pod de piatră" să facă dovada indiscutabilă a măiestriei sale. Imaginile "cosmice" cu decor aproape teatral par să întreacă realismul minutios al peisajelor rustice sau urbane realizate de Hans Bol. Cele două miniaturi lucrate în tempera într-o tonalitate cromatica rece, ilustrează capacitatatea de improvizație în crearea formelor rupestre de filiație Bosch - Patinir - Bruegel - Bol. Deși rece, gama coloristică este luminoasă, folosirea petelor de tempera juxtapuse duce la impresia de vioiciune în colorit și de caleidoscopică însuflețire a suprafețelor. Asemeni unui bun regizor, Frans Boels a construit nu numai decorul dar a știut să-l însuflețească cu ingeniozitate, cu o scena de vânătoare în "Peisaj stâncos cu cascadă" și cu o legendă mitologică în "Peisaj stâncos cu pod de piatră". Dr. Franz (1979/80) numește această lucrare "Peisaj cu Apollo si Daphne" (Atalante?). Opinia dânsului privind prima variantă de titlu nu o consider conformă imaginii reprezentate, căci potrivit legendei, Daphne, una din însoțitoarele la vânătoare a zeiței Artemis, ca să scape de dragostea lui Apollo, își roagă tatăl s-o metamorfozeze. Boels nu o reprezintă pe Daphne ce începe să se metamorfozeze în dafin, urmărită fiind de Apollo. Nu ea este cea urmarită în lucrarea lui Boels. A doua varianta propusă de Franz mi se pare cea mai potrivită dacă ne reamintim legenda Atalantei prețuită pentru frumusețe și iuțeala picioarelor, învingătoarea întrecerilor la care participă. Ori Frans Boels momentul competiției i-a surprins, căci vanitoasa Atalanta consimțise să se căsătorească cu cel ce o va întrece în iuțeală. Cel iute la picior dar mai ales la minte s-a dovedit a fi Milanion. Legenda romană și scena de vânătoare au fost integrate delicat și abil în decorul peisajului stâncos, într-o lume mirifică, special creată. Boels ne invită la citirea minuțioasă dar captivantă a detalilor pitorești într-un alt spațiu și timp. În Âlteste Galeriekatalog lucrarea a fost înscrisă sub numele lui Wilhelm Baur, catalogul din 1844 o consemnează ca aparținând școlii germane, iar cel din 1893 îl menționeză pe Hans Bol. Michael Csaki a atribuit lucrarea lui Frans Boels în 1901, atribuire consfințită de semnătura artistului. | Muzeul Național Brukenthal, Sibiu | Cimec    |
|      | Sfânta Familie Autor: Bordone, Paris | Datare: Sec. XVI Material: ulei pe pânză | Tabloul, achiziționat ca operă unui anonim italian, consemnat astfel în vechiul catalog manuscris al a colecției Brukenthal (Ä.K.), va cunoaște în timp o succesiune de atribuiri de la Paris Bordone, în catalogul din 1844, la arta lui Paris Bordone în cel din 1909. În anii '60 Theodor lonescu reia problema atribuirii tabloului Sfânta Familie solicitând opiniile unora din colaboratorii săi externi. Între aceștia Emma Zocca, profesor la Institutul de Arheologie și Istoria Artei din Roma, îi comunica lui Th. lonescu ipoteza conform căreia tabloul de la Sibiu al lui Bordone poate fi o variantă a compoziției Sfânta Familie și loan Evanghelistul din colecția Bridge Water House, subliniind totodată caracterul manierist mai pronunțat al tabloului de la Sibiu. Acest aspect ne determină să presupunem că lucrarea noastră a fost executată în perioada deplinei maturități a artistului. Compoziția de formă triunghiulară, (ce evocă clar un concept renascentist), cu patru personaje reprezintă popasul Sfintei Familii în timpul fugii în Egipt, pe Maria care alungită se sprijină de un copac ținând în mâna dreaptă o carte, pe losif șezând ce ține în brațe pe Pruncul Isus. Lateral dreapta sfântul loan Evanghelistul îngenuncheat (Evanghelia sa este ținută de Maria în mâna dreaptă), sprijinit într-un toiag, privește cu evlavie spre Pruncul Isus. Compoziția relevă pe de o parte o tratare amplă, monumentală a personajelor, a căror tipologie trimite la maniera lui Tițian, pe de alta orientarea manieristă a lui Bordone, sesizabilă în imaginea Pruncului, ca și în alungirea formelor Mariei. Chipul Mariei amintește de figurile feminine din alte opere ale artistului precum, "Allegoria" din muzeul Ermitaj, "Diana la vânătoare cu două nimfe" de la Galeria de artă din Dresda. | Muzeul Național Brukenthal, Sibiu | Cimec    |
|      | Proxeneta Autor: Bronkhorst, Jan Gerritsz van | Datare: Sec. XVII Material: ulei pe pânză | Lucrarea, o compoziție cu trei personaje este o tipică scenă de gen reprezentând momentul în care o femeie în vârstă, proxeneta, îi dă indicații tinerei femei, în sensul de a fi docilă cu clientul, care-și pregătește banii, evaluând din priviri calitățile tinerei femei seminude. Personajele, dispuse în triunghi, se detașează cu claritate pe un fond brun roșcat, iar lumina dirijată evidențiază trăsăturile aspre ale bătrânei negociatoare, expresia atentă a clientului, și mai cu seamă trupul tânăr, robust, al prostituatei, redat în tonalități de ocru galben, cu accente de roz. Concepția realistă, chiar naturalistă a lucrării, lumina dirijată, paleta cromatică, atestă însușirea lecției caravaggiste, apartenenta lui Bronchorst la gruparea caravaggiștilor de la Utrecht. Tabloul a fost achiziționat ca operă de Jacob Jordaens și consemnat astfel în primele cataloage (Ä.K. și Die Gemälde-galerie), cunoscând în timp și alte atribuiri, precum Jan Victors (Frimmel, 1894; Csaki, 1901), până în 1909 când Csaki, prin descifrarea semnăturii o atribuie lui Bronchorst. Semnat dreapta sus: Bronncho st-ec. | Muzeul Național Brukenthal, Sibiu | Cimec    |
|      | Țăran și satir Autor: Lys, Jan van der, zis Pan | Datare: Sec. XVII Material: ulei pe hârtie maruflată pe pânză | Povestea satirului și a țăranului, bazată pe Fabulele (LXXIV) poetului grec Aesop (secolul VI a.Chr.), a constituit un subiect frecvent abordat de poeți, pictori și gravori. Prima ediție, în limba latină, a fabulelor lui Aesop care a aparut în Olanda a fost publicată în 1472 la Utrecht. La Bruges a apărut prima versiune a lui Edewaerd de Dene cu ilustrațiile realizate de Marcus Gheeraerts în 1567. În secolul XVII povestea satirului a fost spusă din nou, printre alții, de La Fontaine în "Fables", de Vondel în "Vorstelijke Warande der dieren" din 1617 și reprezentată adesea în pictura olandeză din secolul al XVII-lea. Jacob Jordaens (München, Alte Pinakothek), Jan Steen (Haga, Museum Bredius), Matthias Stom (Viena, Galerie Sanct Lucas), Barent Fabritius (Bergamo, Accademia Carrara) au surprins acest episod. Popularitatea subiectului a fost legată de posibilitatea artiștilor de a portretiza personaje mitologice în ambianța vieții rustice. J. von Sandrart în "Academie der Bau-, Bild- und Mahlerey Künste" din 1675 menționează o pictură "... din fabulele lui Aesop despre cum un satir face cunoștință cu un țăran în padure și îl însoțește pe acesta la locuința sa, numai să se odihnească, când îl vede pe țăran suflând atât cald cât și rece din gură; o lucrare excelentă, ulterior gravată în cupru de Lucas Vostermann". Dacă povestea lui Aesop se desfășoară în plină iarnă, scena din lucrarea lui Jan Liss pare a se petrece toamna. Lipsa geamului, brâul de frunze de la mijlocul satirului, îmbrăcămintea relativ subțire a copilului și a soției țăranului sunt câteva elemente care fac trimitere la toamnă mai degrabă decât la iarnă. Evocarea unei atmosfere senzoriale, într-un cadru rustic, pare a fi mai importantă aici decât veridicitatea poveștii. Satirul aflat în vizită la familia de țărani, nu-și poate ascunde mirarea observându-l pe stapânul casei, la început, suflând în mâini ca să se încălzească și ulterior în lingura de lemn să-și răcească supa. Cel care "suflă" atât cald cât și rece nu este considerată persoană de încredere. Având sentimentul că este dus de nas, satirul nu dorește să mai ramână în această companie și se ridică să plece. Jan van Liss nu numai că ilustrează o veche fabulă dar o și pune în relație cu pictura de gen și sfera mitologică. Satirul, divinitatea din mitologia greacă, a fost integrat în ambianța unei famili olandeze, cu obiecte rustice caracteristice. Povestea din fabula lui Aesop, cu semnificație alegorică și intenție didactică este un îndemn la adresa persoanelor false care pot fi prietenoase și apropiate la un moment dat, iar apoi își manifestă răceala și comportamentul reprobabil. Acest amestec de mit și scena de gen, trecut și prezent, fabula și morala a fost inițial creat de Rubens. | Muzeul Național Brukenthal, Sibiu | Cimec    |
|      | Peisaj cu colină Autor: Bos, V. | Datare: Sec. XVII Material: ulei pe lemn | Dunele de nisip cu vegetație risipită, copacii, cocioabele din lemn dărăpănate, prezența umană, toate își au semnificația si rolul lor ca purtătoare ale subiectului ilustrat. Peisajele cu dune de nisip au fost o temă preferată de pictori precum Pieter de Molijn, Jacob van Ruijsdael, Jan Wijnants. Prin alegerea unei vista olandeza și preferința pentru o tonalitate uniformă, V. Bos i-a continuat pe Salomon van Ruijsdael și Jan van Goyen. Ceea ce este nou în lucrarea lui V. Bos este schimbarea perspectivei raportată la nivelul ochilor privitorului. În anii 1600, linia orizontului era la același nivel cu ochii, iar în perioada următoare s-a acordat atenție mai mare perspectivei. Imaginea nu e foarte spectaculoasă în această lucrare, un mic grup de țărani pe o dună de nisip încearcă să fixeze un băț înalt în vârful căruia se afla o pălărie veche, lângă un mic adapost improvizat. Pictorul redaă o imagine veridică specifică, probabil, zonei de unde provine. El a răspuns poeziei naturii sălbatice și asociației cu un sat izolat. Personajele sunt oameni obișnuiți care au un spațiu restrâns de acțiune - colina - cu vegetația aporoape uscată. Câteva accente luminoase atrag atenția asupra dunei de nisip și a personajelor din vârful ei. Semnat dreapta jos: V. Bos. | Muzeul Național Brukenthal, Sibiu | Cimec    |
|      | Primăvara Autor: Celesti, Andrea | Datare: Sec. XVII Material: ulei pe pânză | Ilustrativă pentru subiectul propus, lucrarea redă în prim plan imaginea unei fetițe îngenunchiate ce culege primele flori ale primăverii. Tabloul a fost achiziționat ca operă a școlii italiene de pictură, cunoscând în timp atribuiri spectaculoase legate de numele lui Tițian (1844) și apoi de cel al peisagistului olandez Jan van Cossiau. Numele lui Jan van Cossiau a fost indicat de Frimmel (1894) în baza unor presupuse analogii între tabloul de la Sibiu și câteva peisaje aflate în colecțiile castelelor Schönborn Wiesentheid și Gaybach în Bayern. Sub atribuirea Jan van Cossiau tabloul va figura și în catalogul Csaki (1909) ca și în toate evidențele muzeului Brukenthal până în 1990. În acel an M.O.Tudoran a organizat o amplă expoziție "Caravaggismul în colectia de pictura europeana a Muzeului Brukenthal" etalând lucrarea în discuție, împreună cu celelalte trei opere atribuite aceluiași Cossiau, sub paternitatea unui pictor italian (la acea dată încă anonim) de Seicento, având certitudinea nonapartenenței respectivelor patru compoziții ilustrând anotimpurile, sferei de creație a unui pictor olandez. La această opinie a contribuit în mod decisiv analiza factorilor stilistici, tipologici relevanți pentru peisajul italian de Seicento și mai cu seama posibilitatea analizei comparative cu două peisaje semnate de Jan van Cossiau existente în depozitul Pinacotecii Brukenthal, opere cu care cele patru anotimpuri nu au nici un element comun, dimpotrivă diferențe radicale, structurale, atât în compoziție, cât și în tratarea subiectelor, în paleta cromatică. Am exclus astfel fără ezitare numele lui Cossiau ca autor al ciclului celor patru anotimpuri, sugerând după câțiva ani de studiu ca posibilă paternitate numele lui Andrea Celesti, prin identificarea în bibliografia studiată (în biblioteca Fundatiei Giorgio Cini, Veneția, 1992) a unor trăsături specifice manierei acestui pictor, între acestea notabile sunt tipologiile personajelor și factura de redare a peisajului și arhitecturii; un mod particular de a dizolva contururile muntoase la orizont, o anume specificitate a arhitecturii, case din cărămidă sau piatră (între care sau lângă care apare nelipsită moara) și a redării trunchiurilor arborilor cu striații puternic reliefate. | Muzeul Național Brukenthal, Sibiu | Cimec    |
|      | Vara Autor: Celesti, Andrea | Datare: Sec. XVII Material: ulei pe pânză | Tabloul ilustrează sezonul verii, prin elemente cu un pronunțat caracter alegoric; vara este ipostaziată în imaginea unei femei frumoase purtând pe cap o cunună de spice (probabil zeița Ceres), ce șade relaxată într-un car triumfal, decorat cu cereale și fructe. Carul este tras de câteva tinere fete ce poartă la rândul lor cunune de spice ca și patroana spirituală a sezonului. În zonele periferice carului, bărbați și femei desfășoară activități specifice sezonului estival, unii seceră, alții strâng grâul în snopi sau îl macină, în atmosfera luminoasă a unei zile toride de vară. Lucrarea achizitionată ca operă a școlii italiene de pictură a cunoscut, în timp, același periplu al atribuirilor cu tabloul precedent (nr. 206). Vara a fost atribuită lui Celesti de M.O. Tudoran prin analogie certă cu compoziția murală a artistului, intitulataă Ceres, de la Villa Rinaldi Barberini. Aici regăsim același tip de car alegoric, aceeași tânără încoronată cu spice, aceleași personaje feminine în mișcare, tragând carul zeiței. Identice sunt și imaginile a doi putti (lateral stânga deasupra unei căpițe) ca și construcțiile din fundal. Similitudinile compoziționale și stilistice dintre cele două opere, "Vara", tabloul în ulei de la Sibiu și "Ceres", pictura murală de la Villa Rinaldi Barberini, care apare ca imagine simplificată a lucrării de la Sibiu, ne-au determinat să presupunem că "Vara" din Colecția Brukenthal reprezenta studiul pregătitor, lucrarea după care s-a executat pictura în fresca de la Villa Barberini. | Muzeul Național Brukenthal, Sibiu | Cimec    |
|      | Toamna Autor: Celesti, Andrea | Datare: Sec. XVII Material: ulei pe pânză | Pandant cu Primăvara și Vara, tabloul ilustrează anotimpul toamnei prin scene tipice sezonului, rnai cu seamă a atmosferei de după culesul viilor, a butoaielor pline cu vin degustat din belșug direct de la sursă (dreapta jos, un bărbat în genunchi își umple pocalul la gura butoiului) sau prin redarea grupului de petrecăreți din centrul compoziției, a atitudinii personajelor din carul alegoric, a tinerelor bine dispuse care-l încadrează pe Silen, sau a celor care dansează în ritmul tamburinei, în fața carului. Opera a cunoscut în timp aceleași atribuiri cu lucrările anterior prezentate, fiind identificată de M.O. Tudoran care găsește analogii pertinente cu Educația lui Bachus din Villa Rinaldi Barberini. Similitudinile între cele două opere sunt relevante în ceea ce privește compoziția, punerea în pagină, tipologia personajelor în ușoară stare de ebrietate dătătoare de bună dispoziție, gestica lor. Aceeași corespondență o găsim și în redarea peisajului cu arborii înalți ale căror tulpini sunt puternic striate, a fundalului muntos și a arhitecturii tipice pentru Celesti. Ca și lucrarea Vara, Toamna a fost folosită de pictor pentru scena din ansamblul complexului mural de la Villa Barberini "Educația lui Bachus". La acesta, cum e și firesc pentru mijloacele tehnicii în frescă, artistul renunță la detalii prin simplificarea desenului, eliminarea decorativismului și reducerea paletei cromatice, extrem de bogată la pictura în ulei. | Muzeul Național Brukenthal, Sibiu | Cimec    |
|      | Leul în fața peșterii Autor: Savery, Roelant | Datare: Sec. XVII Material: ulei pe lemn | Tipică pentru Roelant Savery este compunerea unui univers animalier comun și familiar atât pentru specii europene, cât și pentru cele exotice. Reperul animalier dominant e constituit de prezența majestuoasă a unui leu odihnindu-se alături de o impunătoare natură moartă de trofee (oase, coarne, cranii de animale devorate). În antiteză cu contrapostul leonin, un grup de hiene dinamizează scena, înșfăcând prada sau alergând în căutarea ei. Cele două structuri compoziționale sunt reluate și în câmpul decorului: peisajul calm, cu roci impozante, acoperite pe alocuri de frunzișuri și realizat cu migală de miniaturist, e în consonanță cu postura leului, în vreme ce panorama aeriană, brăzdată de zborul, chiar conflictual, al unor robuste păsări exotice, acompaniază agitația hienelor. Savery îmbină astfel viziuni, structuri și compuneri deopotrivă manieriste și baroce. Corespondențe în acest sens pot fi stabilite cu lucrările Felsige Waldlandschaft mit Pferden, Löwen, Tigern und Reihern de la Sammlung Graf von Schönborn, Pommersfelden, cu Landschaft mit dem HI. Hieronimus de la Rheinisches Landesmuseum din Bonn și cu Löwenpaar an einer Quelle dintr-o colecție privată germană (cf. Catalogul expoziției Roelant Savery in seiner Zeit, 1576-1639, de la Wallraf-Richartz-Museum din Köln, 1985, nr. 26). Theodor von Frimmel (1894) identifică semnătura artistului la tabloul de la Sibiu și îl repertoriază cu actuala paternitate. Semnat dreapta jos: ROELANT SAVERY FE. | Muzeul Național Brukenthal, Sibiu | Cimec    |
|      | Închinarea magilor Autor: Brueghel I, Jan | Datare: Sec. XVII Material: ulei pe cupru | Nașterea lui Iisus, închinarea păstorilor și cea a magilor au fost subiecte răspândite în arta secolul al XVI-Iea. Scena recunoașterii copilului Iisus este prezentată diferit: societatea europeana catolică din secolul al XVI-Iea a preferat în reprezentare atât scena nașterii cât și cea a adorației magilor după Evanghelia lui Matei (Matei 2,1-12); scena închinării păstorilor după Evanghelia lui Luca (Luca 2, 8-18) a fost mai rar reprezentată. Biserica Catolică a fixat în timp, numărul magilor la trei: Caspar, Melchior și Balthasar. Evanghelistul Matei a fost cel care a accentuat rolul lor. Aceștia, oameni întelepți din Răsărit au plecat la Ierusalim, cu aur, smirnă și tămâie, fiind călăuziți de stea, pentru a găsi copilul prorocit a fi "căpetenia, păstorul poporului Israel". Se poate ca Brueghel să fi construit premeditat imaginea din "Închinarea magilor" bazată pe alegoria semnului Y, "littera Phythagorae" daca ne gândim că în peisagistica secolelor XVI și XVII elementele picturii nu erau puse în raport direct cu formele naturii ci cu conotațiile literare corespunzătoare sau cu tradiția iconologică a artei. De această dată, Brueghel invită la meditație, la trăirea unui alt timp istoric, la un episod biblic și, totodată, la o legătură ce se poate face cu sursele scrise. Potrivit acestora din urmă, Pytagoras a văzut o similitudine între litera Y și viața omului. Verticala literei corespunde copilăriei, iar ramificația, momentului în care tânarul ajunge la rascrucea dintre virtute și viciu. Imaginea din lucrarea lui Brueghel este elocventă în acest sens. Maria și copilul Iisus sunt plasați în prim plan, la piciorul verticalei, în timp ce, nu departe, furca literei Y oferă adânci perspective ale drumurilor populate de "civitas terrena" care vin să vadă minunea nașterii lui Isus. Imaginea vieții omului pe pământ este astfel interpretată ca fiind bazată pe simbolismul semnului Y și pusă în antiteză cu escatologia creștină și alegerea uneia dintre cele două cărări prin viață. Jan Brueghel trece cu mare usurință din registrul simplu și modest al locului unde Pruncul a fost născut, la cel măreț cu case impozante în fundal, de la personajele obișnuite, îmbrăcate cu tunici din lână colorată și pânză, la magii în straie scumpe, elaborate și la veșmintele fine, cu voaluri ale Mariei. "Civitas Dei", Maria și Pruncul captează atenția tuturor celor veniți să vadă minunea de care se auzise. Puțini sunt cei angajați în discuții sau în alte activități, o aluzie la capaciatea infinită a omului pentru "altceva", chiar dacă sunt martorii unui eveniment important. Formele, paleta cromatică vie și compoziția sunt subordonate încercării lui Jan Brueghel de a realiza un sentiment de calm și liniște în ciuda numeroasei mulțimi. În primele cataloage ale pinacotecii Brukenthal (Ä.K. si Füher durch...) lucrarea apare înscrisă "anonim neerlandez". Atribuirea lucrării îi revine lui Frimmel în 1894; ea fost menținuta de Csaki în 1901 și confirmată de Renckens (cf. corespondență, Haga, 1968). Acesta, făcând comparație cu exemplarul de la Praga, pe care îl consideră foarte bun, și cu cel de la pinacoteca din München, consideră lucrarea din colecția Brukenthal o copie târzie, motivând că i "se pare mai slab în exercițiu și mânuirea penelului". | Muzeul Național Brukenthal, Sibiu | Cimec    |
|      | Drum lângă pădure Autor: Brueghel I, Jan | Datare: Sec. XVII Material: ulei pe cupru | Opera lui Jan Brueghel cel Bătrân reflectă o schimbare în tratarea picturii de peisaj din jurul anului 1600. Pornind de la peisajul panoramic cu linia orizontului sus, cu preferința pentru verticale și cu o gradare accentuată a terenului, acesta cedează în favoarea celui de șes cu linia orizontului mai jos, cu preferința pentru orizontale și cu terenuri ce se îmbină. Schema coloristică se schimbă de la maron-verde-albastru pentru prim plan, centru și fundal, către o nuanță generală care cuprinde întreaga suprafață. Dacă în opera lui imaginea este în principal convențională, în detaliile componente ale peisajului Brueghel Jan se pot regăsi, cu precizie și veridicitate, trăsăturile atent observate ale unei naturi familiare vieții contemporane din Flandra secolului XVI. Concret și indivudualizat, peisajul Brueghel Jan face ca ansamblul să nu poată fi localizat geografic într-un anume loc. Lucrări pandant, "Peisaj cu căruțe" și "Drum la marginea pădurii", cópii de secol XVIII, se circumscriu tipului de peisaj numit de Ertz "peisaj cu spațiu împărțit". În "Drum la marginea pădurii" ochiul privitorului poate să urmărească drumul principal până în îndepărtatul orizont dar și cărările care se bifurcă și se deschid spre alte orizonturi. Ceea ce este diferit la "Peisajul cu căruțe", apropiat ca factură de "Drum de pădure cu călători" de la Metropolitan Museum, New York, este lățimea drumului, numărul redus al copacilor care nu mai formeazaă un "acoperiș" și secțiunea orizontală caracteristică peisajului de șes. Cele două oaze de lumină împart peisajul, o reminescență a "peisajului terasat", și crează impresia de distanță. Dacă traseul drumului pare pierdut, distanța câștigă teren. Câmpia brabansonă cu drumurile ei este animată de prezența căruțașilor, de valonii lui Brueghel ocupați cu munca lor. Sentimentul naturii este puternic la acest pictor care își risipește personajele într-un peisaj panoramic, văzut în perspectiva bird flight view asociată cu optica frontală. Mijloacele picturale folosite de Brueghel au permis obținerea unității atmosferice, un desen ferm și cromatica vie, plină de strălucire. În 1894 Frimmel a schimbat atribuirea anterioară - Pieter Brueghel - menționată în catalogul manuscris al galeriei (Ä.K.), cu Jan Brueghel, făcând remarca că este vorba de o copie din secolul XVIII. Opinia lui a fost confirmată de Walter Bernt (cf. corespondenței 1967), Yvonne Thiéry (cf. corespondenței 1968) și Jan de Maere (opinie verbală, 2000), rămânând valabilă și azi. | Muzeul Național Brukenthal, Sibiu | Cimec    |
|      | Vânătoare de mistreț Autor: Brandi, Domenico | Datare: 1732 Material: ulei pe pânză | Tabloul a fost achiziționat ca opera unui anonim italian și a figurat astfel în primele cataloage de colecție (Ä.K., 1844) pâna la Frimmel (1894) care descifrează semnătura autografă a pictorului. Compoziția, pe verticală, ilustrează momentul în care doi vânatori se apropie de mistrețul încolțit de trei câini, dintre care unul se zbate ranit. Pictorul pune accentul pe grupul de animale în mișcare, în lumină, în vreme ce vânătorii sunt în penumbră. Întreaga atmosferă este dinamică, dramatică atât prin încleștarea animalelor cât și prin expresiile acestora, ilustrând lecția însușirii de către Brandi a barocului matur, a alinierii operelor sale, a scenelor de vânătoare alături de producțiile europene ale genului. După opinia noastră fizionomia vânătorului din planul secund stânga este tipică pentru creația artistului, prezentând asemănări aproape până la identitate cu figura păstorului din tabloul Pastorala de la Ermitaj și cu un altul din două scene cu păstori și capre aflate în Staatsgalerie Stuttgart, lucrări de asemenea semnate de artist. Semnat si datat dr. jos pe o piatră: Dom. Cus Brandi P.1732. | Muzeul Național Brukenthal, Sibiu | Cimec    |
|      | Peisaj de iarnă Autor: Alsloot, Denis van | Datare: Sec. XVII Material: ulei pe pânză | La începutul secolului al XVII-lea, pictura de peisaj a avut ca sursă de inspirație lucrările lui Pieter Brueghel cel Tânăr, fiind o narațiune vastă și clar structurată. Fiecare fapt ilustrează viața de zi cu zi, succesiunea anotimpurilor care devine un eveniment iar acesta trebuia narat asemeni unei povestiri. Viața era într-o osmoza cu natura iar trasatura caracteristică era nota pitorescă. Iarna, anotimpul unei încetiniri a vieții în natură, a deschis spiritului artistic flamand ocazii pentru călătorii reale sau imaginare, deloc nostalgice ci pline de vitalitate. Localitatea Tervuren și pădurea Soignes focalizau interesul multor peisagiști din Flandra iar figura cea mai proeminentă a școlii de la Bruxelles a fost Denis van Alsloot. Acesta a avut meritul de a aborda concepția peisajului panoramic, o caracteristică a școlii bruxelleze, concepție abordată frecvent în imaginile hibernale. Tipul de compoziție, în peisajul flamand din secolul al XVII-lea, s-a caracterizat prin ridicarea liniei orizontului și degajarea prim planului în favoarea unei scene vaste cu personaje numeroase, pline de viață. Pentru realizarea iluziei de adâncime spațială folosită de peisagiștii Renașterii și preluată de urmașii lor în secolul al XVII-lea, flamanzii au folosit axul spațial oblic. O mare atenție a fost acordată atmosferei cu lumină rece ce cade pe larga întindere a satului. Dacă rolul cerului este limitat, o deosebită atenție este acordată luminii ce se dispersează uniform pe întreaga compoziție. Contrar lui Coninxloo care a căutat unificarea compoziției prin aceeași tonalitate, Alsloot a rămas fidel convergenței a trei tonuri, cu nuanțe ce migrează cu ușurința între ele. Pictorul nu folosește culori intense sau saturate. Cerul este bleu-cenusiu iar soarele revarsă o lumină difuză. Cu toate acestea ochiul este în căutarea liniei orizontului, fiind îndreptat asupra vectorilor, ai structurii bird flight view, pentru ca apoi să se oprească asupra personajelor pline de viață, în surprinderea câtorva ipostaze, precum cea a vânătorului și a recuzitei sale, a tăietorului de lemne sau a secvențelor hibernale amuzante. Anecdota nu lipsește în narațiune și multe din aspectele ei, spre exemplu femeia care alunecă pe gheață, preia paradigme bruegheliene ce amintesc de astfel de episoade. Imaginea oferită de Alsloot este cea a unei naturi familiare vieții contemporane, cu problemele concrete ale omului și existenței sale terestre, redată cu o admirabilă veridicitate în nuanțele cromatice locale. Originalitatea pictorului constă tocmai în transcrierea simplă și veselaă, fără lirism a narațiunii. Peisajul de iarnă a fost catalogat de Csaki (1909) ca aparținând lui Jakob Grimmer (?), probabil datorită atmosferei specific bruegeliană. Cu toate acestea lucrarea este monogramată (D.A) și foarte aproape de stilul pictorului Denis van Alsloot, după cum opiniază Yvonne Thiery. Succesiunea planurilor, asocierea perspectivei plonjante cu optica firească sunt argumente care ne conduc spre acest artist. Semnat dreapta jos cu monogram: D. A Provenienta: colecția Samuel von Brukenthal. | Muzeul Național Brukenthal, Sibiu | Cimec    |
|      | Chermesa Autor: Droochsloot, Cornelisz Joost | Datare: 1646 Material: ulei pe pânză | Tipul de chermesă prezent în această lucrare este foarte des întâlnit în creația lui Joost Cornelisz Droochsloot, artistul modificând, de la o variantă la alta, doar câteva componente ale compoziției (care s-a bucurat de o notabilă vogă în epocă, fiind întâlnită și în repertoriul unor cunoscuți pictori de gen flamanzi, ca de pildă David Teniers cel Tânăr). Bazată pe succesiunea unor grupuri de țărani pe axa unei ulițe sătești, compunerea narează cu particular umor - din care nu lipsesc inflexiunile caricatural-iconice - multiplele și previzibilele stări ale unei astfel de petreceri: dansul, conversația, jocul, cearta, beția, etc. însumarea, în fapt, a unor episoade cotidiene legate de un atare eveniment mistic se face printr-o rezolvare picturală care amintește ecouri ale sistemului de compartimentare tipic scenei de gen (desfășurate în peisaj) din Țările de Jos din secolul al XVI-lea: privirea condusă spre fundal în etape și pe direcții oblice. La Droochsloot însă, după primele două planuri, se atenuează interesul pentru individualizarea grupurilor, care, astfel, devin simple elemente de decor. Artistul ramâne unul dintre cei mai de seamă reprezentanți ai viziunii panoramice a scenelor de gen din pictura amintitelor provincii, continuând în acest sens o linie ilustră, compusă, între alții, de David Vinckboons, Jacob Savery, Hans Bol, Esaias van de Velde, Adriaen van de Venne, Pieter de Bloot sau Adriaen van Ostade. Sub aspect cromatic, Droochsloot preferă familia brunurilor și verzurilor, în care integrează tonuri de roșu, ocru, galben stins, albastru. Pensulația abilă mai ales în schițarea fizionomiilor și gesturilor, aduce meștesșugite accente în derulare acestei ample și extrem de populate chermese. Theodor von Frimmel (1894) este primul care identifică semnătura și îi notează actuala paternitate. Semnat și datat stânga, către mijloc: J.C. Drooch...Sloo...1646. | Muzeul Național Brukenthal, Sibiu | Cimec    |
|      | Ecce Homo Autor: Tiziano, Vecellio, zis da Cadore | Datare: Sec. XVI Material: ulei pe pânză | Tabloul, achiziționat al finele secolului a parcurs un drum sinuos în ceea ce privește atribuirile și incitant prin existența, dispariția sa în urma furtului din Brukenthal în 1968 și reapariția sa spectaculoasă dupa 30 ani (1998) împreună cu alte trei lucrări din cele opt sustrase atunci. La intrarea în colecție "ECCE HOMO" a figurat ca opera de Tițian (Ä.K), consemnat astfel și în catalogul lui Neugeboren (1844) ca ulterior în cataloagele din 1893 și 1909 să fie înscris ca "școala lui Tițian", din rațiuni pe care nu le cunoaștem. A fost meritul lui Theodor lonescu, fostul șef al Galeriei de artă din anii '60 - '70 de a redescoperi și proba adevărata identitate a autorului - Tițian - în anul 1959. Reperul acestei reatribuiri l-a constituit o imagine fotografică a uneia din cele trei variante existente, a operei lui David Teniers cel Tânar, intitulată "Arhiducele Leopold Wilhelm al II lea în Galeria sa din Bruxelles". Autorul tabloului, David Teniers cel Tânar a fost pictorul favorit și consilierul Arhiducelui Leopold Wilhelm, pe care l-a ajutat să-și alcătuiască o impresionantă colecție de artă italiană, preponderent venețiană, aspect relevant în tabloul în discuție în care se observă pe panourile ce etalează lucrările, opere de Bellini, Veronese, Tintoretto, Annibale Carracci s.a. În prim plan, central, în registrul de jos se remarcă bustul lui Cristos din tabloul "ECCE HOMO" de Tițian. (Vezi Von Bruegel bis Rubens...). La recomandarea lui Roberto Longhi (cf. coresp. cu Italia, 1959) care confirmă fără dubii numele lui Tițian, Theodor lonescu publică lucrarea în revista Paragone (129/1960). În anul 1961 (09.03), cercetatoarea Emma Zocca îi furnizează lui Theodor lonescu noi date despre tabloul "ECCE HOMO" de la Sibiu, de unde rezultă că Tițian a pictat acest subiect în trei variante; prima (azi la Prado) a fost executată la comanda lui Carol Quintul, a doua, la solicitarea prietenului artistului, Aretino (aflată azi în muzeul Conda - Chantilly). Varianta de la Sibiu este realizată de Tițian, dupa opinia Emmei Zocca, în anii senectuții, ilustrând modul cum pictorul a știut să reia la bătrânețe un subiect din anii tinereții, maniera în care l-a reelaborat cu dezinvoltură și vigoare. Aprecieri elogioase la adresa tabloului de la Sibiu le exprima în anul 1999 și distinsa cercetatoare italiana, Mina Gregori, care ne-a scris (în 16.02)..." é indubbiamente il busto più bello di Cristo che si conosca.", întarindu-ne impresia noastră conform căreia Cristos are o atitudine maiestuoasă, solemnă virilă, având trăsăturile lui Jupiter olimpianul. | Muzeul Național Brukenthal, Sibiu | Cimec    |
|      | Peisaj olandez cu țărani Autor: Goyen, Jan van | Datare: Sec. XVII Material: ulei pe lemn | Jan van Goyen a urmat într-un anume sens recomandările pictorului și teoreticianului artei Karel van Mander care spunea că pictorii de peisaje ar trebui să-și îndrepte atenția spre drumurile cu călători și călăreți, casele oamenilor, orașele, râurile și canalele, să ilustreze viața cu problemele ei. Imaginea satului, cu drumuri și piețe animate, ipostaziind viața comunității a fost doar unul din subiectele adordate de van Goyen într-o perioadă timpurie. Motivul drumului de țară, cocioabele din lemn dărăpănate, vegetația săracă, personajele risipite pe ici pe colo, cu munca sau cu statul la taclale sunt clișee cunoscute la van Goyen, ilustrate și de lucrarea pusă în discuție. Peisajul și stafajul sunt în echilibru: natura și omul cu tot ceea ce a creat el, sunt văzute nu ca opuse ci ca un tot, o lume în care sunt incluse atât detalii familiare cât și orizonturi necunoscute. Imaginea este plină de atmosferă și transmite sentimentul distanței; oamenii stau puțin unii cu alții, să schimbe o vorbă, pentru ca apoi să-și continue fiecare drumul în direcții diferite, o aluzie simbolică la natura neliniștită a omului. Schema compozițională este axată pe diagonala ce urcă spre linia orizontului, care este situată mai sus, acordând puțin spațiu cerului și fenomenelor lui, concentrând astfel atenția asupra activităților terestre. Acest peisaj, alături de lucrarea pandant "Sat olandez cu râu" din Pinacoteca Brukenthal, a fost realizat în perioada în care artistul a adoptat o paletă monocromă pe bază de brunuri, sepia, de verde întunecat, propice impresiilor lirice, exploatând efectele de clarobscur. În catalogul manuscris al colecției Brukenthal (Ä.K.) este făcută mențiunea caă lucrarea achiziționată aparține școlii neerlandeze iar catalogul din 1844 și ulterior Csaki (1901 si 1909) fac trimitere la arta lui Jan van Goyen, ca urmare a descoperirii restului de semnătură. Semnat și datat: F. [Go]? 1615. | Muzeul Național Brukenthal, Sibiu | Cimec    |
|      | Satirul și țăranul Autor: Venne, Pseudo van de | Datare: Sec. XVII Material: ulei pe lemn | Subiectul, inspirat din Fabulele lui Esop, s-a bucurat de o largă circulație în pictura Țărilor de Jos din secolul al XVII-lea, fiind remarcabil ilustrat, între alții, de nume celebre precum Jacob Jordaens sau Jan Steen. Aluzia moralizatoare la existența duplicitară, șiretenia frustă păcălind aroganța stupidă, domesticul învingând maleficul sunt, în esență, reperele ideatice ale scenei în discuție. Tipologia personajelor este echivalentă cu o semnătura, și raporturi frapante pot fi evidențiate în acest sens cu lucrările lui Jan van de Venne intitulate Bettelmusikanten și Verleugnung Petri de la Kunsthistoriches Museum din Viena. Scriitura uzitată dovedește filiația directă din Adriaen van de Venne. Paleta cromatică este însă mai vie decât a acestuia, cu străluciri de email, proprii tablourilor de cabinet. Csaki (1909) înscrie la rubrica paternității lucrării formula Pseudo van de Venne. Ea a rămas neschimbată aproape un secol. Jan de Maere (opinie verbală, 2000) o schimbă, atribuind - cu justețe - tabloul lui Jan van de Venne. | Muzeul Național Brukenthal, Sibiu | Cimec    |
|      | Judecata lui Paris Autor: Balen, Hendrick van | Datare: 1608 Material: ulei pe cupru | Cunoscutul episod mitologic a inspirat notabil nume celebre ale manierismului de la nord de Alpi, precum Abraham Bloemaert, Joachim Wtewael, Hendrick de Clerck sau Hans von Aachen. În registru stilistic, tabloul de la Sibiu prezintă o serie de afinități și înrudiri cu lucrările respective din operele numelor amintite, în registru iconografic pot fi depistate ecouri și din creația unor antecesori ai lui Van Balen, ca Frans Floris sau Marten van Heemskerk. Fiona Healy (în Rubens and the Judgement of Paris: a question of choice) observa cu justețe că ideea dominantă e proslăvirea senzualității, întărită prin relația dintre alegerea lui Paris și reprezentarea sculpturală a lui Bachus la fântâna la marginea căreia își joacă rolul eroul principal. În esență, scena e concepută și realizată ca un subiect de gen menit, înainte de toate, să placă numeroasei clientele a artistului prin calitățile sale acuzat decorativ. Manierismul elegant al compoziției - de o relevantă înrudire cu exemplele similare din opera lui Rottenhamer (Stockholm, Nationalmuseum sau galeria londoneza - Brian Koetser, 1965), personajele cu atribuiri și gesturi afectate, aproape galante, arabescul conturelor și preferința pentru suportul metalic de format mic, peste care pensulația produce efecte de smalț, atestă ascendentul colaborării avute cu artistul german, la Veneția, în 1608 - data executării lucrării - pot fi însă observate și elemente stilistice care anunță o sensibilă detașare de acest ascendent. Personalitatea lui van Balen începe a fi cunoscută, astfel, în mai pregnantă claritate a coloritului, care alătură delicate tonuri de albastru, verde, roșu și trandafiriu sau în folosirea modelului cu griuri colorate pentru reliefarea carnațiilor. Execuția peisajului atestă colaborarea cu un artist înzestrat cu finețe de miniaturist. În favoarea lui Jan Brueghel cel Bătrân opiniază câțiva istorici de artă, între care - cel dintâi - Theodor von Frimmel (1894), apoi Ion Frunzetti (1961) și Georges Marlier (1965). | Muzeul Național Brukenthal, Sibiu | Cimec    |
|      | Medor și Angelica Autor: Ricci, Sebastiano | Datare: Sec. XVIII Material: ulei pe pânză | Lucrarea "Medor și Angelica", inspirată din "Orlando Furioso" a lui Ariosto, a fost achiziționată ca operă a școlii italiene de pictură (Ä.K) și atribuită de Frimmel (1894) lui Jacopo Amigoni, și consemnată astfel și în catalogul raționat al lui Csaki (1903). Atribuirea actuală, cea justă, o datorăm lui Roberto Longhi care scria muzeului în 1964 (cf. coresp. cu Italia) "...per me certamente Ricci e non dell'Amigoni... Buon lavoro." Aceeași opinie exprima un an mai târziu, 1965, (cf. coresp. cu Italia) Antonio Morassi care a caracterizat tabloul "Medor și Angelica" de la Sibiu drept un "bellissimo Sebastiano Ricci". În 1969 (cf. coresp. cu Italia), un alt erudit italian Pietro Zampetti, apreciind calitatea operei, fără a se îndoi de autenticitatea sa, o încadrează cronologic la sfârșitul celui de-al doilea deceniu al lui Settecento. Totodată distinsul istoric de artă italian considera că lucrarea lui Ricci de la Sibiu este legată de gustul literar al epocii și de un neoclasicism "avant la lettre". Subiectul tabloului, inspirat din "Orlando furioso" reprezintă momentul în care cei doi îndrăgostiți, seminuzi (modele de frumusețe clasicizantă) își scriu numele pe scoarța unui copac, încadrați de doi putti în mișcare, descendentă (cel din stânga, văzut din față) și respectiv ascendentă (cel din dreapta, redat din spate). Punerea în pagină a tabloului nostru, tipologia celor două personaje, atitudinile lor sunt comune cu cele ale lui Bachus și Ariadna din lucrarea cu același titlu aflată în Colecția Schönborn Pommersfelden Wiesentheid, o variantă mai puțin liberă a compoziției cu același titlu de la Chiswick House (Rizzi, 1989, Nr.40); trăsăturile Angelicăi sunt aproape identice cu cele ale Ariadnei, iar ale lui Medor cu cele ale lui Bachus, aspect ce ne determină să ne asociem opiniei lui Pietro Zampetti, conform căreia tabloul de la Sibiu a fost executat în deceniul doi al lui Settecento, probabil în jurul anului 1716 când a fost realizată și lucrarea din colecția vieneză. Trebuie să precizăm în acest context că opera "Medor și Angelica" din Colecția Brukenthal prezintă ca și lucrările analoge mai sus menționate, elemente clare de rococo, în tratarea coafurilor celor două eroine, în surprinderea grației lor elegante, în bogăția, exuberanța, luminozitatea paletei cromatice, ilustrând cu claritate valoarea artistică a creației lui Sebastiano Ricci, calitatea sa de precursor de primă mărime a rococoului venețian, italian după cum aprecia cu justețe, Rodolfo Pallucchini încă din anul 1976 ("Sebastiano Ricci e il Rococo Europeo"). | Muzeul Național Brukenthal, Sibiu | Cimec    |
|      | Peisaj muntos cu cârciumă Autor: Bril, Paul | Datare: Sec. XVI Material: ulei pe cupru | Peisajul realizat de Stevens dupa o gravură a lui Aegidius Sadeler, concepută de Roelandt Savery este mediația între priveliștea panoramică bruegeliană și peisajul gândit, raționalizat. Adâncimea spațială realizată prin planuri succesive, apropiate de orizontală, ce alternează de fiecare parte a axului spațial oblic este expresia unei atmosfere poetice, filtrate de om. Imaginea realizată are un aer majestuos dar este lipsită de ostentație și grandilocvență. Peisajul lui Stevens urmează principiile structive ale artei flamande și le aplică la temele italiene, dispunându-le în planuri largi, în raporturi simple și clare de orizontale și verticale, la care se adaugă inflexiunile discrete ale unor curbe, un spațiu concav, bogat în elemente "mobilante". Stevens se folosește de construcția peisajului de tipul culisant, unind arborele și muntele cu întinderea câmpiei, pășunea însorită cu munte umbros, perspectiva departată cu viața apropiată, familiară și pașnică a satului. Spațiul este organizat pe verticale întunecate /culise/, arborii sau colinele ce mărginesc o deschidere sau mai multe, sunt inegale și coboară spre orizontul îndepărtat al priveliștii. Dotat cu un simț estetic care elimină detaliile naturiste, Stevens păstrează structura tritonală: albastru intens, verde, brun. Definește prin culoare și lumină frunzișul, obligând lumina, atât ca intensitate cât și ca valoare cromatică, să joace un rol constructiv în recompunerea optică a spațiului. Istoricul atribuirii lucrării este interesant de urmărit de la achiziționare și până în 2001. În Älterste catalog, Gemälde Galerie și Führer durch este înscrisă ca aparținând școlii neerlandeze. În anul 1894 Frimmel face mențiunea "stilului lui Paul Bril, înainte de 1600", iar Csaki (1901 și 1909) o atribuie lui Paul Bril. Atribuirea făcută de el a fost contestată în decursul anilor de către personalități consacrate, printre aceștia numărându-se: Leo van Puyvelde (cf. coresp., 1964), Walter Bernt (cf. coresp. 1967), B. Renckens (cf. coresp., 1968), Yvonne Thiery (cf. coresp., 1968), Jean Max Tassel (opinie verbală, 1900), Marijke de Kinkelder (opinie verbală, 1998) și Luuk Pijl (opinie verbală, 2000). Walter Bernt (1967) nu se pronunță pentru cineva, dar se gândește la cercul lui Roelant Savery. Yvonne Thiery (1968), împărtășeste ideea lui W. Bernt, continuând-o cu remarca "lucrarea pare mai mult opera unui imitator înspre 1600" și sugerează numele lui Pieter Stevens "care a pictat imagini cu Roma și peisaje tiroleze". Fred Meijer (opinie verbală, 2001) infirma categoric vechea atribuire și este cel care descoperă minuscula semnătură a lui P. Stevens. Ținând cont de existența semnăturii și luând în considerare opiniile exprimate de cunoscuții istorici de artă, suntem în asentimentul lor în atribuirea lucrării "Peisajul muntos cu cârciumă țărănească" lui Pieter Stevens cel Tânăr. Semnat dreapta jos: P. Stevens. | Muzeul Național Brukenthal, Sibiu | Cimec    |
|      | Vânătoare la marginea pădurii Autor: Brandi, Domenico | Datare: 1730 Material: ulei pe pânza | Tabloul cunoaște, de la intrarea sa în colecție aceeași succesiune a atribuirilor, ca și lucrarea precedentă, Frimmel (1730) fiind cel care descifrează inscripția autografă de pe piatră, din partea stânga jos a lucrării. Compoziția, realizată în autentica manieră flamandă, redă lupta încleștată între vânătorii, călare, sau pe jos, și animalele sălbatice încolțite de câini. Atmosfera este dramatică, încleștarea dintre oameni și animale (cerb și mistreț), extrem de tensionată, personajele fiind redate în mișcări contorsionate, ce compun curbe și contracurbe, diagonale ce se întretaie, în spiritul barocului târziu. Semnat și datat stânga jos pe o piatră: Dom.co.Brandi. F. Napoli 1730. | Muzeul Național Brukenthal, Sibiu | Cimec    |
|      | Peisaj stâncos cu cascadă Autor: Boels, Frans | Datare: 1588 Material: tempera pe pergament maruflat pe cupru | Raportat aproape fără excepție la opera maestrului său, Frans Boels reușește cu cele două miniaturi "Peisaj stâncos cu cascadă" și "Peisaj stâncos cu pod de piatră" să facă dovada indiscutabilă a măiestriei sale. Imaginile "cosmice" cu decor aproape teatral par să întreacă realismul minuțios al peisajelor rustice sau urbane realizate de Hans Bol. Cele două miniaturi lucrate în tempera într-o tonalitate cromatică rece, ilustrează capacitatatea de improvizație în crearea formelor rupestre de filiație Bosch - Patinir - Bruegel - Bol. Deși rece, gama coloristică este luminoasă, folosirea petelor de tempera juxtapuse duce la impresia de vioiciune în colorit și de caleidoscopică însuflețire a suprafețelor. Asemeni unui bun regizor, Frans Boels a construit nu numai decorul dar a știut să-l însuflețească cu ingeniozitate, cu o scenă de vânătoare în "Peisaj stâncos cu cascadă" și cu o legendă mitologică în "Peisaj stâncos cu pod de piatră". Dr. Franz (1979/80) numește această din urmă lucrare "Peisaj cu Apollo și Daphne" (Atalante?). Opinia dânsului privind prima variantă de titlu nu o consider conformă imaginii reprezentate, căci, potrivit legendei, Daphne, una din însoțitoarele la vânătoare a zeiței Artemis, ca să scape de dragostea lui Apollo, își roagă tatăl s-o metamorfozeze. Boels nu o reprezintă pe Daphne ce începe să se metamorfozeze în dafin, urmărită fiind de Apollo. Nu ea este cea urmarita în lucrarea lui Boels. A doua variantă propusa de Franz mi se pare cea mai potrivită dacă ne reamintim legenda Atalantei prețuită pentru frumusețe și iuțeala picioarelor, învingătoarea întrecerilor la care participa. Ori Frans Boels momentul competiției l-a surprins, căci vanitoasa Atalanta consimțise să se căsătoreasca cu cel ce o va întrece în iuțeală. Cel iute la picior dar mai ales la minte s-a dovedit a fi Milanion. Legenda romană și scena de vânătoare au fost integrate delicat și abil în decorul peisajului stâncos, într-o lume mirifică, special creată. Boels ne invită la citirea minuțioasă dar captivantă a detaliilor pitorești într-un alt spațiu și timp. În Älteste Galeriekatalog lucrarea a fost înscrisă sub numele lui Wilhelm Baur, catalogul din 1844 o consemnează ca aparținând școlii germane, iar cel din 1893 îl menționeză pe Hans Bol. Michael Csaki a atribuit lucrarea lui Frans Boels în 1901, atribuire consfințită de semnătura artistului. Semnat și datat stânga jos: F. Boels 1587. | Muzeul Național Brukenthal, Sibiu | Cimec    |
|      | Bătrână cu ochelari Autor: Bylert, Jan van | Datare: Sec. XVII Material: ulei pe lemn | În realizarea portretului acestei femei în vârsta Van Bylert a apelat la reperele picturale tipice unui instantaneu temporal (relația între mișcarea corpului, poziția mâinilor și capului și prezența ochelarilor este revelatoare), a unei "secvențe pe viu", a unei "tranșe de viață" (proprie viziunii directe a scenei de gen din Țările de Jos în secolul al XVII-lea), care să poată sugera fie clipele unei întreruperi dintr-o posibilă conversație, fie pe cele ale unei solitare reflecții. Interesul pentru surprinderea unui atare moment psihologic expresiv îl îndepărtează în bună măsură, în acest caz, pe Jan van Bylert de formula portretistică - proprie caravaggismului din Utrecht - pe care o practică de obicei (formula unde primează jocul efectelor de ecleraj și unde se întâlnește o numeroasă serie de figuri stereotipe și convenționale, de multe ori aproape identic reluate de la un subiect la altul). Caravaggista rămâne, în schimb, opțiunea pentru veridicitatea naturalistă a detaliului, îndeosebi, firește, a celui anatomic. Conexiuni iconografice din unghiul acestui tip de portret psihologic surprins într-un moment de pregnantă expresivitate pot fi făcute, între altele, cu tablourile "Girl Teasing a Cat" de la The Walter's Art Gallery, Baltimore, USA și Mardi Gras ("A. Rommel Pot Player") de la Memphis Brooks Museum of Art, Memphis, USA. Totuși, tabloul de la Sibiu nu poate fi încadrat cronologic în intervalul 1625-1635, ci mai târziu, probabil în jurul anilor 1650. Corespondența în privința stilului, a execuției - migăloasă, cu tușe de mare finețe - și a formatului pot apoi fi stabilite cu cele două portrete de mici dimensiuni de la Muzeum Narodowe din Varșovia, care îi reprezintă pe Jan și Beatrix van Lischoten. Cel mai cunoscut connaiseur contemporan al operei lui Van Bylert, Paul Huys Janssen pune în evidență (în Jan Van Bylert, 1597/98-1671. Catalogue Raisonné) existența unei lucrări pandant cu tabloul sibian, anume "Bărbat cu carte", ulei pe lemn, 35 x 29 cm, în prezent cu localizare necunoscută, dar a cărei proveniență - la un moment dat al biografiei colecționiste a celor două tablouri în discuție - ar fi fost aceeași, anume vânzarea P.A.J. Knyff, Anvers, 18 iulie 1785. Să mai menționăm, în fine, că Theodor von Frimmel (1894) este primul care identifică semnătura tabloului sibian și îi atribuie în consecință paternitatea actuală. Semnat stânga mijloc: J. V. Bylert fee. (literele J și V legate). | Muzeul Național Brukenthal, Sibiu | Cimec    |
|      | Vânzător în cârciumă țărănească Autor: Brakenburgh, Richard | Datare: Sec. XVII Material: ulei pe pânză | Richard Brakenburgh, asemeni multor pictori de gen, ilustratori ai moravurilor populare, a reprezentat în imagini mai mult sau mai puțin asemănătoare, același motiv pictural, interiorul unei cârciumi, preluat din repertoriul lui Adriaen Brouwer sau al lui Ostade. De această dată, vizita unui vânzator ambulant într-o cârciumă îi oferă prilejul pentru surprinderea unei asemenea ipostaze. Lucrarea este printre puținele realizate de Brakenburgh care semnalează o schimbare, portretizând eșantionul de mijloc al societății olandeze. Spre deosebire de Ostade, "martorul" multor încăierări între țăranii petrecăreți, protagoniștii lui Brakenburgh sunt personaje mai prospere, cu un comportament civilizat în comparație cu cheflii satelor, reflectând parcă o nostalgie pentru simplitatea rustică. În interiorul slab luminat al unei cârciumi, un vânzător ambulant captează atenția persoanelor prezente cu articolele sale, mici tentații pentru toată lumea și pentru toate vârstele. Cu toate că spațiul este aglomerat, atmosfera este liniștită, ambianța plăcută în firescul ei: o mama își grijește pruncul în brațe, două perechi stau de vorbă, copiii au lasat jocul de-o parte pentru a se alătura curiozității celor mari la oferta vânzătorului. De la Steen se poate să fi deprins maniera picturii în tonuri calde, învăluite de clar obscur, să înfățișeze o scenă teatrală sau reculeasă, să dea aceeași importanță fiecărui element care compune această imagine. La Brakenburgh manierismul și realismul se îmbină. Armonia cromatică este realizată prin îmbinarea nuanțelor de gri, portocaliu și ocru cu accente galben-pal sau alb. Cu toate acestea, talentul lui a fost neînsemnat ca să-l consacre ca pe un demn succesor al lui Jan Steen. În primul catalog al galeriei (Ä.K.) lucrarea este înscrisă ca aparținând școlii neerlandeze, dar numele lui Brakenburgh este menționat în 1844, iar ulterior, în catalogul din 1893 se face referire la arta lui Brakenburgh. Csaki consemnează în 1901 că lucrarea este după Brakenburgh și în 1909, i-o atribuie. B. Renckens (cf. corespondență 1968) face comentarii referitoare la lucrare opiniind că scena cu cârciuma ar putea fi din secolul XVII cu toate că femeile amintesc de personajele feminine ale lui Abraham Diepraam și că, în același timp, ar intra în discuție și posiblitatea unui artist german sau belgian din secolul XIX. | Muzeul Național Brukenthal, Sibiu | Cimec    |
|      | Vânătoare de cerbi în pădurea de stejari Autor: Coninxloo, Gillis van | Datare: Sec. XVII Material: ulei pe lemn | Considerat de Carel an Mander și de Lampsonius drept unul din cei mai buni peisagiști ai timpului său, Coninxloo este novatorul peisajului flamand din a doua jumătate a secolului al XVI-lea. El a introdus în pictura flamandă tema codrului grandios, de o maiestuoasă și plină de mister, sălbaticie. Vânătoarea de cerbi, este doar un pretext pentru pictor de a ne introduce în universul misterios al pădurii de stejari. Vânătorii și câinii lor sunt surprinși de Coninxloo într-un moment de maximă atenție: pânda și declanșarea atacului exact la momentul potrivit pentru prinderea animalelor ce-și caută salvarea în generozitatea seculară a naturii. Peisajul dispune arborii, diferiți ca structură și esență, în mase simetrice, stufoase și înghesuite așa cum arată de obicei priveliștile silvestre ale acestui pictor flamand din secolul XVI, a cărui scriitură anunță pe cea a secolului XVII, pe Keirincx, pe Rubens, pe Jacques d'Arthois și pe Jacob van Ruysdael. Tipul maiestuos al "sous-bois"-ului de aparat nu e decât schițat aici, migala conturării frunzișului individualizată, contrastează cu modernitatea distribuirii luminii pe focare dispuse dupa centre de interes. Fantasticul trunchiurilor cu rădăcinile contorsionate și trecerile elaborate de la umbrele tainice la luminișurile cu ecou poetic fac farmecul tipului de peisaj la Coninxloo. Este o viziune sintetică a naturii silvestre care evită detaliul prea insistent grafic și redă doar valoarea picturală decorativă a volumelor arborilor văzuți în ansamblu, lumina specifică, umiditatea și răcoarea ambianței, sub un cer neconvențional. T. Frimmel (1894) plasează tabloul în creația târzie a artistului. T. lonescu (corespondență, Sibiu, 1959 și 1964), Yvonne Thiery (corespondență, Bruxelles, 1959) și Frunzetti 1961 susțin această opinie. Se pot stabili analogii cu "Peisajul de pădure cu vânători" de la Muzeul Styriei, Graz datat 1600. | Muzeul Național Brukenthal, Sibiu | Cimec    |
|      | Johann Traugott von Seilen din Brașov Autor: Schuppen, Jakob van | Datare: Sec. XVII - XVIII Material: ulei pe pânză | Nu știm mare lucru despre Johann Traugott von Seilen (1697 - 1757) deși familia sa era cunoscută în Brașov la vremea când se presupune că a fost pictat acest portret al său, anume pe la 1720, deci pe la începuturile carierei lui Schuppen la Viena. Istoricul sibian Juluis Bielz (1936) consemnând lapidar portretul, afirma că doctorul Traugott era judecător la Brasov și menționează anii între care a trăit acesta (1697- 1757). Nu este singurul personaj al unui portret despre care nu se știu prea multe, mai interesant ar fi fost de aflat cum a ajuns juristul brașovean la Viena și a reușit să-și comande portretul la deja reputatul pictor al aristocrației vieneze, acela care peste câțiva ani devenea pictor al curții imperiale, apoi din 1726 director al Academiei de artă. Deocamdată ne mulțumim să constatăm că acest fapt dovedește totuși cu prisosință legăturile patriciatului săsesc din Transilvania cu cercurile vieneze de la curte, precum și opulența și bunul gust la care ajunseseră unii reprezentanți ai comunității germane transilvane. Portretul bust, este lucrat în maniera picturii franceze de la curtea lui Ludovic al XV-lea, are o poză discretă, culori rafinate și un desen precis care insistă asupra detaliilor decorative. Figura distinsă, încadrată între buclele bogate ale perucii, dezvăluie trăsăturile caracteriale ale personajului, atitudinea lui respiră sobrietate și demnitate, dar și eleganță. Lipsa sugestiei mișcării capului sau mâinilor (ce țin un sul manuscris), redarea frontală a personajului, toate acestea vor să inspire calmul și liniștea înțeleaptă a omului de lume, care nu este străin de societatea potențatilor zilei. Tipul de portret este mai aproape de cel aristocratic, prin atenția acordată vestimentației, bogate și decorative, în valorații de roșu-violet, și în contraste armonioase cu galben-auriu, verde și alburi, apoi prin amănunțimea trătarii dantelelor de la manșete, a jaboului de mătase și a tesăturilor cu modele în fir roșu, cu care este îmbrăcat von Seilen. Hainele scumpe, luxoase, vag șifonate, pe care personajul pare să le ignore, purtându-le cu un fel de dezinvoltă neglijență, vor să accentueze aerul "aristocratic" al acestui burghez înstărit și cultivat. În cartea sa din 1983, Pierre Schreiden, monograful belgian al lui Schuppen, pomenește tabloul și îl datează pe la 1720 (cf. Baroque-Art 1993), dar el nu a facut parte din Colecția Brukenthal, ci a intrat în ea abia după 1800, fapt ce îndrituiește ipoteza că a fost donat probabil de familia brașoveană după 1803 - anul morții baronului. Este menționat prima dată abia în catalogul din 1844, când era considerat operă a lui Schuppen și încadrat în școala olandeză. La fel apare notat și în catalogul din 1893, iar Frirnmel (1894) îl crede de asemenea executat de Schuppen și îl menționează cu același titlu, îl înscrie cu aceleași date Michael Csaki în cataloagele din 1901 și 1909, iar mai târziu este trecut în lexiconul Thieme-Becker și în dicționarul Bénézit, între tablourile lui Schuppen aflate la Muzeul Brukenthal Julius Bielz (1936) consemnează lapidar un portret al lui Traugott (ulei pe pânză 80 x 70), care se gasea la "Burzenländer Museum in Kronstadt" (Brașov), dar probabil că numai personajul este același, tabloul lui Schuppen fiind în anul apariției cărții lui Bielz, 1936, la Muzeul Brukenthal. I. Frunzetti și T. Jonescu îl menționează fără comentarii și îl reproduc în studiul lor din 1959, iar V. Mureșan comentează tabloul în studiul din 1987, apoi este comentat și caracterizat de Klara Garas în catalogul marii expoziții de la Budapesta dedicată Barocului central-european (1993). | Muzeul Național Brukenthal, Sibiu | Cimec    |
|      | Natură moartă cu homar Autor: Snyders, Frans | Datare: Sec. XVII Material: ulei pe pânză | Hella Robels (1989), cel mai reputat exeget al operei lui Snyders, înscrie lucrarea de la Sibiu într-o notabilă serie tematică, circumscrisă decadei 1620-1630, și din care pot fi mai ales citate tablourile Blumen, Gefässe und Früchtekorb, mit Eichhorn, Papagei und Affe de la National Gallery of Ireland, Dublin, sau Wild, Früchte, Hummer und Gemüse, aflată odinioară (1930) în Galeria Heinemann din München. Tabloul aparținând Pinacotecii Brukenthal - în opinia noastră unul dintre cele mai ilustrative tipuri iconografice ale blazonului tafel feest, ale unei "mese sărbătorești", formulare sub care erau înregistrate în registrele-inventar ale colecțiilor din Anvers-ul secolului XVII atari naturi moarte pictate de Snyders. Merindele-armoarii alese de Snyders fac trimitere la o particulară vita activa, secondată aceasta - prin prezența discretă a unei maimuțe - și de aluzia la vita voluptuaria. Nucleul semantic îl constituie triada iepure-homar-fazan și potârnichi (piramida cinegetică), flancată de repere fructifere și legumicole nobile: struguri, piersici, prune, sparanghel și, mai ales, anghinari (legumă aristocratică, introdusă în gastronomia nordică prin intermediul bucătăriei regale franceze în secolul al XVI-lea, fiind leguma preferată a Catherinei de Medici). Platoul de Deft pe care odihnește homarul întărește atari semnificații. Această gastronomica glorificata nu e sancționată de nici un semn al timpului pedepsitor. Exultarea epicureică a clipei e subliniată și prin artificiul vizual barochist al mișcării obiectualului (vrejurile cu frunze ale ciorchinilor de struguri). Din unghiul sintagmei de re culinaria, legumele și fructele configurate pot induce subtextual aluzia și la luxurie, la tipul de gastronomie care, prin dimensiunile hiperbolice ale naturii statice exhibate, stimula și amorul trupesc. T. lonescu (1960), în urma corespondenței purtate cu E. Greindl (Belgia), înscrie tabloul de la Sibiu cu actuala paternitate. | Muzeul Național Brukenthal, Sibiu | Cimec    |
|      | Susana la baie Autor: Vriendt, Frans de, zis Floris | Datare: Sec. XVI Material: ulei pe pânză | Scena este dominată de nudul monumental al Susanei, a cărei îmbăiere e surprinsă - printr-un artificiu manierist - de foarte aproape de doi bărbați în vârstă. Fundalul din câmpul Susanei înfățișează un personaj feminin și o fântână în al carei ansamblu sculptural prevalează un putto călărind un delfin. Fizionomiile personajelor principale sunt convenționale, chiar stereotipe, și pot fi întâlnite în mai multe lucrări ale artistului: figura și coafura Susanei e depistabilă și la lucrările "Banchetul zeilor", Musée des Beaux-Arts, Anvers, la "Portretul unei femei", colecție particulară, Zürich (cf. Carl van de Velde, Frans Floris (1519/20-1570). Leven en Werken, Bruxelles, 1975, vol. 2, p. 239), la "Pas et Justitia", Muzeul Pușkin, Moscova, iar figurile celor doi bătrâni pot fi regăsite și la lucrările "Loth și fiicele sale", Muzeul Ermitaj, Sankt-Petersburg sau la "Cap de bătrân", Schloss, Ludwigsburg. Iconografia subiectului este susținută și de repere iconice adiacente. Astfel, vasul de sticlă care odihnește pe cămașa Susanei face aluzie la virginitate, la aceasta trimițând și personajul feminin din fundal, care o reprezintă - dupa Carl van de Velde - pe vestala Fuccia, în timp ce trupeșul putto călărind delfinul face trimitere la prezumabilul desfrâu impudic dorit de cei doi bătrâni. O atare configurare semantică a avut ecou în pictura Țărilor de Jos și modelul Frans Floris poate fi regăsit, în atari detalii, și în opera lui Hendrick Goltzius ("Susana și cei doi bătrâni", Musée des Beaux-Arts, Douai, Franța), a lui Jacob Jordaens ("Susana și bătrânii", Musée Royaux des Beaux-Arts, Bruxelles) sau a lui Jacob van Loo ("Susana și cei doi bătrâni", Glasgow Art Gallery and Museum, Glasgow). Theodor von Frimmel (1894) atribuie tabloul de la Sibiu lui Frans Floris van Vriendt. Carl van de Velde (op. cit.) considera însă că acesta e o copie după lucrarea omonimă de la Galeria Pitti din Florența. La rândul nostru opinam că, de fapt, e vorba de o replică după această lucrare. Jan de Maere (opinie verbală, 2000) atribuie fără dubii tabloul sibian lui Frans Floris de Vriendt. Semnat: monogramat F.F.F. ET IV, datat 1565. | Muzeul Național Brukenthal, Sibiu | Cimec    |
|      | Fructe pe un piedestal antic cu Sfânta Familie Autor: Son, Joris van | Datare: Sec. XVII Material: ulei pe pânză | M. Csaki (1909), după o sugestie a lui T. von Frimmel (1894), atribuie tabloul sibian lui Jan Davidsz de Heem, paternitate menținută și de T. lonescu (1964). I. Berström (corespondență, 1966) propune ca autor pe Joris van Son, atribuire mentinută și în Dialogul artelor (1981-1982). Fred Meijer și Jan de Maere (opinii verbale, 2000) propun din nou paternitatea lui J. D. de Heem. Până la elucidarea definitivă a acestei chestiuni a paternității, remarcabilă ni se pare decriptarea semnificațiilor iconografice. Lucrarea din colecția pinacotecii sibiene prezintă frapante similitudini iconografice cu piesele intitulate "Ghirlanda cu fructe" și "Sf. Mihail" (semnată, datată 1657) și "Ghirlanda cu fructe" și "Fecioara cu pruncul" de Joris van Son, ambele de la Muzeul Prado din Madrid. Toate aceste trei tablouri relevă, în esență, glosarea unui pattern de tip Daniel Seghers, reperele florale fiind - firește - înlocuite cu cele fructifere. Cheia principală a lecturii iconologice, anume dihotomia in bono-in malo, e redevabilă, vom opina, configurării celor doi heruvimi (altoreliefurile din partea superioară a cartușului de piatră), al căror comput digitalis (exprimat de poziția antitetică a aripilor) face trimitere la disjuncția imanență-transcedenscență. Fără îndoială, deoarece e și conexă scenei biblice din partea centrală a numitului cartus, primează lectura in bono: cei doi heruvimi și grupurile de fructe au drept liant iconic spice de grâu și vrejuri de viță (promisiunea învierii). Heruvimii pot fi înteleși și ca genii funerare (frunzele de viță care îi flanchează sunt marcate de semnele timpului pedepsitor). La tranziența inexorabilă a elementelor pământești pot face aluzie și fluturii prezenți, dar, in bono, ei pot simboliza sufletele care urmează a fi mântuite. In bono, așadar, strugurele e un simbol euharistic, cireașa un fruct al Paradisului, nuca o aluzie la sacrificiul lui Christos prin Răstignire, piersica și pepenele un îndemn la moderație, castanele, cu învelișul lor țepos, o trimitere la Patimile lui Christos. In malo, reperele fructifere în speță piersicile, strugurii, prunele și pepenele taiat - fac referință la păcatul luxuriei. Desigur, din perspectiva binomului intenția artistului - comprehensiunea spectatorului primează lectura in bono, lectura unei baroce glorificatio de tipul celor cerute de preceptele din scrierile lui Ignațiu de Loyola. | Muzeul Național Brukenthal, Sibiu | Cimec    |
|      | Sibiul la 1808 Autor: Neuhauser, Franz | Datare: 1808 Material: ulei pe pânză | Sibiul la 1808 este una dintre cele mai impozante și reprezentative lucrări din creația lui Franz Neuhauser (1763-1836), artistul de origine vieneză activ la Sibiu, considerat întemeietorul genului peisagistic în Transilvania. Tabloul este o lucrare cu adevărat grandioasă prin dimensiuni și cantitatea de informații oferită. Compoziția se desfășoară pe fâșii orizontale, cele două registre fiind demarcate de valea Cibinului. Aglomerarea de figuri din registrul inferior, se constituie într-o adevărată imagine a vieții locuitorilor orașului: ofițeri ce-și poartă mândri uniformele pe jos sau călare, târgoveți ce-și prezintă sau transportă mărfurile, doamne în ținută de oraș însoțite sau salutate ceremonios de domni eleganți, în mici scene galante; copiii care se joacă, aleargă sau scutură fructe din pomi, țărani ducând marfuri sau fân cu căruțele, câteva țăranci care spală la râu; preoți de diferite confesiuni ce-și sfătuiesc enoriașii; un călugar orb pare să cerșească; un vânator se întoarce în oraș cu tolba pe spate, însoțit de un ogar; o femeie ce vinde niște fructe, probabil, păstrate în două coșuri ridică mâna amenințător înspre un copil care i-a furat ceva și fuge, totul într-o mică scenă de gen cu tentă umoristică și moralizatoare; o caleașcă și niște trăsuri trec în goană, iar un orășean se înclină respectuos în fața uneia ce duce niște persoane importante etc. Toate personajele sunt bine individualizate prin vestimentație și activitățile specifice în această adevărată frescă a societății sibiene de la începutul secolului al XlX-lea. Pe malul celalalt, orașul își trăiește mândru istoria, aruncând spre cer turlele bisericilor și etalând, într-un joc de diagonale scurte, acoperișurile clădirilor. Nu este lipsit de importanță faptul că tabloul a fost realizat la comanda primarului de atunci al orașului, Martin Hochmeister. El se constituie de aceea, într-o reală emblemă a Sibiului din punct de vedere topografic, arhitectural, etnografic, social, confesional, național. Artistul se reprezintă și pe sine în lucrare: cetățean al orașului datorită meritelor deosebite pe plan cultural, dar vienez de origine, Neuhauser este, în același timp locuitor și străin. Creator obiectiv, el este și implicat subiectiv în viața orașului, prin calitatea de membru al comunității. Redându-se pe sine în această lucrare, artistul se recunoaște ca sibian, dar își menține o poziție de observare, care se dorește obiectivă, întrucâtva detașată: în stânga lucrării, fără a se evidenția în vreun fel, într-un surtuc de culoare închisă, cu pălărie, pictorul, la adăpostul unei umbrele ținute de un servitor, pictează orașul de adopțiune. Nedatat, nesemnat. | Muzeul Național Brukenthal, Sibiu | Cimec    |
|      | Natură moartă cu coloană Autor: Son, Joris van | Datare: Sec. XVII Material: ulei pe pânză | Tabloul e pandant cu "Natură moartă pe o masă de piatră" (ulei pe pânză, 85 x 120 cm, semnat J.VAN.SON.f, nr.inv. 1116) din colecția Pinacotecii Brukenthal. Icon-ul celor două lucrări în discuție este foarte frecvent întâlnit în imagistica lui Joris van Son. Din multitudinea exemplelor, le vom cita pe cele mai strâns înrudite cu piesele sibiene, anume "Natură moartă cu homar" (Fitzwilliam Museum, Cambridge) și "Homar și fructe" (Staatliche Kunsthalle, Karlsruhe). Tipologic, cele două tablouri sunt clasabile în subspecia tematică pronkstilleven, a naturii statice somptuoase. Din perspectivă semiotică, ele pot ilustra hermeneutica "mesei miraculoase" (Wunderblock), ipostaziind ritualizarea fastului și metafizicii cotidianului trait de poorters-i (bogații colecționari burghezi din Anvers) în deceniile 6 și 7 ale secolului XVII. Modelele iconice sunt - desigur - reperabile în opera lui Jan Fyt și, cu deosebire, în cea a lui Jan Davidsz de Heem. Scoica, simbol al învierii, e un reper scenografic ineludabil. Antitetic acestuia întâlnim elementele iconice ale tranzienței (fluturii și, mai ales, fisurile postamentelor de piatră). Icon-ul oglindirii, întâlnit la cupele orfevrate în metal nobil, trimite la semantica alterității. Ca o contrapondere a acesteia poate fi înțeleasă prezența coloanei, simbol al tenacității și forței sufletești proprii creștinilor. Medierea între aceste două căi ce urmăresc atingerea mântuirii prin Învierea lui Christos este simbolizată de homar, a cărui omologie formală (familia ovoidului) cu scoica e frapantă. Decorul, inspirat din peisajele de coloratură arcadiană de tip Jan Fyt, întărește semnificația specială a unei vita activa secondată de umbra melancolică a unei vita contemplativa. | Muzeul Național Brukenthal, Sibiu | Cimec    |
|      | Podul Sant'Angelo, Roma Autor: Bredael I, Pieter van | Datare: Sec. XVII Material: ulei pe pânză | În secolul XVII unii artiști din Țările de Jos - C. Berchem, J. B. Weenix, J. J. Cossiau, J. Lingelbach - au asimilat imaginile italiene pe care le-au studiat în timpul petrecut în cetatea eternă. Subiectele, unele inspirate din opera lui Virgiliu, cu jocuri sau ocupații pastorale, vegetație abundentă, ruine, eclerajul particular, creator de atmosferă idealizată sunt filtrate și grefate pe structuri tradiționale. Un edificiu monumental sau o ruină au servit drept repoussoire pentru o compoziție lăsând ochiul privitorului să scruteze imaginea. Bredael recurge la formula de alăturare a "decorurilor mobile", o combinație a peisajului arhitectural cu motive de gen. Două fascicole de lumină accentuează și diferențiază cele două registre ale lucrării: cel superior dominat de edificiile romane Podul Sant'Angelo și mausoleul lui Hadrian, și registrul inferior, târgul propriu-zis cu atmosfera specifică și lumea pestriță care îl animă. Bredael realizează "plastic" o punte între lumea meridională și cea vest europeană fiecare cu elementele definitorii: arhitectura impozantă și viața tumultoasă motivată de simțul practic. Pieter van Bredael alătură obeliscului din Piazza del Popolo, Fontana del tritone a lui Bernini, situându-le aleatoriu pe malul stâng al Tibrului lângă Podul Sant Angelo. Întreaga imagine este scăldată de o lumină caldă meridională a unui răsărit sau apus, Bredael realizând o armonie cromatică cu dominanta de ocru-brun și accente vii de roșu vermifon, albastru, ivoriu. În primelele cataloage ale pinacotecii Brukenthal (Ä. K. și Gemälde Galerie) este înscris că lucrarea a fost achiziționată ca opera unui anonim neerlandez, catalogul din 1893 îl menționează pe Jan van Bredael, iar Frimmel (1894) și Csaki (1901 si 1909) o atribuie lui Guillam van Breda. Jan de Maere (opinie verbală, 2000) și Fred Meijer (opinie verbală, 2001) sunt de părere că natura moartă este realizată de altcineva. Semnat stânga jos: P. v. Breda Fe. | Muzeul Național Brukenthal, Sibiu | Cimec    |
|      | Coborârea de pe Cruce Autor: Sambach, Franz Caspar | Datare: 1781 Material: ulei pe pânză | Lucrarea sugerând un basorelief în bronz, e inspirată compozițional după tabloul lui Rubens ilustrând aceeași scenă. Personajele au figuri și gesturi expresive, imitarea bronzului în tonalități de galben și brun accentuând senzația de strălucire a metalului, dar și de redare sculpturală. Se presupunea că imaginea imită/copiază un relief al lui Raphael Donner, dar se pare că ea nu are replică în opera lui Donner, deci ori lucrarea acestuia s-a pierdut, ori tabloul lui Sambach ilustrează o schiță, un proiect al lui Donner, sau modelul sculptural al acestei picturi trebuie căutat în afara creației celebrului sculptor austriac. Datorită semnăturii tabloul a fost înregistrat de la început ca operă a lui Sambach, încă din catalogul manuscris al Galeriei Brukenthal (Â.K.), cel mai vechi care s-a păstrat. Aici sunt precizate semnătura și anul, citit 1781. Cataloagele din 1844 sși 1893 păstrează aceeași atribuire, dar Frimmel (1894), susține că tabloul e pictat după un relief al lui Donner inspirat de lucrarea lui Rubens și citează monografia lui J. E. Schlager Georg Raphael Donner (Wien 1853) în care însă nu găsește această analogie. M. Csaki păstrează, firește, numele lui Sambach ca autor, dar în cataloagele sale din 1901 și 1909 precizează anul alăturat semnăturii: 1782. Dicționarul E. Bénézit (vol. 7, 1957) menționează de asemenea această lucrare a lui Sambach de la Muzeul Brukenthal. Participând la expoziția: Baroque Art in Central Europe, lucrarea a fost comentată de Klara Garas (1993). Semnat datat dreapta jos: C. Sambach f. 1782. | Muzeul Național Brukenthal, Sibiu | Cimec    |
|      | Ceres, Bachus și Venus Autor: Janssens, Abraham | Datare: Sec. XVII Material: ulei pe pânză | Subiectul este inspirat de celebra formulare "Sine Cerere et Libero (Bahcus) friget Venus" din piesa "Eunucul" de Terentius Joost. Vander Auwera, cel mai reputat exeget al operei lui Jansens, considera - în lucrarea sa de dizertație pentru doctorat, Leven en Werken van Nuyssen, Gent, 2002, pp. 508-511 - că în linie iconografică lucrarea în discuție trebuie pusă în conexiune cu pattern-ul lui Caravaggio și, mai ales, cu gravura cu același subiect al lui Crispijin van den Queborn după un model al lui Crispijin van den Broeck. Din același unghi, fundalul ar fi inspirat de decorul celebrei grădini Tivoli. În fine, același exeget mai invoca la acest capitol și gravura intitulată "Cele 4 elemente" (datată 1601) a lui Johannes Wierix. La rândul nostru, vom semnala similitudini iconografice ale tabloului de la Sibiu cu lucrarea intitulată "Bucuria și Melancolia" (datată 1632), din colecția Bernardo de Lassala, Madrid. Dacă la tabloul madrilen pot fi descifrate înrudiri cu paradigma semantică a perechii Heraclit-Democrit, lectura iconologică a tabloului sibian trebuie să înceapă cu sensul sursei livrești ("Fără Ceres și Bachus, Venus rămâne frigidă"). În acest sens, trebuie să observăm că imagistica propusă de Janssens descinde și din multitudinea reprezentativă a Banchetelor zeilor în pictura Țărilor de Jos și este, în ultima instanță, clasabilă în perimetrul semantic de tip vita voluptuaria. Comput digitalis, sugerat de gestica personajelor și secondat de perechea de porumbei și de torțele exhibate de zeitățile feminine (forul, simbol al vitalității erotice) face o acuzată trimitere la reperele fructifere (struguri) și, mai ales, legumicole (a se vedea aici prezența grâului, simbol al reluării ciclului "celor 4 elemente", explicit configurat, dar, cu deosebiri, cea a icon-ului vigorii sexuale, reprezentat de cornul abundenței dominat de dovleci și pepeni, dintre care unul secționat). Cupa de vin pe care o ridică Bachus în cinstea rubensienei senzualități a zeiței Venus e similară apei dătătoare de viață (vezi cascada din fundal, așezată în același registru cu numita cupă). Ne aflăm aici, din unghiul semnificației, în plină mentalitate barocă, verbul a urca fiind semantic îngemănat cu verbul a cădea, când triumful e o altă față a decăderii. T. von Frimmel (1894) înscrie tabloul sibian sub actuala paternitate. J. Vander Auwera (op. cit, p. 856) considera că la această lucrare a colaborat și Jan Wildens. | Muzeul Național Brukenthal, Sibiu | Cimec    |
|      | Moartea lui Leandru Autor: Liberi, Pietro | Datare: Sec. XVII Material: ulei pe pânză | De la achiziția sa și până în 1909 lucrarea a figurat în toate vechile cataloage ca anonim școala italiană (Ä.K., 1844, 1893). Cel care a atribuit "Moartea lui Leandru" lui Pietro Liberi a fost Michael Csaki, custode al Muzeului Brukenthal, la începutul veacului XX, în urma dialogului, a consultării cu prestigioși istorici de artă de atunci, precum Dr. A. Bredius din Haga, Dr. Hofstede de Groot din Amsterdam și Dr. Karl Voll din München. Atribuirea a rămas validă până în zilele noastre, fiind în opinia lui Ugo Ruggeri (opinie verbală, Venezia, 1992), exeget al operei artistului, o operă reprezentativă pentru Liberi. "Moartea lui Leandru" din Pinacoteca Brukenthal reprezintă momentul în care trupul neînsuflețit al lui Leandru este purtat pe brațe de nereide și tritoni, ale căror nuduri înălțate în mișcări dramatice deasupra valurilor, sunt redate de pictor într-un mod realist, cu sublinierea maselor musculare. Paleta este întunecată, bazată pe brun închis aproape de negru la mare și fundal, pe tonalități roșiatice la zeitățile marine și verzui cadaverice la trupul lui Leandru. Tabloul nostru prezintă analogii semnificative în tratarea nudurilor cu personajele din compozițiile "Potopul", datat 1662 (Santa Maria Maggiore, Bergamo), "Virtute și credință" (Muzeul de artă din Budapesta) sau "Găsirea lui Moise" (colecție particulară londoneză). Relevantă prin similitudinea redării nudurilor corpolent musculoase, cu opera de la Sibiu este și lucrarea "Diana și Calisto" de la Uffizi, ca și tabloul cu titlu neidentificat de la Muzeul de Arta din Ljubliana. | Muzeul Național Brukenthal, Sibiu | Cimec    |
|      | Vânzătorul de lămâi | Datare: Sec. XVII Școală: Atelier olandez Material: ulei pe pânză | Atmosfera de inefabilă delicatețe și tandrețe ce învăluie întâlnirea dintre vânzătorul de lămâi și fetița mirosind fructul dăruit, lumina particulară ce "descoperă" rafinate suprațete de oranj și galben în penumbrele fundalului sobru, marea finețe a pensulației, ce operează subtile treceri de la o materialitate la alta, impun notabile repere ale familiei scenelor de gen intimiste olandeze, din perioada de mijloc a secolului al XVII-lea. Paternitatea lucrării nu este suficient conturată, opiniile exprimate până în prezent, lasând încă deschisă problema atribuirii ei. În primele cataloage ale pinacotecii Brukenthal (Ä.K., 1844, 1893, Csaki 1901 și 1909) apare înscrisă cu datele "anonim olandez". În 1901-1902, A. Brediuso consideră ca aparținând unui artist german, iar H. de Groot unui "olandez din jurul anului 1660" (cf. T. lonescu, 1956). L. van Puyvelde (corespondență Bruxelles 1957), B. Nicolson (corespondență Londra 1958) și B. Bednarik (1960) propun, cu rezerve, numele lui Michael Sweerts sau a unui pictor din cercul acestuia. Atribuirea este contestată de E. Brockhagen (corespondență Karlsruhe, 1958 și V. Lazarev (opinie verbală, Sibiu, 1958). Reperele menționate mai sus, la care se poate adăuga și compunerea fizionomico-gestuală a bărbatului, prezintă numeroase afinități cu cele întâlnite în pictura de gen intimistă a olandezului Jacob Ochtervelt (1635-1710), în cazul de față, cu deosebită referire la lucrarea "Propunere amoroasă" (Karlsruhe, Staatliche Kunsthalle). | Muzeul Național Brukenthal, Sibiu | Cimec    |
|      | Alexandru cel Mare și Diogene Autor: Thomas, Jan | Datare: 1672 Material: ulei pe pânză | Subiectul tabloului ilustrează o întâmplare relatată de Diogenes Laertios în cartea "Despre viețile și doctrinele filozofilor" conform căreia, în timpul campaniei sale în Grecia, Alexandru cel Mare ajuns în Craneion, s-a oprit în fața butoiului în care stătea filozoful Diogene spunându-i "Cere-mi orice favoare vrei". La aceste vorbe filozoful îi răspunde "Nu-mi lua lumina soarelui", aratând prin aceasta că prețuia mai mult darurile naturii decât bogățiile lumești. Vorbele de spirit ale lui Diogene în acest moment, redat de un pictor baroc sunt o expresie a opțiunii artiștilor pentru independența minții, chiar în condițiile unui regim sever, despotic. Compoziția este densă în personaje, câteva în prim plan alături de Alexandru fiind redate în mărime naturală, celelalte fiind conturate în adâncime, gesticulând. Tratarea personajelor, atât a lui Alexandru cât și a însoțitorilor săi cât și a lui Diogene este în maniera tipic flamandă, în redarea fizionomiilor, a vestimentației variate ce asociază elemente romane (armură sau coif) cu cele orientale (turbane). Interesantă este gruparea tuturor personajelor în registrul din dreapta, în contrast cu redarea singulară a unui cal alb, ținut în frâu de un paj (copil negru cu turban) ca și a câtorva elemente de natură moartă (legume) lângă butoiul lui Diogene, aspect ce subliniază de asemenea cât de modestă este hrana filozofului, în consens cu ceea ce subliniam anterior, indiferența, chiar disprețul față de bunurile lumești. Tabloul a fost achiziționat ca operă a școlii neerlandeze de pictură și consemnat astfel în primele cataloage (Ä.K., 1844) până la Frimmel care-l identifica, ca fiind de Jan Thomas, atribuire preluată și consemnată de Csaki, în catalogul din 1909. Semnat și datat stânga jos: Joannes Thomas fecit 1672. | Muzeul Național Brukenthal, Sibiu | Cimec    |
|      | Punerea în mormânt Autor: Badalocchio, Sisto | Datare: Sec. XVI Material: ulei pe pânză | Tabloul a fost achiziționat ca o lucrare a unui anonim italian, dupa Ludovico Carracci (Ä.K.), va fi catalogat în 1844 ca opera autografă a acestuia (remarcându-se, iată, la acea vreme componenta clară a stilisticii Accademiei di Bologna), dar în 1909 Csaki înscrie din nou lucrarea în sfera anonimatului, după Ludovico Carracci. Atribuirea actuală, cea justă, o datorăm lui Roberto Longhi (cel care a identificat numeroase lucrări de artă italiană din Pinacoteca Brukenthal). Acesta în 1964 a informat muzeul nostru (cf. coresp. cu Italia, 1964) despre existența unor compoziții similare ale lui Badalocchio, la Roma (Casa Patrizi) și la Modena. Tabloul din Colecția Brukenthal este o compoziție cu patru personaje dispuse în jurul trupului inert (cadaveric) a lui Cristos asupra căruia este dirijat fasciculul luminos, întreaga atmosferă fiind dominată de un puternic clarobscur. Lumina dirijată, provenind de la făclia pe care o ține loan Gură de aur, subliniază, în maniera naturalistă, expresivitatea corpului inert al Mântuitorului, culoarea sa cadaverică (verzuie). Aceeași lumină evidențiază trăsăturile lui loan și ale lui Nicodim (lateral stânga și respectiv centru sus), în contrast cu penumbra în care sunt ținute chipurile lui Cristos și ale personajelor din dreapta lucrării. Tabloul de la Sibiu prezintă certe similitudini stilistice (mai cu seama în tipologia comună a personajelor) cu lucrarea Isus pe muntele măslinilor aflată la Alte Pinakothek, München. Restaurat în 1986. | Muzeul Național Brukenthal, Sibiu | Cimec    |
|      | Mercur și Argus Autor: Loth, Carl Johann, zis Carlotto, zis Carlo Lotti | Datare: Sec. XVII Material: ulei pe pânză | Tabloul, o compoziție cu trei personaje, reprezintă un binecunoscut subiect mitologic, acela al adormirii cerberului Argus (care o păzea pe nimfa Io) de sunetul vrăjit al fluierului zeului Mercur, trimis de Jupiter să-i salveze iubita, de la caznele la care a supus-o geloasa sa soție Hera. Atenția pictorului este îndreptată asupra redării corpului musculos al lui Argus și a figurii sale mai vârstnice, a bărbii și parului grisonat, dar și a trupului cu forme atletice, adolescentine al lui Mercur. Lateral dreapta poate fi observat un chip în penumbră (frecvent întâlnit în lucrările lui Carlotto, dar și a altor tenebroși, precum Langetti) care privește atent la scenă. Tabloul a fost cumpărat ca fiind opera unui anonim german și înscris astfel în toate vechile cataloage până la Csaki, care schimbându-i atribuirea de anonim îl încadrează în opera lui Michael Rottmayr von Rosenbrunn, elev al lui Carlotto la Viena. Atribuirea actuală, corectă (recunoscută și de istoricii de artă italieni) o datorăm lui M. O. Tudoran, care a și publicat lucrarea în studiul "Patru tablouri de Johann Carl Loth zis Carlotto în Pinacoteca Brukenthal" (Ars Transilvaniae, 1993). Din creația lui Rottmayr von Rosenbrunn, Pinacoteca Brukenthal deține mai multe lucrări între care relevante pentru maniera artistului sunt "Răpirea Elenei" sau "Triumful științei și artelor". Aceste două compoziții i-au oferit posibilitatea lui M. O. Tudoran unei analize comparate cu operele pe care le-a identificat (inițial patru, apoi încă două) ca fiind realizate de Carlotto și nu de Rottmayr. În schimbarea atribuirii tabloului în discuție de la Rottmayr la Carlotto, Tudoran s-a sprijinit și pe analogiile relevante între Mercur și Argus cu creații similare, până la identitate ale artistului din Kunsthistorisches Museum (Jacob binecuvântează pe fiii lui Josif și Efraim și Manase) și din Shipley Art Gallery Gateshead (Abraham și îngerii). Urmare a comparației între tabloul de la Sibiu și operele mai sus menționate M. O. Tudoran a constatat că fizionomia lui Argus, chipul său matur, cu barba albă, cu trăsături ferme, maniera de redare a trupului său viguros se regăsesc aproape identice la Jacob, Efraim și Abraham. Este de altfel comună și paleta cromatică dominată de tonalitaăți de roșu și ocru, cu accente de alb gri. | Muzeul Național Brukenthal, Sibiu | Cimec    |
|      | Triumful credinței Autor: Magnasco, Alessandro | Datare: Sec. XVIII Material: ulei pe pânză | Pandant cu "Răpirea Proserpinei", tabloul "Triumful credinței" urmează același traiect al atribuirilor până la Frimmel care îl înscrie în opera lui Magnasco. Compoziția reprezintă înălțarea lui Ignațiu de Loyola redat șezând într-un car alegoric, în atitudine de pioșenie, de devoțiune, cu chipul luminat înălțat spre cer. Sfântul este înconjurat de personaje ce ilustrează VIRTUȚILE; Credința, o femeie (șezând în prim plan central) ce ține în mâna dreaptă întinsă spre cer o inima arzândă; Smerenia, un bărbat cu corpul înclinat, capul aplecat spre piept, Biserica catolică - un bărbat vârstnic având un lanț masiv de aur. Stânga sus doi îngerași poartă crucea sfântului ca un stindard al catolicismului, în vreme ce Porumbelul, Duhul Sfânt, trimite raza Sa (reflectată într-o mică oglindă) spre pieptul lui Ignațiu de Loyola. În dreapta sus un grup de îngerași în zbor ridică sipetul Eucharistiei. "Triumful Binelui", opera de maturitate a artistului, este opusă tematic "Triumfului Răului". Lucrarea este apreciată de Laura Muti și Daniele de Sarno Prignano, în amplul lor catalog exhaustiv dedicat lui Magnasco, ca una din cele mai frumoase creații ale artistului, în care acesta atinge " apogeul posibilităților sale de expresie și creație, vădind într-o scriitură delicată și prețioasă, învăluită în lumina caldă, divină, capacitatea sa de cunoaștere a resurselor umane". Expresivitatea chipurilor luminate de extazul mistic este în acord cu trupurile calme, destinse, și diametral opuse tensiunii dramatice ce se desprinde din tabloul "Triumful Răului", Magnasco reușind astfel să opună plastic cele două Forțe antagonice, BINELE și RĂUL. | Muzeul Național Brukenthal, Sibiu | Cimec    |
|      | Târg în Transilvania Autor: Institutul litografic Viena, (SC.); Neuhauser, Franz; (DEL.) | Datare: 1819 Școală: Școală austriacă; Atelier transilvănean Dimensiuni: I: 460 mm.; LA: 623 mm.; I: 340 mm.; LA: 525 mm. (În registrul inventar: 0,340 x 0,515 cm.) Material: Litografie colorată; hârtie cașerată pe carton                                                                                   | Compoziție cu figuri, reprezentând o scenă de târg în Piața Mare din Sibiu. Compoziția reprezintă partea dreaptă a unei lucrări cu trei planșe asamblate prin colare. | Muzeul Național Brukenthal, Sibiu | Cimec    |
|      | Târg în Transilvania Autor: Institutul litografic Viena; (SC.); Neuhauser, Franz; (DEL.) | Datare: 1819 Școală: Școală austriacă; Atelier transilvănean Dimensiuni: I: 460 mm.; LA: 625 mm.; I: 340 mm.; LA: 513 mm. (În registrul inventar: 0,340 x 0,530 cm.) Material: Litografie colorată; hârtie cașerată pe carton                                                                                   | Compoziție cu figuri, reprezentând o scenă de târg în Piața Mare din Sibiu. Compoziția reprezintă partea centrală a unei lucrări cu trei planșe asamblate prin colare. | Muzeul Național Brukenthal, Sibiu | Cimec    |
|      | Petrecere populară în Dumbrava Sibiului Autor: Schivert, Gustav Albert | Datare: 1852 Școală: Școală transilvăneană; Sibiu Dimensiuni: I: 247 mm.; LA: 320 mm. (În registrul inventar: 24,6 / 32 cm.) Material: Desen creion pe hârtie (În registrul inventar: „creion”) | Desenul semnat de Gustav Albert Schivert reprezintă mărturia unui artist participant la marea serbare populară desfășurată în Dumbrava Sibiului, în după-amiaza zilei de 25 iulie 1852, în prezența împăratului Franz Joseph. Artistul transilvănean surprinde pe viu într-o compoziție dinamică, entuziasta adunare a națiunilor Transilvaniei, după încheierea defilării oficiale. Deși prezentată central, estrada de la „stejarul împăratului” unde oficialitățile se întrețin cordial, rămâne într-un plan îndepărtat. Artistul schițează dansul călușarilor români, grupul tinerelor săsoaice, muzicanții orașului, perechea dansând și petrecăreții din jurul butoiului cu vin, coborât de pe carul împodobit cu flori. | Muzeul Național Brukenthal, Sibiu | Cimec    |
|      | Împăratul Maximilian I Autor: Adam, Jacob; (SC.); Ebersparch, Johann Mathias; (DEL.); (EX.) | Datare: 1776-1777 Școală: Atelier din Viena; Școală germană Dimensiuni: I: 340 mm.; LA: 255 mm.; I: 295 mm.; LA: 220 mm. (În registrul inventar: 0,220:0,296 cm.) Material: Mezzotinta; hârtie cu vergatură și filigran                                                                                         | Maximilian I (1459-1519) a fost Arhiduce al Austriei și Regent între anii 1493-1519, ales Rege German la Frankfurt în 1486 și Împărat al Sfântului Imperiu Romano-German, din 1493, fără încoronare, confirmat de papă în 1508. Maximilian este înfățișat tânăr, purtând un veșmânt cu o broderie simplă la gât și colanul Ordinului „Lâna de Aur”, primit la 30 aprilie 1478, după căsătoria sa cu Maria de Burgundia. Maximilian poartă o beretă cunoscută sub numele de „bonetă milaneză”, cu borurile ridicate, prinse cu trei agrafe decorative. Maximilian este reprezentat bust, întors trei sferturi spre stânga, cu mâinile sprijinite pe cadrul ramei, sugerând situarea personajului în fața unei ferestre deschise. Johann Mathias Ebersparch interpretează într-un desen gravat portretul Împăratului Maximilian I, pictat de Joos van Cleve (c.1485/90-1540/1), iar gravorul vienez Jacob Adam reia compoziția și adaugă inscripția de dedicație către contele Esterházy Ferenc de Galántha (1715-1785). | Muzeul Național Brukenthal, Sibiu | Cimec    |
|      | Împăratul Rudolf al II-lea Autor: Furck, Sebastian; (SC.); Aachen, Hans von; (DEL.) | Datare: Primele decenii ale secolului al XVII-lea Școală: Atelier german; Frankfurt am Main Dimensiuni: I: 187 mm.; LA: 122 mm. (În registrul inventar: 0,125:0,189 cm.) Material: Acvaforte și dăltiță; hârtie subțire cu vergatură                                                                            | Rudolf al II-lea (1552-1612) era fiul Împăratului Maximilian al II-lea și al Mariei de Spania, fiica lui Carol Quintul. Arhiduce de Austria, Rudolf a fost încoronat rege al Ungariei, în 1572, iar din 1575 a devenit rege al Boemiei. Între anii 1576-1608 a fost Împărat al Sf. Imperiu Romano-German. Împăratul Rudolf al II-lea este reprezentat bust, întors spre stânga. Poartă armură, coleretă, colanul Ordinului „Lâna de Aur”, iar pe cap are cununa de lauri. Portretul este înscris în medalion oval, având inscripția pe ramă. În colțul superior din stânga se află un medalion oval, cu deviza „AD SIT”. În colțul superior din partea dreaptă se află un alt medalion oval, conținând una din cele 16 embleme ale Împăratului Rudolf al II-lea, respectiv vulturul cu aripile ridicate, ținând în gheară o săgeată. | Muzeul Național Brukenthal, Sibiu | Cimec    |
|      | ÎMPĂRĂTEASA ELISABETH CHRISTINE (În registrul inventar: „Împ. Elisabeta Christina Augusta”) Autor: Müller, Gustav Adolph; (SC.); Schuppen, Jacob van; (PX.) | Datare: c. 1728 Școală: Școală austriacă; Școală franceză Dimensiuni: I: 685 mm.; LA: 492 mm.; I: 660 mm.; LA: 492 mm. (În registrul inventar: 0,490: 0,690 cm.) Material: Dăltiță, ruletă și pointe-sèche; hârtie dublată                                                                                      | Regina Elisabeth Christine este reprezentată într-un interior somptuos, așezată pe un tron surmontat de coroană, cu baldachin. Regina își sprijină brațul stâng pe coroana Spaniei, amplasată pe o pernă de catifea, depusă pe o măsuță, în partea dreaptă. În stânga compoziției se află un piedestal cu o urnă și un aranjament floral. Elisabeth Christine poartă o rochie cu corsaj brodat, deschis în forma literei V și o mantie faldată, căptușită cu hermină. Portretul aparține categoriei portretelor de aparat și este reprezentativ pentru retorica barocă. Comanditarul acestei stampe a fost baronul J. T. L. von Imbsen, după cum menționează inscripția dedicatorie. Johann Theodor von Imbsen a fost consilier al Curții, secretar privat și cancelar al Ordinului „Lâna de Aur”, înnobilat în 1720 în Boemia și în țările ereditare, iar în 1721 a primit rangul de baron al Imperiului. | Muzeul Național Brukenthal, Sibiu | Cimec    |
|      | MARIA THERESIA Autor: Schmitner, Franz Leopold; (SC.); Danne, Franz Anton; (DEL.) | Datare: Mijlocul secolului al XVIII-lea Școală: Școală austriacă Dimensiuni: I: 332 mm.; LA: 205 mm.; I: 310 mm.; LA: 193 mm. (În registrul inventar: 31 / 19,5 cm.) Material: Acvaforte și dăltiță; hârtie cu vergatură; (În registrul inventar: dăltiță)                                                      | Tânăra Regină este reprezentată bust, ușor întoarsă spre dreapta, purtând rochia de la ceremonia de încoronare ca „Rege” al Ungariei. Corsajul rochiei este bordat cu dantelă și este bogat decorat cu broderii, perle și pietre prețioase. Pe cap poartă o mică diademă, iar pe umeri o mantie de mătase. Portretul Mariei Theresia este înscris într-un medalion oval, înconjurat de figuri alegorice. Rama profilată a medalionului se sprijină pe un soclu, pe care se află coroana Ungariei, a Sfântului Rege Ștefan, coroana Boemiei și coroana arhiducală a Austriei. Sub Insignia Regalia este reprezentată stema istorică a Transilvaniei, adoptată din anul 1659. Soclul pe care se află portretul și inscripția de dedicație este gardat în stânga de o figură alegorică în costum „alla Turca”, ce arată cu mâna dreaptă spre coroana Ungariei a Sfântului Rege Ștefan, iar cu mâna stângă susține un stindard cu inscripția „DACIA FELIX”, aluzie la trecerea Transilvaniei de sub suzeranitatea Imperiului Otoman sub cea a Imperiului Habsburgic. Gestul acestei figuri alegorice îndreaptă privirea și spre cei doi putti situați în partea dreaptă a soclului. Unul dintre putti revarsă spre celălalt dintr-un corn al abundenței bogățiile Transilvaniei: spice de grâu, mere, pere, struguri și bani. În partea superioară, dintre faldurile unei draperii se înalță figura alegorică a „Faimei”, care suflă în trâmbiță, anunțând prin intermediul inscripției de pe flamură, izgonirea dușmanilor din Transilvania. Nobilul secui Antál Mikes de Zabola a fost comanditarul acestei gravuri, dedicate Mariei Theresia, Regină a Ungariei și a Boemiei, precum și Principesă a Transilvaniei. | Muzeul Național Brukenthal, Sibiu | Cimec    |
|      | Iosif al II-lea, împreună cu generalii săi (În registrul inventar: „Iosif II-lea) Autor: Mechel, Christian de; (SC.); Brand, Johann Christian; (PX.); Mechel, Christian de; (EX.)                                                                                  | Datare: 1780 Școală: Școală elvețiană; Școală austriacă Dimensiuni: I: 312 mm.; LA: 425 mm.; I: 280 mm.; LA: 327 mm. (În registrul inventar: 0,335: 0,288 cm.) Material: Acvaforte, dăltiță și ruletă; hârtie groasă cu vergatură                                                                               | Stampa ilustrează una din călătoriile împăratului Joseph al II-lea în vara anului 1778 în Boemia, unde a inspectat trupele și fortificațiile, împreună cu mareșalii Lacy și Hadik. Scena surprinsă se petrece probabil la Königgrätz (Hradec Králové). După inspectarea noilor lucrări de fortificații, Joseph II și generalii săi s-au îndreaptat călare spre trupele aliniate pentru inspecție, într-un plan îndepărtat. Este o compoziție dinamică, având în prim plan călăreții, surprinși în poze maiestuoase. Gravorul interpretează o lucrare a lui Johann Christian Brand (1722-1795), pictor și gravor vienez. | Muzeul Național Brukenthal, Sibiu | Cimec    |
|      | [Sa’id Muhammed, ambasadorul Marocului la Iosif al II-lea]; (În registrul inventar: „Ambasadorul Marocului la Iosif II”) Autor: Löschenkohl, Johann Hieronymus; (SC.); (DEL.); (EX.)                                                                               | Datare: 1783 Școală: Școală austriacă Dimensiuni: I: 390 mm.; LA: 455 mm.; I: 386 mm.; LA: 446 mm. (În registrul inventar: 0,44:0,378 cm.) Material: Acvaforte și ruletă; hârtie dublată | Sa’id Muhammed Ben Abdulmelek era trimisul sultanului Sidi Mohammed al Marocului și a fost prezentat împăratului la 28 februarie 1783, de către prințul Orsini-Rosenberg, mai marele Camerei. Împăratul Joseph al II-lea l-a primit cu capul acoperit, stând în picioare, în fața tronului cu baldachin. Tălmăcitorul Curții von Bihn a tradus discursul ținut de ambasador în limba arabă. Răspunsul a fost dat în numele împăratului în limba germană, de către contele Cobenzl vicecancelar, fiind tradus în arabă de tălmăcitor. Tratatul a fost încheiat în 17 aprilie 1783, a fost ratificat de împărat la 24 aprilie și de sultan la 24 iunie 1783. Protocolul acestui tratat prevedea libertate pentru comerț și pentru navigație. | Muzeul Național Brukenthal, Sibiu | Cimec    |